# JAY B의 음반 목록
다음은 대한민국의 보이 그룹 GOT7의 리더이자, 싱어송라이터 JAY B (Def.)의 음반 목록이다.

## 음반 목록

### JAY B

#### JAY B
| 연도 | Artist | 발매일     | 발매 형식 | 앨범명                       | 타이틀곡                                                 |
| ---- | ------ | ---------- | --------- | ---------------------------- | -------------------------------------------------------- |
| 2024 | JAY B  | 2024.11.27 | 정규      | 《Archive 1: (Road Runner)》 | 〈Crash〉                                                |
| 2024 | JAY B  | 2024.11.27 | 정규      | 《Archive 1: (Road Runner)》 | 〈Cloud nine〉                                           |
| 2023 | JAY B  | 2023.02.14 | EP        | 《Seasonal Hiatus》          | 〈잠시만〉                                               |
| 2022 | JAY B  | 2022.09.21 | EP        | 《Be Yourself》              | 〈go UP〉                                                |
| 2022 | JAY B  | 2022.08.23 | 싱글      | 《흔들의자 (Rocking Chair)》 | 〈흔들의자 (Rocking Chair)〉                             |
| 2021 | JAY B  | 2021.08.26 | EP        | 《SOMO:FUME》                | 〈B.T.W (Feat. 박재범) (Prod. Cha Cha Malone)〉          |
| 2021 | JAY B  | 2021.08.26 | EP        | 《SOMO:FUME》                | 〈FAME (Feat. JUNNY) (Prod. GroovyRoom)〉                |
| 2021 | JAY B  | 2021.05.14 | 싱글      | 《Switch It Up》             | 〈Switch It Up (Feat. sokodomo) (Prod. Cha Cha Malone)〉 |

#### JJ Project
| 연도 | Artist                   | 발매일     | 발매 형식 | 앨범명      | 타이틀곡       |
| ---- | ------------------------ | ---------- | --------- | ----------- | -------------- |
| 2017 | JJ Project (JAY B, 진영) | 2017.07.31 | EP        | 《Verse 2》 | 〈내일, 오늘〉 |
| 2012 | JJ Project (JAY B, 진영) | 2012.05.20 | 싱글      | 《Bounce》  | 〈Bounce〉     |

#### Jus2
| 연도 | Artist             | 발매일     | 발매 형식 | 앨범명                    | 타이틀곡                        |
| ---- | ------------------ | ---------- | --------- | ------------------------- | ------------------------------- |
| 2019 | Jus2 (JAY B, 유겸) | 2019.03.05 | EP        | 《FOCUS》                 | 〈FOCUS ON ME〉                 |
| 2019 | Jus2 (JAY B, 유겸) | 2019.04.10 | EP        | 《FOCUS -Japan Edition-》 | 〈FOCUS ON ME (Japanese ver.)〉 |

#### GOT7
| GOT7  | GOT7             | GOT7 | GOT7 | GOT7 | GOT7 | GOT7 |
| ----- | ---------------- | ---- | ---- | ---- | ---- | ---- |
| JAY B | 마크 (Mark Tuan) | 잭슨 | 진영 | 영재 | 뱀뱀 | 유겸 |

| 연도 | Artist | 발매 | 발매일     | 발매 형식 | 앨범명                                           | 타이틀곡                                     |
| ---- | ------ | ---- | ---------- | --------- | ------------------------------------------------ | -------------------------------------------- |
| 2025 | GOT7   | 한국 | 2025.01.20 | EP        | 《WINTER_HEPTAGON》                              | 〈PYTHON〉                                   |
| 2022 | GOT7   | 한국 | 2022.05.23 | EP        | 《GOT7》                                         | 〈NANANA〉                                   |
| 2021 | GOT7   | 한국 | 2021.02.20 | 싱글      | 《Encore》                                       | 〈앙코르 (Encore)〉                          |
| 2020 | GOT7   | 한국 | 2020.11.30 | 정규      | 《Breath of Love : Last Piece》                  | 〈Breath (넌 날 숨 쉬게 해)〉 〈LAST PIECE〉 |
| 2020 | GOT7   | 한국 | 2020.04.20 | EP        | 《DYE》                                          | 〈NOT BY THE MOON〉                          |
| 2019 | GOT7   | 한국 | 2019.11.04 | EP        | 《Call My Name》                                 | 〈니가 부르는 나의 이름〉                    |
| 2019 | GOT7   | 한국 | 2019.05.20 | EP        | 《SPINNING TOP : BETWEEN SECURITY & INSECURITY》 | 〈ECLIPSE〉                                  |
| 2019 | GOT7   | 일본 | 2019.12.18 | EP        | 《LOVE LOOP ～Sing for U Special Edition～》     | 〈Sing for U〉                               |
| 2019 | GOT7   | 일본 | 2019.07.31 | EP        | 《LOVE LOOP》                                    | 〈LOVE LOOP〉                                |
| 2019 | GOT7   | 일본 | 2019.01.30 | EP        | 《I WON'T LET YOU GO》                           | 〈I WON'T LET YOU GO〉                       |
| 2018 | GOT7   | 한국 | 2018.12.03 | 리패키지  | 《Present : YOU & ME Edition》                   | 〈Miracle〉                                  |
| 2018 | GOT7   | 한국 | 2018.09.17 | 정규      | 《Present : YOU》                                | 〈Lullaby〉                                  |
| 2018 | GOT7   | 한국 | 2018.03.12 | EP        | 《Eyes On You》                                  | 〈Look〉                                     |
| 2018 | GOT7   | 일본 | 2018.06.20 | 싱글      | 《THE New Era》                                  | 〈THE New Era〉                              |
| 2017 | GOT7   | 한국 | 2017.10.10 | EP        | 《7 for 7》                                      | 〈You Are〉                                  |
| 2017 | GOT7   | 한국 | 2017.03.13 | EP        | 《FLIGHT LOG : ARRIVAL》                         | 〈Never Ever〉                               |
| 2017 | GOT7   | 일본 | 2017.11.15 | EP        | 《TURN UP》                                      | 〈TURN UP〉                                  |
| 2017 | GOT7   | 일본 | 2017.05.24 | 싱글      | 《MY SWAGGER》                                   | 〈MY SWAGGER〉                               |
| 2016 | GOT7   | 한국 | 2016.09.27 | 정규      | 《FLIGHT LOG : TURBULENCE》                      | 〈하드캐리〉                                 |
| 2016 | GOT7   | 한국 | 2016.04.12 | 싱글      | 《HOME RUN》                                     | 〈HOME RUN〉                                 |
| 2016 | GOT7   | 한국 | 2016.03.21 | EP        | 《FLIGHT LOG : DEPARTURE》                       | 〈Fly〉                                      |
| 2016 | GOT7   | 일본 | 2016.11.16 | EP        | 《Hey Yah》                                      | 〈Hey-Yah〉                                  |
| 2016 | GOT7   | 일본 | 2016.02.03 | 정규      | 《モリ↑ガッテヨ》                                | 〈Yo モリアガッテ Yo〉                       |
| 2015 | GOT7   | 한국 | 2015.11.23 | 리패키지  | 《MAD Winter Edition》                           | 〈고백송〉                                   |
| 2015 | GOT7   | 한국 | 2015.09.29 | EP        | 《MAD》                                          | 〈니가 하면〉                                |
| 2015 | GOT7   | 한국 | 2015.07.13 | EP        | 《Just Right》                                   | 〈딱 좋아 (Just right)〉                     |
| 2015 | GOT7   | 중국 | 2015.11.06 | 싱글      | 《Just Right (Chinese Ver.)》                    | 〈Just Right (Chinese Ver.)〉                |
| 2015 | GOT7   | 일본 | 2015.09.23 | 싱글      | 《LAUGH LAUGH LAUGH》                            | 〈Laugh Laugh Laugh〉                        |
| 2015 | GOT7   | 일본 | 2015.06.10 | 싱글      | 《LOVE TRAIN》                                   | 〈LOVE TRAIN〉                               |
| 2014 | GOT7   | 한국 | 2014.11.18 | 정규      | 《Identify》                                     | 〈하지하지마〉                               |
| 2014 | GOT7   | 한국 | 2014.06.23 | EP        | 《GOT♡》                                         | 〈A〉                                        |
| 2014 | GOT7   | 한국 | 2014.01.20 | EP        | 《Got it?》                                      | 〈Girls Girls Girls〉                        |
| 2014 | GOT7   | 일본 | 2014.10.22 | 싱글      | 《AROUND THE WORLD》                             | 〈AROUND THE WORLD〉                         |

### Def.

#### Def.

##### 발매
| 연도 | Artist | 발매일     | 발매 형식 | 앨범명               | 타이틀곡              |
| ---- | ------ | ---------- | --------- | -------------------- | --------------------- |
| 2022 | Def.   | 2022.12.26 | 싱글      | 《봄이 올까?》       | 〈봄이 올까?〉        |
| 2022 | Def.   | 2022.10.17 | EP        | 《abanadoned love.》 | 〈my abandoned love〉 |
| 2022 | Def.   | 2022.01.26 | EP        | 《LOVE.》            | 〈SUNSET WITH YOU〉   |

##### 믹스테이프
| 연도 | Artist | 발매일     | 발매 형식 | 앨범명                | 발매                | 제공       |
| ---- | ------ | ---------- | --------- | --------------------- | ------------------- | ---------- |
| 2017 | Def.   | 2017.01.01 | EP        | 《1/? vol.1》         | 믹스테이프(Mixtape) | JAY B Def. |
| 2018 | Def.   | 2018.01.22 | EP        | 《1/? vol.2》         | 믹스테이프(Mixtape) | JAY B Def. |
| 2018 | Def.   | 2018.04.30 | 싱글      | 《1/? vol.2 (REMIX)》 | 믹스테이프(Mixtape) | JAY B Def. |
| 2018 | Def.   | 2018.11.10 | EP        | 《1/? vol.3》         | 믹스테이프(Mixtape) | JAY B Def. |
| 2019 | Def.   | 2019.08.04 | EP        | 《1/? vol.4》         | 믹스테이프(Mixtape) | JAY B Def. |
| 2019 | Def.   | 2019.10.28 | EP        | 《1/? Vol.5》         | 믹스테이프(Mixtape) | JAY B Def. |
| 2021 | Def.   | 2021.10.14 | 싱글      | 《HONEY》             | 믹스테이프(Mixtape) | JAY B      |

#### õffshore
| 연도 | Artist   | Def. | 발매일     | 발매 형식 | 앨범명       | 참여곡                                                               |
| ---- | -------- | ---- | ---------- | --------- | ------------ | -------------------------------------------------------------------- |
| 2023 | õffshore | Def. | 2023.10.16 | EP        | 《Scene #4》 | - õffshore 〈Favorite (Feat. Def., JUNNY, iHwak, Royal Dive)〉       |
| 2023 | õffshore | Def. | 2023.10.16 | EP        | 《Scene #4》 | - õffshore 〈BADA (Feat. Def., LEON, Mirror Boy)〉                   |
| 2023 | õffshore | Def. | 2023.10.16 | EP        | 《Scene #4》 | - õffshore 〈Hell Of A Life (Feat. iHwak, Def., JUNNY, Mirror Boy)〉 |
| 2021 | õffshore | Def. | 2021.03.31 | EP        | 《Scene #3》 | - õffshore 〈Cold Night (Feat. HNMR, Def., Jomalxne)〉               |
| 2021 | õffshore | Def. | 2021.03.31 | EP        | 《Scene #3》 | - õffshore 〈전화해 (Feat. Jomalxne, Def.)〉                         |
| 2021 | õffshore | Def. | 2021.03.31 | EP        | 《Scene #3》 | - õffshore 〈Sweet Dream (Feat. Def.)〉 (Remastered)                 |
| 2021 | õffshore | Def. | 2021.03.31 | EP        | 《Scene #3》 | - õffshore 〈Just Stay (Feat. Def., JUNNY)〉 (Remastered)            |
| 2020 | õffshore | Def. | 2020.06.04 | 싱글      | 《Cut #1》   | - õffshore 〈Just Stay (Feat. Def., JUNNY)〉                         |
| 2020 | õffshore | Def. | 2020.06.04 | 싱글      | 《Cut #1》   | - õffshore 〈Sweet Dream (Feat. Def.)〉                              |
| 2020 | õffshore | Def. | 2020.03.26 | EP        | 《Scene #2》 | - õffshore 〈Take a Walk (Feat. iHwak, HNMR, Def.)〉                 |
| 2020 | õffshore | Def. | 2020.03.26 | EP        | 《Scene #2》 | - õffshore 〈Simple (Feat. Def., Mirror Boy)〉                       |
| 2020 | õffshore | Def. | 2020.03.26 | EP        | 《Scene #2》 | - õffshore 〈연기 (Feat. Def., Jomalxne)〉                           |
| 2019 | õffshore | Def. | 2019.06.24 | EP        | 《Scene #1》 | - Royal Dive 〈PLAY (feat. Jomalxne, Def., HNMR)〉                   |
| 2019 | õffshore | Def. | 2019.06.24 | EP        | 《Scene #1》 | - RoseInPeace 〈LAZE (feat. Def., Jomalxne)〉                        |
| 2019 | õffshore | Def. | 2019.06.24 | EP        | 《Scene #1》 | - Mirror Boy 〈SURFIN' (feat. Def., Jomalxne)〉                      |

## 유닛・솔로・듀엣곡

### 유닛

#### GOT7
| 연도 | 발매일     | GOT7 | Artist                             | 곡명                                                  | 앨범명                                      |
| ---- | ---------- | ---- | ---------------------------------- | ----------------------------------------------------- | ------------------------------------------- |
| 2022 | 2022.08.24 | GOT7 | JAY B, 영재                        | JAY B, 영재 〈Closer〉                                | 《굿잡 OST Part 1》                         |
| 2019 | 2019.03.26 | GOT7 | Jus2 (JAY B, 유겸)                 | Jus2 (JAY B, 유겸) 〈TAKE〉                           | 《사이코메트리 그녀석 OST》                 |
| 2019 | 2019.01.30 | GOT7 | JAY B, 영재                        | JAY B, 영재 〈REBORN〉                                | 《I WON'T LET YOU GO (JAY B & 영재)》       |
| 2018 | 2018.12.03 | GOT7 | JAY B, 영재                        | JAY B, 영재 〈1:31AM (잘 지내야해)〉                  | 《Present : YOU & ME Edition》              |
| 2018 | 2018.12.03 | GOT7 | JAY B, 마크 투안 (Mark Tuan), 영재 | JAY B, 마크 투안 (Mark Tuan), 영재 〈Think About It〉 | 《Present : YOU & ME Edition》              |
| 2018 | 2018.06.20 | GOT7 | JAY B, 영재, 뱀뱀                  | JAY B, 영재, 뱀뱀 〈HMMMM〉                           | 《THE New Era (JAY B & 영재 & 뱀뱀)》       |
| 2017 | 2017.11.15 | GOT7 | JAY B, 마크 투안 (Mark Tuan)       | JAY B, 마크 투안 (Mark Tuan) 〈WHY〉                  | 《TURN UP (JAY B & 마크 투안 (Mark Tuan))》 |
| 2017 | 2017.10.27 | GOT7 | JAY B, 잭슨                        | JAY B, 잭슨 〈U & I〉                                 | 《더 패키지 OST》                           |
| 2017 | 2017.10.13 | GOT7 | JAY B, 잭슨                        | JAY B, 잭슨 〈U & I〉 (Chinese Ver.)                  | 《더 패키지 OST (The Package OST)》         |

### 솔로

#### Def.
| 연도 | 발매일     | Artist          | 보컬 (Solo) | 곡명                                               | 앨범명                       |
| ---- | ---------- | --------------- | ----------- | -------------------------------------------------- | ---------------------------- |
| 2023 | 2023.02.10 | SOULBYSEL, Def. | Def.        | SOULBYSEL, Def. 〈about you〉                      | 《SOULBYSEL Compilation 04》 |
| 2021 | 2021.10.18 | Fudasca, Def.   | Def.        | Fudasca, Def. 〈Is It A Dream?〉                   | 《Is It A Dream?》           |
| 2021 | 2021.08.22 | s/s             | Def.        | s/s 〈Memory (Feat. Def.)〉                        | 《SEESAW》                   |
| 2021 | 2021.03.31 | õffshore        | Def.        | õffshore 〈Sweet Dream (Feat. Def.)〉 (Remastered) | 《Scene #3》                 |
| 2020 | 2020.06.04 | õffshore        | Def.        | õffshore 〈Sweet Dream (Feat. Def.)〉              | 《Cut #1》                   |

#### JAY B
| 연도 | 발매일     | Artist             | 보컬 (Solo)        | 곡명                                                 | 앨범명                              |
| ---- | ---------- | ------------------ | ------------------ | ---------------------------------------------------- | ----------------------------------- |
| 2022 | 2022.08.31 | SMMT               | JAY B              | SMMT 〈I’ll Be Fine (Feat. JAY B)〉                  | 《Mr. Hollywood》                   |
| 2022 | 2022.03.29 | JAY B              | JAY B              | JAY B 〈Dive into you〉                              | 《크레이지 러브 OST Part.4》        |
| 2021 | 2021.09.17 | H1GHR MUSIC        | JAY B              | JAY B 〈I'm Surfin' (강릉&양양) (Prod. GroovyRoom)〉 | 《Feel The Rhythm Of Korea Part 1》 |
| 2019 | 2020.04.20 | JAY B (GOT7)       | JAY B (GOT7)       | JAY B (GOT7) 〈RIDE (CD Only)〉                      | 《DYE》                             |
| 2019 | 2019.01.18 | JAY B              | JAY B              | JAY B 〈Be with you〉                                | 《연애하루전 시즌 ZERO》 OST        |
| 2018 | 2018.08.11 | Deepshower         | JAY B              | Deepshower 〈HIGHER (Feat. JAY B)〉                  | 《COLORS》                          |
| 2018 | 2018.09.17 | JAY B (GOT7)       | JAY B (GOT7)       | JAY B (GOT7) 〈Sunrise〉                             | 《Present : YOU》                   |
| 2017 | 2017.07.31 | JAY B (JJ Project) | JAY B (JJ Project) | JAY B (JJ Project) 〈Fade Away〉                     | 《Verse 2》                         |
| 2017 | 2017.08.30 | 프라이머리         | JAY B              | 프라이머리 〈허쉬 (Feat. JAY B Of GOT7)〉            | 《Pop》                             |
| 2015 | 2015.02.17 | JAY B              | JAY B              | JAY B 〈Forever Love〉                               | 《Dream Knight Special OST》        |

| 연도 | Artist | 곡명       | 비고   |
| ---- | ------ | ---------- | ------ |
| 2019 | JAY B  | 〈Anyway〉 | 미발매 |

### 듀엣

#### Def.
| 연도 | 발매일     | Artist   | 보컬 (Duet) | 곡명                                                    | 앨범명       |
| ---- | ---------- | -------- | ----------- | ------------------------------------------------------- | ------------ |
| 2023 | 2023.10.16 | õffshore | Def.        | õffshore 〈BADA (Feat. Def., LEON, Mirror Boy)〉        | 《Scene #4》 |
| 2021 | 2021.03.31 | õffshore | Def.        | õffshore 〈Just Stay (Feat. Def., JUNNY)〉 (Remastered) | 《Scene #3》 |
| 2021 | 2021.03.31 | õffshore | Def.        | õffshore 〈전화해 (Feat. Jomalxne, Def.)〉              | 《Scene #3》 |
| 2020 | 2020.06.04 | õffshore | Def.        | õffshore 〈Just Stay (Feat. Def., JUNNY)〉              | 《Cut #1》   |
| 2020 | 2020.03.26 | õffshore | Def.        | õffshore 〈연기 (Feat. Def., Jomalxne)〉                | 《Scene #2》 |
| 2020 | 2020.03.26 | õffshore | Def.        | õffshore 〈Simple (Feat. Def., Mirror Boy)〉            | 《Scene #2》 |
| 2019 | 2019.06.24 | õffshore | Def.        | RoseInPeace 〈LAZE (feat. Def., Jomalxne)〉             | 《Scene #1》 |

#### JAY B
| 연도 | 발매일     | Artist                  | 보컬 (Duet) | 곡명                                       | 앨범명                              |
| ---- | ---------- | ----------------------- | ----------- | ------------------------------------------ | ----------------------------------- |
| 2021 | 2021.12.15 | JUNNY                   | JAY B       | JUNNY, JAY B 〈nostalgia〉                 | 《nostalgia》                       |
| 2021 | 2021.12.15 | 아우릴고트 (OUREALGOAT) | JAY B       | 〈생각했어 (Feat. JAY B)〉                 | 《생각했어》                        |
| 2016 | 2016.11.30 | 백아연                  | JAY B       | 백아연 〈그냥 한번 (Feat. JAY B Of GOT7)〉 | 《그냥 한번 (Feat. JAY B Of GOT7)》 |
| 2012 | 2012.03.26 | JAY B, 지연             | JAY B       | JAY B, 지연 〈Together〉                   | 《드림하이2 OST》                   |
| 2012 | 2012.03.26 | JAY B, 박서준           | JAY B       | JAY B, 박서준 〈New Dreaming〉             | 《드림하이2 OST》                   |

## 뮤직 비디오

### Def.

#### Def.

##### 발매
| 연도 | Artist | 구분                | 제목                                                | 앨범명               | 제공  |
| ---- | ------ | ------------------- | --------------------------------------------------- | -------------------- | ----- |
| 2022 | Def.   | M/V                 | - Def. 〈my abandoned love〉 (Official Video)       | 《abanadoned love.》 | JAY B |
| 2022 | Def.   | M/V / Mdnght ver.   | - Def. 〈my abandoned love〉 (M/V / Mdnght ver.)    | 《abanadoned love.》 | JAY B |
| 2022 | Def.   | Official Visualizer | - Def. 〈my bad〉 (Official Visualizer)             | 《abanadoned love.》 | JAY B |
| 2022 | Def.   | Official Visualizer | - Def. 〈calm down〉 (Official Visualizer)          | 《abanadoned love.》 | JAY B |
| 2022 | Def.   | Live Clip           | - Def. 〈my abandoned love〉 (Live Clip)            | 《abanadoned love.》 | JAY B |
| 2022 | Def.   | Live Clip           | - Def. 〈not easy〉 (Live Clip)                     | 《abanadoned love.》 | JAY B |
| 2022 | Def.   | Live Clip           | - Def. 〈right〉 (Live Clip)                        | 《abanadoned love.》 | JAY B |
| 2022 | Def.   | Official Visualizer | - Def. 〈you say〉 (Official Visualizer)            | 《abanadoned love.》 | JAY B |
| 2022 | Def.   | M/V                 | - Def. 〈SUNSET WITH YOU〉 (Official Video)         | 《LOVE.》            | JAY B |
| 2022 | Def.   | Live Clip           | - Def. 〈SUNSET WITH YOU〉 (Live Clip)              | 《LOVE.》            | JAY B |
| 2022 | Def.   | Official Visualizer | - Def. 〈AGAIN (feat. LEON)〉 (Official Visualizer) | 《LOVE.》            | JAY B |
| 2022 | Def.   | Live Clip           | - Def. 〈왜그래?〉 (Live Clip)                      | 《LOVE.》            | JAY B |
| 2022 | Def.   | Official Visualizer | - Def. 〈I JUST WANNA KNOW〉 (Official Visualizer)  | 《LOVE.》            | JAY B |
| 2022 | Def.   | Live Clip           | - Def. 〈바보같이〉 (Live Clip)                     | 《LOVE.》            | JAY B |
| 2022 | Def.   | Official Visualizer | - Def. 〈WANT U〉 (Official Visualizer)             | 《LOVE.》            | JAY B |
| 2022 | Def.   | Live Clip           | - Def. 〈SUNSET WITH YOU〉 (Live Clip)              | 《LOVE.》            | JAY B |

##### 믹스테이프
| 연도 | Artist | 구분                 | 제목                                                           | 앨범명        | 제공  |
| ---- | ------ | -------------------- | -------------------------------------------------------------- | ------------- | ----- |
| 2017 | Def.   | Official Audio       | - Def. 《1/? vol.1》 (Full Ver. / Official Audio)              | 《1/? vol.1》 | JAY B |
| 2017 | Def.   | Official Audio       | - Def. 〈HOLIC〉 (Official Audio)                              | 《1/? vol.1》 | JAY B |
| 2017 | Def.   | Official Audio       | - Def. 〈DON'T WORRY〉 (Official Audio)                        | 《1/? vol.1》 | JAY B |
| 2017 | Def.   | Official Audio       | - Def. 〈SIN (Feat. Jomalxne)〉 (Official Audio)               | 《1/? vol.1》 | JAY B |
| 2017 | Def.   | Official Audio       | - Def. 〈LOST〉 (Official Audio)                               | 《1/? vol.1》 | JAY B |
| 2017 | Def.   | Official Audio       | - Def. 〈BAD HABIT (Feat. Jomalxne)〉 (Official Audio)         | 《1/? vol.1》 | JAY B |
| 2018 | Def.   | Official Audio       | - Def. 《1/? vol.2》 (Full Ver. / Official Audio)              | 《1/? vol.2》 | JAY B |
| 2018 | Def.   | Official Audio       | - Def. 〈THINK OF YOU〉 (Official Audio)                       | 《1/? vol.2》 | JAY B |
| 2018 | Def.   | Official Audio       | - Def. 〈CHANNEL (Feat.jeebanoff, Jomalxne)〉 (Official Audio) | 《1/? vol.2》 | JAY B |
| 2018 | Def.   | Official Audio       | - Def. 〈DON'T TOUCH ME〉 (Official Audio)                     | 《1/? vol.2》 | JAY B |
| 2018 | Def.   | Official Audio       | - Def. 〈PRAY〉 (Official Audio)                               | 《1/? vol.2》 | JAY B |
| 2018 | Def.   | Official Audio       | - Def. 《1/? vol.3》 (Full Ver. / Official Audio)              | 《1/? vol.3》 | JAY B |
| 2018 | Def.   | Official Audio       | - Def. 〈SOMETIME〉 (Official Audio)                           | 《1/? vol.3》 | JAY B |
| 2018 | Def.   | Official Audio       | - Def. 〈BE WITH YOU〉 (Official Audio)                        | 《1/? vol.3》 | JAY B |
| 2018 | Def.   | Official Audio       | - Def. 〈DON'T CARE〉 (Official Audio)                         | 《1/? vol.3》 | JAY B |
| 2018 | Def.   | Official Audio       | - Def. 〈ISLAND (Feat. Jomalxne)〉 (Official Audio)            | 《1/? vol.3》 | JAY B |
| 2018 | Def.   | Official Audio       | - Def. 〈BLIND〉 (Official Audio)                              | 《1/? vol.3》 | JAY B |
| 2019 | Def.   | Official Audio       | - Def. 《1/? vol.4》 (Full Ver. / Official Audio)              | 《1/? vol.4》 | JAY B |
| 2019 | Def.   | Official Audio       | - Def. 〈SOMETHING SPECIAL〉 (Official Audio)                  | 《1/? vol.4》 | JAY B |
| 2019 | Def.   | Official Audio       | - Def. 〈DESIRE〉 (Official Audio)                             | 《1/? vol.4》 | JAY B |
| 2019 | Def.   | Official Audio       | - Def. 〈DEEPER〉 (Official Audio)                             | 《1/? vol.4》 | JAY B |
| 2019 | Def.   | Official Audio       | - Def. 〈RUNAWAY〉 (Official Audio)                            | 《1/? vol.4》 | JAY B |
| 2019 | Def.   | Official Audio       | - Def. 〈STOPLINE (Feat. Rick Bridges)〉 (Official Audio)      | 《1/? vol.4》 | JAY B |
| 2019 | Def.   | Official Audio       | - Def. 《1/? vol.5》 (Full Ver. / Official Audio)              | 《1/? vol.5》 | JAY B |
| 2019 | Def.   | Official Audio       | - Def. 〈RING〉 (Official Audio)                               | 《1/? vol.5》 | JAY B |
| 2019 | Def.   | Official Audio       | - Def. 〈DIARY〉 (Official Audio)                              | 《1/? vol.5》 | JAY B |
| 2019 | Def.   | Official Audio       | - Def. 〈NOTHING〉 (Official Audio)                            | 《1/? vol.5》 | JAY B |
| 2019 | Def.   | Official Audio       | - Def. 〈CURIOSI〉 (Official Audio)                            | 《1/? vol.5》 | JAY B |
| 2019 | Def.   | Official Audio       | - Def. 〈COME BACK TO ME〉 (Official Audio)                    | 《1/? vol.5》 | JAY B |
| 2021 | Def.   | Official Lyric Video | - Def. 〈HONEY〉 (Official Lyric Video)                        | 《HONEY》     | JAY B |

#### õffshore
| 연도 | Artist   | Def. | 구분           | 제목                                                                    | 앨범명       | 제공     |
| ---- | -------- | ---- | -------------- | ----------------------------------------------------------------------- | ------------ | -------- |
| 2021 | õffshore | Def. | Official Audio | - Õffshore 〈Sweet Dream (Feat. Def.)〉 (Official Audio)                | 《Scene #3》 | Õffshore |
| 2021 | õffshore | Def. | Official Audio | - Õffshore 〈Just Stay (Feat. Def., JUNNY)〉 (Official Audio)           | 《Scene #3》 | Õffshore |
| 2021 | õffshore | Def. | Official Audio | - Õffshore 〈Call me (Feat. Jomalxne, Def.)〉 (Official Audio)          | 《Scene #3》 | Õffshore |
| 2021 | õffshore | Def. | Official Audio | - Õffshore 〈Cold Night (Feat. HNMR, Def., Jomalxne)〉 (Official Audio) | 《Scene #3》 | Õffshore |
| 2020 | õffshore | Def. | Official Audio | - Õffshore 〈Smoke (Feat. Def., Jomalxne)〉 (Official Audio)            | 《Scene #2》 | Õffshore |
| 2020 | õffshore | Def. | Official Audio | - Õffshore 〈Simple (Feat. Def., Mirror Boy)〉 (Official Audio)         | 《Scene #2》 | Õffshore |
| 2020 | õffshore | Def. | Official Audio | - Õffshore 〈Take a Walk (Feat. iHwak, HNMR, Def.)〉 (Official Audio)   | 《Scene #2》 | Õffshore |
| 2019 | õffshore | Def. | Official Audio | - Õffshore 〈SURFIN' (feat. Def., Jomalxne)〉 (Official Audio)          | 《Scene #1》 | Õffshore |
| 2019 | õffshore | Def. | Official Audio | - Õffshore 〈LAZE (feat. Def., Jomalxne)〉 (Official Audio)             | 《Scene #1》 | Õffshore |
| 2019 | õffshore | Def. | Official Audio | - Õffshore 〈PLAY (feat. Jomalxne, Def., HNMR)〉 (Official Audio)       | 《Scene #1》 | Õffshore |

### JAY B

#### JAY B
| 연도 | Artist | 구분               | 제목                                                                                  | 앨범명                       | 공급사            |
| ---- | ------ | ------------------ | ------------------------------------------------------------------------------------- | ---------------------------- | ----------------- |
| 2024 | JAY B  | Highlight Medley   | - JAY B 《Archive 1 : (Road Runner)》 (Highlight Medley)                              | 《Archive 1: (Road Runner)》 | JAY B             |
| 2024 | JAY B  | M/V                | - JAY B 〈Crash〉 (M/V)                                                               | 《Archive 1: (Road Runner)》 | JAY B             |
| 2024 | JAY B  | Suit Dance         | - JAY B 〈Crash〉 (Suit Dance)                                                        | 《Archive 1: (Road Runner)》 | 원더케이 오리지널 |
| 2024 | JAY B  | Visualizer         | - JAY B 〈Inside〉 (Visualizer)                                                       | 《Archive 1: (Road Runner)》 | JAY B             |
| 2024 | JAY B  | M/V                | - JAY B 〈Cloud nine〉 (M/V)                                                          | 《Archive 1: (Road Runner)》 | JAY B             |
| 2022 | JAY B  | Highlight Medley   | - JAY B 《Be Yourself》 (Highlight Medley)                                            | 《Be Yourself》              | JAY B             |
| 2022 | JAY B  | MV Teaser          | - JAY B 〈go UP〉 (MV Teaser #1)                                                      | 《Be Yourself》              | JAY B             |
| 2022 | JAY B  | MV Teaser          | - JAY B 〈go UP〉 (MV Teaser #2)                                                      | 《Be Yourself》              | JAY B             |
| 2022 | JAY B  | M/V                | - JAY B 〈go UP〉 (M/V)                                                               | 《Be Yourself》              | JAY B             |
| 2022 | JAY B  | Performance Video  | - JAY B 〈go UP〉 (Performance Video)                                                 | 《Be Yourself》              | JAY B             |
| 2022 | JAY B  | Preview            | - JAY B 〈흔들의자 (Rocking Chair)〉 (Visualizer Preview)                             | 《흔들의자 (Rocking Chair)》 | JAY B             |
| 2022 | JAY B  | M/V                | - JAY B 〈흔들의자 (Rocking Chair)〉 (M/V)                                            | 《흔들의자 (Rocking Chair)》 | JAY B             |
| 2022 | JAY B  | Live               | - JAY B 〈흔들의자 (Rocking Chair)〉 (Live)                                           | 《흔들의자 (Rocking Chair)》 | VOGUE KOREA       |
| 2021 | JAY B  | Album Teaser       | - JAY B 《SOMO:FUME》 (Album Teaser)                                                  | 《SOMO:FUME》                | H1GHR MUSIC       |
| 2021 | JAY B  | Album Preview      | - JAY B 《SOMO:FUME》 (Album Preview)                                                 | 《SOMO:FUME》                | H1GHR MUSIC       |
| 2021 | JAY B  | M/V                | - JAY B 〈B.T.W (Feat. 박재범) (Prod. Cha Cha Malone)〉 (M/V)                         | 《SOMO:FUME》                | H1GHR MUSIC       |
| 2021 | JAY B  | Performance Video  | - JAY B 〈B.T.W (Feat. 박재범) (Prod. Cha Cha Malone)〉 (Performance Video)           | 《SOMO:FUME》                | H1GHR MUSIC       |
| 2021 | JAY B  | M/V                | - JAY B 〈FAME (Feat. JUNNY) (Prod. GroovyRoom)〉 (M/V)                               | 《SOMO:FUME》                | H1GHR MUSIC       |
| 2021 | JAY B  | Visualizer         | - JAY B 〈AM PM (Feat. 휘인) (Prod. GRAY)〉 (Visualizer)                              | 《SOMO:FUME》                | H1GHR MUSIC       |
| 2021 | JAY B  | Official Audio     | - JAY B 〈AM PM (Feat. 휘인) (Prod. GRAY)〉 (Official Audio)                          | 《SOMO:FUME》                | H1GHR MUSIC       |
| 2021 | JAY B  | Official Audio     | - JAY B 〈FAME (Feat. JUNNY) (Prod. GroovyRoom)〉 (Official Audio)                    | 《SOMO:FUME》                | H1GHR MUSIC       |
| 2021 | JAY B  | Official Audio     | - JAY B 〈In To You (Feat. g1nger) (Prod. WOOGIE)〉 (Official Audio)                  | 《SOMO:FUME》                | H1GHR MUSIC       |
| 2021 | JAY B  | Official Audio     | - JAY B 〈Switch It Up (Feat. sokodomo) (Prod. Cha Cha Malone)〉 (Official Audio)     | 《SOMO:FUME》                | H1GHR MUSIC       |
| 2021 | JAY B  | Official Audio     | - JAY B 〈Count On Me (Prod. GroovyRoom)〉 (Official Audio)                           | 《SOMO:FUME》                | H1GHR MUSIC       |
| 2021 | JAY B  | Live               | - JAY B 〈Switch It Up (Feat. sokodomo) (Prod. Cha Cha Malone)〉 (Official Live Clip) | 《SOMO:FUME》                | H1GHR MUSIC       |
| 2021 | JAY B  | Live               | - JAY B 〈B.T.W〉 (Band Ver.)                                                         | 《SOMO:FUME》                | it's Live (MDR)   |
| 2021 | JAY B  | Live               | - JAY B 〈FAME (Feat. JUNNY)〉 (Band Ver.)                                            | 《SOMO:FUME》                | it's Live (MDR)   |
| 2021 | JAY B  | Live               | - JAY B 〈In To You (Feat. g1nger) (Prod. WOOGIE)〉 (Live)                            | 《SOMO:FUME》                | ESQUIRE Korea     |
| 2021 | JAY B  | Official Live Clip | - JAY B 〈Switch It Up (Feat. sokodomo) (Prod. Cha Cha Malone)〉 (Official Live Clip) | 《Switch It Up》             | H1GHR MUSIC       |
| 2021 | JAY B  | Trailer            | - JAY B 〈Official Announcement〉 (Trailer)                                           | - NEW ARTIST : JAY B         | H1GHR MUSIC       |
| 2018 | GOT7   | M/V                | - JAY B (GOT7) 〈Sunrise〉 (M/V)                                                      | 《Present : YOU》            | JYP Ent.          |

#### JJ Project
| 연도 | Artist                   | 구분              | 제목                                                          | 앨범명      | 공급사           |
| ---- | ------------------------ | ----------------- | ------------------------------------------------------------- | ----------- | ---------------- |
| 2017 | JJ Project (JAY B, 진영) | Album Spoiler     | - JJ Project (JAY B, 진영) 《Verse 2》 (Album Spoiler)        | 《Verse 2》 | JYP 엔터테인먼트 |
| 2017 | JJ Project (JAY B, 진영) | M/V Teaser        | - JJ Project (JAY B, 진영) 〈내일, 오늘〉 (M/V Teaser)        | 《Verse 2》 | JYP 엔터테인먼트 |
| 2017 | JJ Project (JAY B, 진영) | M/V               | - JJ Project (JAY B, 진영) 〈내일, 오늘〉 (M/V)               | 《Verse 2》 | JYP 엔터테인먼트 |
| 2017 | JJ Project (JAY B, 진영) | Track Card        | - JJ Project (JAY B, 진영) 〈Coming Home〉                    | 《Verse 2》 | JYP 엔터테인먼트 |
| 2017 | JJ Project (JAY B, 진영) | Track Card        | - JJ Project (JAY B, 진영) 〈내일, 오늘〉                     | 《Verse 2》 | JYP 엔터테인먼트 |
| 2017 | JJ Project (JAY B, 진영) | Track Card        | - JJ Project (JAY B, 진영) 〈On&On〉                          | 《Verse 2》 | JYP 엔터테인먼트 |
| 2017 | JJ Project (JAY B, 진영) | Track Card        | - JJ Project (JAY B, 진영) 〈Icarus〉                         | 《Verse 2》 | JYP 엔터테인먼트 |
| 2017 | JJ Project (JAY B, 진영) | Track Card        | - JJ Project (JAY B, 진영) 〈Don't Wanna Know〉               | 《Verse 2》 | JYP 엔터테인먼트 |
| 2017 | JJ Project (JAY B, 진영) | Track Card        | - JJ Project (JAY B, 진영) 〈Find You〉                       | 《Verse 2》 | JYP 엔터테인먼트 |
| 2017 | JJ Project (JAY B, 진영) | Track Card        | - JJ Project (진영) 〈그날〉                                  | 《Verse 2》 | JYP 엔터테인먼트 |
| 2017 | JJ Project (JAY B, 진영) | Track Card        | - JJ Project (JAY B) 〈Fade Away〉                            | 《Verse 2》 | JYP 엔터테인먼트 |
| 2017 | JJ Project (JAY B, 진영) | Cheer Guide Video | - JJ Project (JAY B, 진영) 〈내일, 오늘〉 (Cheer Guide Video) | 《Verse 2》 | JYP 엔터테인먼트 |
| 2012 | JJ Project (JAY B, 진영) | M/V Teaser        | - JJ Project (JAY B, 진영) 〈Bounce〉 (M/V Teaser)            | 《Bounce》  | JYP 엔터테인먼트 |
| 2012 | JJ Project (JAY B, 진영) | M/V               | - JJ Project (JAY B, 진영) 〈Bounce〉 (M/V)                   | 《Bounce》  | JYP 엔터테인먼트 |

#### Jus2
| 연도 | Artist             | 구분              | 제목                                                     | 앨범명                    | 공급사              |
| ---- | ------------------ | ----------------- | -------------------------------------------------------- | ------------------------- | ------------------- |
| 2019 | Jus2 (JAY B, 유겸) | M/V Teaser        | - Jus2 (JAY B, 유겸) 〈FOCUS ON ME〉 (M/V Teaser 1)      | 《FOCUS》                 | JYP 엔터테인먼트    |
| 2019 | Jus2 (JAY B, 유겸) | M/V Teaser        | - Jus2 (JAY B, 유겸) 〈FOCUS ON ME〉 (M/V Teaser 2)      | 《FOCUS》                 | JYP 엔터테인먼트    |
| 2019 | Jus2 (JAY B, 유겸) | M/V               | - Jus2 (JAY B, 유겸) 〈FOCUS ON ME〉 (M/V)               | 《FOCUS》                 | JYP 엔터테인먼트    |
| 2019 | Jus2 (JAY B, 유겸) | Performance Video | - Jus2 (JAY B, 유겸) 〈FOCUS ON ME〉 (Performance Video) | 《FOCUS》                 | JYP 엔터테인먼트    |
| 2019 | Jus2 (JAY B, 유겸) | Dance Practice    | - Jus2 (JAY B, 유겸) 〈FOCUS ON ME〉 (Dance Practice)    | 《FOCUS》                 | JYP 엔터테인먼트    |
| 2019 | Jus2 (JAY B, 유겸) | Track Film        | - Jus2 (JAY B, 유겸) 〈FOCUS ON ME〉                     | 《FOCUS》                 | JYP 엔터테인먼트    |
| 2019 | Jus2 (JAY B, 유겸) | Track Film        | - Jus2 (JAY B, 유겸) 〈DRUNK ON YOU〉                    | 《FOCUS》                 | JYP 엔터테인먼트    |
| 2019 | Jus2 (JAY B, 유겸) | Track Film        | - Jus2 (JAY B, 유겸) 〈TOUCH〉                           | 《FOCUS》                 | JYP 엔터테인먼트    |
| 2019 | Jus2 (JAY B, 유겸) | Track Film        | - Jus2 (JAY B, 유겸) 〈SENSES〉                          | 《FOCUS》                 | JYP 엔터테인먼트    |
| 2019 | Jus2 (JAY B, 유겸) | Track Film        | - Jus2 (JAY B, 유겸) 〈LOVE TALK〉                       | 《FOCUS》                 | JYP 엔터테인먼트    |
| 2019 | Jus2 (JAY B, 유겸) | Track Film        | - Jus2 (JAY B, 유겸) 〈LONG BLACK〉                      | 《FOCUS》                 | JYP 엔터테인먼트    |
| 2019 | Jus2 (JAY B, 유겸) | Official Audio    | - Jus2 (JAY B, 유겸) 〈FOCUS ON ME (Japanese ver.)〉     | 《FOCUS -Japan Edition-》 | GOT7 Japan Official |

#### GOT7

##### GOT7
| 연도 | Artist | 구분                                  | 제목                                                                    | 앨범명                                           |
| ---- | ------ | ------------------------------------- | ----------------------------------------------------------------------- | ------------------------------------------------ |
| 2025 | GOT7   | GOT7의 킬링보이스                     | - GOT7 〈GOT7 (갓세븐)의 킬링보이스를 라이브로!〉(딩고뮤직)             | 《WINTER_HEPTAGON》                              |
| 2025 | GOT7   | HIGHLIGHT MEDLEY                      | - GOT7 《WINTER HEPTAGON》 (HIGHLIGHT MEDLEY)                           | 《WINTER_HEPTAGON》                              |
| 2025 | GOT7   | M/V TEASER                            | - GOT7 〈PYTHON〉 (M/V TEASER)                                          | 《WINTER_HEPTAGON》                              |
| 2025 | GOT7   | M/V                                   | - GOT7 〈PYTHON〉 (M/V)                                                 | 《WINTER_HEPTAGON》                              |
| 2025 | GOT7   | Performance ver.                      | - GOT7 〈PYTHON〉 (Performance ver.)                                    | 《WINTER_HEPTAGON》                              |
| 2025 | GOT7   | 릴레이댄스                            | - GOT7 〈PYTHON〉 (릴레이댄스)                                          | 《WINTER_HEPTAGON》                              |
| 2022 | GOT7   | HIGHLIGHT MEDLEY                      | - GOT7 《GOT7》 (HIGHLIGHT MEDLEY)                                      | 《GOT7》                                         |
| 2022 | GOT7   | M/V Trailer                           | - GOT7 〈NANANA〉 (M/V Trailer)                                         | 《GOT7》                                         |
| 2022 | GOT7   | M/V                                   | - GOT7 〈NANANA〉 (M/V)                                                 | 《GOT7》                                         |
| 2022 | GOT7   | Performance Video                     | - GOT7 〈NANANA〉 (Performance Video)                                   | 《GOT7》                                         |
| 2022 | GOT7   | 릴레이댄스                            | - GOT7 〈NANANA〉 (릴레이댄스)                                          | 《GOT7》                                         |
| 2021 | GOT7   | M/V Teaser                            | - GOT7 〈ENCORE〉 (M/V Teaser)                                          | 《Encore》                                       |
| 2021 | GOT7   | M/V                                   | - GOT7 〈ENCORE〉 (M/V)                                                 | 《Encore》                                       |
| 2020 | GOT7   | Live                                  | - GOT7 〈Playground〉 (Live)                                            | #GOT7𓅪 GOT7 💚 I GOT7(아가새)                    |
| 2020 | GOT7   | Album Spoiler                         | - GOT7 《Breath of Love : Last Piece》 (Album Spoiler)                  | 《Breath of Love : Last Piece》                  |
| 2020 | GOT7   | M/V Teaser                            | - GOT7 〈Breath (넌 날 숨 쉬게 해)〉 (M/V Teaser)                       | 《Breath of Love : Last Piece》                  |
| 2020 | GOT7   | M/V                                   | - GOT7 〈Breath (넌 날 숨 쉬게 해)〉 (M/V)                              | 《Breath of Love : Last Piece》                  |
| 2020 | GOT7   | M/V                                   | - GOT7 〈LAST PIECE〉 (M/V)                                             | 《Breath of Love : Last Piece》                  |
| 2020 | GOT7   | Teaser Video                          | - GOT7 〈LAST PIECE〉 (JAY B)                                           | 《Breath of Love : Last Piece》                  |
| 2020 | GOT7   | Teaser Video                          | - GOT7 〈LAST PIECE〉 (마크)                                            | 《Breath of Love : Last Piece》                  |
| 2020 | GOT7   | Teaser Video                          | - GOT7 〈LAST PIECE〉 (잭슨)                                            | 《Breath of Love : Last Piece》                  |
| 2020 | GOT7   | Teaser Video                          | - GOT7 〈LAST PIECE〉 (진영)                                            | 《Breath of Love : Last Piece》                  |
| 2020 | GOT7   | Teaser Video                          | - GOT7 〈LAST PIECE〉 (영재)                                            | 《Breath of Love : Last Piece》                  |
| 2020 | GOT7   | Teaser Video                          | - GOT7 〈LAST PIECE〉 (뱀뱀)                                            | 《Breath of Love : Last Piece》                  |
| 2020 | GOT7   | Teaser Video                          | - GOT7 〈LAST PIECE〉 (유겸)                                            | 《Breath of Love : Last Piece》                  |
| 2020 | GOT7   | Album Spoiler                         | - GOT7 《DYE》 (Album Spoiler)                                          | 《DYE》                                          |
| 2020 | GOT7   | Cinema Trailer                        | - GOT7 《DYE》 (Cinema Trailer)                                         | 《DYE》                                          |
| 2020 | GOT7   | M/V Teaser                            | - GOT7 〈NOT BY THE MOON〉 (M/V Teaser 1)                               | 《DYE》                                          |
| 2020 | GOT7   | M/V Teaser                            | - GOT7 〈NOT BY THE MOON〉 (M/V Teaser 2)                               | 《DYE》                                          |
| 2020 | GOT7   | M/V Teaser                            | - GOT7 〈NOT BY THE MOON〉 (M/V Teaser 3)                               | 《DYE》                                          |
| 2020 | GOT7   | M/V                                   | - GOT7 〈NOT BY THE MOON〉 (M/V)                                        | 《DYE》                                          |
| 2020 | GOT7   | Performance Video                     | - GOT7 〈NOT BY THE MOON〉 (Performance Video)                          | 《DYE》                                          |
| 2020 | GOT7   | 스튜디오 춤                           | - GOT7 〈NOT BY THE MOON〉 (스튜디오 춤)                                | 《DYE》                                          |
| 2020 | GOT7   | 스튜디오 춤                           | - GOT7 〈POISON〉 (스튜디오 춤)                                         | 《DYE》                                          |
| 2020 | GOT7   | MOVE REC.                             | - GOT7 〈NOT BY THE MOON〉 (딩고뮤직)                                   | 《DYE》                                          |
| 2020 | GOT7   | MOVE REC.                             | - GOT7 〈AURA〉 (딩고뮤직)                                              | 《DYE》                                          |
| 2020 | GOT7   | 릴레이댄스                            | - GOT7 〈NOT BY THE MOON〉 (릴레이댄스)                                 | 《DYE》                                          |
| 2020 | GOT7   | 끼네스촌                              | - GOT7 〈NOT BY THE MOON〉 (스포티세븐+여우귀)                          | 《DYE》                                          |
| 2019 | GOT7   | Album Spoiler                         | - GOT7 《Call My Name》 (Album Spoiler)                                 | 《Call My Name》                                 |
| 2019 | GOT7   | M/V Teaser                            | - GOT7 〈니가 부르는 나의 이름〉 (M/V Teaser 1)                         | 《Call My Name》                                 |
| 2019 | GOT7   | M/V Teaser                            | - GOT7 〈니가 부르는 나의 이름〉 (M/V Teaser 2)                         | 《Call My Name》                                 |
| 2019 | GOT7   | M/V                                   | - GOT7 〈니가 부르는 나의 이름〉 (M/V)                                  | 《Call My Name》                                 |
| 2019 | GOT7   | Performance Video                     | - GOT7 〈니가 부르는 나의 이름〉 (Performance Video)                    | 《Call My Name》                                 |
| 2019 | GOT7   | Prologue Film                         | - GOT7 〈니가 부르는 나의 이름〉 (JAY B)                                | 《Call My Name》                                 |
| 2019 | GOT7   | Prologue Film                         | - GOT7 〈니가 부르는 나의 이름〉 (마크)                                 | 《Call My Name》                                 |
| 2019 | GOT7   | Prologue Film                         | - GOT7 〈니가 부르는 나의 이름〉 (잭슨)                                 | 《Call My Name》                                 |
| 2019 | GOT7   | Prologue Film                         | - GOT7 〈니가 부르는 나의 이름〉 (진영)                                 | 《Call My Name》                                 |
| 2019 | GOT7   | Prologue Film                         | - GOT7 〈니가 부르는 나의 이름〉 (영재)                                 | 《Call My Name》                                 |
| 2019 | GOT7   | Prologue Film                         | - GOT7 〈니가 부르는 나의 이름〉 (뱀뱀)                                 | 《Call My Name》                                 |
| 2019 | GOT7   | Prologue Film                         | - GOT7 〈니가 부르는 나의 이름〉 (유겸)                                 | 《Call My Name》                                 |
| 2019 | GOT7   | 스튜디오 춤                           | - GOT7 〈Crash & Burn〉 (스튜디오 춤)                                   | 《Call My Name》                                 |
| 2019 | GOT7   | 스튜디오 춤                           | - GOT7 〈Thursday〉 (스튜디오 춤)                                       | 《Call My Name》                                 |
| 2019 | GOT7   | 릴레이댄스                            | - GOT7 〈니가 부르는 나의 이름〉 (릴레이댄스)                           | 《Call My Name》                                 |
| 2019 | GOT7   | Album Teaser                          | - SPINNING TOP:BETWEEN SECURITY & INSECURITY (Album Teaser)             | 《SPINNING TOP : BETWEEN SECURITY & INSECURITY》 |
| 2019 | GOT7   | Album Spoiler                         | - GOT7 《SPINNING TOP : BETWEEN SECURITY & INSECURITY》 (Album Spoiler) | 《SPINNING TOP : BETWEEN SECURITY & INSECURITY》 |
| 2019 | GOT7   | TAPE                                  | - GOT7 〈1°〉 (Live)                                                    | 《SPINNING TOP : BETWEEN SECURITY & INSECURITY》 |
| 2019 | GOT7   | M/V Teaser                            | - GOT7 〈ECLIPSE〉 (M/V Teaser 1)                                       | 《SPINNING TOP : BETWEEN SECURITY & INSECURITY》 |
| 2019 | GOT7   | M/V Teaser                            | - GOT7 〈ECLIPSE〉 (M/V Teaser 2)                                       | 《SPINNING TOP : BETWEEN SECURITY & INSECURITY》 |
| 2019 | GOT7   | M/V                                   | - GOT7 〈ECLIPSE〉 (M/V)                                                | 《SPINNING TOP : BETWEEN SECURITY & INSECURITY》 |
| 2019 | GOT7   | TAPE                                  | - GOT7 〈ECLIPSE〉 TAPE (EDITED Ver.)                                   | 《SPINNING TOP : BETWEEN SECURITY & INSECURITY》 |
| 2019 | GOT7   | Thank You                             | - GOT7 〈ECLIPSE〉 (Thank You I GOT7 Ver.)                              | 《SPINNING TOP : BETWEEN SECURITY & INSECURITY》 |
| 2018 | GOT7   | Teaser Video                          | - GOT7 《`Present : YOU` &ME Edition》 (Teaser Video)                   | 《Present : YOU & ME Edition》                   |
| 2018 | GOT7   | M/V Teaser                            | - GOT7 〈Miracle〉 (M/V Teaser)                                         | 《Present : YOU & ME Edition》                   |
| 2018 | GOT7   | M/V                                   | - GOT7 〈Miracle〉 (M/V)                                                | 《Present : YOU & ME Edition》                   |
| 2018 | GOT7   | GOT7 STUDIO                           | - GOT7 〈Miracle〉 (Live)                                               | 《Present : YOU & ME Edition》                   |
| 2018 | GOT7   | GOT7 STUDIO                           | - GOT7 〈Miracle〉 (Christmas Ver.)                                     | 《Present : YOU & ME Edition》                   |
| 2018 | GOT7   | GOT7 STUDIO                           | - GOT7 〈Take Me To You〉 (Live)                                        | 《Present : YOU & ME Edition》                   |
| 2018 | GOT7   | Winter Story with I GOT7              | - GOT7 〈Miracle〉 (Winter Story with I GOT7)                           | 《Present : YOU & ME Edition》                   |
| 2018 | GOT7   | Lyric Clip                            | - GOT7 〈Lullaby〉 (Lyric Clip)                                         | 《Present : YOU》                                |
| 2018 | GOT7   | Track Spoiler                         | - GOT7 〈Lullaby〉 (Track Spoiler)                                      | 《Present : YOU》                                |
| 2018 | GOT7   | M/V Teaser                            | - GOT7 〈Lullaby〉 (M/V Teaser)                                         | 《Present : YOU》                                |
| 2018 | GOT7   | M/V                                   | - GOT7 〈Lullaby〉 (M/V)                                                | 《Present : YOU》                                |
| 2018 | GOT7   | Performance Video                     | - GOT7 X adidas 〈Lullaby〉 (Performance Video)                         | 《Present : YOU》                                |
| 2018 | GOT7   | 릴레이댄스                            | - GOT7 〈Lullaby〉 (릴레이댄스)                                         | 《Present : YOU》                                |
| 2018 | GOT7   | M/V                                   | - JAY B (GOT7) 〈Sunrise〉 (M/V)                                        | 《Present : YOU》                                |
| 2018 | GOT7   | M/V                                   | - 마크 (GOT7) 〈OMW〉 (M/V)                                             | 《Present : YOU》                                |
| 2018 | GOT7   | M/V                                   | - 잭슨 (GOT7) 〈Made It〉 (M/V)                                         | 《Present : YOU》                                |
| 2018 | GOT7   | M/V                                   | - 진영 (GOT7) 〈My Youth〉 (M/V)                                        | 《Present : YOU》                                |
| 2018 | GOT7   | M/V                                   | - 영재 (GOT7) 〈혼자 (Nobody Knows)〉 (M/V)                             | 《Present : YOU》                                |
| 2018 | GOT7   | M/V                                   | - 뱀뱀 (GOT7) 〈Party〉 (M/V)                                           | 《Present : YOU》                                |
| 2018 | GOT7   | M/V                                   | - 유겸 (GOT7) 〈Fine〉 (M/V)                                            | 《Present : YOU》                                |
| 2018 | GOT7   | Lyric Clip                            | - GOT7 〈Lullaby (English Ver.)〉 (Lyric Clip)                          | 《Present : YOU》                                |
| 2018 | GOT7   | Lyric Clip                            | - GOT7 〈Lullaby (Chinese Ver.)〉 (Lyric Clip)                          | 《Present : YOU》                                |
| 2018 | GOT7   | Lyric Clip                            | - GOT7 〈Lullaby (Spanish Ver.)〉 (Lyric Clip)                          | 《Present : YOU》                                |
| 2018 | GOT7   | Album Spoiler                         | - GOT7 《Eyes On You》 (Album Spoiler)                                  | 《Eyes On You》                                  |
| 2018 | GOT7   | M/V Teaser                            | - GOT7 〈Look〉 (M/V Teaser)                                            | 《Eyes On You》                                  |
| 2018 | GOT7   | M/V                                   | - GOT7 〈Look〉 (M/V)                                                   | 《Eyes On You》                                  |
| 2018 | GOT7   | Performance Video                     | - GOT7 x adidas 〈Look〉 (Performance Video)                            | 《Eyes On You》                                  |
| 2018 | GOT7   | Performance Video                     | - GOT7 〈Look〉 (Performance Video)                                     | 《Eyes On You》                                  |
| 2018 | GOT7   | GOT7 STUDIO                           | - GOT7 〈고마워〉 (Live)                                                | 《Eyes On You》                                  |
| 2018 | GOT7   | Thank You                             | - GOT7 〈고마워〉 (Epilogue for I GOT7)                                 | 《Eyes On You》                                  |
| 2018 | GOT7   | Special Video                         | - GOT7 〈너 하나만〉 (Feat. 효린)                                       | 《Eyes On You》                                  |
| 2018 | GOT7   | 100sec                                | - GOT7 〈100초로 보는 갓세븐〉 (딩고 뮤직)                              | 《Eyes On You》                                  |
| 2017 | GOT7   | Teaser                                | - GOT7 《7 for 7》 1.                                                   | 《7 for 7》                                      |
| 2017 | GOT7   | Teaser                                | - GOT7 《7 for 7》 2.                                                   | 《7 for 7》                                      |
| 2017 | GOT7   | Image Video                           | - GOT7 〈You Are〉 Image Video (Vocal by JAY B)                         | 《7 for 7》                                      |
| 2017 | GOT7   | Album Spoiler                         | - GOT7 《7 for 7》 (Album Spoiler)                                      | 《7 for 7》                                      |
| 2017 | GOT7   | M/V                                   | - GOT7 〈You Are〉 (M/V)                                                | 《7 for 7》                                      |
| 2017 | GOT7   | Performance Video                     | - GOT7 〈Teenager〉 (Performance Video)                                 | 《7 for 7》                                      |
| 2017 | GOT7   | Lyric Video Teaser                    | - GOT7 〈You Are〉 (Prod by BamBam) (Teaser)                            | 《7 for 7》                                      |
| 2017 | GOT7   | Lyric Video                           | - GOT7 〈You Are〉 (Prod by BamBam) (Lyric Video)                       | 《7 for 7》                                      |
| 2017 | GOT7   | GOT the Stage                         | - GOT7 〈Moon U〉 (GOT the Stage)                                       | 《7 for 7》                                      |
| 2017 | GOT7   | GOT the Stage                         | - GOT7 〈내게〉 (GOT the Stage)                                         | 《7 for 7》                                      |
| 2017 | GOT7   | Album Spoiler                         | - GOT7 《FLIGHT LOG : ARRIVAL》 (Album Spoiler)                         | 《FLIGHT LOG : ARRIVAL》                         |
| 2017 | GOT7   | Trailer                               | - GOT7 《FLIGHT LOG : ARRIVAL》 (Trailer)                               | 《FLIGHT LOG : ARRIVAL》                         |
| 2017 | GOT7   | M/V Teaser                            | - GOT7 〈Never Ever〉 (M/V Teaser)                                      | 《FLIGHT LOG : ARRIVAL》                         |
| 2017 | GOT7   | M/V                                   | - GOT7 〈Never Ever〉 (M/V)                                             | 《FLIGHT LOG : ARRIVAL》                         |
| 2017 | GOT7   | Choreography M/V                      | - GOT7 〈Never Ever〉 (Choreography M/V)                                | 《FLIGHT LOG : ARRIVAL》                         |
| 2017 | GOT7   | GOT the Stage                         | - JAY B, 영재, 뱀뱀 〈Sign〉 (GOT the Stage)                            | 《FLIGHT LOG : ARRIVAL》                         |
| 2017 | GOT7   | GOT the Stage                         | - 마크, 진영, 유겸 〈Paradise〉 (GOT the Stage)                         | 《FLIGHT LOG : ARRIVAL》                         |
| 2016 | GOT7   | Album Spoiler                         | - GOT7 《FLIGHT LOG : TURBULENCE》 (Album Spoiler)                      | 《FLIGHT LOG : TURBULENCE》                      |
| 2016 | GOT7   | Trailer                               | - GOT7 《FLIGHT LOG : TURBULENCE》 (Trailer)                            | 《FLIGHT LOG : TURBULENCE》                      |
| 2016 | GOT7   | M/V Teaser                            | - GOT7 〈하드캐리〉 (M/V Teaser 1)                                      | 《FLIGHT LOG : TURBULENCE》                      |
| 2016 | GOT7   | M/V Teaser                            | - GOT7 〈하드캐리〉 (M/V Teaser 2)                                      | 《FLIGHT LOG : TURBULENCE》                      |
| 2016 | GOT7   | M/V                                   | - GOT7 〈하드캐리〉 (M/V)                                               | 《FLIGHT LOG : TURBULENCE》                      |
| 2016 | GOT7   | Choreography Teaser                   | - GOT7 〈하드캐리〉 (Choreography Teaser Video)                         | 《FLIGHT LOG : TURBULENCE》                      |
| 2016 | GOT7   | Choreography M/V                      | - GOT7 〈하드캐리〉 (Choreography M/V)                                  | 《FLIGHT LOG : TURBULENCE》                      |
| 2016 | GOT7   | Dance Practice Video                  | - GOT7 〈하드캐리〉 (Dance Practice Video)                              | 《FLIGHT LOG : TURBULENCE》                      |
| 2016 | GOT7   | Vertical Video (Dance Practice Video) | - GOT7 〈하드캐리〉 (JAY B ver.)                                        | 《FLIGHT LOG : TURBULENCE》                      |
| 2016 | GOT7   | Vertical Video (Dance Practice Video) | - GOT7 〈하드캐리〉 (마크 ver.)                                         | 《FLIGHT LOG : TURBULENCE》                      |
| 2016 | GOT7   | Vertical Video (Dance Practice Video) | - GOT7 〈하드캐리〉 (잭슨 ver.)                                         | 《FLIGHT LOG : TURBULENCE》                      |
| 2016 | GOT7   | Vertical Video (Dance Practice Video) | - GOT7 〈하드캐리〉 (진영 ver.)                                         | 《FLIGHT LOG : TURBULENCE》                      |
| 2016 | GOT7   | Vertical Video (Dance Practice Video) | - GOT7 〈하드캐리〉 (영재 ver.)                                         | 《FLIGHT LOG : TURBULENCE》                      |
| 2016 | GOT7   | Vertical Video (Dance Practice Video) | - GOT7 〈하드캐리〉 (뱀뱀 ver.)                                         | 《FLIGHT LOG : TURBULENCE》                      |
| 2016 | GOT7   | Vertical Video (Dance Practice Video) | - GOT7 〈하드캐리〉 (유겸 ver.)                                         | 《FLIGHT LOG : TURBULENCE》                      |
| 2016 | GOT7   | 릴레이댄스 어게인                     | - GOT7 〈하드캐리〉(릴레이댄스 어게인)                                  | 《FLIGHT LOG : TURBULENCE》                      |
| 2016 | GOT7   | Dance Practice                        | - GOT7 〈skyway〉 Dance Practice (Short ver.)                           | 《FLIGHT LOG : TURBULENCE》                      |
| 2016 | GOT7   | GOT the Stage                         | - 잭슨, 뱀뱀, 유겸 〈Boom x3〉 (GOT the Stage)                          | 《FLIGHT LOG : TURBULENCE》                      |
| 2016 | GOT7   | GOT the Stage                         | - JAY B, 마크, 진영, 영재 〈Prove It〉 (GOT the Stage)                  | 《FLIGHT LOG : TURBULENCE》                      |
| 2016 | GOT7   | GOT the Stage                         | - 마크, 잭슨, 뱀뱀 〈노잼〉(GOT the Stage)                              | 《FLIGHT LOG : TURBULENCE》                      |
| 2016 | GOT7   | GOT the Stage                         | - JAY B, 진영, 영재, 유겸 〈아파〉(GOT the Stage)                       | 《FLIGHT LOG : TURBULENCE》                      |
| 2016 | GOT7   | Album Spoiler                         | - GOT7 《FLIGHT LOG : DEPARTURE》 (Album Spoiler)                       | 《FLIGHT LOG : DEPARTURE》                       |
| 2016 | GOT7   | Trailer                               | - GOT7 《FLIGHT LOG : DEPARTURE》 (Trailer)                             | 《FLIGHT LOG : DEPARTURE》                       |
| 2016 | GOT7   | M/V Teaser                            | - GOT7 〈Fly〉 (M/V Teaser)                                             | 《FLIGHT LOG : DEPARTURE》                       |
| 2016 | GOT7   | M/V                                   | - GOT7 〈Fly〉 (M/V)                                                    | 《FLIGHT LOG : DEPARTURE》                       |
| 2016 | GOT7   | Live Video                            | - GOT7 〈빛이나〉 (Live Video)                                          | 《FLIGHT LOG : DEPARTURE》                       |
| 2015 | GOT7   | Teaser Video                          | - GOT7 〈고백송〉 (GOTOON Ver.)                                         | 《MAD Winter Edition》                           |
| 2015 | GOT7   | M/V                                   | - GOT7 〈고백송〉 (M/V)                                                 | 《MAD Winter Edition》                           |
| 2015 | GOT7   | Album Spoiler                         | - GOT7 《MAD》 (Album Spoiler)                                          | 《MAD》                                          |
| 2015 | GOT7   | M/V Teaser                            | - GOT7 〈니가 하면〉 (M/V Teaser)                                       | 《MAD》                                          |
| 2015 | GOT7   | M/V                                   | - GOT7 〈니가 하면〉 (M/V)                                              | 《MAD》                                          |
| 2015 | GOT7   | Teaser Video                          | - GOT7 〈니가 하면〉 (JAY B)                                            | 《MAD》                                          |
| 2015 | GOT7   | Teaser Video                          | - GOT7 〈니가 하면〉 (마크)                                             | 《MAD》                                          |
| 2015 | GOT7   | Teaser Video                          | - GOT7 〈니가 하면〉 (잭슨)                                             | 《MAD》                                          |
| 2015 | GOT7   | Teaser Video                          | - GOT7 〈니가 하면〉 (진영)                                             | 《MAD》                                          |
| 2015 | GOT7   | Teaser Video                          | - GOT7 〈니가 하면〉 (영재)                                             | 《MAD》                                          |
| 2015 | GOT7   | Teaser Video                          | - GOT7 〈니가 하면〉 (뱀뱀)                                             | 《MAD》                                          |
| 2015 | GOT7   | Teaser Video                          | - GOT7 〈니가 하면〉 (유겸)                                             | 《MAD》                                          |
| 2015 | GOT7   | Album Spoiler                         | - GOT7 《Just right》 (Album Spoiler)                                   | 《Just Right》                                   |
| 2015 | GOT7   | M/V Teaser                            | - GOT7 〈딱 좋아〉 (M/V Teaser)                                         | 《Just Right》                                   |
| 2015 | GOT7   | M/V                                   | - GOT7 〈딱 좋아〉 (M/V)                                                | 《Just Right》                                   |
| 2014 | GOT7   | Album Spoiler                         | - GOT7 《Identify》 (Album Spoiler)                                     | 《Identify》                                     |
| 2014 | GOT7   | M/V Teaser                            | - GOT7 〈하지하지마〉 (M/V Teaser 1)                                    | 《Identify》                                     |
| 2014 | GOT7   | M/V Teaser                            | - GOT7 〈하지하지마〉 (M/V Teaser 2)                                    | 《Identify》                                     |
| 2014 | GOT7   | M/V Teaser                            | - GOT7 〈하지하지마〉 (M/V Teaser 3)                                    | 《Identify》                                     |
| 2014 | GOT7   | M/V Teaser                            | - GOT7 〈하지하지마〉 (M/V Teaser 4)                                    | 《Identify》                                     |
| 2014 | GOT7   | M/V                                   | - GOT7 〈하지하지마〉 (M/V)                                             | 《Identify》                                     |
| 2014 | GOT7   | Dance Ver.                            | - GOT7 〈하지하지마〉 (M/V Dance Ver.)                                  | 《Identify》                                     |
| 2014 | GOT7   | Album Spoiler                         | - GOT7 《GOT♡》 (Album Spoiler)                                         | 《GOT♡》                                         |
| 2014 | GOT7   | M/V Teaser                            | - GOT7 〈A〉 (M/V Teaser)                                               | 《GOT♡》                                         |
| 2014 | GOT7   | M/V                                   | - GOT7 〈A〉 (M/V)                                                      | 《GOT♡》                                         |
| 2014 | GOT7   | Making Film                           | - GOT7 〈Forever Young〉 ("A" story Making Film)                        | 《GOT♡》                                         |
| 2014 | GOT7   | Teaser Video                          | - GOT7 〈A〉 (story 1. JAY B)                                           | 《GOT♡》                                         |
| 2014 | GOT7   | Teaser Video                          | - GOT7 〈A〉 (story 2. 마크)                                            | 《GOT♡》                                         |
| 2014 | GOT7   | Teaser Video                          | - GOT7 〈A〉 (story 3. 잭슨)                                            | 《GOT♡》                                         |
| 2014 | GOT7   | Teaser Video                          | - GOT7 〈A〉 (story 4. 진영)                                            | 《GOT♡》                                         |
| 2014 | GOT7   | Teaser Video                          | - GOT7 〈A〉 (story 5. 영재)                                            | 《GOT♡》                                         |
| 2014 | GOT7   | Teaser Video                          | - GOT7 〈A〉 (story 6. 뱀뱀)                                            | 《GOT♡》                                         |
| 2014 | GOT7   | Teaser Video                          | - GOT7 〈A〉 (story 7. 유겸)                                            | 《GOT♡》                                         |
| 2014 | GOT7   | M/V Teaser                            | - GOT7 〈Girls Girls Girls〉 (M/V Teaser 1)                             | 《Got it?》                                      |
| 2014 | GOT7   | M/V Teaser                            | - GOT7 〈Girls Girls Girls〉 (M/V Teaser 2)                             | 《Got it?》                                      |
| 2014 | GOT7   | M/V                                   | - GOT7 〈Girls Girls Girls〉 (M/V)                                      | 《Got it?》                                      |
| 2014 | GOT7   | GOT7 💚 I GOT7                        | - GOT7 〈Playground〉 (7 Years With GOT7 💚 I GOT7)                     | 《Got it?》                                      |

##### 7 for 7
| 연도 | Artist                | 구분                  | 제목                                                                                  | 앨범명                                                                         | 공급사                    |
| ---- | --------------------- | --------------------- | ------------------------------------------------------------------------------------- | ------------------------------------------------------------------------------ | ------------------------- |
| 2025 | 영재 (YOUNGJAE)       | M/V                   | - 영재 (YOUNGJAE) 〈도망치는 건 부끄럽지만〉 (M/V)                                    | 《Fermata》                                                                    | 영재 (YOUNGJAE)           |
| 2025 | 영재 (YOUNGJAE)       | Live                  | - 영재 (YOUNGJAE) 〈도망치는 건 부끄럽지만〉 (Special Live Clip)                      | 《Fermata》                                                                    | 영재 (YOUNGJAE)           |
| 2025 | 영재 (YOUNGJAE)       | Live                  | - 영재 (YOUNGJAE) 〈도망치는 건 부끄럽지만〉 (Live)                                   | 《Fermata》                                                                    | 딩고 뮤직                 |
| 2025 | 영재 (YOUNGJAE)       | Lyric Video           | - 영재 (YOUNGJAE) 〈HERE WE GO〉 (Official Lyric Video)                               | 《Fermata》                                                                    | 영재 (YOUNGJAE)           |
| 2025 | 영재 (YOUNGJAE)       | Live                  | - 영재 (YOUNGJAE) 〈HERE WE GO〉 (Special Live Clip)                                  | 《Fermata》                                                                    | 영재 (YOUNGJAE)           |
| 2025 | 유겸 (YUGYEOM)        | Highlight Medley      | - 유겸 (YUGYEOM) 《Interlunar》 (Highlight Medley)                                    | 《Interlunar》                                                                 | 유겸 (YUGYEOM)            |
| 2025 | 유겸 (YUGYEOM)        | M/V                   | - 유겸 (YUGYEOM) 〈Shall We Dance〉 (M/V)                                             | 《Interlunar》                                                                 | 유겸 (YUGYEOM)            |
| 2025 | 유겸 (YUGYEOM)        | M/V                   | - 유겸 (YUGYEOM) 〈Interlunar〉 (M/V)                                                 | 《Interlunar》                                                                 | 유겸 (YUGYEOM)            |
| 2025 | 잭슨 (Jackson Wang)   | M/V                   | - Jackson Wang 〈Made Me a Man〉 (M/V)                                                | 《MAGICMAN 2》                                                                 | Jackson Wang              |
| 2025 | 잭슨 (Jackson Wang)   | M/V                   | - Jackson Wang 〈Hate to Love〉 (M/V)                                                 | 《Hate to Love (Explicit Ver.)》                                               | Jackson Wang              |
| 2025 | 잭슨 (Jackson Wang)   | M/V                   | - Jackson Wang 〈BUCK (feat. Diljit Dosanjh)〉 (M/V)                                  | 《BUCK (feat. Diljit Dosanjh) (Explicit Ver.)》                                | Jackson Wang              |
| 2025 | 잭슨 (Jackson Wang)   | M/V                   | - Jackson Wang 〈GBAD〉 (M/V)                                                         | 《GBAD (Explicit Ver.)》                                                       | Jackson Wang              |
| 2025 | 잭슨 (Jackson Wang)   | Performance Video     | - Jackson Wang 〈GBAD〉 (Performance Video)                                           | 《GBAD (Explicit Ver.)》                                                       | Jackson Wang              |
| 2025 | 잭슨 (Jackson Wang)   | M/V                   | - Jackson Wang 〈High Alone〉 (M/V)                                                   | 《High Alone (Explicit Ver.)》                                                 | Jackson Wang              |
| 2025 | 마크 투안 (Mark Tuan) | M/V                   | - Mark Tuan 〈hold still〉 (M/V)                                                      | 《hold still》                                                                 | Mark Tuan                 |
| 2025 | 마크 투안 (Mark Tuan) | M/V                   | - Mark Tuan 〈High As You〉 (M/V)                                                     | 《High As You》                                                                | Mark Tuan                 |
| 2025 | 마크 투안 (Mark Tuan) | Performance Video     | - Mark Tuan 〈High As You〉 (Performance Video)                                       | 《High As You》                                                                | Mark Tuan                 |
| 2024 | 뱀뱀 (BamBam)         | M/V                   | - 뱀뱀 (BamBam) 〈LAST PARADE〉 (M/V)                                                 | 《BAMESIS》                                                                    | BamBam Official           |
| 2024 | 뱀뱀 (BamBam)         | 스튜디오 춤           | - 뱀뱀 (BamBam) 〈LAST PARADE〉 (스튜디오 춤)                                         | 《BAMESIS》                                                                    | 스튜디오 춤               |
| 2024 | 뱀뱀 (BamBam)         | 릴레이댄스            | - 뱀뱀 (BamBam) 〈LAST PARADE〉 (릴레이댄스)                                          | 《BAMESIS》                                                                    | M2                        |
| 2024 | 뱀뱀 (BamBam)         | Lyric Video           | - 뱀뱀 (BamBam) 〈Thank You Come Again〉 (Lyric Video)                                | 《BAMESIS》                                                                    | BamBam Official           |
| 2024 | 영재 (YOUNGJAE)       | M/V                   | - 영재 (YOUNGJAE) 〈T.P.O〉 (M/V)                                                     | 《T.P.O》                                                                      | 영재 (Youngjae)           |
| 2024 | 영재 (YOUNGJAE)       | Video                 | - 영재 (Youngjae) 〈T.P.O〉 (MAPSQUARE Music)                                         | 《T.P.O》                                                                      | 슈퍼 맵스                 |
| 2024 | JAY B                 | Highlight Medley      | - JAY B 《Archive 1 : (Road Runner)》 (Highlight Medley)                              | 《Archive 1: (Road Runner)》                                                   | JAY B                     |
| 2024 | JAY B                 | M/V                   | - JAY B 〈Crash〉 (M/V)                                                               | 《Archive 1: (Road Runner)》                                                   | JAY B                     |
| 2024 | JAY B                 | Suit Dance            | - JAY B 〈Crash〉 (Suit Dance)                                                        | 《Archive 1: (Road Runner)》                                                   | 원더케이 오리지널         |
| 2024 | JAY B                 | Visualizer            | - JAY B 〈Inside〉 (Visualizer)                                                       | 《Archive 1: (Road Runner)》                                                   | JAY B                     |
| 2024 | JAY B                 | M/V                   | - JAY B 〈Cloud nine〉 (M/V)                                                          | 《Archive 1: (Road Runner)》                                                   | JAY B                     |
| 2024 | 유겸 (YUGYEOM)        | M/V                   | - 유겸 (YUGYEOM) 〈Sweet Like〉 (M/V)                                                 | 《Sweet Like》                                                                 | AOMG                      |
| 2024 | 유겸 (YUGYEOM)        | Highlight Medley      | - 유겸 (YUGYEOM) 《TRUST ME》 (Highlight Medley)                                      | 《TRUST ME》                                                                   | AOMG                      |
| 2024 | 유겸 (YUGYEOM)        | M/V                   | - 유겸 (YUGYEOM) 〈LA SOL MI〉 (M/V)                                                  | 《TRUST ME》                                                                   | AOMG                      |
| 2024 | 유겸 (YUGYEOM)        | Live                  | - 유겸 (YUGYEOM) 〈LA SOL MI〉 (Live)                                                 | 《TRUST ME》                                                                   | Stone Music Entertainment |
| 2024 | 유겸 (YUGYEOM)        | M/V                   | - 유겸 (YUGYEOM) 〈1분만〉 (M/V)                                                      | 《TRUST ME》                                                                   | AOMG                      |
| 2024 | 유겸 (YUGYEOM)        | Live                  | - 유겸 (YUGYEOM) 〈1분만〉 (Live)                                                     | 《TRUST ME》                                                                   | GQ KOREA                  |
| 2023 | 진영 (Jinyoung)       | M/V                   | - 진영 (Jinyoung) 〈Cotton Candy〉 (M/V)                                              | 《Chapter 0: WITH》                                                            | 원더케이                  |
| 2023 | 진영 (Jinyoung)       | Performance Video     | - 진영 (Jinyoung) 〈Cotton Candy〉 (Performance Video)                                | 《Chapter 0: WITH》                                                            | BH엔터테인먼트            |
| 2023 | 진영 (Jinyoung)       | M/V                   | - 진영 (Jinyoung) 〈편지〉 (M/V)                                                      | 《Chapter 0: WITH》                                                            | 원더케이                  |
| 2023 | 진영 (Jinyoung)       | Live                  | - 진영 (Jinyoung) 〈Cotton Candy & 편지 (One Take ver.)〉 (Live)                      | 《Chapter 0: WITH》                                                            | it's Live (MDR)           |
| 2023 | 뱀뱀 (BamBam)         | Highlight Medley      | - 뱀뱀 (BamBam) 《Sour & Sweet》 (Highlight Medley)                                   | 《Sour & Sweet》                                                               | BamBam Official           |
| 2023 | 뱀뱀 (BamBam)         | M/V                   | - 뱀뱀 (BamBam) 〈Sour & Sweet〉 (M/V)                                                | 《Sour & Sweet》                                                               | BamBam Official           |
| 2023 | 뱀뱀 (BamBam)         | Lyric Video           | - 뱀뱀 (BamBam) 〈Sour & Sweet〉 (Lyric Video)                                        | 《Sour & Sweet》                                                               | BamBam Official           |
| 2023 | 뱀뱀 (BamBam)         | Performance Video     | - 뱀뱀 (BamBam) 〈Sour & Sweet〉 (Performance Video)                                  | 《Sour & Sweet》                                                               | BamBam Official           |
| 2023 | 뱀뱀 (BamBam)         | In Frame              | - 뱀뱀 (BamBam) 〈Sour & Sweet〉 (In Frame)                                           | 《Sour & Sweet》                                                               | HUP!                      |
| 2023 | 뱀뱀 (BamBam)         | 릴레이댄스            | - 뱀뱀 (BamBam) 〈Sour & Sweet〉 (릴레이댄스)                                         | 《Sour & Sweet》                                                               | M2                        |
| 2023 | 영재 (YOUNGJAE)       | Highlight Medley      | - 영재 (Youngjae) 《Do It》 (Highlight Medley)                                        | 《Do It》                                                                      | 영재 (Youngjae)           |
| 2023 | 영재 (YOUNGJAE)       | M/V                   | - 영재 (Youngjae) 〈Do It〉 (M/V)                                                     | 《Do It》                                                                      | 영재 (Youngjae)           |
| 2023 | 영재 (YOUNGJAE)       | Suit Dance            | - 영재 (Youngjae) 〈Do It〉 (Suit Dance)                                              | 《Do It》                                                                      | 원더케이 오리지널         |
| 2023 | 영재 (YOUNGJAE)       | Video                 | - 영재 (Youngjae) 〈Do It〉 (MENCERT)                                                 | 《Do It》                                                                      | 맨 노블레스               |
| 2023 | 영재 (YOUNGJAE)       | Live                  | - 영재 (Youngjae) 〈Do It〉 (Live)                                                    | 《Do It》                                                                      | 피버TV                    |
| 2023 | 영재 (YOUNGJAE)       | Lyric Video           | - 영재 (Youngjae) 〈Fluffy〉 (Lyric Video)                                            | 《Do It》                                                                      | 영재 (Youngjae)           |
| 2023 | 영재 (YOUNGJAE)       | M/V                   | - 영재 (Youngjae) 〈Errr Day〉 (M/V)                                                  | 《Errr Day》                                                                   | 영재 (Youngjae)           |
| 2023 | 영재 (YOUNGJAE)       | Live                  | - 영재 (Youngjae) 〈Errr Day〉 (Live)                                                 | 《Errr Day》                                                                   | 원더케이 오리지널         |
| 2023 | 영재 (YOUNGJAE)       | Live                  | - 영재 (Youngjae) 〈Errr Day〉 (Live)                                                 | 《Errr Day》                                                                   | 딩고 뮤직                 |
| 2023 | 유겸 (YUGYEOM)        | M/V                   | - 유겸 (YUGYEOM) 〈LOLO〉 (M/V)                                                       | 《LOLO》                                                                       | AOMG                      |
| 2023 | 유겸 (YUGYEOM)        | Live                  | - 유겸 (YUGYEOM) 〈LOLO〉 (Live)                                                      | 《LOLO》                                                                       | CURV                      |
| 2023 | 유겸 (YUGYEOM)        | Live                  | - 유겸 (YUGYEOM) 〈LOLO〉 (Live)                                                      | 《LOLO》                                                                       | ESQUIRE Korea             |
| 2023 | 유겸 (YUGYEOM)        | Live                  | - 유겸 (YUGYEOM) 〈LOLO〉 (Live)                                                      | 《LOLO》                                                                       | it's Live (MDR)           |
| 2023 | 유겸 (YUGYEOM)        | Live                  | - 유겸 (YUGYEOM) 〈LOLO〉 (Live)                                                      | 《LOLO》                                                                       | Stone Music Entertainment |
| 2023 | 유겸 (YUGYEOM)        | M/V                   | - 유겸 (YUGYEOM) 〈Ponytail (Feat. 식케이 (Sik-K))〉 (M/V)                            | 《Ponytail》                                                                   | AOMG                      |
| 2023 | 잭슨 (Jackson Wang)   | M/V                   | - Jackson Wang 〈Cheetah〉 (M/V)                                                      | 《Cheetah》                                                                    | Jackson Wang              |
| 2023 | 마크 투안 (Mark Tuan) | Highlight Medley      | - Mark Tuan 《Fallin'》 (Highlight Medley)                                            | 《Fallin' (Explicit Ver.)》                                                    | Mark Tuan                 |
| 2023 | 마크 투안 (Mark Tuan) | M/V                   | - Mark Tuan 〈Fallin'〉 (M/V)                                                         | 《Fallin' (Explicit Ver.)》                                                    | Mark Tuan                 |
| 2023 | 마크 투안 (Mark Tuan) | M/V                   | - Mark Tuan 〈Your World〉 (M/V)                                                      | 《Fallin' (Explicit Ver.)》                                                    | Mark Tuan                 |
| 2023 | 마크 투안 (Mark Tuan) | M/V                   | - Mark Tuan 〈Everyone Else Fades〉 (M/V)                                             | 《Fallin' (Explicit Ver.)》                                                    | Mark Tuan                 |
| 2023 | 마크 투안 (Mark Tuan) | Official Audio        | - Mark Tuan 〈Carry Me Out〉 (Official Audio)                                         | 《Carry Me Out》                                                               | Mark Tuan                 |
| 2022 | 잭슨 (Jackson Wang)   | M/V                   | - Jackson Wang 〈Why Why Why〉 (M/V)                                                  | 《Why Why Why》                                                                | Jackson Wang              |
| 2022 | JAY B                 | M/V                   | - JAY B 〈go UP〉 (M/V)                                                               | 《Be Yourself》                                                                | JAY B                     |
| 2022 | JAY B                 | Performance Video     | - JAY B 〈go UP〉 (Performance Video)                                                 | 《Be Yourself》                                                                | JAY B                     |
| 2022 | JAY B                 | M/V                   | - JAY B 〈흔들의자 (Rocking Chair)〉 (M/V)                                            | 《흔들의자 (Rocking Chair)》                                                   | JAY B                     |
| 2022 | JAY B                 | Live                  | - JAY B 〈흔들의자 (Rocking Chair)〉 (Live)                                           | 《흔들의자 (Rocking Chair)》                                                   | VOGUE KOREA               |
| 2022 | 영재 (YOUNGJAE)       | Highlight Medley      | - 영재 (Youngjae) 《SUGAR》 (Highlight Medley)                                        | 《SUGAR》                                                                      | 영재 (Youngjae)           |
| 2022 | 영재 (YOUNGJAE)       | M/V                   | - 영재 (Youngjae) 〈SUGAR〉 (M/V)                                                     | 《SUGAR》                                                                      | 영재 (Youngjae)           |
| 2022 | 영재 (YOUNGJAE)       | Performance Video     | - 영재 (Youngjae) 〈SUGAR〉 (Special Performance Video)                               | 《SUGAR》                                                                      | 영재 (Youngjae)           |
| 2022 | 영재 (YOUNGJAE)       | Suit Dance            | - 영재 (Youngjae) 〈SUGAR〉 (Suit Dance)                                              | 《SUGAR》                                                                      | 원더케이                  |
| 2022 | 영재 (YOUNGJAE)       | M/V                   | - 영재 (Youngjae) 〈FOCUS (with 아이키)〉 (Performance Video ver.)                    | 《SUGAR》                                                                      | 나일론뮤직                |
| 2022 | 유겸 (YUGYEOM)        | M/V                   | - 유겸 (YUGYEOM) 〈Take You Down (Feat. 쿠기 (Coogie))〉 (M/V)                        | 《Take You Down》                                                              | AOMG                      |
| 2022 | 유겸 (YUGYEOM)        | Official Live         | - 유겸 (YUGYEOM) 〈불빛 (Lights)〉 (Live)                                             | 《Take You Down》                                                              | AOMG                      |
| 2022 | 유겸 (YUGYEOM)        | Live                  | - 유겸 (YUGYEOM) 〈Take You Down (Feat. 쿠기)〉 (Live)                                | 《Take You Down》                                                              | genie original            |
| 2022 | 유겸 (YUGYEOM)        | Live                  | - 유겸 (YUGYEOM) 〈Take You Down (Feat. 쿠기)〉 (Live)                                | 《Take You Down》                                                              | VOGUE KOREA               |
| 2022 | 유겸 (YUGYEOM)        | Live                  | - 유겸 (YUGYEOM) 〈Take You Down (Feat. 쿠기)〉 (Live)                                | 《Take You Down》                                                              | it's Live                 |
| 2022 | 유겸 (YUGYEOM)        | Live                  | - 유겸 (YUGYEOM) 〈Take You Down (Feat. 쿠기)〉 (Live)                                | 《Take You Down》                                                              | 스톤뮤직 엔터테인먼트     |
| 2022 | 유겸 (YUGYEOM)        | Live                  | - 유겸 (YUGYEOM) 〈Take You Down + 불빛〉과 함께하는 드라이브                         | 《Take You Down》                                                              | ESQUIRE Korea             |
| 2022 | 마크 투안 (Mark Tuan) | M/V                   | - Mark Tuan 〈far away〉 (M/V)                                                        | 《the other side》                                                             | Mark Tuan                 |
| 2022 | 마크 투안 (Mark Tuan) | M/V                   | - Mark Tuan 〈imysm〉 (M/V)                                                           | 《imysm》                                                                      | Mark Tuan                 |
| 2022 | 마크 투안 (Mark Tuan) | M/V                   | - Mark Tuan 〈save me〉 (M/V)                                                         | 《save me》                                                                    | Mark Tuan                 |
| 2022 | 마크 투안 (Mark Tuan) | M/V                   | - Mark Tuan 〈lonely〉 (M/V)                                                          | 《lonely》                                                                     | Mark Tuan                 |
| 2022 | 마크 투안 (Mark Tuan) | M/V                   | - Mark Tuan 〈lonely〉 (M/V, Rock Version)                                            | 《lonely》                                                                     | Mark Tuan                 |
| 2022 | 마크 투안 (Mark Tuan) | M/V                   | - Mark Tuan 〈My Life〉 (M/V)                                                         | 《My Life》                                                                    | Mark Tuan                 |
| 2022 | 마크 투안 (Mark Tuan) | Live                  | - Mark Tuan 〈My Life〉 (Acoustic Video)                                              | 《My Life》                                                                    | Mark Tuan                 |
| 2022 | 잭슨 (Jackson Wang)   | M/V                   | - Jackson Wang 〈Blue〉 (M/V)                                                         | 《MAGIC MAN》                                                                  | Jackson Wang              |
| 2022 | 잭슨 (Jackson Wang)   | M/V                   | - Jackson Wang 〈Champagne Cool〉 (Official Visualizer)                               | 《MAGIC MAN》                                                                  | Jackson Wang              |
| 2022 | 잭슨 (Jackson Wang)   | M/V                   | - Jackson Wang 〈Come Alive〉 (M/V)                                                   | 《MAGIC MAN》                                                                  | Jackson Wang              |
| 2022 | 잭슨 (Jackson Wang)   | M/V                   | - Jackson Wang 〈Cruel〉 (M/V)                                                        | 《Cruel》                                                                      | Jackson Wang              |
| 2022 | 잭슨 (Jackson Wang)   | M/V                   | - Jackson Wang 〈Blow〉 (M/V)                                                         | 《Blow》                                                                       | Jackson Wang              |
| 2022 | 뱀뱀 (BamBam)         | M/V                   | - 뱀뱀 (BamBam) 〈Slow Mo〉 (M/V)                                                     | 《B》                                                                          | BamBam Official           |
| 2022 | 뱀뱀 (BamBam)         | Performance Video     | - 뱀뱀 (BamBam) 〈Slow Mo〉 (Performance Video)                                       | 《B》                                                                          | BamBam Official           |
| 2022 | 뱀뱀 (BamBam)         | 릴레이댄스            | - 뱀뱀 (BamBam) 〈Slow Mo〉 (릴레이댄스)                                              | 《B》                                                                          | M2                        |
| 2022 | 뱀뱀 (BamBam)         | M/V                   | - 뱀뱀 (BamBam) 〈Who Are You (Feat. 슬기 of Red Velvet)〉 (M/V)                      | 《B》                                                                          | BamBam Official           |
| 2022 | 뱀뱀 (BamBam)         | Performance Video     | - 뱀뱀 (BamBam) 〈Who Are You (Feat. 슬기 of Red Velvet)〉 (Performance Video)        | 《B》                                                                          | BamBam Official           |
| 2022 | 뱀뱀 (BamBam)         | Special Video         | - 뱀뱀 (BamBam) 〈Subliminal〉 (Special Video in Thailand)                            | 《B》                                                                          | BamBam Official           |
| 2022 | 뱀뱀 (BamBam)         | M/V cut               | - 뮤비 현장에서 만난 고양이                                                           | 《B》                                                                          | BamBam Official           |
| 2022 | 잭슨 (Jackson Wang)   | M/V                   | - Jackson Wang 〈王嘉尔 JACKSON WANG〉 (M/V)                                          | 《Jackson Wang》                                                               | TEAM WANG records         |
| 2021 | JAY B                 | Album Preview         | - JAY B 《SOMO:FUME》 (Album Preview)                                                 | 《SOMO:FUME》                                                                  | H1GHR MUSIC               |
| 2021 | JAY B                 | M/V                   | - JAY B 〈B.T.W (Feat. 박재범) (Prod. Cha Cha Malone)〉 (M/V)                         | 《SOMO:FUME》                                                                  | H1GHR MUSIC               |
| 2021 | JAY B                 | Performance Video     | - JAY B 〈B.T.W (Feat. 박재범) (Prod. Cha Cha Malone)〉 (Performance Video)           | 《SOMO:FUME》                                                                  | H1GHR MUSIC               |
| 2021 | JAY B                 | M/V                   | - JAY B 〈FAME (Feat. JUNNY) (Prod. GroovyRoom)〉 (M/V)                               | 《SOMO:FUME》                                                                  | H1GHR MUSIC               |
| 2021 | JAY B                 | Visualizer            | - JAY B 〈AM PM (Feat. 휘인) (Prod. GRAY)〉 (Visualizer)                              | 《SOMO:FUME》                                                                  | H1GHR MUSIC               |
| 2021 | JAY B                 | Official Audio        | - JAY B 〈AM PM (Feat. 휘인) (Prod. GRAY)〉 (Official Audio)                          | 《SOMO:FUME》                                                                  | H1GHR MUSIC               |
| 2021 | JAY B                 | Official Audio        | - JAY B 〈FAME (Feat. JUNNY) (Prod. GroovyRoom)〉 (Official Audio)                    | 《SOMO:FUME》                                                                  | H1GHR MUSIC               |
| 2021 | JAY B                 | Official Audio        | - JAY B 〈In To You (Feat. g1nger) (Prod. WOOGIE)〉 (Official Audio)                  | 《SOMO:FUME》                                                                  | H1GHR MUSIC               |
| 2021 | JAY B                 | Official Audio        | - JAY B 〈Switch It Up (Feat. sokodomo) (Prod. Cha Cha Malone)〉 (Official Audio)     | 《SOMO:FUME》                                                                  | H1GHR MUSIC               |
| 2021 | JAY B                 | Official Audio        | - JAY B 〈Count On Me (Prod. GroovyRoom)〉 (Official Audio)                           | 《SOMO:FUME》                                                                  | H1GHR MUSIC               |
| 2021 | JAY B                 | Live                  | - JAY B 〈Switch It Up (Feat. sokodomo) (Prod. Cha Cha Malone)〉 (Official Live Clip) | 《SOMO:FUME》                                                                  | H1GHR MUSIC               |
| 2021 | JAY B                 | Live                  | - JAY B 〈B.T.W〉 (Band Ver.)                                                         | 《SOMO:FUME》                                                                  | it's Live (MDR)           |
| 2021 | JAY B                 | Live                  | - JAY B 〈FAME (Feat. JUNNY)〉 (Band Ver.)                                            | 《SOMO:FUME》                                                                  | it's Live (MDR)           |
| 2021 | JAY B                 | Live                  | - JAY B 〈In To You (Feat. g1nger) (Prod. WOOGIE)〉 (Live)                            | 《SOMO:FUME》                                                                  | ESQUIRE Korea             |
| 2021 | JAY B                 | Official Live Clip    | - JAY B 〈Switch It Up (Feat. sokodomo) (Prod. Cha Cha Malone)〉 (Official Live Clip) | 《Switch It Up》                                                               | H1GHR MUSIC               |
| 2021 | JAY B                 | Trailer               | - JAY B 〈Official Announcement〉 (Trailer)                                           | - NEW ARTIST : JAY B                                                           | H1GHR MUSIC               |
| 2021 | 마크 투안 (Mark Tuan) | M/V                   | - Mark Tuan 〈Last Breath〉 (M/V)                                                     | 《Last Breath》                                                                | Mark Tuan                 |
| 2021 | 마크 투안 (Mark Tuan) | M/V                   | - Mark Tuan x Sanjoy 〈One in a Million〉 (Animated Video)                            | 《One in a Million》                                                           | Mark Tuan Sanjoy          |
| 2021 | 진영 (Jinyoung)       | M/V                   | - 진영 (Jinyoung) 〈DIVE〉 (Special Clip)                                             | 《DIVE》                                                                       | 원더케이                  |
| 2021 | 진영 (Jinyoung)       | 세로라이브            | - 진영 (Jinyoung) 〈DIVE〉 (세로라이브)                                               | 《DIVE》                                                                       | BH Ent.                   |
| 2021 | 영재 (YOUNGJAE)       | Special Video         | - 영재 (Youngjae) 〈같이 걸어가줘요〉 (Special Video)                                 | 《같이 걸어가줘요》                                                            | 영재 (Youngjae)           |
| 2021 | 영재 (YOUNGJAE)       | Live                  | - 영재 (Youngjae) 〈같이 걸어가줘요〉 (Live)                                          | 《같이 걸어가줘요》                                                            | 원더케이                  |
| 2021 | 영재 (YOUNGJAE)       | Highlight Medley      | - 영재 (Youngjae) 《COLORS from Ars》 (Highlight Medley)                              | 《COLORS from Ars》                                                            | 영재 (Youngjae)           |
| 2021 | 영재 (YOUNGJAE)       | M/V                   | - 영재 (Youngjae) 〈Vibin〉 (M/V)                                                     | 《COLORS from Ars》                                                            | 영재 (Youngjae)           |
| 2021 | 영재 (YOUNGJAE)       | Performance Ver.      | - 영재 (Youngjae) 〈Vibin〉 (Performance Ver.)                                        | 《COLORS from Ars》                                                            | 영재 (Youngjae)           |
| 2021 | 영재 (YOUNGJAE)       | Sketch Film           | - 영재 (Youngjae) 〈Eternal〉 (Sketch Film)                                           | 《COLORS from Ars》                                                            | 영재 (Youngjae)           |
| 2021 | 영재 (YOUNGJAE)       | Live                  | - 영재 (Youngjae) 〈Vibin〉 (Live)                                                    | 《COLORS from Ars》                                                            | 원더케이                  |
| 2021 | 영재 (YOUNGJAE)       | Live                  | - 영재 (Youngjae) 〈Vibin〉 (Band Ver.)                                               | 《COLORS from Ars》                                                            | it's Live (MDR)           |
| 2021 | 영재 (YOUNGJAE)       | Live                  | - 영재 (Youngjae) 〈Tasty〉 (Band Ver.)                                               | 《COLORS from Ars》                                                            | it's Live (MDR)           |
| 2021 | 영재 (YOUNGJAE)       | Live                  | - 영재 (Youngjae) 〈Tasty〉 (Live)                                                    | 《COLORS from Ars》                                                            | GQ KOREA                  |
| 2021 | 영재 (YOUNGJAE)       | 릴레이댄스            | - 영재 (Youngjae) 〈Vibin〉 (릴레이댄스)                                              | 《COLORS from Ars》                                                            | M2                        |
| 2021 | 잭슨 (Jackson Wang)   | M/V                   | - Jackson Wang, Internet Money 〈Drive You Home〉 (M/V)                               | 《Drive You Home》                                                             | Jackson Wang              |
| 2021 | 잭슨 (Jackson Wang)   | Live                  | - Jackson Wang, Internet Money 〈Drive You Home〉 (Live From Shanghai)                | 《Drive You Home》                                                             | Jackson Wang              |
| 2021 | 잭슨 (Jackson Wang)   | Live                  | - Jackson Wang 〈Drive You Home〉 (Acoustic Version)                                  | 《Drive You Home》                                                             | Jackson Wang              |
| 2021 | 잭슨 (Jackson Wang)   | M/V                   | - Jackson Wang 〈LMLY〉 (M/V)                                                         | 《LMLY》                                                                       | Jackson Wang              |
| 2021 | 잭슨 (Jackson Wang)   | M/V                   | - Jackson Wang 〈一個人 (Alone)〉 (M/V)                                               | 《一個人 (Alone)》                                                             | TEAM WANG                 |
| 2021 | 뱀뱀 (BamBam)         | HIGHLIGHT MEDLEY FILM | - 뱀뱀 (BamBam) 《riBBon》 〈HIGHLIGHT MEDLEY FILM〉                                  | 《riBBon》                                                                     | BamBam Official           |
| 2021 | 뱀뱀 (BamBam)         | M/V                   | - 뱀뱀 (BamBam) 〈riBBon〉 (M/V)                                                      | 《riBBon》                                                                     | BamBam Official           |
| 2021 | 뱀뱀 (BamBam)         | M/V cut               | - 리본 가지고 노는 뱀냥이                                                             | 《riBBon》                                                                     | BamBam Official           |
| 2021 | 뱀뱀 (BamBam)         | Suit Dance            | - 뱀뱀 (BamBam) 〈riBBon〉 (Suit Dance)                                               | 《riBBon》                                                                     | 원더케이                  |
| 2021 | 뱀뱀 (BamBam)         | 하이틴 ver.           | - 뱀뱀 (BamBam) 〈riBBon〉 (하이틴 ver.)                                              | 《riBBon》                                                                     | 뮤플리                    |
| 2021 | 뱀뱀 (BamBam)         | Live                  | - 뱀뱀 (BamBam) 〈riBBon〉 (Live)                                                     | 《riBBon》                                                                     | 원더케이                  |
| 2021 | 뱀뱀 (BamBam)         | 릴레이댄스            | - 뱀뱀 (BamBam) 〈riBBon〉 (릴레이댄스)                                               | 《riBBon》                                                                     | M2                        |
| 2021 | 유겸 (YUGYEOM)        | M/V                   | - 유겸 (YUGYEOM) 〈네 잘못이야 (Feat. GRAY)〉 (M/V)                                   | 《Point Of View: U》                                                           | AOMG                      |
| 2021 | 유겸 (YUGYEOM)        | Performance           | - 유겸 (YUGYEOM) 〈네 잘못이야〉 (Performance)                                        | 《Point Of View: U》                                                           | AOMG                      |
| 2021 | 유겸 (YUGYEOM)        | M/V                   | - 유겸 (YUGYEOM) 〈I Want U Around (Feat. DeVita)〉 (M/V)                             | 《Point Of View: U》                                                           | AOMG                      |
| 2021 | 유겸 (YUGYEOM)        | Performance           | - 유겸 (YUGYEOM) 〈I Want U Around〉 (Performance)                                    | 《Point Of View: U》                                                           | AOMG                      |
| 2021 | 유겸 (YUGYEOM)        | Official Live         | - 유겸 (YUGYEOM) 〈Love The Way (Feat. 박재범 & 펀치넬로)〉 (Official Live)           | 《Point Of View: U》                                                           | AOMG                      |
| 2021 | 유겸 (YUGYEOM)        | Performance           | - 유겸 (YUGYEOM) 〈Love The Way〉 (Performance)                                       | 《Point Of View: U》                                                           | AOMG                      |
| 2021 | 유겸 (YUGYEOM)        | Live                  | - 유겸 (YUGYEOM) 〈네 잘못이야 (Feat. GRAY)〉 (Band Ver.)                             | 《Point Of View: U》                                                           | 아지트라이브              |
| 2021 | 유겸 (YUGYEOM)        | Live                  | - 유겸 (YUGYEOM) 〈네 잘못이야 (Feat. GRAY)〉 (Band Ver.)                             | 《Point Of View: U》                                                           | it's Live (MDR)           |
| 2021 | 유겸 (YUGYEOM)        | Live                  | - 유겸 (YUGYEOM) 〈Running Through The Rain〉 (Band Ver.)                             | 《Point Of View: U》                                                           | it's Live (MDR)           |
| 2021 | 유겸 (YUGYEOM)        | Live                  | - 유겸 (YUGYEOM) 〈Falling In Love〉 (Live)                                           | 《Point Of View: U》                                                           | 엘르 코리아               |
| 2021 | 유겸 (YUGYEOM)        | Live                  | - 유겸 (YUGYEOM) 〈All About U (Feat. 로꼬)〉 (Live)                                  | 《Point Of View: U》                                                           | 엘르 코리아               |
| 2021 | 유겸 (YUGYEOM)        | Visualizer            | - 유겸 (YUGYEOM) 〈Running Through The Rain〉 (Visualizer)                            | 《Point Of View: U》                                                           | AOMG                      |
| 2021 | 유겸 (YUGYEOM)        | Visualizer            | - 유겸 (YUGYEOM) 〈All About U (Feat. 로꼬)〉 (Visualizer)                            | 《Point Of View: U》                                                           | AOMG                      |
| 2021 | 유겸 (YUGYEOM)        | Visualizer            | - 유겸 (YUGYEOM) 〈Falling In Love〉 (Visualizer)                                     | 《Point Of View: U》                                                           | AOMG                      |
| 2021 | 유겸 (YUGYEOM)        | Visualizer            | - 유겸 (YUGYEOM) 〈When U Fall〉 (Visualizer)                                         | 《Point Of View: U》                                                           | AOMG                      |
| 2021 | 유겸 (YUGYEOM)        | Dance Visual          | - 유겸 (YUGYEOM) 〈FRANCHISE〉 (Dance Visual)                                         | - NEW ARTIST : 유겸 (YUGYEOM) - 원곡 : Travis Scott, Feat. Young Thug & M.I.A. | AOMG                      |
| 2020 | 마크 투안 (Mark Tuan) | M/V                   | - 段宜恩 (Mark Tuan) 〈OUTTA MY HEAD〉 (M/V)                                          | 《OUTTA MY HEAD》                                                              | QQMusic                   |
| 2020 | 잭슨 (Jackson Wang)   | M/V                   | - Jackson Wang & Galantis 〈Pretty Please〉 (M/V)                                     | 《Pretty Please》                                                              | Jackson Wang              |
| 2020 | 잭슨 (Jackson Wang)   | M/V                   | - Jackson Wang 〈100 Ways〉 (M/V)                                                     | 《100 Ways》                                                                   | Jackson Wang              |
| 2020 | 잭슨 (Jackson Wang)   | Special Video         | - Jackson Wang 〈100 Ways〉 (Special Video)                                           | 《100 Ways》                                                                   | 88rising                  |
| 2020 | 잭슨 (Jackson Wang)   | Lyric Video           | - Jackson Wang 〈100 Ways〉 (Lyric Video)                                             | 《100 Ways》                                                                   | 88rising                  |
| 2020 | 잭슨 (Jackson Wang)   | Remix                 | - Jackson Wang 〈100 Ways〉 (MK Remix)                                                | 《100 Ways (MK Remix)》                                                        | 88rising                  |
| 2019 | 잭슨 (Jackson Wang)   | M/V                   | - Jackson Wang 〈BULLET TO THE HEART〉 (M/V)                                          | 《MIRRORS》                                                                    | Jackson Wang              |
| 2019 | 잭슨 (Jackson Wang)   | Lyric Video           | - Jackson Wang 〈ON THE ROCKS〉                                                       | 《MIRRORS》                                                                    | Jackson Wang              |
| 2019 | 잭슨 (Jackson Wang)   | M/V                   | - Jackson Wang 〈DWAY!〉 (M/V)                                                        | 《MIRRORS》                                                                    | Jackson Wang              |
| 2019 | 잭슨 (Jackson Wang)   | Lyric Video           | - Jackson Wang 〈UNLESS I'M WITH YOU〉                                                | 《MIRRORS》                                                                    | Jackson Wang              |
| 2019 | 잭슨 (Jackson Wang)   | Lyric Video           | - Jackson Wang 〈BAD BACK (feat. GoldLink)〉                                          | 《MIRRORS》                                                                    | Jackson Wang              |
| 2019 | 잭슨 (Jackson Wang)   | M/V                   | - Jackson Wang 〈TITANIC (feat. Rich Brian)〉 (M/V)                                   | 《MIRRORS》                                                                    | Jackson Wang              |
| 2019 | 잭슨 (Jackson Wang)   | Lyric Video           | - Jackson Wang 〈FADED〉                                                              | 《MIRRORS》                                                                    | Jackson Wang              |
| 2019 | 잭슨 (Jackson Wang)   | Live Video            | - Jackson Wang 〈爱 (I Love You 3000 Chinese Version)〉                               | 《MIRRORS》                                                                    | Jackson Wang              |
| 2019 | 잭슨 (Jackson Wang)   | M/V                   | - Jackson Wang 〈Oxygen〉 (M/V)                                                       | 《Oxygen》                                                                     | Jackson Wang              |
| 2018 | 잭슨 (Jackson Wang)   | M/V                   | - Jackson Wang ft. Gucci Mane 〈Different Game〉 (M/V)                                | 《Different Game (feat. Gucci Mane)》                                          | Jackson Wang              |
| 2018 | 잭슨 (Jackson Wang)   | M/V                   | - Jackson Wang 〈Fendiman〉 (M/V)                                                     | 《Fendiman》                                                                   | Jackson Wang              |
| 2018 | 잭슨 (Jackson Wang)   | M/V                   | - Jackson Wang 〈Dawn of us〉 (M/V)                                                   | 《Dawn of Us》                                                                 | Jackson Wang              |
| 2018 | GOT7                  | M/V                   | - JAY B (GOT7) 〈Sunrise〉 (M/V)                                                      | 《Present : YOU》                                                              | JYP Ent.                  |
| 2018 | GOT7                  | M/V                   | - 마크 (GOT7) 〈OMW〉 (M/V)                                                           | 《Present : YOU》                                                              | JYP Ent.                  |
| 2018 | GOT7                  | M/V                   | - 잭슨 (GOT7) 〈Made It〉 (M/V)                                                       | 《Present : YOU》                                                              | JYP Ent.                  |
| 2018 | GOT7                  | M/V                   | - 진영 (GOT7) 〈My Youth〉 (M/V)                                                      | 《Present : YOU》                                                              | JYP Ent.                  |
| 2018 | GOT7                  | M/V                   | - 영재 (GOT7) 〈혼자 (Nobody Knows)〉 (M/V)                                           | 《Present : YOU》                                                              | JYP Ent.                  |
| 2018 | GOT7                  | M/V                   | - 뱀뱀 (GOT7) 〈Party〉 (M/V)                                                         | 《Present : YOU》                                                              | JYP Ent.                  |
| 2018 | GOT7                  | M/V                   | - 유겸 (GOT7) 〈Fine〉 (M/V)                                                          | 《Present : YOU》                                                              | JYP Ent.                  |
| 2017 | 잭슨 (Jackson Wang)   | M/V                   | - Jackson Wang 〈OKAY〉 (M/V)                                                         | 《Okay》                                                                       | Jackson Wang              |
| 2017 | 잭슨 (Jackson Wang)   | M/V                   | - Jackson Wang 〈Papillon〉 (M/V)                                                     | 《Papillon》                                                                   | Jackson Wang              |
| 2017 | 잭슨 (Jackson Wang)   | M/V                   | - Jackson Wang 〈Papillon〉 (Dance ver.)                                              | 《Papillon》                                                                   | Jackson Wang              |
| 2017 | 잭슨 (Jackson Wang)   | Official Audio        | - Jackson Wang 〈Papillon〉 (BOYTOY Remix)                                            | 《Papillon》                                                                   | Jackson Wang              |

## 음반 제작기

#### JAY B
| 연도 | Artist | 구분               | 제목                                             | 앨범명                       | 제공          |
| ---- | ------ | ------------------ | ------------------------------------------------ | ---------------------------- | ------------- |
| 2024 | JAY B  | Jacket Making      | - JAY B Archive 1 : (Road Runner) Jacket Making  | 《Archive 1: (Road Runner)》 | mauve company |
| 2024 | JAY B  | Document           | - JAY B Archive 1 : (Road Runner) Document Vol.1 | 《Archive 1: (Road Runner)》 | mauve company |
| 2024 | JAY B  | Document           | - JAY B Archive 1 : (Road Runner) Document Vol.2 | 《Archive 1: (Road Runner)》 | mauve company |
| 2024 | JAY B  | Album Unboxing     | - JAY B Archive 1 : (Road Runner) Album Unboxing | 《Archive 1: (Road Runner)》 | mauve company |
| 2024 | JAY B  | Music Video Behind | - JAY B JAY B 〈Crash〉 Music Video Behind       | 《Archive 1: (Road Runner)》 | mauve company |
| 2024 | JAY B  | MV Reaction        | - JAY B JAY B 〈Crash〉 MV Reaction              | 《Archive 1: (Road Runner)》 | mauve company |
| 2022 | JAY B  | Unboxing Video     | - JAY B 《Be Yourself》 Unboxing Video           | 《Be Yourself》              | JAY B         |
| 2022 | JAY B  | MV Making Video    | - JAY B 〈go UP〉 MV Making Video                | 《Be Yourself》              | JAY B         |
| 2021 | JAY B  | JAY B’s Eye        | - JAY B’s Eye - Part 1                           | 《SOMO:FUME》                | H1GHR MUSIC   |
| 2021 | JAY B  | JAY B’s Eye        | - JAY B’s Eye - Part 2                           | 《SOMO:FUME》                | H1GHR MUSIC   |
| 2021 | JAY B  | JAY B’s Eye        | - JAY B’s Eye - Part 3                           | 《SOMO:FUME》                | H1GHR MUSIC   |
| 2021 | JAY B  | Short Film         | - Short Film: JAY B Documentary - Part 1         | 《Switch It Up》             | H1GHR MUSIC   |
| 2021 | JAY B  | Short Film         | - Short Film: JAY B Documentary - Part 2         | 《Switch It Up》             | H1GHR MUSIC   |
| 2021 | JAY B  | Short Film         | - Short Film: JAY B Documentary - Part 3         | 《Switch It Up》             | H1GHR MUSIC   |
| 2021 | JAY B  | 1 on 1 Interview   | - JAY B x Jay Park 〈1 on 1 Interview〉          | 《Switch It Up》             | H1GHR MUSIC   |

### JJ Project
| 연도 | Artist                   | 발매일     | 제목                                                | 앨범명      | 콘텐츠 | 제공   |
| ---- | ------------------------ | ---------- | --------------------------------------------------- | ----------- | ------ | ------ |
| 2017 | JJ Project (JAY B, 진영) | 2017.07.31 | JJ Project (JAY B, 진영) 《Verse 2》 EP.01. 녹음 중 | 《Verse 2》 | JJing+ | V LIVE |
| 2017 | JJ Project (JAY B, 진영) | 2017.07.31 | JJ Project (JAY B, 진영) 《Verse 2》 EP.02. 촬영 중 | 《Verse 2》 | JJing+ | V LIVE |
| 2017 | JJ Project (JAY B, 진영) | 2017.07.31 | JJ Project (JAY B, 진영) 《Verse 2》 EP.03. 연습 중 | 《Verse 2》 | JJing+ | V LIVE |

### Jus2
| 연도 | Artist             | 발매일     | 제목                                                                | 콘텐츠・방송        | 앨범명    | 공급사    |
| ---- | ------------------ | ---------- | ------------------------------------------------------------------- | ------------------- | --------- | --------- |
| 2019 | Jus2 (JAY B, 유겸) | 2019.03.05 | Jus2 (JAY B, 유겸) 《FOCUS》 (JACKET MAKING FILM)                   | JACKET MAKING FILM  | 《FOCUS》 | JYP Ent.  |
| 2019 | Jus2 (JAY B, 유겸) | 2019.03.05 | GOT7 Jus2 with Korean Unnie (Exclusive interview)                   | Interview           | 《FOCUS》 | KOREA NOW |
| 2019 | Jus2 (JAY B, 유겸) | 2019.03.05 | Jus2 (JAY B, 유겸) 〈FOCUS ON ME〉 (M/V)                            | M/V M/V MAKING FILM | 《FOCUS》 | JYP Ent.  |
| 2019 | Jus2 (JAY B, 유겸) | 2019.03.05 | Jus2 (JAY B, 유겸) 〈FOCUS ON ME〉 (M/V MAKING FILM)                | M/V M/V MAKING FILM | 《FOCUS》 | JYP Ent.  |
| 2019 | Jus2 (JAY B, 유겸) | 2019.03.05 | Jus2 (JAY B, 유겸) 〈FOCUS ON ME〉 (ON Ver.)                        | Dance Practice      | 《FOCUS》 | JYP Ent.  |
| 2019 | Jus2 (JAY B, 유겸) | 2019.03.05 | Jus2 (JAY B, 유겸) 〈FOCUS ON ME〉 (ME Ver. / Feat. Sexy Boyfriend) | Dance Practice      | 《FOCUS》 | JYP Ent.  |
| 2019 | Jus2 (JAY B, 유겸) | 2019.03.05 | Jus2 (JAY B, 유겸) 〈FOCUS ON ME〉 (FOCUS Ver.)                     | Dance Practice      | 《FOCUS》 | JYP Ent.  |

### GOT7
| 연도 | Artist | 발매일     | 제목                                                          | 앨범명                                           | 콘텐츠                |
| ---- | ------ | ---------- | ------------------------------------------------------------- | ------------------------------------------------ | --------------------- |
| 2025 | GOT7   | 2025.01.20 | GOT7 《WINTER HEPTAGON》 Jacket Behind The Scenes             | 《WINTER_HEPTAGON》                              | Behind The Scene      |
| 2025 | GOT7   | 2025.01.20 | GOT7 《WINTER HEPTAGON》 Recording Behind                     | 《WINTER_HEPTAGON》                              | Behind The Scene      |
| 2025 | GOT7   | 2025.01.20 | GOT7 《WINTER HEPTAGON》 MV Behind The Scenes                 | 《WINTER_HEPTAGON》                              | Behind The Scene      |
| 2022 | GOT7   | 2022.05.23 | GOT7 《GOT7》 : episode.01 Recording Behind The Scene (1)     | 《GOT7》                                         | Behind The Scene      |
| 2022 | GOT7   | 2022.05.23 | GOT7 《GOT7》 : episode.02 Recording Behind The Scene (2)     | 《GOT7》                                         | Behind The Scene      |
| 2022 | GOT7   | 2022.05.23 | GOT7 《GOT7》 : episode.03 Concept Photo Behind The Scene (1) | 《GOT7》                                         | Behind The Scene      |
| 2022 | GOT7   | 2022.05.23 | GOT7 《GOT7》 : episode.04 Concept Photo Behind The Scene (2) | 《GOT7》                                         | Behind The Scene      |
| 2022 | GOT7   | 2022.05.23 | GOT7 《GOT7》 : episode.05 Concept Photo Behind The Scene (3) | 《GOT7》                                         | Behind The Scene      |
| 2022 | GOT7   | 2022.05.23 | GOT7 《GOT7》 : episode.06 Concept Photo Behind The Scene (4) | 《GOT7》                                         | Behind The Scene      |
| 2022 | GOT7   | 2022.05.23 | GOT7 《GOT7》 : episode.08 Music Video Behind The Scene (1)   | 《GOT7》                                         | Behind The Scene      |
| 2022 | GOT7   | 2022.05.23 | GOT7 《GOT7》 : episode.09 Music Video Behind The Scene (2)   | 《GOT7》                                         | Behind The Scene      |
| 2022 | GOT7   | 2022.05.23 | GOT7 《GOT7》 : episode.10 Music Video Behind The Scene (3)   | 《GOT7》                                         | Behind The Scene      |
| 2022 | GOT7   | 2022.05.23 | GOT7 《GOT7》 : episode.11 Music Video Behind The Scene (1)   | 《GOT7》                                         | Behind The Scene      |
| 2022 | GOT7   | 2022.05.23 | GOT7 《GOT7》 : episode.12 Music Video Behind The Scene (2)   | 《GOT7》                                         | Behind The Scene      |
| 2022 | GOT7   | 2022.05.23 | GOT7 《GOT7》 : episode.17 Press Conference                   | 《GOT7》                                         | Behind The Scene      |
| 2021 | GOT7   | 2021.02.20 | GOT7 《Encore》                                               | 《Encore》                                       | Behind the Scenes     |
| 2020 | GOT7   | 2020.11.30 | GOT7 《Breath of Love : Last Piece》 EP.01                    | 《Breath of Love : Last Piece》                  | MONOGRAPH             |
| 2020 | GOT7   | 2020.11.30 | GOT7 《Breath of Love : Last Piece》 EP.02                    | 《Breath of Love : Last Piece》                  | MONOGRAPH             |
| 2020 | GOT7   | 2020.11.30 | GOT7 《Breath of Love : Last Piece》 EP.03                    | 《Breath of Love : Last Piece》                  | MONOGRAPH             |
| 2020 | GOT7   | 2020.11.30 | GOT7 《Breath of Love : Last Piece》 EP.04                    | 《Breath of Love : Last Piece》                  | MONOGRAPH             |
| 2020 | GOT7   | 2020.04.20 | GOT7 《DYE》 EP.01                                            | 《DYE》                                          | MONOGRAPH             |
| 2020 | GOT7   | 2020.04.20 | GOT7 《DYE》 EP.02                                            | 《DYE》                                          | MONOGRAPH             |
| 2020 | GOT7   | 2020.04.20 | GOT7 《DYE》 EP.03                                            | 《DYE》                                          | MONOGRAPH             |
| 2020 | GOT7   | 2020.04.20 | GOT7 《DYE》 EP.04                                            | 《DYE》                                          | MONOGRAPH             |
| 2020 | GOT7   | 2019.11.04 | GOT7 《Call My Name》 EP.01                                   | 《Call My Name》                                 | MONOGRAPH             |
| 2020 | GOT7   | 2019.11.04 | GOT7 《Call My Name》 EP.02                                   | 《Call My Name》                                 | MONOGRAPH             |
| 2020 | GOT7   | 2019.11.04 | GOT7 《Call My Name》 EP.03                                   | 《Call My Name》                                 | MONOGRAPH             |
| 2020 | GOT7   | 2019.11.04 | GOT7 《Call My Name》 EP.04                                   | 《Call My Name》                                 | MONOGRAPH             |
| 2019 | GOT7   | 2019.05.20 | GOT7 《SPINNING TOP : BETWEEN SECURITY & INSECURITY》 EP.01   | 《SPINNING TOP : BETWEEN SECURITY & INSECURITY》 | MONOGRAPH             |
| 2019 | GOT7   | 2019.05.20 | GOT7 《SPINNING TOP : BETWEEN SECURITY & INSECURITY》 EP.02   | 《SPINNING TOP : BETWEEN SECURITY & INSECURITY》 | MONOGRAPH             |
| 2019 | GOT7   | 2019.05.20 | GOT7 《SPINNING TOP : BETWEEN SECURITY & INSECURITY》 EP.03   | 《SPINNING TOP : BETWEEN SECURITY & INSECURITY》 | MONOGRAPH             |
| 2019 | GOT7   | 2019.05.20 | GOT7 《SPINNING TOP : BETWEEN SECURITY & INSECURITY》 EP.04   | 《SPINNING TOP : BETWEEN SECURITY & INSECURITY》 | MONOGRAPH             |
| 2018 | GOT7   | 2018.12.03 | THANK YOU I GOT7 《Present : YOU &ME Edition》                | 《Present : YOU & ME Edition》                   | SPECIAL FILM          |
| 2018 | GOT7   | 2018.09.17 | GOT7 《Present : YOU》 EP.01                                  | 《Present : YOU》                                | MONOGRAPH             |
| 2018 | GOT7   | 2018.09.17 | GOT7 《Present : YOU》 EP.02                                  | 《Present : YOU》                                | MONOGRAPH             |
| 2018 | GOT7   | 2018.09.17 | GOT7 《Present : YOU》 EP.03                                  | 《Present : YOU》                                | MONOGRAPH             |
| 2018 | GOT7   | 2018.09.17 | GOT7 《Present : YOU》 EP.04                                  | 《Present : YOU》                                | MONOGRAPH             |
| 2018 | GOT7   | 2018.09.17 | GOT7 《Present : YOU》 EP.05                                  | 《Present : YOU》                                | MONOGRAPH             |
| 2018 | GOT7   | 2018.09.17 | GOT7 《Present : YOU》 EP.06                                  | 《Present : YOU》                                | MONOGRAPH             |
| 2018 | GOT7   | 2018.09.17 | GOT7 《Present : YOU》 EP.07                                  | 《Present : YOU》                                | MONOGRAPH             |
| 2018 | GOT7   | 2018.03.12 | GOT7 《Eyes On You》 Jacket Making Film                       | 《Eyes On You》                                  | Making Film           |
| 2018 | GOT7   | 2018.03.12 | GOT7 《Eyes On You》 MV Making Film                           | 《Eyes On You》                                  | Making Film           |
| 2018 | GOT7   | 2018.03.12 | 갓세븐 멤버별 녹음 유형 분석                                  | 《Eyes On You》                                  | GOT7:On the Scene     |
| 2017 | GOT7   | 2017.10.10 | GOT7 《7 for 7》 EP.01 녹음 중 (Firework)                     | 《7 for 7》                                      | GOT7ing+              |
| 2017 | GOT7   | 2017.10.10 | GOT7 《7 for 7》 EP.02 녹음 중 (Remember You)                 | 《7 for 7》                                      | GOT7ing+              |
| 2017 | GOT7   | 2017.10.10 | GOT7 《7 for 7》 EP.03 촬영 중 (Los Angeles)                  | 《7 for 7》                                      | GOT7ing+              |
| 2017 | GOT7   | 2017.10.10 | GOT7 《7 for 7》 앨범 인터뷰                                  | 《7 for 7》                                      | 촬영 비하인드         |
| 2017 | GOT7   | 2017.10.10 | GOT7 《7 for 7》 PRESENT EDITION 자켓 비하인드                | 《7 for 7》                                      | 촬영 비하인드         |
| 2017 | GOT7   | 2017.10.10 | GOT7 〈You Are〉 M/V 촬영 비하인드                            | 《7 for 7》                                      | 촬영 비하인드         |
| 2017 | GOT7   | 2017.10.10 | GOT7 〈Teenager〉 Performance Video 비하인드                  | 《7 for 7》                                      | 촬영 비하인드         |
| 2017 | GOT7   | 2017.10.10 | GOT7 《7 for 7》 Dance Practice Behind                        | 《7 for 7》                                      | Dance Practice Behind |
| 2017 | GOT7   | 2017.03.13 | GOT7 〈Never Ever〉 MV 촬영 비하인드                          | 《FLIGHT LOG : ARRIVAL》                         | Making Film           |
| 2016 | GOT7   | 2016.09.27 | GOT7 〈하드캐리〉 MV, 앨범 자켓 촬영 비하인드                 | 《FLIGHT LOG : TURBULENCE》                      | Making Film           |
| 2016 | GOT7   | 2016.03.21 | GOT7 《FLIGHT LOG : DEPARTURE》 Jacket Making Film            | 《FLIGHT LOG : DEPARTURE》                       | Making Film           |

## 스페셜 비디오
| 연도 | Artist              | 구분          | 제목 | 제목                                            | 제공 |
| ---- | ------------------- | ------------- | --- | ----------------------------------------------- | ---- |
| 2019 | 뱀뱀 (BamBam)       | Special Video | GOT7 "FEEL IT, SEE IT" by GOT7 BamBam | GOT7 "FEEL IT, SEE IT" by GOT7 BamBam           | GOT7 |
| 2019 | 뱀뱀 (BamBam)       | Special Video | - Directed by 뱀뱀 (BamBam) - Edited by 뱀뱀 (BamBam) - Filmed by 뱀뱀 (BamBam) - Starring GOT7 & I GOT7 & People from all around the world - BGM : ODESZA - “Line Of Sight (Reprise) (feat. WYNNE & Mansionair)” |                                                 | GOT7 |
| 2018 | 뱀뱀 (BamBam)       | Special Video | MY YEAR 2018 by GOT7, BamBam | MY YEAR 2018 by GOT7, BamBam                    | GOT7 |
| 2018 | 뱀뱀 (BamBam)       | Special Video | - Directed by 뱀뱀 (BamBam) - Edited by 뱀뱀 (BamBam) - Filmed by 뱀뱀 (BamBam), Randy Wong, Vilaiwan - Starring GOT7 - BGM : MayaVanya - Rockets Feat. Tali (Feki Remix)                                         |                                                 | GOT7 |
| 2017 | GOT7, 뱀뱀 (BamBam) | Lyric Video   | GOT7 〈You Are〉 (Lyric Video) "Prod by BamBam" | GOT7 〈You Are〉 (Lyric Video) "Prod by BamBam" | GOT7 |
| 2017 | GOT7, 뱀뱀 (BamBam) | Lyric Video   | - Prod by 뱀뱀 (BamBam) |                                                 | GOT7 |

## 음반 콘텐츠・음악 방송

### Def.

#### Def.
| 연도 | Artist | 제목                                     | 프로그램  | 제공일     | 방송사 | 제공  |
| ---- | ------ | ---------------------------------------- | --------- | ---------- | ------ | ----- |
| 2022 | Def.   | - Def. 〈my abandoned love〉 (Live Clip) | Live Clip | 2022.12.15 | JAY B  | JAY B |
| 2022 | Def.   | - Def. 〈not easy〉 (Live Clip)          | Live Clip | 2022.12.07 | JAY B  | JAY B |
| 2022 | Def.   | - Def. 〈right〉 (Live Clip)             | Live Clip | 2022.11.30 | JAY B  | JAY B |
| 2022 | Def.   | - Def. 〈바보같이〉 (Live Clip)          | Live Clip | 2022.02.18 | JAY B  | JAY B |
| 2022 | Def.   | - Def. 〈왜그래?〉 (Live Clip)           | Live Clip | 2022.02.16 | JAY B  | JAY B |
| 2022 | Def.   | - Def. 〈SUNSET WITH YOU〉 (Live Clip)   | Live Clip | 2022.02.14 | JAY B  | JAY B |

### JAY B

#### JAY B
| 연도 | Artist      | 제목                                                                  | 프로그램                | 방송일     | 방송사        | 공급사          |
| ---- | ----------- | --------------------------------------------------------------------- | ----------------------- | ---------- | ------------- | --------------- |
| 2025 | JAY B       | - JAY B 〈go UP〉                                                     | 골든 웨이브             | 2025.04.05 | JTBC          | 골든디스크      |
| 2025 | JAY B       | - JAY B 〈Crash〉                                                     | 골든 웨이브             | 2025.04.05 | JTBC          | 골든디스크      |
| 2025 | JAY B       | - JAY B 〈Cloud nine〉                                                | 리슨페이지 뮤직 클립    | 2025.01.11 | 리슨페이지    | 리슨페이지      |
| 2024 | JAY B       | - JAY B 〈Crash〉                                                     | 인기가요                | 2024.12.01 | SBS           | SBS KPOP        |
| 2024 | JAY B       | - JAY B 〈Crash〉                                                     | 쇼!음악중심             | 2024.11.30 | MBC           | MBCkpop         |
| 2024 | JAY B       | - JAY B 〈Crash〉                                                     | 뮤직뱅크                | 2024.11.29 | KBS           | KBS Kpop        |
| 2022 | JAY B       | - JAY B 〈go UP〉                                                     | 엠카운트다운            | 2022.09.22 | Mnet          | Mnet K-POP      |
| 2022 | JAY B       | - JAY B 〈go UP〉                                                     | GOT7 영재의 친한친구    | 2022.09.30 | MBC Radio     | MBC Radio       |
| 2022 | JAY B       | - JAY B 〈흔들의자〉                                                  | VOGUE KOREA             | 2022.08.22 | 8PM CONCERT   | VOGUE KOREA     |
| 2021 | JAY B       | - JAY B 〈B.T.W (Feat. 박재범) (Prod. Cha Cha Malone)〉               | 인기가요                | 2021.08.29 | SBS           | SBS KPOP        |
| 2021 | JAY B       | - JAY B 〈B.T.W (Feat. 박재범) (Prod. Cha Cha Malone)〉 (페이스캠)    | 인기가요                | 2021.08.29 | SBS           | SBS KPOP        |
| 2021 | JAY B       | - JAY B 〈B.T.W〉 (Band Ver.)                                         | 잇츠라이브              | 2021.09.04 | MBC           | it's Live (MDR) |
| 2021 | JAY B       | - JAY B 〈FAME (Feat. JUNNY)〉 (Band Ver.)                            | 잇츠라이브              | 2021.09.17 | MBC           | it's Live (MDR) |
| 2021 | JAY B       | - JAY B 〈FAME (Feat. JUNNY)〉                                        | JAY B의 R&B (STATION-Z) | 2021.10.27 | KBS 쿨FM      | KBS 쿨FM        |
| 2021 | JUNNY JAY B | - JAY B 〈FAME (Feat. JUNNY)〉 (마이크스웨거부스)                     | MIC SWG (BOOTH)         | 2021.09.24 | MIC SWG       | MIC SWG         |
| 2021 | JUNNY JAY B | - JUNNY 〈Thank you + Fame (with JAY B) + New Girl + Movie + Inside〉 | MIC SWG (BOOTH)         | 2021.09.24 | MIC SWG       | MIC SWG         |
| 2021 | JAY B       | - JAY B 〈In To You (Feat. g1nger) (Prod. WOOGIE)〉                   | ESQUIRE Korea           | 2021.09.02 | ESQUIRE Korea | ESQUIRE Korea   |
| 2021 | JAY B       | - JAY B 〈Switch It Up (Feat. sokodomo) (Prod. Cha Cha Malone)〉      | Live Clip               | 2021.05.14 | H1GHR MUSIC   | H1GHR MUSIC     |
| 2021 | JAY B       | - JAY B 〈B.T.W (Feat. 박재범) (Prod. Cha Cha Malone)〉               | 엠카운트다운            | 2021.08.26 | Mnet          | Mnet K-POP      |
| 2017 | JAY B       | - JAY B (JJ Project) 〈Fade Away〉                                    | 오르골 라이브           | 2017.08.16 | V LIVE        | V LIVE          |

#### JJ Project
| 연도 | Artist                   | 제목                                            | 프로그램             | 방송사    | 공급사    |
| ---- | ------------------------ | ----------------------------------------------- | -------------------- | --------- | --------- |
| 2017 | JJ Project (JAY B, 진영) | JJ Project 〈내일, 오늘〉                       | 뮤직뱅크             | KBS       | KBS Kpop  |
| 2017 | JJ Project (JAY B, 진영) | JJ Project 〈내일, 오늘〉 (세로라이브)          | 세로라이브           | 딩고 뮤직 | 딩고 뮤직 |
| 2017 | JJ Project (JAY B, 진영) | JJ Project 〈내일, 오늘〉 (어쿠스틱 버전)       | 오르골 라이브        | V LIVE    | V LIVE    |
| 2017 | JJ Project (JAY B, 진영) | JJ Project 〈Coming Home〉                      | 《Verse 2》 SHOWCASE | V LIVE    | V LIVE    |
| 2017 | JJ Project (JAY B, 진영) | JJ Project 〈On&On〉 (어쿠스틱 버전)            | 오르골 라이브        | V LIVE    | V LIVE    |
| 2017 | JJ Project (JAY B, 진영) | JJ Project 〈Don't wanna know〉                 | 《Verse 2》 SHOWCASE | V LIVE    | V LIVE    |
| 2017 | JJ Project (JAY B, 진영) | JJ Project 〈Don't Wanna Know〉 (어쿠스틱 버전) | 오르골 라이브        | V LIVE    | V LIVE    |
| 2017 | JJ Project (JAY B, 진영) | JJ Project 〈Icarus〉                           | 《Verse 2》 SHOWCASE | V LIVE    | V LIVE    |
| 2017 | JJ Project (JAY B, 진영) | 진영 (JJ Project) 〈그날〉 (어쿠스틱 버전)      | 오르골 라이브        | V LIVE    | V LIVE    |

#### Jus2
| 연도 | rtist              | 제목                                          | 프로그램      | 방송사            | 공급사            |
| ---- | ------------------ | --------------------------------------------- | ------------- | ----------------- | ----------------- |
| 2019 | Jus2 (JAY B, 유겸) | Jus2 〈FOCUS ON ME〉                          | 쇼! 음악중심  | MBC               | MBCkpop           |
| 2019 | Jus2 (JAY B, 유겸) | Jus2 〈LONG BLACK〉                           | Jus2 Live     | JYP 엔터테인먼트  | JYP 엔터테인먼트  |
| 2019 | Jus2 (JAY B, 유겸) | Jus2 〈LONG BLACK, Drunk On You〉 (FULL ver.) | 대만 쇼케이스 | MTV Idols of Asia | MTV Idols of Asia |
| 2019 | Jus2 (JAY B, 유겸) | Jus2 〈LONG BLACK, Drunk On You〉             | 대만 쇼케이스 | 스타데일리        | 스타데일리        |

#### GOT7
| 연도   | Artist | 구분                  | 메인      | 참고 문서                |
| ------ | ------ | --------------------- | --------- | ------------------------ |
| 2014 ~ | GOT7   | 음반                  | GOT7      | - 음악 방송              |
| 2014 ~ | GOT7   | 음반                  | GOT7      | - 음반 콘텐츠            |
| 2014 ~ | GOT7   | 음반                  | 솔로      | - 음반 콘텐츠・음악 방송 |
| 2014 ~ | GOT7   | 음반                  | 유닛 그룹 | - 음반 콘텐츠・음악 방송 |
| 2014 ~ | GOT7   | 음악 (미발매・재해석) | 솔로      | - 미발매                 |
| 2014 ~ | GOT7   | 음악 (미발매・재해석) | 솔로      | - 재해석・Cover          |
| 2014 ~ | GOT7   | 댄서・퍼포먼스        | 솔로      | - 댄서・퍼포먼스         |

| 연도 | Artist | 제목                                                         | 프로그램                                     | 비고       | 방송사      | 공급사        |
| ---- | ------ | ------------------------------------------------------------ | -------------------------------------------- | ---------- | ----------- | ------------- |
| 2021 | GOT7   | GOT7 〈INTRO + NOT BY THE MOON + Breath (넌 날 숨 쉬게 해)〉 | 골든디스크                                   | 2021.01.10 | JTBC        | 네이버 TV     |
| 2020 | GOT7   | GOT7 〈Playground〉                                          | 《GOT7 💚 I GOT7》 "우리가 사랑했던 그 겨울" | 2020.12.22 | JYP Ent.    | JYP Ent.      |
| 2020 | GOT7   | GOT7 〈1+1〉                                                 | 《GOT7 💚 I GOT7》 "우리가 사랑했던 그 겨울" | 2020.12.22 | JYP Ent.    | JYP Ent.      |
| 2020 | GOT7   | GOT7 〈고백송〉                                              | 《GOT7 💚 I GOT7》 "우리가 사랑했던 그 겨울" | 2020.12.22 | JYP Ent.    | JYP Ent.      |
| 2020 | GOT7   | GOT7 〈OUT + LAST PIECE〉                                    | 2020 KBS 가요대축제                          | 2020.12.18 | KBS         | KBS Kpop      |
| 2020 | GOT7   | GOT7 〈BREATH (넌 날 숨 쉬게 해)〉                           | 2020 SBS 가요대전                            | 2020.12.25 | SBS         | SBS Kpop      |
| 2020 | GOT7   | GOT7 〈POISON〉                                              | 2020 SBS 가요대전                            | 2020.12.25 | SBS         | SBS Kpop      |
| 2020 | GOT7   | GOT7 〈딱 좋아〉                                             | 2020 SBS 가요대전                            | 2020.12.25 | SBS         | SBS Kpop      |
| 2020 | GOT7   | GOT7 〈INTRO + LAST PIECE〉                                  | 2020 MBC 가요대제전                          | 2020.12.31 | MBC         | MBCkpop       |
| 2020 | GOT7   | GOT7 〈AURA + NOT BY THE MOON〉                              | 2020 AAA                                     | 2020.11.28 | 2020 AAA    | 스타뉴스      |
| 2020 | GOT7   | GOT7 〈NOT BY THE MOON〉                                     | 2020 MAMA                                    | 2020.12.06 | Mnet        | Mnet K-POP    |
| 2020 | GOT7   | GOT7 〈NOT BY THE MOON〉 (영어 내레이션 : 마크)              | 엠카운트다운                                 | 2020.04.23 | Mnet        | Mnet K-POP    |
| 2020 | GOT7   | GOT7 〈NOT BY THE MOON〉                                     | 뮤직뱅크                                     | 2020.05.01 | Mnet        | Mnet K-POP    |
| 2020 | GOT7   | GOT7 〈POISON〉                                              | 엠카운트다운                                 | 2020.04.23 | Mnet        | Mnet K-POP    |
| 2020 | GOT7   | GOT7 〈AURA〉                                                | 엠카운트다운                                 | 2020.04.23 | Mnet        | Mnet K-POP    |
| 2020 | GOT7   | GOT7 〈INTRO + ECLIPSE + 니가 부르는 나의 이름〉             | 골든디스크                                   | 2020.01.05 | JTBC        | 골든디스크    |
| 2020 | GOT7   | GOT7 〈Girls Girls Girls (2020 ver.)〉 (백 투더 데뷔)        | 주간 아이돌                                  | 2020.04.22 | MBC every1  | ALL THE K-POP |
| 2019 | GOT7   | GOT7 〈니가 부르는 나의 이름〉                               | 뮤직뱅크                                     | 2019.11.15 | KBS         | KBS Kpop      |
| 2019 | GOT7   | GOT7 〈Crash & Burn + THURSDAY + 니가 부르는 나의 이름〉     | 엠카운트다운                                 | 2019.11.07 | Mnet        | Mnet K-POP    |
| 2019 | GOT7   | GOT7 〈PAGE〉                                                | 2019 SBS 가요대전                            | 2019.12.25 | SBS         | SBS KPOP      |
| 2019 | GOT7   | GOT7 〈하지하지마 (remix. ver)〉                             | 2019 KBS 가요대축제                          | 2019.12.27 | KBS         | KBS Kpop      |
| 2019 | GOT7   | GOT7 〈ECLIPSE〉                                             | 인기가요                                     | 2019.06.02 | SBS         | SBS KPOP      |
| 2019 | GOT7   | GOT7 〈1°〉                                                  | GOT7 TAPE                                    | 2019.05.30 | JYP Ent.    | JYP Ent.      |
| 2018 | GOT7   | GOT7 〈Look〉                                                | GOT7 COMEBACK SHOW                           | 2018.09.17 | Mnet        | Mnet          |
| 2018 | GOT7   | GOT7 〈I Am Me〉                                             | GOT7 COMEBACK SHOW                           | 2018.09.17 | Mnet        | Mnet          |
| 2018 | GOT7   | GOT7 〈INTRO + 하드캐리〉                                    | GOT7 COMEBACK SHOW                           | 2018.09.17 | Mnet        | Mnet          |
| 2018 | GOT7   | GOT7 〈Girls Girls Girls (Hiphop ver.)〉                     | GOT7 COMEBACK SHOW                           | 2018.09.17 | Mnet        | Mnet          |
| 2018 | GOT7   | GOT7 〈Lullaby (intro)〉 GOT7 〈Lullaby〉                    | GOT7 COMEBACK SHOW                           | 2018.09.17 | Mnet        | Mnet          |
| 2018 | GOT7   | GOT7 〈Lullaby〉 (Dark Ver.)                                 | 2018 MAMA                                    | 2018.12.14 | Mnet        | Mnet K-POP    |
| 2018 | GOT7   | GOT7 〈Lullaby (Feat. 응원법)〉                              | 엄잠후 Live                                  | 2018.09.19 | 피키픽처스  | 피키픽처스    |
| 2018 | GOT7   | GOT7 〈Look〉                                                | 뮤직뱅크                                     | 2018.03.23 | KBS         | KBS Kpop      |
| 2018 | GOT7   | GOT7 〈고마워〉                                              | 뮤직뱅크                                     | 2018.03.23 | KBS         | KBS Kpop      |
| 2018 | GOT7   | GOT7 〈고마워〉                                              | GOT7 STUDIO                                  | 2018.03.27 | JYP Ent.    | JYP Ent.      |
| 2018 | GOT7   | GOT7 〈Intro + Look〉                                        | 2018 MBC 가요대제전                          | 2018.12.31 | MBC         | MBCkpop       |
| 2018 | GOT7   | GOT7 〈Miracle〉                                             | 인기가요                                     | 2018.12.09 | SBS         | SBS KPOP      |
| 2018 | GOT7   | GOT7 〈Miracle〉                                             | GOT7 COUNTDOWN LIVE                          | 2018.12.03 | V LIVE      | V LIVE        |
| 2018 | GOT7   | GOT7 〈Miracle〉                                             | GOT7 STUDIO                                  | 2018.12.24 | JYP Ent.    | JYP Ent.      |
| 2018 | GOT7   | GOT7 〈Miracle〉 (Christmas Ver.)                            | GOT7 STUDIO                                  | 2018.12.24 | JYP Ent.    | JYP Ent.      |
| 2018 | GOT7   | GOT7 〈Miracle + Lullaby〉                                   | 2018 KBS 가요대축제                          | 2018.12.28 | KBS         | KBS Kpop      |
| 2018 | GOT7   | GOT7 〈Take Me To You〉                                      | GOT7 STUDIO                                  | 2018.12.31 | JYP Ent.    | JYP Ent.      |
| 2017 | GOT7   | GOT7 〈You Are〉                                             | 엠카운트다운                                 | 2017.10.19 | Mnet        | Mnet K-POP M2 |
| 2017 | GOT7   | GOT7 〈You Are〉                                             | 2017 SBS 가요대전                            | 2017.12.25 | SBS         | SBS KPOP      |
| 2017 | GOT7   | GOT7 〈You Are〉                                             | 부산 원아시아 페스티벌(BOF)                  | 2017.10.22 | SBS         | 네이버 TV     |
| 2017 | GOT7   | GOT7 〈Never Ever〉                                          | 부산 원아시아 페스티벌(BOF)                  | 2017.10.22 | SBS         | 네이버 TV     |
| 2017 | GOT7   | GOT7 〈내게〉                                                | GOT the Stage                                | 2017.10.29 | JYP Ent.    | JYP Ent.      |
| 2017 | GOT7   | GOT7 〈Moon U〉                                              | GOT the Stage                                | 2017.11.01 | JYP Ent.    | JYP Ent.      |
| 2017 | GOT7   | GOT7 〈Firework〉                                            | GOT7 Live Clip                               | 2017.11.16 | JYP Ent.    | JYP Ent.      |
| 2017 | GOT7   | GOT7 〈Teenager〉                                            | 2017 MBC 가요대제전                          | 2017.12.31 | MBC         | MBCkpop       |
| 2017 | GOT7   | GOT7 〈Girls Girls Girls〉                                   | GOT7 SHOWCASE                                | 2017.10.10 | V LIVE      | V LIVE        |
| 2017 | GOT7   | GOT7 〈Forever Young〉                                       | GOT7 SHOWCASE                                | 2017.10.10 | V LIVE      | V LIVE        |
| 2017 | GOT7   | GOT7 〈니가하면〉                                            | GOT7 SHOWCASE                                | 2017.10.10 | V LIVE      | V LIVE        |
| 2017 | GOT7   | GOT7 〈Fly〉                                                 | GOT7 SHOWCASE                                | 2017.10.10 | V LIVE      | V LIVE        |
| 2017 | GOT7   | GOT7 〈하드캐리〉                                            | GOT7 SHOWCASE                                | 2017.10.10 | V LIVE      | V LIVE        |
| 2017 | GOT7   | GOT7 〈Let Me〉                                              | GOT7 SHOWCASE                                | 2017.10.10 | V LIVE      | V LIVE        |
| 2017 | GOT7   | GOT7 〈Never Ever〉                                          | GOT7 SHOWCASE                                | 2017.10.10 | V LIVE      | V LIVE        |
| 2017 | GOT7   | GOT7 〈Paradise〉                                            | GOT7 SHOWCASE                                | 2017.10.10 | V LIVE      | V LIVE        |
| 2017 | GOT7   | GOT7 〈Teenager〉                                            | GOT7 SHOWCASE                                | 2017.10.10 | V LIVE      | V LIVE        |
| 2017 | GOT7   | GOT7 〈You Are〉                                             | GOT7 SHOWCASE                                | 2017.10.10 | V LIVE      | V LIVE        |
| 2017 | GOT7   | GOT7 〈Remember You〉                                        | GOT7 SHOWCASE                                | 2017.10.10 | V LIVE      | V LIVE        |
| 2017 | GOT7   | GOT7 〈INTRO + Never Ever〉                                  | KCON 2017                                    | 2017.05.25 | Mnet        | Mnet K-POP    |
| 2017 | GOT7   | GOT7 〈INTRO + Never Ever〉                                  | KCON 2017                                    | 2017.08.31 | Mnet        | Mnet K-POP    |
| 2017 | GOT7   | GOT7 〈Intro + Never Ever + You Are〉                        | 하이원 서울가요대상                          | 2018.01.25 | V LIVE      | V LIVE        |
| 2017 | GOT7   | GOT7 〈 Q 〉                                                 | 인기가요                                     | 2017.03.26 | SBS         | SBS KPOP      |
| 2016 | GOT7   | GOT7 〈HOME RUN〉                                            | 뮤직뱅크                                     | 2016.04.22 | KBS         | KBS Kpop      |
| 2016 | GOT7   | GOT7 〈하드캐리〉                                            | 인기가요                                     | 2016.10.09 | SBS         | SBS KPOP      |
| 2016 | GOT7   | GOT7 〈하드캐리〉                                            | 2016 MBC 가요대제전                          | 2016.12.31 | MBC         | MBCkpop       |
| 2016 | GOT7   | GOT7 〈Let Me〉                                              | 인기가요                                     | 2016.10.02 | SBS         | SBS KPOP      |
| 2016 | GOT7   | GOT7 〈Fly〉                                                 | 뮤직뱅크                                     | 2016.04.01 | KBS         | KBS Kpop      |
| 2016 | GOT7   | GOT7 〈빛이나〉                                              | 뮤직뱅크                                     | 2016.03.25 | KBS         | KBS Kpop      |
| 2016 | GOT7   | GOT7 〈빛이나〉                                              | GOT7 Live Video                              | 2016.04.08 | JYP Ent.    | JYP Ent.      |
| 2016 | GOT7   | GOT7 〈Something good〉                                      | 정오의희망곡 김신영입니다                    | 2016.04.19 | MBC FM4U    | MBC FM4U      |
| 2016 | GOT7   | GOT7 〈MY HOME〉 (360 VR)                                    | 지니뮤직 360VR                               | 2016.11.21 | 지니뮤직    | 지니뮤직      |
| 2016 | GOT7   | GOT7 〈REWIND〉 (360 VR)                                     | 지니뮤직 360VR                               | 2016.10.26 | 지니뮤직    | 지니뮤직      |
| 2016 | GOT7   | GOT7 〈볼륨을 올려줘〉 (360 VR)                              | 지니뮤직 360VR                               | 2016.10.26 | 지니뮤직    | 지니뮤직      |
| 2016 | GOT7   | GOT7 〈손들어〉 (360 VR)                                     | 지니뮤직 360VR                               | 2016.10.26 | 지니뮤직    | 지니뮤직      |
| 2016 | GOT7   | GOT7 〈따라와〉 (360 VR)                                     | 지니뮤직 360VR                               | 2016.10.20 | 지니뮤직    | 지니뮤직      |
| 2015 | GOT7   | GOT7 〈고백송〉                                              | 뮤직뱅크                                     | 2015.12.25 | KBS         | KBS Kpop      |
| 2015 | GOT7   | GOT7 〈니가 하면〉                                           | 쇼! 음악중심                                 | 2015.10.17 | MBC         | MBCkpop       |
| 2015 | GOT7   | GOT7 〈니가 하면〉                                           | 2015 MBC 가요대제전                          | 2015.12.31 | MBC         | MBCkpop       |
| 2015 | GOT7   | GOT7 〈니가 하면〉                                           | 2015 SBS 가요대전                            | 2015.12.27 | SBS         | SBS           |
| 2015 | GOT7   | GOT7 〈니가 하면 & 하지하지마〉                              | 2015 아시아송 페스티벌                       | 2015.10.23 | KBS         | 벅스          |
| 2015 | GOT7   | GOT7 〈딱 좋아〉                                             | 쇼! 음악중심                                 | 2015.07.18 | MBC         | MBCkpop       |
| 2015 | GOT7   | GOT7 〈온몸이 반응해〉                                       | 두시탈출 컬투쇼                              | 2015.08.06 | SBS 파워FM  | SBS 파워FM    |
| 2015 | GOT7   | GOT7 〈Intro + 하지하지마〉                                  | 2015 하이원 서울가요대상                     | 2015.01.22 | KBS 월드    | 네이버 TV     |
| 2014 | GOT7   | GOT7 〈하지하지마 + A〉                                      | 2014 MBC 가요대제전                          | 2014.12.31 | MBC         | MBCkpop       |
| 2014 | GOT7   | GOT7 〈하지하지마〉                                          | 뮤직뱅크                                     | 2014.12.05 | KBS         | KBS Kpop      |
| 2014 | GOT7   | GOT7 〈Gimme〉                                               | 인기가요                                     | 2014.11.23 | SBS         | SBS KPOP      |
| 2014 | GOT7   | GOT7 〈달빛〉                                                | 슈퍼주니어의 키스 더 라디오                  | 2014.12.03 | KBS Cool FM | KBS           |
| 2014 | GOT7   | GOT7 〈A〉                                                   | 쇼! 음악중심                                 | 2014.07.05 | MBC         | MBCkpop       |
| 2014 | GOT7   | GOT7 〈Good Tonight〉                                        | GOT7 Showcase                                | 2014.06.18 | JYP Ent.    | JYP Ent.      |
| 2014 | GOT7   | GOT7 〈Forever Young〉                                       | GOT7 Showcase                                | 2014.06.18 | JYP Ent.    | JYP Ent.      |
| 2014 | GOT7   | GOT7 〈난 니가좋아〉                                         | Simply K-Pop                                 | 2014.03.21 | 아리랑 TV   | ARIRANG K-POP |
| 2014 | GOT7   | GOT7 〈INTRO〉                                               | 쇼! 음악중심                                 | 2014.01.18 | MBC         | MBCkpop       |
| 2014 | GOT7   | GOT7 〈INTRO + Girls Girls Girls〉                           | 쇼! 음악중심                                 | 2014.01.25 | MBC         | MBCkpop       |
| 2014 | GOT7   | GOT7 〈INTRO + 따라와〉                                      | 인기가요                                     | 2014.01.19 | SBS         | SBS KPOP      |

## 음반 참여 무대

### JAY B

#### JJ Project
| 연도 | Artist     | 제목                                            | 참여                        | 프로그램             | 방송사    | 공급사    |
| ---- | ---------- | ----------------------------------------------- | --------------------------- | -------------------- | --------- | --------- |
| 2017 | JJ Project | JJ Project 〈내일, 오늘〉                       | - 작사 : Def., 진영, 박진영 | 뮤직뱅크             | KBS       | KBS Kpop  |
| 2017 | JJ Project | JJ Project 〈내일, 오늘〉 (세로라이브)          | - 작사 : Def., 진영, 박진영 | 세로라이브           | 딩고 뮤직 | 딩고 뮤직 |
| 2017 | JJ Project | JJ Project 〈내일, 오늘〉 (어쿠스틱 버전)       | - 작사 : Def., 진영, 박진영 | 오르골 라이브        | V LIVE    | V LIVE    |
| 2017 | JJ Project | JAY B (JJ Project) 〈내일, 오늘〉 (ASMR Lyric)  | - 작사 : Def., 진영, 박진영 | ASMR Lyric Live      | M2        | M2        |
| 2017 | JJ Project | JJ Project 〈Coming Home〉                      | - 작사・작곡 : 진영         | 《Verse 2》 SHOWCASE | V LIVE    | V LIVE    |
| 2017 | JJ Project | JJ Project 〈On&On〉 (어쿠스틱 버전)            | - 작사・작곡 : Def., 진영   | 오르골 라이브        | V LIVE    | V LIVE    |
| 2017 | JJ Project | JJ Project 〈Don't wanna know〉                 | - 작사 : Def., 진영         | 《Verse 2》 SHOWCASE | V LIVE    | V LIVE    |
| 2017 | JJ Project | JJ Project 〈Don't Wanna Know〉 (어쿠스틱 버전) | - 작사 : Def., 진영         | 오르골 라이브        | V LIVE    | V LIVE    |
| 2017 | JJ Project | JJ Project 〈Icarus〉                           | - 작사・작곡 : Def.         | 《Verse 2》 SHOWCASE | V LIVE    | V LIVE    |
| 2017 | JJ Project | JAY B (JJ Project) 〈Fade Away〉                | - 작사・작곡 : Def.         | 오르골 라이브        | V LIVE    | V LIVE    |

#### Jus2
| 연도 | Artist | 제목                  | 참여                      | 프로그램      | 방송사           | 공급사           |
| ---- | ------ | --------------------- | ------------------------- | ------------- | ---------------- | ---------------- |
| 2019 | Jus2   | Jus2 〈FOCUS ON ME〉  | - 작사・작곡 : Def., 유겸 | 쇼! 음악중심  | MBC              | MBCkpop          |
| 2019 | Jus2   | Jus2 〈LONG BLACK〉   | - 작사・작곡 : 유겸       | Jus2 Live     | JYP 엔터테인먼트 | JYP 엔터테인먼트 |
| 2019 | Jus2   | Jus2 〈LONG BLACK〉   | - 작사・작곡 : 유겸       | 대만 쇼케이스 | 스타데일리       | 스타데일리       |
| 2019 | Jus2   | Jus2 〈Drunk On You〉 | - 작사・작곡 : Def.       | 대만 쇼케이스 | 스타데일리       | 스타데일리       |

#### GOT7
| 연도 | Artist | 제목                                      | 참여                                                    | 프로그램            | 방송사     | 공급사     |
| ---- | ------ | ----------------------------------------- | ------------------------------------------------------- | ------------------- | ---------- | ---------- |
| 2020 | GOT7   | GOT7 〈LAST PIECE〉                       | - 작사・작곡 : Def.                                     | 2020 MBC 가요대제전 | MBC        | MBCkpop    |
| 2019 | GOT7   | GOT7 〈니가 부르는 나의 이름〉            | - 작사 : Def., J.Y. Park "The Asiansoul"                | 뮤직뱅크            | KBS        | KBS Kpop   |
| 2019 | GOT7   | GOT7 〈THURSDAY〉                         | - 작사・작곡 : Def.                                     | 쇼! 음악중심        | MBC        | MBCkpop    |
| 2019 | GOT7   | GOT7 〈ECLIPSE〉                          | - 작사 : Def., J.Y. Park "The Asiansoul" - 작곡 : Def.  | 쇼! 음악중심        | MBC        | MBCkpop    |
| 2019 | GOT7   | GOT7 〈PAGE〉                             | - 작사・작곡 : Def.                                     | 2019 SBS 가요대전   | SBS        | SBS KPOP   |
| 2019 | GOT7   | GOT7 〈YOUR SPACE〉 Teaser (JAY B ver.)   | - 작사・작곡 : Def.                                     | GOT7 Japan          | GOT7 Japan | GOT7 Japan |
| 2018 | GOT7   | JAY B (GOT7) 〈Sunrise〉 (M/V)            | - 작사・작곡 : Def.                                     | GOT7 M/V            | JYP Ent.   | JYP Ent.   |
| 2018 | GOT7   | JAY B, 마크, 영재 〈Think About It〉      | - 작사・작곡 : Def., 마크 투안 (Mark Tuan), 영재        | KCON 2018           | Mnet       | Mnet K-POP |
| 2018 | GOT7   | GOT7 〈Look〉                             | - 작사・작곡 : Def.                                     | 인기가요            | SBS        | SBS KPOP   |
| 2018 | GOT7   | GOT7 〈너 하나만 (Feat. 효린)〉 (Special) | - 작사 : Def.                                           | GOT7 Special Video  | JYP Ent.   | JYP Ent.   |
| 2018 | GOT7   | GOT7 〈안 보여〉                          | - 작사・작곡 : Def.                                     | 2019 MBC 가요대제전 | MBC        | MBCkpop    |
| 2018 | GOT7   | GOT7 〈지켜줄게〉 (Video)                 | - 작사・작곡 : Def.                                     | GOT7의 하드캐리2    | Mnet       | M2         |
| 2018 | GOT7   | JAY B, 영재, 뱀뱀 〈HMMMM〉 (Teaser)      | - 작사・작곡 : Def.                                     | GOT7 Japan          | GOT7 Japan | GOT7 Japan |
| 2017 | GOT7   | GOT7 〈You Are〉                          | - 작사・작곡 : Def.                                     | 인기가요            | SBS        | SBS KPOP   |
| 2017 | GOT7   | GOT7 〈Teenager〉                         | - 작사・작곡 : Def.                                     | 뮤직뱅크            | KBS        | KBS Kpop   |
| 2017 | GOT7   | GOT7 〈Q〉                                | - 작사・작곡 : Def.                                     | 쇼! 음악중심        | MBC        | MBCkpop    |
| 2017 | GOT7   | JAY B, 영재, 뱀뱀 〈Sign〉                | - 작사・작곡 : 영재                                     | GOT the Stage       | JYP Ent.   | JYP Ent.   |
| 2017 | GOT7   | GOT7 〈TURN UP〉 (M/V)                    | - 작사・작곡 : Def.                                     | GOT7 Japan          | GOT7 Japan | GOT7 Japan |
| 2017 | GOT7   | JAY B ＆ 마크 〈WHY〉 (Spoiler)           | - 작사・작곡 : Def.                                     | GOT7 Japan          | GOT7 Japan | GOT7 Japan |
| 2017 | GOT7   | JAY B ＆ 마크 〈WHY〉 (Teaser)            | - 작사・작곡 : Def.                                     | GOT7 Japan          | GOT7 Japan | GOT7 Japan |
| 2016 | GOT7   | JAY B, 마크, 진영, 영재 〈Prove It〉      | - 작사・작곡 : Def.                                     | GOT the Stage       | JYP Ent.   | JYP Ent.   |
| 2016 | GOT7   | GOT7 〈Something good〉                   | - 작사・작곡 : Def. - 랩 메이킹 : Def., 뱀뱀            | 정오의 희망곡       | MBC FM4U   | MBC FM4U   |
| 2016 | GOT7   | GOT7 〈HOME RUN〉                         | - 작사・작곡 : Def.                                     | 뮤직뱅크            | KBS        | KBS Kpop   |
| 2016 | GOT7   | GOT7 〈HOME RUN〉 (360VR)                 | - 작사・작곡 : Def.                                     | 지니 VR 360VR       | 지니뮤직   | 지니뮤직   |
| 2016 | GOT7   | GOT7 〈Skyway〉 (Video)                   | - 작사・작곡 : Def.                                     | GOT7의 하드캐리     | Mnet       | M2         |
| 2016 | GOT7   | GOT7 〈니꿈꿔〉 (Video)                   | - 작사 : Def., 뱀뱀 - 작곡 : Def.                       | GOT7의 하드캐리     | Mnet       | M2         |
| 2016 | GOT7   | JAY B, 진영, 영재, 유겸 〈아파〉          | - 작사 : 영재 - 랩 메이킹 : 마크 투안 (Mark Tuan), 잭슨 | GOT the Stage       | JYP Ent.   | JYP Ent.   |

## 음악 콘텐츠・음악 방송

### 재해석・Cover

#### Full Ver.
| 연도      | Artist              | 구분   | 제목                                                                          | 콘텐츠・프로그램                         | 제공              |
| --------- | ------------------- | ------ | ----------------------------------------------------------------------------- | ---------------------------------------- | ----------------- |
| 2025      | JAY B               | 재해석 | - JAY B 〈아무도 모르는 노래〉 (원곡 : Colde)                                 | 리무진 서비스                            | KBS Kpop          |
| 2025      | JAY B               | 재해석 | - 갓세븐 JAY B, 영재 X 이무진 〈서울의 달〉 (원곡 : 김건모)                   | 리무진 서비스                            | KBS Kpop          |
| 2025      | JAY B               | 재해석 | - JAY B 〈기댈곳〉 (원곡 : PSY)                                               | 피크닉 라이브 소풍                       | ALL THE K-POP     |
| 2024      | Def.                | 재해석 | - Def. 〈두 사람〉 (원곡 : 성시경)                                            | Def.                                     | Def.              |
| 2024      | Def.                | 재해석 | - Def. 〈잊어야 한다는 마음으로〉 (원곡 : 김광석)                             | Def.                                     | Def.              |
| 2024      | Def.                | 재해석 | - Def. 〈Fly me to the Moon〉 (원곡 : Frank Sinatra)                          | Def.                                     | Def.              |
| 2024      | Def.                | 재해석 | - Def. 〈날개〉 (원곡 : Mot)                                                  | Def.                                     | Def.              |
| 2024      | Def.                | 재해석 | - Def. 〈Moon On The Water〉 (원곡 : 애니메이션 'BECK' OST)                   | Def.                                     | Def.              |
| 2024      | Def.                | 재해석 | - Def. 〈좋은 밤 좋은 꿈〉 (원곡 : 너드커넥션)                                | Def.                                     | Def.              |
| 2024      | Def.                | 재해석 | - Def. 〈사랑하기 때문에〉 (원곡 : 유재하)                                    | Def.                                     | Def.              |
| 2024      | Def.                | 재해석 | - Def. 〈Easily〉 (원곡 : Bruno Major)                                        | Def.                                     | Def.              |
| 2024      | Def.                | 재해석 | - Def. 〈비처럼 음악처럼〉 (원곡 : 김현식)                                    | Def.                                     | Def.              |
| 2023      | Def.                | 재해석 | - Def. 〈쓸쓸한 오후〉 (원곡 : 봄여름가을겨울)                                | Def.                                     | Def.              |
| 2023      | Def.                | 재해석 | - Def. 〈어떤가요〉 (원곡 : 이정봉)                                           | Def.                                     | Def.              |
| 2023      | Def.                | 재해석 | - Def. 〈태양계〉 (원곡 : 성시경)                                             | Def.                                     | Def.              |
| 2023      | Def.                | 재해석 | - Def. 〈너였다면〉 (원곡 : 정승환)                                           | Def.                                     | Def.              |
| 2023      | Def.                | 재해석 | - Def. 〈그대만 있다면〉 (원곡 : 러브홀릭)                                    | Def.                                     | Def.              |
| 2022      | JAY B               | 재해석 | - JAY B 〈너의 모든 순간〉 (원곡 : 성시경)                                    | GOT7 영재의 친한친구                     | MBC Radio         |
| 2021      | JAY B               | 재해석 | - 두꺼비집 (JAY B) 〈친구라도 될 걸 그랬어〉 (원곡 : 거미)                    | 복면가왕                                 | MBC               |
| 2021      | JAY B               | 재해석 | - 우리집' VS '두꺼비집'의 1라운드 무대 - 〈어떻게 지내〉 (원곡 : Crush)       | 복면가왕                                 | MBC               |
| 2021      | JAY B               | 재해석 | - 솔로가수로 새롭게 돌아온 갓세븐 JAY B! (스페셜)                             | 복면가왕                                 | TV-People         |
| 2018      | JAY B               | 재해석 | - JAY B 〈Party〉 Solo Change M/V (원곡 : 뱀뱀 of GOT7)                       | GOT7 Solo Change M/V                     | JYP Ent.          |
| 2018      | GOT7                | 재해석 | - GOT7 〈ไม่เคย (Never)〉 (원곡 : 25hours)                                     | GOT7 WINTER TALE GOT7 EYES ON YOU IN BKK | 4NOLOGUE JYP Ent. |
| 2018      | GOT7                | 재해석 | - GOT7 〈ออเจ้าเอย (Aor Jao Aoey)〉 (원곡 : Pete Pol (태국 'Love destiny' OST) | GOT7 WINTER TALE GOT7 EYES ON YOU IN BKK | 4NOLOGUE JYP Ent. |
| 2018      | god GOT7 키스(KIXS) | 재해석 | - god (손호영, 김태우) & GOT7 & 키스(KIXS) 〈니가 있어야 할 곳〉 (원곡 : god) | 열린음악회                               | KBS 월드          |
| 2018 2019 | GOT7                | 재해석 | GOT7 〈0%〉 (원곡 : god)                                                      | 아가새 연구론 (4번째 팬미팅)             |                   |
| 2018 2019 | GOT7                | 재해석 | GOT7 〈우리집〉 (원곡 : 2PM)                                                  | 날아라 갓세븐 (5번째 팬미팅)             |                   |
| 2018 2019 | GOT7                | 재해석 | JAY B & 마크 투안 (Mark Tuan) & 영재 〈WOLO〉 (원곡 : 잭슨 & 뱀뱀 & 유겸)     | 아가새 연구론 (4번째 팬미팅)             |                   |
| 2018 2019 | GOT7                | 재해석 | 잭슨 & 뱀뱀 〈Higher〉 (원곡 : 마크 투안 (Mark Tuan) & 진영)                  | 아가새 연구론 (4번째 팬미팅)             |                   |
| 2018 2019 | GOT7                | 재해석 | 진영 & 유겸 〈1:31AM (잘 지내야해)〉 (원곡 : JAY B & 영재)                    | 아가새 연구론 (4번째 팬미팅)             |                   |

#### Short Ver.
| 연도 | Artist | 구분   | 제목                                             | 콘텐츠・프로그램 | 제공             |
| ---- | ------ | ------ | ------------------------------------------------ | ---------------- | ---------------- |
| 2021 | JAY B  | 재해석 | - JAY B 〈행복하지 말아요〉 (원곡 : M.C the MAX) | #VoiceMessage    | 아레나옴므플러스 |

## 스페셜・음악 방송

### JAY B
| 연도 | Artist | 참여  | 제목                                                                        | 프로그램         | 제공           |
| ---- | ------ | ----- | --------------------------------------------------------------------------- | ---------------- | -------------- |
| 2021 | JAY B  | JAY B | - 선선한 가을, 캠핑할 때 듣기 좋은 감각적인 플레이리스트 - Curated by JAY B | JAY B : MY X SET | Baverse Studio |
| 2021 | 이날치 | JAY B | - 이날치 〈범 내려온다〉 ('임재범' JAY B의 찐 리액션!)                      | STATION-Z        | KBS 쿨FM       |
| 2021 | 이날치 | JAY B | - 이날치 〈범 내려온다〉 (갓조아 - 범 내려온다 재범이 내려온다)             | STATION-Z        | JAY B WEBZINE  |

## 참여 음반・음악 방송

### JAY B

#### 정규
| 연도 | Artist | 참여  | 제목                                         | 프로그램   | 방송사      | 공급사      |
| ---- | ------ | ----- | -------------------------------------------- | ---------- | ----------- | ----------- |
| 2016 | 백아연 | JAY B | - 백아연 〈그냥 한번 (Feat. JAY B of GOT7)〉 | Live Video | Baek A Yeon | Baek A Yeon |

## 음반・직캠

### JAY B
| 연도 | Artist | 제목                                                        | 프로그램     | 방송일     | 방송사 | 공급사   |
| ---- | ------ | ----------------------------------------------------------- | ------------ | ---------- | ------ | -------- |
| 2024 | JAY B  | - JAY B 〈Crash〉 (안방1열 직캠)                            | 인기가요     | 2024.12.01 | SBS    | SBS KPOP |
| 2024 | JAY B  | - JAY B 〈Crash〉 (안방1열 풀캠)                            | 인기가요     | 2024.12.01 | SBS    | SBS KPOP |
| 2024 | JAY B  | - JAY B 〈Crash〉 (K-Choreo, Choreography)                  | 뮤직뱅크     | 2024.11.29 | KBS    | KBS Kpop |
| 2021 | JAY B  | - JAY B 〈go Up〉 (MPD직캠)                                 | 엠카운트다운 | 2022.09.22 | Mnet   | M2       |
| 2021 | JAY B  | - JAY B 〈go Up〉 (MPD직캠, Horizontal Ver.)                | 엠카운트다운 | 2022.09.22 | Mnet   | M2       |
| 2021 | JAY B  | - JAY B 〈B.T.W (Feat. 박재범)〉 (안방1열 직캠, 풀캠)       | 인기가요     | 2021.08.29 | SBS    | SBS KPOP |
| 2021 | JAY B  | - JAY B 〈B.T.W (Feat. 박재범)〉 (안방1열 직캠)             | 인기가요     | 2021.08.29 | SBS    | SBS KPOP |
| 2021 | JAY B  | - 박재범 〈B.T.W (Feat. 박재범)〉 (안방1열 직캠)            | 인기가요     | 2021.08.29 | SBS    | SBS KPOP |
| 2021 | JAY B  | - JAY B 〈B.T.W (Feat. 박재범)〉 (항공캠)                   | 인기가요     | 2021.08.29 | SBS    | SBS KPOP |
| 2021 | JAY B  | - JAY B 〈B.T.W (Feat. 박재범)〉 (MPD직캠, Horizontal Ver.) | 엠카운트다운 | 2021.08.26 | Mnet   | M2       |
| 2021 | JAY B  | - JAY B 〈B.T.W (Feat. 박재범)〉 (MPD직캠)                  | 엠카운트다운 | 2021.08.26 | Mnet   | M2       |
| 2021 | JAY B  | - 박재범 〈B.T.W (Feat. 박재범)〉 (MPD직캠)                 | 엠카운트다운 | 2021.08.26 | Mnet   | M2       |

### GOT7
| 연도 | Artist | 제목                                                | 곡명                                                           | 프로그램            | 방송사      | 공급사      |
| ---- | ------ | --------------------------------------------------- | -------------------------------------------------------------- | ------------------- | ----------- | ----------- |
| 2025 | GOT7   | GOT7 JAY B 〈PYTHON〉 (얼빡직캠)                    | - GOT7 〈PYTHON〉                                              | 뮤직뱅크            | KBS         | KBS Kpop    |
| 2025 | GOT7   | GOT7 JAY B 〈PYTHON〉 (MPD직캠)                     | - GOT7 〈PYTHON〉                                              | 엠카운트다운        | Mnet        | M2          |
| 2025 | GOT7   | GOT7 JAY B 〈PYTHON〉 (K-Fancam)                    | - GOT7 〈PYTHON〉                                              | 뮤직뱅크            | KBS         | KBS KPOP    |
| 2025 | GOT7   | GOT7 JAY B 〈PYTHON〉 (음중직캠)                    | - GOT7 〈PYTHON〉                                              | 쇼! 음악중심        | MBC         | MBCkpop     |
| 2025 | GOT7   | GOT7 JAY B 〈PYTHON〉 (안방1열 직캠)                | - GOT7 〈PYTHON〉                                              | 인기가요            | SBS         | SBS KPOP    |
| 2020 | GOT7   | GOT7 JAY B 〈NOT BY THE MOON〉 (페이스캠)           | - GOT7 〈NOT BY THE MOON〉                                     | 인기가요            | SBS         | SBS KPOP    |
| 2020 | GOT7   | GOT7 JAY B 〈NOT BY THE MOON〉 (입덕직캠)           | - GOT7 〈NOT BY THE MOON〉                                     | 엠카운트다운        | Mnet        | M2          |
| 2020 | GOT7   | GOT7 JAY B 〈NOT BY THE MOON〉 (직캠)               | - GOT7 〈NOT BY THE MOON〉                                     | 인기가요            | SBS         | SBS KPOP    |
| 2020 | GOT7   | GOT7 JAY B 〈NOT BY THE MOON〉 (직캠)               | - GOT7 〈NOT BY THE MOON〉                                     | 엠카운트다운        | Mnet        | M2          |
| 2020 | GOT7   | GOT7 JAY B 〈NOT BY THE MOON〉 (직캠)               | - GOT7 〈NOT BY THE MOON〉                                     | 쇼! 음악중심        | MBC         | MBCkpop     |
| 2020 | GOT7   | GOT7 JAY B 〈NOT BY THE MOON〉 (직캠)               | - GOT7 〈NOT BY THE MOON〉                                     | 뮤직뱅크            | KBS         | KBS KPOP    |
| 2020 | GOT7   | GOT7 JAY B 〈NOT BY THE MOON〉 (직캠)               | - GOT7 〈NOT BY THE MOON〉                                     | 쇼! 음악중심        | MBC         | MBCkpop     |
| 2020 | GOT7   | GOT7 JAY B 〈NOT BY THE MOON〉 (직캠)               | - GOT7 〈NOT BY THE MOON〉                                     | 뮤직뱅크            | KBS         | KBS KPOP    |
| 2020 | GOT7   | GOT7 JAY B 〈NOT BY THE MOON〉 (UNFILTERED CAM)     | - GOT7 〈NOT BY THE MOON〉                                     | 스튜디오 춤         | 스튜디오 춤 | 스튜디오 춤 |
| 2020 | GOT7   | GOT7 JAY B 〈NOT BY THE MOON〉 (직캠)               | - GOT7 〈NOT BY THE MOON〉                                     | LIVE PREMIERE       | V LIVE      | V LIVE      |
| 2020 | GOT7   | GOT7 JAY B 〈AURA〉 (직캠)                          | - GOT7 〈AURA〉                                                | 엠카운트다운        | Mnet        | M2          |
| 2020 | GOT7   | GOT7 JAY B 〈AURA〉 (직캠)                          | - GOT7 〈AURA〉                                                | LIVE PREMIERE       | V LIVE      | V LIVE      |
| 2020 | GOT7   | GOT7 JAY B 〈POISON〉 (페이스캠)                    | - GOT7 〈POISON〉                                              | 인기가요            | SBS         | SBS KPOP    |
| 2020 | GOT7   | GOT7 JAY B 〈POISON〉 (직캠)                        | - GOT7 〈POISON〉                                              | 뮤직뱅크            | KBS         | KBS KPOP    |
| 2020 | GOT7   | GOT7 JAY B 〈OUT + LAST PIECE〉 (직캠)              | - GOT7 〈OUT + LAST PIECE〉                                    | 2020 KBS 가요대축제 | KBS         | KBS Kpop    |
| 2020 | GOT7   | GOT7 JAY B 〈Breath (넌 날 숨 쉬게 해)〉 (직캠)     | - GOT7 〈Breath (넌 날 숨 쉬게 해)〉                           | 뮤직뱅크            | KBS         | KBS KPOP    |
| 2020 | GOT7   | GOT7 JAY B 〈LAST PIECE〉 (페이스캠)                | - GOT7 〈LAST PIECE〉                                          | 인기가요            | SBS         | SBS KPOP    |
| 2020 | GOT7   | GOT7 JAY B 〈LAST PIECE〉 (직캠)                    | - GOT7 〈LAST PIECE〉                                          | 인기가요            | SBS         | SBS KPOP    |
| 2020 | GOT7   | GOT7 JAY B 〈LAST PIECE〉 (직캠)                    | - GOT7 〈LAST PIECE〉                                          | 쇼! 음악중심        | MBC         | MBCkpop     |
| 2020 | GOT7   | GOT7 JAY B 〈LAST PIECE〉 (직캠)                    | - GOT7 〈LAST PIECE〉                                          | 뮤직뱅크            | KBS         | KBS KPOP    |
| 2020 | GOT7   | GOT7 JAY B 〈딱 좋아〉 (페이스캠)                   | - GOT7 〈딱 좋아, POISON〉 - GOT7 〈Breath(넌 날 숨 쉬게 해)〉 | 2020 SBS 가요대전   | SBS         | SBS KPOP    |
| 2020 | GOT7   | GOT7 JAY B 〈POISON + 넌 날 숨 쉬게 해〉 (페이스캠) | - GOT7 〈딱 좋아, POISON〉 - GOT7 〈Breath(넌 날 숨 쉬게 해)〉 | 2020 SBS 가요대전   | SBS         | SBS KPOP    |
| 2019 | GOT7   | GOT7 JAY B 〈Thursday〉 (페이스캠)                  | - GOT7 〈Thursday〉                                            | 인기가요            | SBS         | SBS KPOP    |
| 2019 | GOT7   | GOT7 JAY B 〈Thursday〉 (직캠)                      | - GOT7 〈Thursday〉                                            | 엠카운트다운        | Mnet        | M2          |
| 2019 | GOT7   | GOT7 JAY B 〈Thursday〉 (직캠)                      | - GOT7 〈Thursday〉                                            | 쇼! 음악중심        | MBC         | MBCkpop     |
| 2019 | GOT7   | GOT7 JAY B 〈니가 부르는 나의 이름〉 (입덕직캠)     | - GOT7 〈니가 부르는 나의 이름〉                               | 엠카운트다운        | Mnet        | M2          |
| 2019 | GOT7   | GOT7 JAY B 〈니가 부르는 나의 이름〉 (페이스캠)     | - GOT7 〈니가 부르는 나의 이름〉                               | 인기가요            | SBS         | SBS KPOP    |
| 2019 | GOT7   | GOT7 JAY B 〈니가 부르는 나의 이름〉 (페이스캠)     | - GOT7 〈니가 부르는 나의 이름〉                               | 인기가요            | SBS         | SBS KPOP    |
| 2019 | GOT7   | GOT7 JAY B 〈니가 부르는 나의 이름〉 (직캠)         | - GOT7 〈니가 부르는 나의 이름〉                               | 엠카운트다운        | Mnet        | M2          |
| 2019 | GOT7   | GOT7 JAY B 〈니가 부르는 나의 이름〉 (직캠)         | - GOT7 〈니가 부르는 나의 이름〉                               | 뮤직뱅크            | KBS         | KBS KPOP    |
| 2019 | GOT7   | GOT7 JAY B 〈니가 부르는 나의 이름〉 (직캠)         | - GOT7 〈니가 부르는 나의 이름〉                               | 뮤직뱅크            | KBS         | KBS KPOP    |
| 2019 | GOT7   | GOT7 JAY B 〈니가 부르는 나의 이름〉 (직캠)         | - GOT7 〈니가 부르는 나의 이름〉                               | 쇼! 음악중심        | MBC         | MBCkpop     |
| 2019 | GOT7   | GOT7 JAY B 〈니가 부르는 나의 이름〉 (직캠)         | - GOT7 〈니가 부르는 나의 이름〉                               | 쇼! 음악중심        | MBC         | MBCkpop     |
| 2019 | GOT7   | GOT7 JAY B 〈니가 부르는 나의 이름〉 (직캠)         | - GOT7 〈니가 부르는 나의 이름〉                               | 인기가요            | SBS         | SBS KPOP    |
| 2019 | GOT7   | GOT7 JAY B 〈하지하지마(remix. ver) + 니부나이〉    | - GOT7 〈하지하지마, 니부나이〉                                | 2019 KBS 가요대축제 | KBS         | KBS Kpop    |
| 2019 | GOT7   | GOT7 JAY B 〈Crash & Burn〉 (직캠)                  | - GOT7 〈Crash & Burn〉                                        | 인기가요            | SBS         | SBS KPOP    |
| 2019 | GOT7   | GOT7 JAY B 〈Crash & Burn〉 (직캠)                  | - GOT7 〈Crash & Burn〉                                        | 엠카운트다운        | Mnet        | M2          |
| 2019 | GOT7   | GOT7 JAY B 〈ECLIPSE〉 (페이스캠)                   | - GOT7 〈ECLIPSE〉                                             | 인기가요            | SBS         | SBS KPOP    |
| 2019 | GOT7   | GOT7 JAY B 〈ECLIPSE〉 (직캠)                       | - GOT7 〈ECLIPSE〉                                             | 쇼! 음악중심        | MBC         | MBCkpop     |
| 2019 | GOT7   | GOT7 JAY B 〈ECLIPSE〉 (직캠)                       | - GOT7 〈ECLIPSE〉                                             | 엠카운트다운        | Mnet        | M2          |
| 2019 | GOT7   | GOT7 JAY B 〈ECLIPSE〉 (직캠)                       | - GOT7 〈ECLIPSE〉                                             | 뮤직뱅크            | KBS         | KBS KPOP    |
| 2019 | GOT7   | GOT7 JAY B 〈ECLIPSE〉 (직캠)                       | - GOT7 〈ECLIPSE〉                                             | 인기가요            | SBS         | SBS KPOP    |
| 2019 | GOT7   | GOT7 JAY B 〈ECLIPSE〉 (직캠)                       | - GOT7 〈ECLIPSE〉                                             | 2019 SBS 가요대전   | SBS         | SBS KPOP    |
| 2019 | GOT7   | GOT7 JAY B 〈안 보여〉 (직캠)                       | - GOT7 〈안 보여〉                                             | MBC 가요대제전      | MBC         | MBCkpop     |
| 2018 | GOT7   | GOT7 JAY B 〈Miracle〉 (직캠)                       | - GOT7 〈Miracle〉                                             | 쇼! 음악중심        | MBC         | MBCkpop     |
| 2018 | GOT7   | GOT7 JAY B 〈Miracle〉 (직캠)                       | - GOT7 〈Miracle〉                                             | 뮤직뱅크            | KBS         | KBS KPOP    |
| 2018 | GOT7   | GOT7 JAY B 〈I Am Me〉 (직캠)                       | - GOT7 〈I Am Me〉                                             | GOT7 컴백쇼         | Mnet        | M2          |
| 2018 | GOT7   | GOT7 JAY B 〈Lullaby〉 (직캠)                       | - GOT7 〈Lullaby〉                                             | 쇼! 음악중심        | MBC         | MBCkpop     |
| 2018 | GOT7   | GOT7 JAY B 〈Lullaby〉 (직캠)                       | - GOT7 〈Lullaby〉                                             | GOT7 컴백쇼         | Mnet        | M2          |
| 2018 | GOT7   | GOT7 JAY B 〈Lullaby〉 (직캠)                       | - GOT7 〈Lullaby〉                                             | 엠카운트다운        | Mnet        | M2          |
| 2018 | GOT7   | GOT7 JAY B 〈Lullaby〉 (직캠)                       | - GOT7 〈Lullaby〉                                             | 쇼! 음악중심        | MBC         | MBCkpop     |
| 2018 | GOT7   | GOT7 JAY B 〈Look〉 (직캠)                          | - GOT7 〈Look〉                                                | 쇼! 음악중심        | MBC         | MBCkpop     |
| 2018 | GOT7   | GOT7 JAY B 〈Look〉 (직캠)                          | - GOT7 〈Look〉                                                | 엠카운트다운        | Mnet        | M2          |
| 2017 | GOT7   | GOT7 JAY B 〈You Are〉 (직캠)                       | - GOT7 〈You Are〉                                             | 엠카운트다운        | Mnet        | M2          |
| 2017 | GOT7   | GOT7 JAY B 〈Never Ever〉 (직캠)                    | - GOT7 〈Never Ever〉                                          | 쇼! 음악중심        | MBC         | MBCkpop     |
| 2017 | GOT7   | GOT7 JAY B 〈Never Ever〉 (직캠)                    | - GOT7 〈Never Ever〉                                          | 엠카운트다운        | Mnet        | M2          |
| 2016 | GOT7   | GOT7 JAY B 〈하드캐리〉 (Vertical Video)            | - GOT7 〈하드캐리〉                                            | GOT7 Vertical Video | JYP Ent.    | JYP Ent.    |
| 2016 | GOT7   | GOT7 JAY B 〈하드캐리〉 (직캠)                      | - GOT7 〈하드캐리〉                                            | 쇼! 음악중심        | MBC         | MBCkpop     |
| 2016 | GOT7   | GOT7 JAY B 〈하드캐리〉 (직캠)                      | - GOT7 〈하드캐리〉                                            | 엠카운트다운        | Mnet        | M2          |
| 2016 | GOT7   | GOT7 JAY B 〈하드캐리〉 (직캠)                      | - GOT7 〈하드캐리〉                                            | 엠카운트다운        | Mnet        | M2          |
| 2016 | GOT7   | GOT7 JAY B 〈Fly〉 (직캠)                           | - GOT7 〈Fly〉                                                 | 쇼! 음악중심        | MBC         | MBCkpop     |
| 2016 | GOT7   | GOT7 JAY B 〈Fly〉 (직캠)                           | - GOT7 〈Fly〉                                                 | 엠카운트다운        | Mnet        | M2          |
| 2016 | GOT7   | GOT7 JAY B 〈Fly〉 (직캠)                           | - GOT7 〈Fly〉                                                 | LIVE PREMIERE       | V LIVE      | V LIVE      |
| 2015 | GOT7   | GOT7 JAY B 〈니가 하면〉 (직캠)                     | - GOT7 〈니가 하면〉                                           | 엠카운트다운        | Mnet        | M2          |
| 2015 | GOT7   | GOT7 JAY B 〈딱 좋아〉 (직캠)                       | - GOT7 〈딱 좋아〉                                             | 쇼! 음악중심        | MBC         | JYP Ent.    |
| 2015 | GOT7   | GOT7 JAY B 〈딱 좋아〉 (직캠)                       | - GOT7 〈딱 좋아〉                                             | 엠카운트다운        | Mnet        | M2          |

### JJ Project
| 연도 | Artist     | 제목                                   | 프로그램     | 방송사 | 공급사     |
| ---- | ---------- | -------------------------------------- | ------------ | ------ | ---------- |
| 2017 | JJ Project | JJ Project JAY B 〈내일, 오늘〉 (직캠) | 엠카운트다운 | Mnet   | Mnet K-POP |
| 2017 | JJ Project | JJ Project JAY B 〈내일, 오늘〉 (직캠) | 쇼! 음악중심 | MBC    | MBCkpop    |
| 2017 | JJ Project | JJ Project JAY B 〈내일, 오늘〉 (직캠) | 엠카운트다운 | Mnet   | Mnet K-POP |
| 2017 | JJ Project | JJ Project JAY B 〈내일, 오늘〉 (직캠) | 쇼! 음악중심 | MBC    | MBCkpop    |

### Jus2
| 연도 | Artist | 제목                              | 프로그램     | 방송사 | 공급사  |
| ---- | ------ | --------------------------------- | ------------ | ------ | ------- |
| 2017 | Jus2   | Jus2 JAY B 〈FOCUS ON ME〉 (직캠) | 쇼! 음악중심 | MBC    | MBCkpop |
| 2017 | Jus2   | Jus2 JAY B 〈FOCUS ON ME〉 (직캠) | 엠카운트다운 | Mnet   | M2      |

## 댄스・퍼포먼스

### 음반
| 연도 | Artist | 구분 | 제목                                                                             | 콘텐츠               | 공급사      |
| ---- | ------ | ---- | -------------------------------------------------------------------------------- | -------------------- | ----------- |
| 2024 | JAY B  | 음반 | - JAY B 〈Crash〉 (Dance Practice, Fix)                                          | Dance Practice       | JAY B       |
| 2024 | JAY B  | 음반 | - JAY B 〈Crash〉 (Dance Practice, Moving)                                       | Dance Practice       | JAY B       |
| 2024 | JAY B  | 음반 | - JAY B 〈CLOUD NINE〉 (Dance Practice, Moving)                                  | Dance Practice       | JAY B       |
| 2021 | JAY B  | 음반 | - JAY B 〈B.T.W (Feat. Jay Park) (Prod. Cha Cha Malone)〉 (Dance Practice Video) | Dance Practice Video | H1GHR MUSIC |
| 2021 | JAY B  | 음반 | - JAY B 〈FAME (Feat. JUNNY) (Prod. GroovyRoom)〉 (Dance Practice Video)         | Dance Practice Video | H1GHR MUSIC |

## 음반 내용・음반 참여

### 음반 참여

#### JAY B / Def.
| 연도   | Artist       | 참고 문서                              |
| ------ | ------------ | -------------------------------------- |
| 2012 ~ | JAY B / Def. | - Def. / JAY B의 음반 내용과 참여 목록 |

### 음반 내용

#### Def.

###### 《abanadoned love.》 (2022)
| 2022 | 2022.10.17 | Artist    | Def.                                                                    |                      |                      |                      |                      |
| 2022 | 2022.10.17 | 앨범명    | 《abanadoned love.》                                                    | 《abanadoned love.》 | 《abanadoned love.》 | 《abanadoned love.》 | 《abanadoned love.》 |
| 2022 | 2022.10.17 | 앨범 소개 | - Love is the beginning of parting, but parting is only the end. -Def.- |                      |                      |                      |                      |
| 2022 | 2022.10.17 | 타이틀곡  | 〈my bad〉                                                              |                      |                      |                      |                      |
| 2022 | 2022.10.17 | 타이틀곡  | 〈calm down〉                                                           |                      |                      |                      |                      |
| 2022 | 2022.10.17 | 타이틀곡  | 〈my abandoned love〉                                                   |                      |                      |                      |                      |
| 2022 | 2022.10.17 | 타이틀곡  | 〈not easy〉                                                            |                      |                      |                      |                      |
| 2022 | 2022.10.17 | 타이틀곡  | 〈맞아(right)〉                                                         |                      |                      |                      |                      |
| 2022 | 2022.10.17 | 타이틀곡  | 〈you say〉                                                             |                      |                      |                      |                      |

###### 《LOVE.》 (2022)
| 2022 | 2022.01.26 | Artist    | Def. |           |           |           |           |
| 2022 | 2022.01.26 | 앨범명    | 《LOVE.》 | 《LOVE.》 | 《LOVE.》 | 《LOVE.》 | 《LOVE.》 |
| 2022 | 2022.01.26 | 앨범 소개 | - Love is not blind – it sees more, not less. But because it sees more, it is willing to see less. - Rabbi Julius Gordon |           |           |           |           |
| 2022 | 2022.01.26 | 타이틀곡  | 〈AGAIN (feat. LEON)〉                                                                                                   |           |           |           |           |
| 2022 | 2022.01.26 | 타이틀곡  | 〈왜그래?〉 |           |           |           |           |
| 2022 | 2022.01.26 | 타이틀곡  | 〈I JUST WANNA KNOW 〉                                                                                                   |           |           |           |           |
| 2022 | 2022.01.26 | 타이틀곡  | 〈바보같이 (feat. JUNNY)〉                                                                                               |           |           |           |           |
| 2022 | 2022.01.26 | 타이틀곡  | 〈WANT U〉 |           |           |           |           |
| 2022 | 2022.01.26 | 타이틀곡  | 〈SUNSET WITH YOU〉 |           |           |           |           |

#### JAY B

###### 《Be Yourself》 (2022)
| 2022 | 2022.09.21 | Artist          | JAY B |                 |                 |                 |                 |
| 2022 | 2022.09.21 | 앨범명          | 《Be Yourself》 | 《Be Yourself》 | 《Be Yourself》 | 《Be Yourself》 | 《Be Yourself》 |
| 2022 | 2022.09.21 | 앨범 내용       | JAY B The 2nd EP 《Be Yourself》 |                 |                 |                 |                 |
| 2022 | 2022.09.21 | 수록곡          | 〈go UP〉 - 남들의 기대를 조금은 벗어나 부담감을 털어버리고 자유롭게 자신의 시간을 살자’는 내용을 담고 싶었습니다. 리스너 분들에게 뻥 뚫리는 듯한 감정과 듣기만 해도 저절로 흥겨워지는 느낌을 주고 싶었어요.                    |                 |                 |                 |                 |
| 2022 | 2022.09.21 | 수록곡          | 〈Break It Down (Feat. SIK-K)〉 - SIK-K와 함께 이 곡에서 지겨운 일상의 루틴을 벗어나고 새로운 시도를 해보자는 이야기를 가사로 옮겨 보았고, 음악적으로도 새로운 시도를 해 보았습니다.                                            |                 |                 |                 |                 |
| 2022 | 2022.09.21 | 수록곡          | 〈Livin'〉 - ‘남들과 비교하며 불행해지는 것보다는 자신의 인생을 돌보며 자신을 위해 살아가자’라는 내용을 담았습니다. 어느정도 진중함이 담겨있는 이야기를 가볍게 풀어 내보고 싶어서 작업한 곡 입니다.                             |                 |                 |                 |                 |
| 2022 | 2022.09.21 | 수록곡          | 〈The Way We Are〉 - ‘지나간 날들을 곱씹기보다는 서로 응원하며 앞으로의 역경들을 헤쳐나가자’라고 팬들에게 이야기하고 싶어서 쓴 곡이에요. ‘즐겁고 좋은 추억을 더 많이 만들어보면 좋겠다’란 희망도 담았구요.                      |                 |                 |                 |                 |
| 2022 | 2022.09.21 | 수록곡          | 〈Fountain of Youth〉 - 친구들과 우정의 소중함에 대해 이야기를 하나쯤 해보면 좋겠다라는 생각이 들어서 그런 이야기를 담은 곡을 만들어 보았습니다.                                                                                |                 |                 |                 |                 |
| 2022 | 2022.09.21 | 수록곡          | 〈Holyday〉 - 자유시간을 온전히 자신을 위해 가치있게 쓰겠다는 의지를 담아 노래했어요. 그래야 다음에 더 좋은 작업물들을 위해서 움직일 수 있을테니까요. 노래를 들어 주시는 분들에게 공감이 되고 힐링이 되는 그런 노래였음 합니다. |                 |                 |                 |                 |
| 2022 | 2022.09.21 | 앨범을 발매하며 | - Respect yourself and others will respect you. 스스로를 존중한다면 다른 사람도 당신을 존중할 것이다. - Confucius (공자) - |                 |                 |                 |                 |
| 2022 | 2022.09.21 | 매거진          | - 누구보다 자신을 살아가길, JAY B 《Be Yourself》 (멜론 매거진) - JAY B의 두 번째 EP 《Be Yourself》 MV 촬영 현장 (지니뮤직 매거진)                                                                                             |                 |                 |                 |                 |
| 2022 | 2022.09.21 | 인터뷰          | - '컴백' 제이비 "유쾌하고 편안하게 다가가고자 한 앨범" (일문일답) |                 |                 |                 |                 |
| 2022 | 2022.09.21 | 기사            | - “뭐가 두려워?” 제이비(JAY B), 청춘들의 진정한 자유를 찾아서 ‘go UP’ (퇴근길 신곡 - OSEN) |                 |                 |                 |                 |

##### 《흔들의자 (Rocking Chair)》 (2022)
| 2022 | 2022.08.23 | Artist    | JAY B |                              |                              |                              |                              |
| 2022 | 2022.08.23 | 앨범명    | 《흔들의자 (Rocking Chair)》                                                                                    | 《흔들의자 (Rocking Chair)》 | 《흔들의자 (Rocking Chair)》 | 《흔들의자 (Rocking Chair)》 | 《흔들의자 (Rocking Chair)》 |
| 2022 | 2022.08.23 | 앨범 내용 | - 나의 사람들 그리고 소수를 위해 모두를 위해 잔잔한 파도같은. - For my people, for a few, for all, for my fans. |                              |                              |                              |                              |
| 2022 | 2022.08.23 | 타이틀곡  | - 〈흔들의자 (Rocking Chair)〉                                                                                  |                              |                              |                              |                              |

##### 《SOMO:FUME》 (2021)
| 2021 | 2021.08.26 | Artist                                                | JAY B |               |               |               |               |
| 2021 | 2021.08.26 | 앨범명                                                | 《SOMO:FUME》 | 《SOMO:FUME》 | 《SOMO:FUME》 | 《SOMO:FUME》 | 《SOMO:FUME》 |
| 2021 | 2021.08.26 | 앨범 내용                                             | 솔로 아티스트 JAY B로서 본격적으로 앨범을 내고, 새로운 행보를 계속 이어나갈 JAY B의 첫 EP - 앨범명 《SOMO:FUME(소모:퓸)》 (SOMO:FUME, Style Of My Own:FUME) - 앨범명 《SOMO:FUME(소모:퓸)》 즉, SOMO (소모) + FUME (Perfume의 퓸)의 뜻은 JAY B가 자신의 모든 생각, 감정, 에너지 등을 소모해서 만들어낸 결과물인 앨범들을 여러분들이 많이 이용하고 사용해줘서, JAY B의 감성이 여러분 곁에 향수처럼 은은하게 묻어서 남아있었으면 좋겠다는 바람을 담았고, 부제의 'Style Of My Own:FUME'은 '나의 자연스러운 모습을 보여주겠다.'라는 뜻으로 JAY B가 평소 일상 사진들을 SNS에 올려 많이 공유했던 것도 꾸미지 않은, 편안하고 자연스러운 모습 그대로를 많이 보여주고 싶었던 이유와 맞닿아 있다. - 앨범 내용 - JAY B의 맑고 청량한 보이스톤이 돋보이는 업 비트의 밝은 Urban R&B곡부터 섹시하고 시크한 음색의 몽환적인 곡들까지 다채롭게 구성했다. - 솔로 아티스트 JAY B로서 새로운 행보를 계속 이어나갈 JAY B의 바람을 담은 앨범명(SOMO:FUME, Style Of My Own:FUME)의 뜻과는 달리 앨범 내용은 사랑에 대한 이야기로, 향기로 표현하자면 꽃밭에 있으면 꽃의 다양한 종류마다 각각의 다른 향기가 있듯 첫 번째 트랙부터 여섯 번째 트랙까지 아침부터 하루가 지나가는 시간대별로 데이트를 하는 흐름으로(아침, 점심, 저녁, 새벽에 듣기 좋은 순서로 배치) 트랙 리스트의 순서를 만들었고, 마지막 일곱 번째 트랙은 완전 다른 주제라서 CD Only로 발매한 다양한 향기를 가지고 있는 앨범이다. - JAY B의 첫 EP 《SOMO:FUME》은 본래 JAY B가 가지고 있는 다양한 음악적 모습을 표현한 다채로운 구성의 앨범으로 솔로 아티스트로서 한 단계 업그레이드 된 JAY B의 음악성과 앞으로의 다양한 음악 활동 방향성이 담겨져 있는 앨범이다. JAY B는 그룹으로 데뷔한 GOT7과, 유닛 그룹 JJ Project, Jus2 음반에서 힙합과 R&B를 베이스로 팝적이고 다양한 장르의 음악을 해왔다. 그리고 2017년부터는 솔로 아티스트 Def.로서, Def.만의 감성이 담긴 R&B, Soul 기반의 믹스테이프를 발매하고 2019년부터는 Def.로서 음악 크루 õffshore의 소속으로 음반을 발매하고 있다. 따라서 JAY B가 본래 가지고 있는 팝적인 음악적 모습과, 앞으로 H1GHR MUSIC에서 새롭게 펼쳐나갈 R&B, 힙합 모두 JAY B를 표현하는 음악이다. 이처럼 JAY B의 《SOMO:FUME》은 JAY B가 원래 가지고 있던 몇 개를 넣고, 힙합, R&B 음악 장르의 전문성과 레이블만의 고유한 색깔이 있는 H1GHR MUSIC에서 하고 싶었던 몇 개를 넣어 앨범 전체를 융합해 자연스럽게 JAY B를 표현하고, 또한 JAY B가 쓰고 싶은 내용의 곡과, 곡의 배치, 앨범 전체의 흐름까지도 JAY B를 표현한 《SOMO:FUME》 앨범 전체가 JAY B 다웠다고 말할 수 있는 앨범이다. - 앨범 소개란의 짧은 글귀 (명언) - JAY B는 가끔 삶의 지혜와 통찰이 담긴 명언을 찾아보며 공감과 위로를 받고 에너지를 얻기도 한다. JAY B의 앨범 소개란에 적힌 글귀는 JAY B가 직접 골라 차용한 명언으로 JAY B가 솔로 아티스트로서의 고민과 첫 시작에 대한 여러 가지 고민, 하고 싶은 방향성과 다가가고 싶은 방향성의 조화, 앨범 전체의 구상, 각 수록곡별 완성도 등을 치열하게 고민하며 JAY B가 그동안 자신의 모든 생각, 감정, 에너지 등을 '소모함으로써' 드디어 앨범을 발매하는 JAY B의 심정과 다짐, 바람을 담아 차용했다. 또한 어쩌면, JAY B가 힘들었을 때 큰 위로를 받았던 명언을 함께 나눠서 만약 JAY B와 같은 고민으로 힘들어하는 분들이 있다면 위로가 되길 바라는 마음도 있지 않았을까. - JAY B가 전하는 앨범 감상 포인트 - "앨범 트랙의 순서대로 천천히 들어보시면 좀 더 재밌고 풍부한 앨범 감상이 되지 않을까 추천하고, JAY B의 감성과, 다짐, 바람을 앨범에 담았지만, 여러분께 어떤 메시지를 전달해주고 싶다기보다는 그저 느껴지는 그대로 편하신 대로 마음대로 해석하고, 힐링이 되거나, 다양한 감정들을 얻으면 좋겠습니다." |               |               |               |               |
| 2021 | 2021.08.26 | 아티스트로서 그리고 한 사람으로서 (첫 앨범 발매 소감) | - 추구하고 나아가고 싶은 음악과 인생 - JAY B는 바다와 물을 좋아한다. JAY B는 바다의 파도를 보면 인생의 높낮이를 그리는 파형을 느끼고, 잔잔하게 흐르는 물에선 자유로운 흐름을 느낀다. JAY B는 인생 모토가 '물처럼 잔잔하게 흐르면서 살자'일 정도로 물이 가진 속성의 자유로움을 좋아한다. 물은 어느 그릇에 담기느냐에 따라 모양이 바뀌고, 어디 한 군데에 고여 국한되지도 않고, 자유로운 흐름 속에 흐르면서 나아간다. JAY B도 물처럼 자유로운 흐름 속에서 잔잔히 흐르며 꾸준하게 음악을 하는 사람이 되고 싶다. - JAY B는 이번 첫 솔로 EP 앨범을 준비하는 것과 나이를 먹어가는 것이 뭔가 복합적으로 되면서 JAY B 스스로 자신은 음악을 하고 예술을 하는 직업을 가진 한 사람일뿐 아티스트로서, 혹은 한 사람으로서 좀 더 겸손해야 되겠다고 다시 한번 생각했다. - 목표 - JAY B의 수장이기도 했던 JAY B가 굉장히 리스펙 하는 박진영과 박재범 같은 아티스트가 되는 게 목표라고 한다. 박진영 (J.Y. Park "The Asiansoul)과 박재범 (Jay Park)처럼 꾸준하게 활동하면서 자신이 좋아하고 자신에게 맞는 자신의 감성을 지켜나가는 아티스트가 되고 싶다고 한다. |               |               |               |               |
| 2021 | 2021.08.26 | 수록곡                                                | 〈B.T.W (Feat. 박재범) (Prod. Cha Cha Malone)〉 - 'By the way (그런데)'를 뜻하는 타이틀곡 〈B.T.W〉는 '데이트를 할 때 너한테 좋은 곳도 데려가고 싶고, 좋은 것만 구경시켜 주고 싶은데, 그런데(By the way) 있잖아, 나는 너를 좋아해.' 라는 조금은 장난스러운 재치가 있는 살랑살랑 설레이는 달콤한 산들바람 같은 노래. - 〈B.T.W〉는 JAY B가 걷기 좋은 한강이나 연희동 또는 연남동을 걷는 연인을 상상하면서 쓴 곡으로 가사의 '우연을 가장하고 널 터치해 조심스레 다가가 네 옆에'는 낮 시간에 남녀 둘이 대화하며 팔을 자연스럽게 움직여 걷는 상황에서 살짝 터치돼서 손끝이 스치는 느낌을 생각해서 쓴 JAY B가 좋아하는 가사. - 타격감 있는 드럼, 베이스 사운드 위 그루비하고 중독성 있는 멜로디가 매력적인 Urban R&B 곡이다. JAY B와 박재범의 감미로운 음색은 사랑하는 이와 여행을 떠나는 느낌을 물씬 느끼게 한다. - 박재범의 의견으로 JAY B와 박재범이 함께하는 비보잉 퍼포먼스를 넣었다. |               |               |               |               |
| 2021 | 2021.08.26 | 수록곡                                                | 〈AM PM (Feat. 휘인) (Prod. GRAY)〉 - 빈티지한 질감의 드럼과 EP 사운드 비트 위 달콤하지만 혼란스러운 애타는 감정을 담담하게 노래하는 JAY B의 보컬과, 여성스럽고 아찔한 매력의 '휘인 (마마무)'의 보컬로 달콤하지만 치명적인 사랑의 쓸쓸한 분위기를 극대화했다. |               |               |               |               |
| 2021 | 2021.08.26 | 수록곡                                                | 〈FAME (Feat. JUNNY) (Prod. GroovyRoom)〉 - 더블 타이틀곡으로 사랑하는 너와 내가 같이 있다면 '태양빛 Like spotlight 그 아래 우린 더욱 빛날 거야 주인공같이 너와 함께 있다면 다 가능해 We got the fame 주변 사람 모두 우릴 보며 Capturing the frame You got me Got it 우린 우리만의 길을 걸어가 We got the fame' 라는 노래. - 팝 무드의 트랙으로 리드미컬한 베이스라인과 가벼운 EP 사운드, JAY B의 살랑이는 하이톤 보컬과 JUNNY의 산뜻한 랩이 〈FAME〉의 리듬과 함께 청자들의 고개를 끄덕이게 한다. |               |               |               |               |
| 2021 | 2021.08.26 | 수록곡                                                | 〈In To You (Feat. g1nger) (Prod. WOOGIE)〉 - JAY B가 사랑을 숙성되는 와인에 빗대어 쓴 곡으로 남산타워가 보이는 분위기 좋은 바(bar)에서 사랑하는 연인과 느긋하게 와인잔을 기울이며 서로의 와인잔을 부딪칠 때 청아한 소리를 내며 달콤하게 부딪치는 둘의 감정을 느끼며 와인을 마시는 분위기를 상상하며 쓴 곡이다. - 세련된 기타와 브라스 사운드의 끈적하고 몽환적인 분위기가 있는 트랙으로 JAY B의 감미롭고 섹시한 보컬과 단아하고 담백한 보컬 속에 고혹적인 매력이 있는 'g1nger'의 보컬로 끈적하고 달콤한 몽환적인 분위기를 배가시켰다. |               |               |               |               |
| 2021 | 2021.08.26 | 수록곡                                                | 〈Switch It Up (Feat. sokodomo) (Prod. Cha Cha Malone)〉 - 〈Switch It Up〉 은 GOT7의 JB(제이비)에서 풀 네임 스펠링 JAY B(제이비)로, 솔로 아티스트 JAY B로서 본격적으로 '바뀌었다'는 뜻을 담은 솔로 가수 JAY B(제이비)로서의 결이 다른 음악 행보의 첫 시작을 알리는 곡이다. 전체적인 노래 내용은 사랑에 관한 이야기로 풀어내면서 한편으로는 곡 제목과 가사 안에서 솔로 아티스트 JAY B로서 인생이 '바뀐다'는 의미를 담아 'I wanna switch it up' , 'Let me switch it up' , '파도(인생)', 'MY WAY' 라는 가사로 솔로 아티스트 JAY B로서 바뀌는 변화를 표현했다. JAY B의 청량하면서도 끈적한 음색과 'sokodomo'의 감칠맛 나는 감각적인 래핑이 더해져 곡의 몰입도를 끌어올렸다. 묵직한 808 베이스가 매력적인 Urban R&B 비트가 함께 어우러져 몽환적이고 칠(chill)한 섹시한 느낌을 한층 더 돋보이게 하는 노래. |               |               |               |               |
| 2021 | 2021.08.26 | 수록곡                                                | 〈Count On Me (Prod. GroovyRoom)〉 - 새벽에 사랑하는 사람에게 감미롭지만 감정에 치우치지 않고, 진지하고 자신있게 남자로서 '나를 믿어(Count On Me)' 라고 말하는 가사 내용의 무게감 넘치는 기타와 드럼 사운드 트랙의 리드미컬한 리듬의 곡. - 또한, 앞으로 본격적으로 솔로 앨범을 내고, 새로운 행보를 계속 이어나갈 JAY B(Def.)가 팬분들에게 '앞으로 제가 더 열심히 하고 제가 더 증명해서 보여줄 테니까 너무 걱정하지 말고 제가 앞으로 어떤 행보를 하던 의미가 있을 테니까 저를 믿어도 된다.' 라는 포부와 바람을 담은 곡이기도 하다. 실제 한 사람의 JAY B(Def.)에게서 느껴지는 진중하고 순박한 면이 느껴지는 곡. |               |               |               |               |
| 2021 | 2021.08.26 | 수록곡                                                | 〈Paranoia (Prod. GroovyRoom) (CD Only)〉 - 누구나 걱정거리가 하나 생기면 자기 전에 누워서 그 걱정 때문에 끝도 없는 망상과 불안으로 잠을 못 이루고 뒤척이게 되는데 그런 끝 없는 망상과 불안을 얘기하며 이겨내려고 하는 내용의 곡이다. 몽환적인 플럭 사운드, 귀를 사로잡는 JAY B의 차분한 음색이 인상적인 PBR&B 장르의 곡. 앨범에서 완전 다른 주제를 가진 곡이기에 CD Only로 발매했다. |               |               |               |               |
| 2021 | 2021.08.26 | Album Teaser Album Preview Music Video                | JAY B 《SOMO:FUME》 (Album Teaser) |               |               |               |               |
| 2021 | 2021.08.26 | Album Teaser Album Preview Music Video                | JAY B 《SOMO:FUME》 (Album Preview) |               |               |               |               |
| 2021 | 2021.08.26 | Album Teaser Album Preview Music Video                | JAY B 〈B.T.W (Feat. 박재범) (Prod. Cha Cha Malone)〉 (Official Video) |               |               |               |               |
| 2021 | 2021.08.26 | Album Teaser Album Preview Music Video                | JAY B 〈AM PM (Feat. 휘인) (Prod. GRAY)〉 (Visualizer) |               |               |               |               |
| 2021 | 2021.08.26 | Album Teaser Album Preview Music Video                | JAY B 〈FAME (Feat. JUNNY) (Prod. GroovyRoom)〉 (Official Video) |               |               |               |               |
| 2021 | 2021.08.26 | Album Teaser Album Preview Music Video                | - JAY B의 《SOMO:FUME, Style Of My Own:FUME》 : 나가야 할 길과 현재 내가 걷는 길이 맞닿을 때가 있을 것이다. - 이번 앨범은 오직 JAY B를 담았습니다. 지금의 앞으로의. 우리의 소중한 이야기와 가치를 담습니다. 우린 순간순간 사용되지만 또 평생 가져야 할 소중한 가치가 되는 것이지요. 많이 담고 적고 이야기 하고 훗날 보고 JAY B의 가치를 같이 공유하고 같이 추억 했으면 합니다. - 일루민(ILLUMIN) 감독 코멘터리 - |               |               |               |               |
| 2021 | 2021.08.26 | 뮤직 비디오 내용                                      | - JAY B, 메인 타이틀곡 'B.T.W' MV 티저 공개..박재범 피처링+출연 (헤럴드POP) - JAY B(제이비), ‘B.T.W (Feat. 박재범)’ 퍼포먼스 비디오 깜짝 공개 (스포츠경향) - JAY B(제이비), 'FAME (Feat. JUNNY)' M/V 깜짝 공개…단편 영화 같은 영상미 (비즈엔터) - JAY B(제이비) 첫 솔로 EP 수록곡 ‘AM PM (Feat. 휘인)’ 비주얼라이저 영상 공개 (스포츠경향) |               |               |               |               |
| 2021 | 2021.08.26 | Thanks to (Best Friends)                              | - Dear Fans, This is my voice, my words and my style. Thank you for waiting. - From. JB |               |               |               |               |
| 2021 | 2021.08.26 | 앨범을 발매하며                                       | - “There is nothing noble in being superior to your fellow man; true nobility is being superior to your former self.” - Ernest Hemingway |               |               |               |               |
| 2021 | 2021.08.26 | 화보 인터뷰                                           | - '박재범과 제이비(JAY B)라는 장르' (인터뷰 中) JAY B가 말하는 '소모퓸' 뜻 (Esquire Korea 제공) - '박재범과 제이비(JAY B)의 힙한 만남' (인터뷰) (Esquire Korea 제공) |               |               |               |               |
| 2021 | 2021.08.26 | 인터뷰 영상                                           | - JAY B (제이비) : "진짜 제가 좋아했던 음악들을 자유롭게 하고 싶어요" (HIPHOPPLAYA 인터뷰) - 앨범 인터뷰 영상 모음 |               |               |               |               |
| 2021 | 2021.08.26 | 기사                                                  | - JAY B, 'SOMO:FUME' 컴백 카운트다운 시작..의미심장한 문구 '궁금증 UP' (공식-OSEN) - 제이비(JAY B) "첫 솔로앨범 '소모:퓸', 제가 소모해서 나온 결과물이 향수처럼 은은하게 묻어나길" (정희-MBC연예) |               |               |               |               |

##### 《Switch It Up》 (2021)
| 2021 | 2021.05.14 | Artist          | JAY B |                  |                  |                  |                  |
| 2021 | 2021.05.14 | 앨범명          | 《Switch It Up》 | 《Switch It Up》 | 《Switch It Up》 | 《Switch It Up》 | 《Switch It Up》 |
| 2021 | 2021.05.14 | 앨범 내용       | 본격적으로 솔로 가수로서 홀로서는 결이 다른 JAY B의 첫 시작. - 〈Switch It Up〉 은 GOT7의 JB(제이비)에서 풀 네임 스펠링 JAY B(제이비)로, 솔로 아티스트 JAY B로서 본격적으로 '바뀌었다'는 뜻을 담은 솔로 가수 JAY B(제이비)로서의 결이 다른 음악 행보의 첫 시작을 알리는 곡이다. - 곡 제목을 〈Switch It Up〉로 해서 솔로 아티스트 JAY B로서 '인생이 바뀐다'는 의미를 담았고, 전체적인 노래 내용은 사랑에 관한 이야기로 풀어냈다. JAY B의 청량하면서도 끈적한 음색과 'sokodomo'의 감칠맛 나는 감각적인 래핑이 더해져 곡의 몰입도를 끌어올렸다. 묵직한 808 베이스가 매력적인 Urban R&B 비트가 함께 어우러져 몽환적이고 칠(chill)한 섹시한 느낌을 한층 더 돋보이게 하는 노래 |                  |                  |                  |                  |
| 2021 | 2021.05.14 | 타이틀곡        | - 〈Switch It Up (Feat. sokodomo) (Prod. Cha Cha Malone)〉 |                  |                  |                  |                  |
| 2021 | 2021.05.14 | 앨범을 발매하며 | - “The shortest answer is doing the thing.” - Ernest Hemingway |                  |                  |                  |                  |
| 2021 | 2021.05.14 | 인터뷰          | - 하이어뮤직에서 새 챕터를 여는 'JAY B' (빌보드코리아) 보관됨 2021-10-26 - 웨이백 머신 |                  |                  |                  |                  |

##### JJ Project

###### 《Verse 2》 (2017)
| 2020 | Artist                     | JJ Project | JJ Project | JJ Project | JJ Project | JJ Project | | | |
| 2020 | 앨범 내용                  | 《Verse 2》 | 《Verse 2》 | 《Verse 2》 | 《Verse 2》 | 《Verse 2》 | | | |
| 2020 | 발매일                     | 2017.07.31 | 2017.07.31 | 2017.07.31 | 2017.07.31 | 2017.07.31 | | | |
| 2020 | 앨범 내용                  | - 앨범명 《Verse 2》 : 2절이라는 의미 - 1절 : JJ Project 데뷔 싱글, GOT7 활동, JAY B와 진영의 10대 시절 등 - Verse 2 : 2절이라는 의미로 여러 가지 의미의 Verse 2의 시작이란 뜻 - GOT7 유닛 JJ Project, 새 앨범 전곡 작사, 작곡 참여 ‘새로운 음악과 섬세한 감수성’ - JJ Project가 새 앨범 《Verse 2》를 발매하고 5년 만에 전격 컴백한 앨범. - JAY B와 진영으로 구성된 JJ Project는 지난 2012년 5월 데뷔 싱글 앨범 〈BOUNCE〉을 발표하고 가요계에 첫 발을 내딛었다. 두 사람은 GOT7 데뷔 전부터 JJ Project를 결성, 자유분방하고 에너지 넘치는 퍼포먼스로 무대를 달궜다. 이후 그룹 GOT7을 통해 국내는 물론 해외까지 인기 영역을 넓히며 글로벌 대세 아이돌로 입지를 다진 이들이 2017년 하반기 JJ Project로 돌아왔다. JJ Project의 시작인 2012년 당시 19살이었던 두 멤버는 경쾌하고 유쾌한 10대의 에너지를 뿜어냈다. 어느덧 20대가 되고 그룹 GOT7을 통해 톱 아이돌 반열에 올라 성실하게 성장을 기록하고 있는 JAY B와 진영이 《Verse 2》로 깊이 느끼고 생각한 청춘의 시간들을 노래한다. - JJ Project의 새 앨범 《Verse 2》는 타이틀 곡 〈내일, 오늘〉을 포함한 총 8트랙의 미니 앨범. 두 멤버가 신보 전곡의 작사, 작곡 작업에 참여해 새로운 음악적 색깔과 섬세한 감수성을 담아냈다. 새 앨범 《Verse 2》에는 팝, 힙합, 발라드, 얼반 팝, 트로피컬 팝, 소프트 록 등 다채로운 장르의 음악과 함께, CD 음반에 한해 두 멤버의 솔로 곡이 히든 트랙으로 자리했다. JAY B와 진영은 각자 솔로 곡 ‘Fade Away’와 ‘그날’로 한층 풍부한 감성을 전한다. | - 앨범명 《Verse 2》 : 2절이라는 의미 - 1절 : JJ Project 데뷔 싱글, GOT7 활동, JAY B와 진영의 10대 시절 등 - Verse 2 : 2절이라는 의미로 여러 가지 의미의 Verse 2의 시작이란 뜻 - GOT7 유닛 JJ Project, 새 앨범 전곡 작사, 작곡 참여 ‘새로운 음악과 섬세한 감수성’ - JJ Project가 새 앨범 《Verse 2》를 발매하고 5년 만에 전격 컴백한 앨범. - JAY B와 진영으로 구성된 JJ Project는 지난 2012년 5월 데뷔 싱글 앨범 〈BOUNCE〉을 발표하고 가요계에 첫 발을 내딛었다. 두 사람은 GOT7 데뷔 전부터 JJ Project를 결성, 자유분방하고 에너지 넘치는 퍼포먼스로 무대를 달궜다. 이후 그룹 GOT7을 통해 국내는 물론 해외까지 인기 영역을 넓히며 글로벌 대세 아이돌로 입지를 다진 이들이 2017년 하반기 JJ Project로 돌아왔다. JJ Project의 시작인 2012년 당시 19살이었던 두 멤버는 경쾌하고 유쾌한 10대의 에너지를 뿜어냈다. 어느덧 20대가 되고 그룹 GOT7을 통해 톱 아이돌 반열에 올라 성실하게 성장을 기록하고 있는 JAY B와 진영이 《Verse 2》로 깊이 느끼고 생각한 청춘의 시간들을 노래한다. - JJ Project의 새 앨범 《Verse 2》는 타이틀 곡 〈내일, 오늘〉을 포함한 총 8트랙의 미니 앨범. 두 멤버가 신보 전곡의 작사, 작곡 작업에 참여해 새로운 음악적 색깔과 섬세한 감수성을 담아냈다. 새 앨범 《Verse 2》에는 팝, 힙합, 발라드, 얼반 팝, 트로피컬 팝, 소프트 록 등 다채로운 장르의 음악과 함께, CD 음반에 한해 두 멤버의 솔로 곡이 히든 트랙으로 자리했다. JAY B와 진영은 각자 솔로 곡 ‘Fade Away’와 ‘그날’로 한층 풍부한 감성을 전한다. | - 앨범명 《Verse 2》 : 2절이라는 의미 - 1절 : JJ Project 데뷔 싱글, GOT7 활동, JAY B와 진영의 10대 시절 등 - Verse 2 : 2절이라는 의미로 여러 가지 의미의 Verse 2의 시작이란 뜻 - GOT7 유닛 JJ Project, 새 앨범 전곡 작사, 작곡 참여 ‘새로운 음악과 섬세한 감수성’ - JJ Project가 새 앨범 《Verse 2》를 발매하고 5년 만에 전격 컴백한 앨범. - JAY B와 진영으로 구성된 JJ Project는 지난 2012년 5월 데뷔 싱글 앨범 〈BOUNCE〉을 발표하고 가요계에 첫 발을 내딛었다. 두 사람은 GOT7 데뷔 전부터 JJ Project를 결성, 자유분방하고 에너지 넘치는 퍼포먼스로 무대를 달궜다. 이후 그룹 GOT7을 통해 국내는 물론 해외까지 인기 영역을 넓히며 글로벌 대세 아이돌로 입지를 다진 이들이 2017년 하반기 JJ Project로 돌아왔다. JJ Project의 시작인 2012년 당시 19살이었던 두 멤버는 경쾌하고 유쾌한 10대의 에너지를 뿜어냈다. 어느덧 20대가 되고 그룹 GOT7을 통해 톱 아이돌 반열에 올라 성실하게 성장을 기록하고 있는 JAY B와 진영이 《Verse 2》로 깊이 느끼고 생각한 청춘의 시간들을 노래한다. - JJ Project의 새 앨범 《Verse 2》는 타이틀 곡 〈내일, 오늘〉을 포함한 총 8트랙의 미니 앨범. 두 멤버가 신보 전곡의 작사, 작곡 작업에 참여해 새로운 음악적 색깔과 섬세한 감수성을 담아냈다. 새 앨범 《Verse 2》에는 팝, 힙합, 발라드, 얼반 팝, 트로피컬 팝, 소프트 록 등 다채로운 장르의 음악과 함께, CD 음반에 한해 두 멤버의 솔로 곡이 히든 트랙으로 자리했다. JAY B와 진영은 각자 솔로 곡 ‘Fade Away’와 ‘그날’로 한층 풍부한 감성을 전한다. | - 앨범명 《Verse 2》 : 2절이라는 의미 - 1절 : JJ Project 데뷔 싱글, GOT7 활동, JAY B와 진영의 10대 시절 등 - Verse 2 : 2절이라는 의미로 여러 가지 의미의 Verse 2의 시작이란 뜻 - GOT7 유닛 JJ Project, 새 앨범 전곡 작사, 작곡 참여 ‘새로운 음악과 섬세한 감수성’ - JJ Project가 새 앨범 《Verse 2》를 발매하고 5년 만에 전격 컴백한 앨범. - JAY B와 진영으로 구성된 JJ Project는 지난 2012년 5월 데뷔 싱글 앨범 〈BOUNCE〉을 발표하고 가요계에 첫 발을 내딛었다. 두 사람은 GOT7 데뷔 전부터 JJ Project를 결성, 자유분방하고 에너지 넘치는 퍼포먼스로 무대를 달궜다. 이후 그룹 GOT7을 통해 국내는 물론 해외까지 인기 영역을 넓히며 글로벌 대세 아이돌로 입지를 다진 이들이 2017년 하반기 JJ Project로 돌아왔다. JJ Project의 시작인 2012년 당시 19살이었던 두 멤버는 경쾌하고 유쾌한 10대의 에너지를 뿜어냈다. 어느덧 20대가 되고 그룹 GOT7을 통해 톱 아이돌 반열에 올라 성실하게 성장을 기록하고 있는 JAY B와 진영이 《Verse 2》로 깊이 느끼고 생각한 청춘의 시간들을 노래한다. - JJ Project의 새 앨범 《Verse 2》는 타이틀 곡 〈내일, 오늘〉을 포함한 총 8트랙의 미니 앨범. 두 멤버가 신보 전곡의 작사, 작곡 작업에 참여해 새로운 음악적 색깔과 섬세한 감수성을 담아냈다. 새 앨범 《Verse 2》에는 팝, 힙합, 발라드, 얼반 팝, 트로피컬 팝, 소프트 록 등 다채로운 장르의 음악과 함께, CD 음반에 한해 두 멤버의 솔로 곡이 히든 트랙으로 자리했다. JAY B와 진영은 각자 솔로 곡 ‘Fade Away’와 ‘그날’로 한층 풍부한 감성을 전한다. | - 앨범명 《Verse 2》 : 2절이라는 의미 - 1절 : JJ Project 데뷔 싱글, GOT7 활동, JAY B와 진영의 10대 시절 등 - Verse 2 : 2절이라는 의미로 여러 가지 의미의 Verse 2의 시작이란 뜻 - GOT7 유닛 JJ Project, 새 앨범 전곡 작사, 작곡 참여 ‘새로운 음악과 섬세한 감수성’ - JJ Project가 새 앨범 《Verse 2》를 발매하고 5년 만에 전격 컴백한 앨범. - JAY B와 진영으로 구성된 JJ Project는 지난 2012년 5월 데뷔 싱글 앨범 〈BOUNCE〉을 발표하고 가요계에 첫 발을 내딛었다. 두 사람은 GOT7 데뷔 전부터 JJ Project를 결성, 자유분방하고 에너지 넘치는 퍼포먼스로 무대를 달궜다. 이후 그룹 GOT7을 통해 국내는 물론 해외까지 인기 영역을 넓히며 글로벌 대세 아이돌로 입지를 다진 이들이 2017년 하반기 JJ Project로 돌아왔다. JJ Project의 시작인 2012년 당시 19살이었던 두 멤버는 경쾌하고 유쾌한 10대의 에너지를 뿜어냈다. 어느덧 20대가 되고 그룹 GOT7을 통해 톱 아이돌 반열에 올라 성실하게 성장을 기록하고 있는 JAY B와 진영이 《Verse 2》로 깊이 느끼고 생각한 청춘의 시간들을 노래한다. - JJ Project의 새 앨범 《Verse 2》는 타이틀 곡 〈내일, 오늘〉을 포함한 총 8트랙의 미니 앨범. 두 멤버가 신보 전곡의 작사, 작곡 작업에 참여해 새로운 음악적 색깔과 섬세한 감수성을 담아냈다. 새 앨범 《Verse 2》에는 팝, 힙합, 발라드, 얼반 팝, 트로피컬 팝, 소프트 록 등 다채로운 장르의 음악과 함께, CD 음반에 한해 두 멤버의 솔로 곡이 히든 트랙으로 자리했다. JAY B와 진영은 각자 솔로 곡 ‘Fade Away’와 ‘그날’로 한층 풍부한 감성을 전한다. | | | |
| 2020 | 〈내일, 오늘〉 퍼포먼스    | - 서로의 얼굴을 마주보고 추는 거울춤 | - 서로의 얼굴을 마주보고 추는 거울춤 | - 서로의 얼굴을 마주보고 추는 거울춤 | - 서로의 얼굴을 마주보고 추는 거울춤 | - 서로의 얼굴을 마주보고 추는 거울춤 | | | |
| 2020 | 〈내일, 오늘〉             | 〈내일, 오늘〉 | 〈내일, 오늘〉 | 〈내일, 오늘〉 | 〈내일, 오늘〉 | - JYP 수장 박진영과 JJ Project의 JAY B, 진영이 함께 작사한 곡으로 팝, 얼터너티브 록, 힙합 요소가 결합되어 서정적이면서도 밝은 감성을 자아낸다. 무한한 가능성을 지니면서도 동시에 한없이 유약한 청춘들이 삶을 마주하다 겪는 시간과 선택에 대한 고민, 가보지 않은 두 갈래 길 중에 한 곳을 택해야 한다는 고민들을 가사에 실었다. | - JYP 수장 박진영과 JJ Project의 JAY B, 진영이 함께 작사한 곡으로 팝, 얼터너티브 록, 힙합 요소가 결합되어 서정적이면서도 밝은 감성을 자아낸다. 무한한 가능성을 지니면서도 동시에 한없이 유약한 청춘들이 삶을 마주하다 겪는 시간과 선택에 대한 고민, 가보지 않은 두 갈래 길 중에 한 곳을 택해야 한다는 고민들을 가사에 실었다. | - JYP 수장 박진영과 JJ Project의 JAY B, 진영이 함께 작사한 곡으로 팝, 얼터너티브 록, 힙합 요소가 결합되어 서정적이면서도 밝은 감성을 자아낸다. 무한한 가능성을 지니면서도 동시에 한없이 유약한 청춘들이 삶을 마주하다 겪는 시간과 선택에 대한 고민, 가보지 않은 두 갈래 길 중에 한 곳을 택해야 한다는 고민들을 가사에 실었다. | - JYP 수장 박진영과 JJ Project의 JAY B, 진영이 함께 작사한 곡으로 팝, 얼터너티브 록, 힙합 요소가 결합되어 서정적이면서도 밝은 감성을 자아낸다. 무한한 가능성을 지니면서도 동시에 한없이 유약한 청춘들이 삶을 마주하다 겪는 시간과 선택에 대한 고민, 가보지 않은 두 갈래 길 중에 한 곳을 택해야 한다는 고민들을 가사에 실었다. |
| 2020 | 〈On&On〉                  | 〈On&On〉 | 〈On&On〉 | 〈On&On〉 | 〈On&On〉 | - '저 빛은 나를 자꾸 비추고 어두운 나의 모습 들추고 슬픈데 안 슬픈 척 해 아픈데 안 아픈 척 해' JAY B와 진영이 작사, 작곡에 참여한 ‘인생이란 무엇인가’라는 고민에서부터 시작된 곡. 처음엔 선글라스를 주제로 시작된 곡으로 일반적으로 긍적적인 이미지인 빛을 다른 시선으로 생각해 보고 싶었다. 계속 빛만 따라가다 보면 힘들고, 계속 바라보고 있으면 눈이 아프듯이. 어둠도 나쁘다기보다는 어두운 것도 익숙해지면 앞이 보이는 것처럼. '사회에서 긍정적으로 인식하는 틀과 규칙'을 '빛'으로 빗대어 생각했을 때 '빛이 꼭 좋은 것만은 아니고, 어둠도 꼭 나쁜 것만은 아니다.'라는 표현. - 우리가 살고 있는 사회는 눈에 보이지 않는 틀과 규칙들에서 조금이라도 벗어나면 잘못 살고 있는 것처럼 비춰지는 인식을 ‘빛’에 빗대어 표현했다. 그런 ‘빛’이 무조건 좋은 것만은 아니라는 메시지와 함께, 이 생각에 동의 한다면 'Put your glasses on'이라는 비유적인 가사를 담아냈다. 이러한 메시지와 Tropical 사운드, 그루브 있는 일렉 기타의 연주가 한데 어우러져 시원한 여름에 듣기 좋은 곡으로 탄생했다. | - '저 빛은 나를 자꾸 비추고 어두운 나의 모습 들추고 슬픈데 안 슬픈 척 해 아픈데 안 아픈 척 해' JAY B와 진영이 작사, 작곡에 참여한 ‘인생이란 무엇인가’라는 고민에서부터 시작된 곡. 처음엔 선글라스를 주제로 시작된 곡으로 일반적으로 긍적적인 이미지인 빛을 다른 시선으로 생각해 보고 싶었다. 계속 빛만 따라가다 보면 힘들고, 계속 바라보고 있으면 눈이 아프듯이. 어둠도 나쁘다기보다는 어두운 것도 익숙해지면 앞이 보이는 것처럼. '사회에서 긍정적으로 인식하는 틀과 규칙'을 '빛'으로 빗대어 생각했을 때 '빛이 꼭 좋은 것만은 아니고, 어둠도 꼭 나쁜 것만은 아니다.'라는 표현. - 우리가 살고 있는 사회는 눈에 보이지 않는 틀과 규칙들에서 조금이라도 벗어나면 잘못 살고 있는 것처럼 비춰지는 인식을 ‘빛’에 빗대어 표현했다. 그런 ‘빛’이 무조건 좋은 것만은 아니라는 메시지와 함께, 이 생각에 동의 한다면 'Put your glasses on'이라는 비유적인 가사를 담아냈다. 이러한 메시지와 Tropical 사운드, 그루브 있는 일렉 기타의 연주가 한데 어우러져 시원한 여름에 듣기 좋은 곡으로 탄생했다. | - '저 빛은 나를 자꾸 비추고 어두운 나의 모습 들추고 슬픈데 안 슬픈 척 해 아픈데 안 아픈 척 해' JAY B와 진영이 작사, 작곡에 참여한 ‘인생이란 무엇인가’라는 고민에서부터 시작된 곡. 처음엔 선글라스를 주제로 시작된 곡으로 일반적으로 긍적적인 이미지인 빛을 다른 시선으로 생각해 보고 싶었다. 계속 빛만 따라가다 보면 힘들고, 계속 바라보고 있으면 눈이 아프듯이. 어둠도 나쁘다기보다는 어두운 것도 익숙해지면 앞이 보이는 것처럼. '사회에서 긍정적으로 인식하는 틀과 규칙'을 '빛'으로 빗대어 생각했을 때 '빛이 꼭 좋은 것만은 아니고, 어둠도 꼭 나쁜 것만은 아니다.'라는 표현. - 우리가 살고 있는 사회는 눈에 보이지 않는 틀과 규칙들에서 조금이라도 벗어나면 잘못 살고 있는 것처럼 비춰지는 인식을 ‘빛’에 빗대어 표현했다. 그런 ‘빛’이 무조건 좋은 것만은 아니라는 메시지와 함께, 이 생각에 동의 한다면 'Put your glasses on'이라는 비유적인 가사를 담아냈다. 이러한 메시지와 Tropical 사운드, 그루브 있는 일렉 기타의 연주가 한데 어우러져 시원한 여름에 듣기 좋은 곡으로 탄생했다. | - '저 빛은 나를 자꾸 비추고 어두운 나의 모습 들추고 슬픈데 안 슬픈 척 해 아픈데 안 아픈 척 해' JAY B와 진영이 작사, 작곡에 참여한 ‘인생이란 무엇인가’라는 고민에서부터 시작된 곡. 처음엔 선글라스를 주제로 시작된 곡으로 일반적으로 긍적적인 이미지인 빛을 다른 시선으로 생각해 보고 싶었다. 계속 빛만 따라가다 보면 힘들고, 계속 바라보고 있으면 눈이 아프듯이. 어둠도 나쁘다기보다는 어두운 것도 익숙해지면 앞이 보이는 것처럼. '사회에서 긍정적으로 인식하는 틀과 규칙'을 '빛'으로 빗대어 생각했을 때 '빛이 꼭 좋은 것만은 아니고, 어둠도 꼭 나쁜 것만은 아니다.'라는 표현. - 우리가 살고 있는 사회는 눈에 보이지 않는 틀과 규칙들에서 조금이라도 벗어나면 잘못 살고 있는 것처럼 비춰지는 인식을 ‘빛’에 빗대어 표현했다. 그런 ‘빛’이 무조건 좋은 것만은 아니라는 메시지와 함께, 이 생각에 동의 한다면 'Put your glasses on'이라는 비유적인 가사를 담아냈다. 이러한 메시지와 Tropical 사운드, 그루브 있는 일렉 기타의 연주가 한데 어우러져 시원한 여름에 듣기 좋은 곡으로 탄생했다. |
| 2020 | 〈Icarus〉                 | 〈Icarus〉 | 〈Icarus〉 | 〈Icarus〉 | 〈Icarus〉 | - JAY B가 작사, 작곡에 참여한 곡. JAY B가 처음 트랙을 들을 때 신기하게 눈을 감고 들었고, 한 번에 그림이 떠올랐던 곡. 처음 트랙을 들을 때 눈을 감고 들었는데 처음 도입 부분부터 뭔가 JAY B가 '구름을 헤쳐나가면서 날아가는 듯한 느낌을 크게 받고 모든 시련들을 잘 헤쳐나가자'라는 주제로 쓰려고 많은 소재들을 찾다가 이카루스 신화를 찾아 쓴 곡. 꿈이라는 말이 공허하고 위선으로 여겨지는 세상에서 순수한 꿈 자체의 의미를 믿는 한 남자의 날갯짓을 극적으로 표현한 곡. | - JAY B가 작사, 작곡에 참여한 곡. JAY B가 처음 트랙을 들을 때 신기하게 눈을 감고 들었고, 한 번에 그림이 떠올랐던 곡. 처음 트랙을 들을 때 눈을 감고 들었는데 처음 도입 부분부터 뭔가 JAY B가 '구름을 헤쳐나가면서 날아가는 듯한 느낌을 크게 받고 모든 시련들을 잘 헤쳐나가자'라는 주제로 쓰려고 많은 소재들을 찾다가 이카루스 신화를 찾아 쓴 곡. 꿈이라는 말이 공허하고 위선으로 여겨지는 세상에서 순수한 꿈 자체의 의미를 믿는 한 남자의 날갯짓을 극적으로 표현한 곡. | - JAY B가 작사, 작곡에 참여한 곡. JAY B가 처음 트랙을 들을 때 신기하게 눈을 감고 들었고, 한 번에 그림이 떠올랐던 곡. 처음 트랙을 들을 때 눈을 감고 들었는데 처음 도입 부분부터 뭔가 JAY B가 '구름을 헤쳐나가면서 날아가는 듯한 느낌을 크게 받고 모든 시련들을 잘 헤쳐나가자'라는 주제로 쓰려고 많은 소재들을 찾다가 이카루스 신화를 찾아 쓴 곡. 꿈이라는 말이 공허하고 위선으로 여겨지는 세상에서 순수한 꿈 자체의 의미를 믿는 한 남자의 날갯짓을 극적으로 표현한 곡. | - JAY B가 작사, 작곡에 참여한 곡. JAY B가 처음 트랙을 들을 때 신기하게 눈을 감고 들었고, 한 번에 그림이 떠올랐던 곡. 처음 트랙을 들을 때 눈을 감고 들었는데 처음 도입 부분부터 뭔가 JAY B가 '구름을 헤쳐나가면서 날아가는 듯한 느낌을 크게 받고 모든 시련들을 잘 헤쳐나가자'라는 주제로 쓰려고 많은 소재들을 찾다가 이카루스 신화를 찾아 쓴 곡. 꿈이라는 말이 공허하고 위선으로 여겨지는 세상에서 순수한 꿈 자체의 의미를 믿는 한 남자의 날갯짓을 극적으로 표현한 곡. |
| 2020 | 〈Don't Wanna Know〉       | 〈Don't Wanna Know〉 | 〈Don't Wanna Know〉 | 〈Don't Wanna Know〉 | 〈Don't Wanna Know〉 | - JAY B와 진영이 작사에 참여한 곡. 감성적인 R&B 장르로 인트로의 아련한 피아노 테마를 시작으로, 후렴에는 따뜻한 질감의 Synth Pad가 곡을 아우르며 서정적인 흐름과 함께 전반적으로 트렌디함을 잘 녹여냈다. 가사에는 사랑하는 사람이 떠나갔다는 걸 믿을 수가 없다는 한 남자가 자신이 다시 용기와 자신감이 생길 때 사랑하는 사람을 되찾겠다는 이야기가 담겨있다. JAY B와 진영이 듣는 분들에게 공감되길 바라는 마음으로 절절한 사랑 노래일 수도 있고, 청춘에 대한 그리움에 대한 노래일 수도 있게 가사를 쓴 곡. | - JAY B와 진영이 작사에 참여한 곡. 감성적인 R&B 장르로 인트로의 아련한 피아노 테마를 시작으로, 후렴에는 따뜻한 질감의 Synth Pad가 곡을 아우르며 서정적인 흐름과 함께 전반적으로 트렌디함을 잘 녹여냈다. 가사에는 사랑하는 사람이 떠나갔다는 걸 믿을 수가 없다는 한 남자가 자신이 다시 용기와 자신감이 생길 때 사랑하는 사람을 되찾겠다는 이야기가 담겨있다. JAY B와 진영이 듣는 분들에게 공감되길 바라는 마음으로 절절한 사랑 노래일 수도 있고, 청춘에 대한 그리움에 대한 노래일 수도 있게 가사를 쓴 곡. | - JAY B와 진영이 작사에 참여한 곡. 감성적인 R&B 장르로 인트로의 아련한 피아노 테마를 시작으로, 후렴에는 따뜻한 질감의 Synth Pad가 곡을 아우르며 서정적인 흐름과 함께 전반적으로 트렌디함을 잘 녹여냈다. 가사에는 사랑하는 사람이 떠나갔다는 걸 믿을 수가 없다는 한 남자가 자신이 다시 용기와 자신감이 생길 때 사랑하는 사람을 되찾겠다는 이야기가 담겨있다. JAY B와 진영이 듣는 분들에게 공감되길 바라는 마음으로 절절한 사랑 노래일 수도 있고, 청춘에 대한 그리움에 대한 노래일 수도 있게 가사를 쓴 곡. | - JAY B와 진영이 작사에 참여한 곡. 감성적인 R&B 장르로 인트로의 아련한 피아노 테마를 시작으로, 후렴에는 따뜻한 질감의 Synth Pad가 곡을 아우르며 서정적인 흐름과 함께 전반적으로 트렌디함을 잘 녹여냈다. 가사에는 사랑하는 사람이 떠나갔다는 걸 믿을 수가 없다는 한 남자가 자신이 다시 용기와 자신감이 생길 때 사랑하는 사람을 되찾겠다는 이야기가 담겨있다. JAY B와 진영이 듣는 분들에게 공감되길 바라는 마음으로 절절한 사랑 노래일 수도 있고, 청춘에 대한 그리움에 대한 노래일 수도 있게 가사를 쓴 곡. |
| 2020 | 〈Find You〉               | 〈Find You〉 | 〈Find You〉 | 〈Find You〉 | 〈Find You〉 | - JAY B가 작사, 작곡에 참여한 곡. 사랑에 있어 후회스러운 남자의 마음을 솔직하게 표현한 가사와 무겁지도 혹은 가볍지도 않은 미니멀한 비트의 어울림이 돋보이는 노래. 담담하게 자신의 감정을 이어가다 코러스 부분에서 감정이 고조되는 파트가 인상적이다. JAY B가 듣는 분들에게 공감되길 바라는 마음으로 사랑에 대한 얘기가 될 수도 있고, 떠나보낸 청춘 그 열정을 다시 되찾고 싶다는 노래일 수도 있게 가사를 쓴 곡. | - JAY B가 작사, 작곡에 참여한 곡. 사랑에 있어 후회스러운 남자의 마음을 솔직하게 표현한 가사와 무겁지도 혹은 가볍지도 않은 미니멀한 비트의 어울림이 돋보이는 노래. 담담하게 자신의 감정을 이어가다 코러스 부분에서 감정이 고조되는 파트가 인상적이다. JAY B가 듣는 분들에게 공감되길 바라는 마음으로 사랑에 대한 얘기가 될 수도 있고, 떠나보낸 청춘 그 열정을 다시 되찾고 싶다는 노래일 수도 있게 가사를 쓴 곡. | - JAY B가 작사, 작곡에 참여한 곡. 사랑에 있어 후회스러운 남자의 마음을 솔직하게 표현한 가사와 무겁지도 혹은 가볍지도 않은 미니멀한 비트의 어울림이 돋보이는 노래. 담담하게 자신의 감정을 이어가다 코러스 부분에서 감정이 고조되는 파트가 인상적이다. JAY B가 듣는 분들에게 공감되길 바라는 마음으로 사랑에 대한 얘기가 될 수도 있고, 떠나보낸 청춘 그 열정을 다시 되찾고 싶다는 노래일 수도 있게 가사를 쓴 곡. | - JAY B가 작사, 작곡에 참여한 곡. 사랑에 있어 후회스러운 남자의 마음을 솔직하게 표현한 가사와 무겁지도 혹은 가볍지도 않은 미니멀한 비트의 어울림이 돋보이는 노래. 담담하게 자신의 감정을 이어가다 코러스 부분에서 감정이 고조되는 파트가 인상적이다. JAY B가 듣는 분들에게 공감되길 바라는 마음으로 사랑에 대한 얘기가 될 수도 있고, 떠나보낸 청춘 그 열정을 다시 되찾고 싶다는 노래일 수도 있게 가사를 쓴 곡. |
| 2020 | 〈Fade Away〉 - JAY B Solo | 〈Fade Away〉 - JAY B Solo | 〈Fade Away〉 - JAY B Solo | 〈Fade Away〉 - JAY B Solo | 〈Fade Away〉 - JAY B Solo | - JAY B가 작사, 작곡에 참여한 JAY B 솔로곡. 마음 속에서 진정한 사랑의 의미를 혼란스러워 하며 괴로워하는 남자의 마음을 표현한 노래. 사랑에 대한 얘기일 수도 있지만, '항상 내 입을 막고 사랑이라 말해 거지같아 내가 어떤 사람인지 잃어버리게 해' 사랑이라는 이유로 이래라 저래라 가둘려고 하는 사람들에 대한 방항심과 슬픔을 표현한 곡이기도 하다. 감정적인 보컬 라인과 세련된 일렉 기타의 연주가 조화를 이뤘다. JAY B가 좋아하는 어두운 느낌의 R&B 곡. | - JAY B가 작사, 작곡에 참여한 JAY B 솔로곡. 마음 속에서 진정한 사랑의 의미를 혼란스러워 하며 괴로워하는 남자의 마음을 표현한 노래. 사랑에 대한 얘기일 수도 있지만, '항상 내 입을 막고 사랑이라 말해 거지같아 내가 어떤 사람인지 잃어버리게 해' 사랑이라는 이유로 이래라 저래라 가둘려고 하는 사람들에 대한 방항심과 슬픔을 표현한 곡이기도 하다. 감정적인 보컬 라인과 세련된 일렉 기타의 연주가 조화를 이뤘다. JAY B가 좋아하는 어두운 느낌의 R&B 곡. | - JAY B가 작사, 작곡에 참여한 JAY B 솔로곡. 마음 속에서 진정한 사랑의 의미를 혼란스러워 하며 괴로워하는 남자의 마음을 표현한 노래. 사랑에 대한 얘기일 수도 있지만, '항상 내 입을 막고 사랑이라 말해 거지같아 내가 어떤 사람인지 잃어버리게 해' 사랑이라는 이유로 이래라 저래라 가둘려고 하는 사람들에 대한 방항심과 슬픔을 표현한 곡이기도 하다. 감정적인 보컬 라인과 세련된 일렉 기타의 연주가 조화를 이뤘다. JAY B가 좋아하는 어두운 느낌의 R&B 곡. | - JAY B가 작사, 작곡에 참여한 JAY B 솔로곡. 마음 속에서 진정한 사랑의 의미를 혼란스러워 하며 괴로워하는 남자의 마음을 표현한 노래. 사랑에 대한 얘기일 수도 있지만, '항상 내 입을 막고 사랑이라 말해 거지같아 내가 어떤 사람인지 잃어버리게 해' 사랑이라는 이유로 이래라 저래라 가둘려고 하는 사람들에 대한 방항심과 슬픔을 표현한 곡이기도 하다. 감정적인 보컬 라인과 세련된 일렉 기타의 연주가 조화를 이뤘다. JAY B가 좋아하는 어두운 느낌의 R&B 곡. |

##### Jus2

###### 《FOCUS》 (2019)
| 2020 | Artist           | Jus2 (저스투) | Jus2 (저스투) | Jus2 (저스투) | Jus2 (저스투) | Jus2 (저스투) | | | | |
| 2020 | 앨범명           | 《FOCUS》 | 《FOCUS》 | 《FOCUS》 | 《FOCUS》 | 《FOCUS》 | | | | |
| 2020 | 발매일           | 2017.07.31 | 2017.07.31 | 2017.07.31 | 2017.07.31 | 2017.07.31 | | | | |
| 2020 | 그룹명 : Jus2    | Jus2 뜻 - Just + two - JAY B와 유겸이 노래와 퍼포먼스를 다 보여드리겠다는 의미 - 쿨한 표현의 우리가 그냥 다 보여주겠단 뜻 | Jus2 뜻 - Just + two - JAY B와 유겸이 노래와 퍼포먼스를 다 보여드리겠다는 의미 - 쿨한 표현의 우리가 그냥 다 보여주겠단 뜻 | Jus2 뜻 - Just + two - JAY B와 유겸이 노래와 퍼포먼스를 다 보여드리겠다는 의미 - 쿨한 표현의 우리가 그냥 다 보여주겠단 뜻 | Jus2 뜻 - Just + two - JAY B와 유겸이 노래와 퍼포먼스를 다 보여드리겠다는 의미 - 쿨한 표현의 우리가 그냥 다 보여주겠단 뜻 | Jus2 뜻 - Just + two - JAY B와 유겸이 노래와 퍼포먼스를 다 보여드리겠다는 의미 - 쿨한 표현의 우리가 그냥 다 보여주겠단 뜻 | | | | |
| 2020 | 앨범 내용        | 《FOCUS》 (2019) - 감각이라는 주제로 '여섯 트랙'의 다양한 감각과 감정을 담아낸 앨범 - 첫 번째 〈FOCUS ON ME〉 : 시각 - 두 번째 〈DRUNK ON YOU〉 : 후각 - 세 번째 〈TOUCH〉 : 촉각 - 네 번째 〈SENSES〉 : 새로운 여섯 번째 감각 - 다섯 번째 〈LOVE TALK〉 : 청각 - 여섯 번째 〈LONG BLACK〉 : 미각 | 《FOCUS》 (2019) - 감각이라는 주제로 '여섯 트랙'의 다양한 감각과 감정을 담아낸 앨범 - 첫 번째 〈FOCUS ON ME〉 : 시각 - 두 번째 〈DRUNK ON YOU〉 : 후각 - 세 번째 〈TOUCH〉 : 촉각 - 네 번째 〈SENSES〉 : 새로운 여섯 번째 감각 - 다섯 번째 〈LOVE TALK〉 : 청각 - 여섯 번째 〈LONG BLACK〉 : 미각 | 《FOCUS》 (2019) - 감각이라는 주제로 '여섯 트랙'의 다양한 감각과 감정을 담아낸 앨범 - 첫 번째 〈FOCUS ON ME〉 : 시각 - 두 번째 〈DRUNK ON YOU〉 : 후각 - 세 번째 〈TOUCH〉 : 촉각 - 네 번째 〈SENSES〉 : 새로운 여섯 번째 감각 - 다섯 번째 〈LOVE TALK〉 : 청각 - 여섯 번째 〈LONG BLACK〉 : 미각 | 《FOCUS》 (2019) - 감각이라는 주제로 '여섯 트랙'의 다양한 감각과 감정을 담아낸 앨범 - 첫 번째 〈FOCUS ON ME〉 : 시각 - 두 번째 〈DRUNK ON YOU〉 : 후각 - 세 번째 〈TOUCH〉 : 촉각 - 네 번째 〈SENSES〉 : 새로운 여섯 번째 감각 - 다섯 번째 〈LOVE TALK〉 : 청각 - 여섯 번째 〈LONG BLACK〉 : 미각 | 《FOCUS》 (2019) - 감각이라는 주제로 '여섯 트랙'의 다양한 감각과 감정을 담아낸 앨범 - 첫 번째 〈FOCUS ON ME〉 : 시각 - 두 번째 〈DRUNK ON YOU〉 : 후각 - 세 번째 〈TOUCH〉 : 촉각 - 네 번째 〈SENSES〉 : 새로운 여섯 번째 감각 - 다섯 번째 〈LOVE TALK〉 : 청각 - 여섯 번째 〈LONG BLACK〉 : 미각 | | | | |
| 2020 | 퍼포먼스         | 〈FOCUS ON ME〉 | 〈FOCUS ON ME〉 | 〈FOCUS ON ME〉 | 〈FOCUS ON ME〉 | 〈FOCUS ON ME〉 | | | | |
| 2020 | 퍼포먼스         | - 유겸과 안무가 김형웅 외 많은 안무가들과 함께 고심해서 만든 안무 - 묘한 긴장감 속 절제된 섹시 카리스마 | | | | | | | | |
| 2020 | 퍼포먼스         | 〈LONG BLACK〉 | | | | | | | | |
| 2020 | 퍼포먼스         | - 유겸과 안무가 김형웅 둘이서 만든 안무 - 포인트 안무는 훅 안무의 커피를 마시는 동작 | | | | | | | | |
| 2020 | 〈FOCUS ON ME〉  | 〈FOCUS ON ME〉 | 〈FOCUS ON ME〉 | 〈FOCUS ON ME〉 | 〈FOCUS ON ME〉 | - JAY B와 유겸이 작사, 작곡에 참여한 첫 번째 트랙이자, 타이틀곡으로 시각에 대한 감각과 감정을 표현한 곡. 다크한 R&B리듬에 JAY B와 유겸의 섹시한 매력을 녹여낸 것이 특징. "Just let me love you", "Now focus on me", "짜릿한 시선을 느낄 때 오묘해진 네 눈빛은 한없이 깊어져" 등의 가사를 통해 '너와 우리의 시간 안에서는 나한테 집중해주길 바란다'라는 상대방을 원하고 나아가 매료시키는 모습을 표현했다. 이 둘은 무대 위에서도 절제된 섹시 카리스마와 균형 잡힌 퍼포먼스를 선사하며 팬들의 눈과 귀를 만족시킨다. | - JAY B와 유겸이 작사, 작곡에 참여한 첫 번째 트랙이자, 타이틀곡으로 시각에 대한 감각과 감정을 표현한 곡. 다크한 R&B리듬에 JAY B와 유겸의 섹시한 매력을 녹여낸 것이 특징. "Just let me love you", "Now focus on me", "짜릿한 시선을 느낄 때 오묘해진 네 눈빛은 한없이 깊어져" 등의 가사를 통해 '너와 우리의 시간 안에서는 나한테 집중해주길 바란다'라는 상대방을 원하고 나아가 매료시키는 모습을 표현했다. 이 둘은 무대 위에서도 절제된 섹시 카리스마와 균형 잡힌 퍼포먼스를 선사하며 팬들의 눈과 귀를 만족시킨다. | - JAY B와 유겸이 작사, 작곡에 참여한 첫 번째 트랙이자, 타이틀곡으로 시각에 대한 감각과 감정을 표현한 곡. 다크한 R&B리듬에 JAY B와 유겸의 섹시한 매력을 녹여낸 것이 특징. "Just let me love you", "Now focus on me", "짜릿한 시선을 느낄 때 오묘해진 네 눈빛은 한없이 깊어져" 등의 가사를 통해 '너와 우리의 시간 안에서는 나한테 집중해주길 바란다'라는 상대방을 원하고 나아가 매료시키는 모습을 표현했다. 이 둘은 무대 위에서도 절제된 섹시 카리스마와 균형 잡힌 퍼포먼스를 선사하며 팬들의 눈과 귀를 만족시킨다. | - JAY B와 유겸이 작사, 작곡에 참여한 첫 번째 트랙이자, 타이틀곡으로 시각에 대한 감각과 감정을 표현한 곡. 다크한 R&B리듬에 JAY B와 유겸의 섹시한 매력을 녹여낸 것이 특징. "Just let me love you", "Now focus on me", "짜릿한 시선을 느낄 때 오묘해진 네 눈빛은 한없이 깊어져" 등의 가사를 통해 '너와 우리의 시간 안에서는 나한테 집중해주길 바란다'라는 상대방을 원하고 나아가 매료시키는 모습을 표현했다. 이 둘은 무대 위에서도 절제된 섹시 카리스마와 균형 잡힌 퍼포먼스를 선사하며 팬들의 눈과 귀를 만족시킨다. | - JAY B와 유겸이 작사, 작곡에 참여한 첫 번째 트랙이자, 타이틀곡으로 시각에 대한 감각과 감정을 표현한 곡. 다크한 R&B리듬에 JAY B와 유겸의 섹시한 매력을 녹여낸 것이 특징. "Just let me love you", "Now focus on me", "짜릿한 시선을 느낄 때 오묘해진 네 눈빛은 한없이 깊어져" 등의 가사를 통해 '너와 우리의 시간 안에서는 나한테 집중해주길 바란다'라는 상대방을 원하고 나아가 매료시키는 모습을 표현했다. 이 둘은 무대 위에서도 절제된 섹시 카리스마와 균형 잡힌 퍼포먼스를 선사하며 팬들의 눈과 귀를 만족시킨다. |
| 2020 | 〈DRUNK ON YOU〉 | 〈DRUNK ON YOU〉 | 〈DRUNK ON YOU〉 | 〈DRUNK ON YOU〉 | 〈DRUNK ON YOU〉 | - JAY B가 작사, 작곡에 참여한 곡으로 '너의 향기에 취한다' 후각에 대한 감각과 감정 표현한 곡. 기타 사운드 기반의 R&B Pop 곡으로, Urban 느낌을 살린 편곡과 감각적인 보컬이 탁월한 조화를 이뤘다. 심플하지만 달콤한 무드를 풍기는 멜로디와 함께 그루브를 즐길 수 있다. | - JAY B가 작사, 작곡에 참여한 곡으로 '너의 향기에 취한다' 후각에 대한 감각과 감정 표현한 곡. 기타 사운드 기반의 R&B Pop 곡으로, Urban 느낌을 살린 편곡과 감각적인 보컬이 탁월한 조화를 이뤘다. 심플하지만 달콤한 무드를 풍기는 멜로디와 함께 그루브를 즐길 수 있다. | - JAY B가 작사, 작곡에 참여한 곡으로 '너의 향기에 취한다' 후각에 대한 감각과 감정 표현한 곡. 기타 사운드 기반의 R&B Pop 곡으로, Urban 느낌을 살린 편곡과 감각적인 보컬이 탁월한 조화를 이뤘다. 심플하지만 달콤한 무드를 풍기는 멜로디와 함께 그루브를 즐길 수 있다. | - JAY B가 작사, 작곡에 참여한 곡으로 '너의 향기에 취한다' 후각에 대한 감각과 감정 표현한 곡. 기타 사운드 기반의 R&B Pop 곡으로, Urban 느낌을 살린 편곡과 감각적인 보컬이 탁월한 조화를 이뤘다. 심플하지만 달콤한 무드를 풍기는 멜로디와 함께 그루브를 즐길 수 있다. | |
| 2020 | 〈TOUCH〉        | 〈TOUCH〉 | 〈TOUCH〉 | 〈TOUCH〉 | 〈TOUCH〉 | - JAY B가 작사, 작곡에 참여한 곡. - '너와 내 손끝이 닿을 때마다 항상 널 느껴, 다른 세상 속에 내게 닿을 때 색채를 찾아 변하고 있어' 촉각에 대한 감각과 감정 표현한 곡. 몽환적인 플럭 사운드와 무게감 있는 리듬이 인상적인 Urban R&B 계열의 팝 곡. "넌 날 가지고 있어", "다른 세상 속에 내게 닿을 때 색채를 찾아 변하고 있어"라는 가사처럼 '너에게 닿을 때마다 새로운 세상을 느낀다'라는 이야기를 JAY B와 유겸이 짙은 감성의 보컬로 표현했다. JAY B는 'TOUCH'에 흡입력 강한 인스트와 보컬을 배치해 곡 분위기를 배가시켰다. - JAY B가 작사, 작곡에 참여한 〈TOUCH〉, 〈SENSES〉은 JAY B가 사랑에 대한 얘기보다는 '새로운 관점이 생긴다, 뭔가 새로운 세상, 뭔가 삶이 다르게 느껴진다'라는 감각을 표현하려 한 곡이다. 만화나 애니메이션 속에서 좋아하는 사람이 갑자기 터치하는 순간 꿈처럼 새로운 세상이 그려지는 이미지나, 어떤 물체에 갑자기 터치하는 순간 뭔가 깨달음을 얻었을 때 상상의 나래가 펼쳐지는 이미지에서 영감 받아 만든 곡으로 〈TOUCH〉는 '너에게 닿을 때마다 뭔가 새로운 세상으로 바라보게 된다.'는 내용을 담은 곡 | - JAY B가 작사, 작곡에 참여한 곡. - '너와 내 손끝이 닿을 때마다 항상 널 느껴, 다른 세상 속에 내게 닿을 때 색채를 찾아 변하고 있어' 촉각에 대한 감각과 감정 표현한 곡. 몽환적인 플럭 사운드와 무게감 있는 리듬이 인상적인 Urban R&B 계열의 팝 곡. "넌 날 가지고 있어", "다른 세상 속에 내게 닿을 때 색채를 찾아 변하고 있어"라는 가사처럼 '너에게 닿을 때마다 새로운 세상을 느낀다'라는 이야기를 JAY B와 유겸이 짙은 감성의 보컬로 표현했다. JAY B는 'TOUCH'에 흡입력 강한 인스트와 보컬을 배치해 곡 분위기를 배가시켰다. - JAY B가 작사, 작곡에 참여한 〈TOUCH〉, 〈SENSES〉은 JAY B가 사랑에 대한 얘기보다는 '새로운 관점이 생긴다, 뭔가 새로운 세상, 뭔가 삶이 다르게 느껴진다'라는 감각을 표현하려 한 곡이다. 만화나 애니메이션 속에서 좋아하는 사람이 갑자기 터치하는 순간 꿈처럼 새로운 세상이 그려지는 이미지나, 어떤 물체에 갑자기 터치하는 순간 뭔가 깨달음을 얻었을 때 상상의 나래가 펼쳐지는 이미지에서 영감 받아 만든 곡으로 〈TOUCH〉는 '너에게 닿을 때마다 뭔가 새로운 세상으로 바라보게 된다.'는 내용을 담은 곡 | - JAY B가 작사, 작곡에 참여한 곡. - '너와 내 손끝이 닿을 때마다 항상 널 느껴, 다른 세상 속에 내게 닿을 때 색채를 찾아 변하고 있어' 촉각에 대한 감각과 감정 표현한 곡. 몽환적인 플럭 사운드와 무게감 있는 리듬이 인상적인 Urban R&B 계열의 팝 곡. "넌 날 가지고 있어", "다른 세상 속에 내게 닿을 때 색채를 찾아 변하고 있어"라는 가사처럼 '너에게 닿을 때마다 새로운 세상을 느낀다'라는 이야기를 JAY B와 유겸이 짙은 감성의 보컬로 표현했다. JAY B는 'TOUCH'에 흡입력 강한 인스트와 보컬을 배치해 곡 분위기를 배가시켰다. - JAY B가 작사, 작곡에 참여한 〈TOUCH〉, 〈SENSES〉은 JAY B가 사랑에 대한 얘기보다는 '새로운 관점이 생긴다, 뭔가 새로운 세상, 뭔가 삶이 다르게 느껴진다'라는 감각을 표현하려 한 곡이다. 만화나 애니메이션 속에서 좋아하는 사람이 갑자기 터치하는 순간 꿈처럼 새로운 세상이 그려지는 이미지나, 어떤 물체에 갑자기 터치하는 순간 뭔가 깨달음을 얻었을 때 상상의 나래가 펼쳐지는 이미지에서 영감 받아 만든 곡으로 〈TOUCH〉는 '너에게 닿을 때마다 뭔가 새로운 세상으로 바라보게 된다.'는 내용을 담은 곡 | - JAY B가 작사, 작곡에 참여한 곡. - '너와 내 손끝이 닿을 때마다 항상 널 느껴, 다른 세상 속에 내게 닿을 때 색채를 찾아 변하고 있어' 촉각에 대한 감각과 감정 표현한 곡. 몽환적인 플럭 사운드와 무게감 있는 리듬이 인상적인 Urban R&B 계열의 팝 곡. "넌 날 가지고 있어", "다른 세상 속에 내게 닿을 때 색채를 찾아 변하고 있어"라는 가사처럼 '너에게 닿을 때마다 새로운 세상을 느낀다'라는 이야기를 JAY B와 유겸이 짙은 감성의 보컬로 표현했다. JAY B는 'TOUCH'에 흡입력 강한 인스트와 보컬을 배치해 곡 분위기를 배가시켰다. - JAY B가 작사, 작곡에 참여한 〈TOUCH〉, 〈SENSES〉은 JAY B가 사랑에 대한 얘기보다는 '새로운 관점이 생긴다, 뭔가 새로운 세상, 뭔가 삶이 다르게 느껴진다'라는 감각을 표현하려 한 곡이다. 만화나 애니메이션 속에서 좋아하는 사람이 갑자기 터치하는 순간 꿈처럼 새로운 세상이 그려지는 이미지나, 어떤 물체에 갑자기 터치하는 순간 뭔가 깨달음을 얻었을 때 상상의 나래가 펼쳐지는 이미지에서 영감 받아 만든 곡으로 〈TOUCH〉는 '너에게 닿을 때마다 뭔가 새로운 세상으로 바라보게 된다.'는 내용을 담은 곡 | |
| 2020 | 〈SENSES〉       | 〈SENSES〉 | 〈SENSES〉 | 〈SENSES〉 | 〈SENSES〉 | - JAY B가 작사, 작곡에 참여한 곡. - '우연히 만난 한 사람 또는, 무언가를 통한 새롭고 신비로운 감정을 만끽하겠다'라는 새로운 여섯 번째 감각에 대한 감정을 표현한 딥 하우스 장르의 곡이다. JAY B가 새로운 곡을 만들고 싶어서 많은 도전을 한 곡으로 JAY B와 유겸의 몽환적이고 섹시한 보이스가 특징. - JAY B가 작사, 작곡에 참여한 〈TOUCH〉, 〈SENSES〉은 JAY B가 사랑에 대한 얘기보다는 '새로운 관점이 생긴다, 뭔가 새로운 세상, 뭔가 삶이 다르게 느껴진다'라는 감각을 표현하려 한 곡이다. 만화나 애니메이션 속에서 좋아하는 사람이 갑자기 터치하는 순간 꿈처럼 새로운 세상이 그려지는 이미지나, 어떤 물체에 갑자기 터치하는 순간 뭔가 깨달음을 얻었을 때 상상의 나래가 펼쳐지는 이미지에서 영감 받아 만든 곡으로 〈SENSES〉는 '우연히 만난 한 사람 또는, 무언가를 통한 새롭고 신비로운 감정을 만끽하겠다'는 내용을 담은 곡 | - JAY B가 작사, 작곡에 참여한 곡. - '우연히 만난 한 사람 또는, 무언가를 통한 새롭고 신비로운 감정을 만끽하겠다'라는 새로운 여섯 번째 감각에 대한 감정을 표현한 딥 하우스 장르의 곡이다. JAY B가 새로운 곡을 만들고 싶어서 많은 도전을 한 곡으로 JAY B와 유겸의 몽환적이고 섹시한 보이스가 특징. - JAY B가 작사, 작곡에 참여한 〈TOUCH〉, 〈SENSES〉은 JAY B가 사랑에 대한 얘기보다는 '새로운 관점이 생긴다, 뭔가 새로운 세상, 뭔가 삶이 다르게 느껴진다'라는 감각을 표현하려 한 곡이다. 만화나 애니메이션 속에서 좋아하는 사람이 갑자기 터치하는 순간 꿈처럼 새로운 세상이 그려지는 이미지나, 어떤 물체에 갑자기 터치하는 순간 뭔가 깨달음을 얻었을 때 상상의 나래가 펼쳐지는 이미지에서 영감 받아 만든 곡으로 〈SENSES〉는 '우연히 만난 한 사람 또는, 무언가를 통한 새롭고 신비로운 감정을 만끽하겠다'는 내용을 담은 곡 | - JAY B가 작사, 작곡에 참여한 곡. - '우연히 만난 한 사람 또는, 무언가를 통한 새롭고 신비로운 감정을 만끽하겠다'라는 새로운 여섯 번째 감각에 대한 감정을 표현한 딥 하우스 장르의 곡이다. JAY B가 새로운 곡을 만들고 싶어서 많은 도전을 한 곡으로 JAY B와 유겸의 몽환적이고 섹시한 보이스가 특징. - JAY B가 작사, 작곡에 참여한 〈TOUCH〉, 〈SENSES〉은 JAY B가 사랑에 대한 얘기보다는 '새로운 관점이 생긴다, 뭔가 새로운 세상, 뭔가 삶이 다르게 느껴진다'라는 감각을 표현하려 한 곡이다. 만화나 애니메이션 속에서 좋아하는 사람이 갑자기 터치하는 순간 꿈처럼 새로운 세상이 그려지는 이미지나, 어떤 물체에 갑자기 터치하는 순간 뭔가 깨달음을 얻었을 때 상상의 나래가 펼쳐지는 이미지에서 영감 받아 만든 곡으로 〈SENSES〉는 '우연히 만난 한 사람 또는, 무언가를 통한 새롭고 신비로운 감정을 만끽하겠다'는 내용을 담은 곡 | - JAY B가 작사, 작곡에 참여한 곡. - '우연히 만난 한 사람 또는, 무언가를 통한 새롭고 신비로운 감정을 만끽하겠다'라는 새로운 여섯 번째 감각에 대한 감정을 표현한 딥 하우스 장르의 곡이다. JAY B가 새로운 곡을 만들고 싶어서 많은 도전을 한 곡으로 JAY B와 유겸의 몽환적이고 섹시한 보이스가 특징. - JAY B가 작사, 작곡에 참여한 〈TOUCH〉, 〈SENSES〉은 JAY B가 사랑에 대한 얘기보다는 '새로운 관점이 생긴다, 뭔가 새로운 세상, 뭔가 삶이 다르게 느껴진다'라는 감각을 표현하려 한 곡이다. 만화나 애니메이션 속에서 좋아하는 사람이 갑자기 터치하는 순간 꿈처럼 새로운 세상이 그려지는 이미지나, 어떤 물체에 갑자기 터치하는 순간 뭔가 깨달음을 얻었을 때 상상의 나래가 펼쳐지는 이미지에서 영감 받아 만든 곡으로 〈SENSES〉는 '우연히 만난 한 사람 또는, 무언가를 통한 새롭고 신비로운 감정을 만끽하겠다'는 내용을 담은 곡 | |

##### GOT7

###### 한국
| 2025 | Artist                                             | GOT7                                               | GOT7                                               | GOT7                                               | GOT7                                               | GOT7 | | | |
| 2025 | 앨범 내용                                          | 《WINTER_HEPTAGON》                                | 《WINTER_HEPTAGON》                                | 《WINTER_HEPTAGON》                                | 《WINTER_HEPTAGON》                                | 《WINTER_HEPTAGON》 | | | |
| 2025 | 발매일                                             | 2025.01.20                                         | 2025.01.20                                         | 2025.01.20                                         | 2025.01.20                                         | 2025.01.20 | | | |
| 2025 | 〈Darling〉                                        | 〈Darling〉                                        | 〈Darling〉                                        | 〈Darling〉                                        | 〈Darling〉                                        | - 달콤하고 사랑스럽게 여러분들에게 들렸으면 좋겠습니다. 밝고 재밌는 곡이라고 생각이 들어요. 여러분에게도 잘 전달이 되기를 바랍니다. (JAY B) | - 달콤하고 사랑스럽게 여러분들에게 들렸으면 좋겠습니다. 밝고 재밌는 곡이라고 생각이 들어요. 여러분에게도 잘 전달이 되기를 바랍니다. (JAY B) | - 달콤하고 사랑스럽게 여러분들에게 들렸으면 좋겠습니다. 밝고 재밌는 곡이라고 생각이 들어요. 여러분에게도 잘 전달이 되기를 바랍니다. (JAY B) | - 달콤하고 사랑스럽게 여러분들에게 들렸으면 좋겠습니다. 밝고 재밌는 곡이라고 생각이 들어요. 여러분에게도 잘 전달이 되기를 바랍니다. (JAY B) |
| 2025 | 〈우리가 할 수 있는 말은.〉                        | 〈우리가 할 수 있는 말은.〉                        | 〈우리가 할 수 있는 말은.〉                        | 〈우리가 할 수 있는 말은.〉                        | 〈우리가 할 수 있는 말은.〉                        | - 항상 우리의 편이 되어주셔서 진심으로 감사드립니다. 아가새와 갓세븐을 위한 곡이라고 생각하고 우리들의 이야기라고 생각하기 때문에 그 마음이 잘 전달되기를 바라봅니다. (JAY B) | - 항상 우리의 편이 되어주셔서 진심으로 감사드립니다. 아가새와 갓세븐을 위한 곡이라고 생각하고 우리들의 이야기라고 생각하기 때문에 그 마음이 잘 전달되기를 바라봅니다. (JAY B) | - 항상 우리의 편이 되어주셔서 진심으로 감사드립니다. 아가새와 갓세븐을 위한 곡이라고 생각하고 우리들의 이야기라고 생각하기 때문에 그 마음이 잘 전달되기를 바라봅니다. (JAY B) | - 항상 우리의 편이 되어주셔서 진심으로 감사드립니다. 아가새와 갓세븐을 위한 곡이라고 생각하고 우리들의 이야기라고 생각하기 때문에 그 마음이 잘 전달되기를 바라봅니다. (JAY B) |
| 2021 | Artist                                             | GOT7                                               | GOT7                                               | GOT7                                               | GOT7                                               | GOT7 | | | |
| 2021 | 앨범 내용                                          | 《Encore》                                         | 《Encore》                                         | 《Encore》                                         | 《Encore》                                         | 《Encore》 | | | |
| 2021 | 발매일                                             | 2021.02.20                                         | 2021.02.20                                         | 2021.02.20                                         | 2021.02.20                                         | 2021.02.20 | | | |
| 2021 | 〈앙코르 (Encore)〉                                | 〈앙코르 (Encore)〉                                | 〈앙코르 (Encore)〉                                | 〈앙코르 (Encore)〉                                | 〈앙코르 (Encore)〉                                | - 〈앙코르 (Encore)〉는 진영이 작사・작곡・보컬 디렉터까지 참여한 곡으로 GOT7이 항상 함께 해주는 팬들 I GOT7 (아가새)에게 전하고 싶은 메시지가 담긴 곡. 제목처럼 팬 분들을 위해 계속해서 노래하고 싶다는 의미를 가진 노래이다. | - 〈앙코르 (Encore)〉는 진영이 작사・작곡・보컬 디렉터까지 참여한 곡으로 GOT7이 항상 함께 해주는 팬들 I GOT7 (아가새)에게 전하고 싶은 메시지가 담긴 곡. 제목처럼 팬 분들을 위해 계속해서 노래하고 싶다는 의미를 가진 노래이다. | - 〈앙코르 (Encore)〉는 진영이 작사・작곡・보컬 디렉터까지 참여한 곡으로 GOT7이 항상 함께 해주는 팬들 I GOT7 (아가새)에게 전하고 싶은 메시지가 담긴 곡. 제목처럼 팬 분들을 위해 계속해서 노래하고 싶다는 의미를 가진 노래이다. | - 〈앙코르 (Encore)〉는 진영이 작사・작곡・보컬 디렉터까지 참여한 곡으로 GOT7이 항상 함께 해주는 팬들 I GOT7 (아가새)에게 전하고 싶은 메시지가 담긴 곡. 제목처럼 팬 분들을 위해 계속해서 노래하고 싶다는 의미를 가진 노래이다. |
| 2021 | 〈앙코르 (Encore)〉                                | 〈앙코르 (Encore)〉                                | 〈앙코르 (Encore)〉                                | 〈앙코르 (Encore)〉                                | 〈앙코르 (Encore)〉                                | - 〈앙코르 (Encore)〉의 뮤직 비디오는 GOT7 일곱 명이 모여 앨범 녹음 레코딩과 함께 즐거운 시간을 보내면서 I GOT7 (아가새)을 위한 Encore을 계속해 나가겠다는 내용 - 〈앙코르 (Encore)〉 뮤직 비디오 참여진 - Executive Producer (총괄 프로듀서) : 마크 투안 (Mark Tuan) - Creative Director : @willgyc - Directed/Edited By : @mamesjao - Produced By : @core.a.creative - Cover by yours truly - 〈앙코르 (Encore)〉 녹음・레코딩 - 잭슨 (Jackson Wang)의 작업실 - 〈앙코르 (Encore)〉 발매 - 〈앙코르 (Encore)〉는 GOT7이 JYP 엔터테인먼트와의 전속계약 종료 후, 재계약 체결 없이 발매한 디지털 싱글로 JAY B가 총대를 메고 새로운 음반사와 전 과정에 직접 다 참여해 여러 가지 서류를 정리해서 발매했다. JAY B는 싱글 발매에 필요한 여러 가지 서류와 그 외의 실무적인 것들을 공부해가며 정리하면서 원래 그전부터 '나라는 사람과 GOT7이라는 팀의 이미지가 만들어 지는 게 우리의 힘도 있지만, 온전하게 우리의 힘만은 아니고 부수적으로 우리를 더 도와주는 분들 덕분에 우리가 더 뒷받침이 돼서 만들어지는 거다.'라고 인지하고 있었지만 막상 JYP 엔터테인먼트에서 나와 그 역할을 JAY B가 직접 하게 되면서 그동안 JAY B와 GOT7을 도와준 JYP 엔터테인먼트 분들한테 더욱더 감사함을 느꼈고 또한, 지금의 H1GHR MUSIC 분들한테도 언제나 고맙다고 생각하고 사람들한테 잘해야 되겠다고 생각하게 되면서 체력적으로는 힘들었지만, 많이 배울 수 있는 기회였다고 한다. | | | |
| 2020 | Artist                                             | GOT7                                               | GOT7                                               | GOT7                                               | GOT7                                               | GOT7 | | | |
| 2020 | 앨범 내용                                          | 《Breath of Love : Last Piece》                    | 《Breath of Love : Last Piece》                    | 《Breath of Love : Last Piece》                    | 《Breath of Love : Last Piece》                    | 《Breath of Love : Last Piece》 | | | |
| 2020 | 발매일                                             | 2020.11.30                                         | 2020.11.30                                         | 2020.11.30                                         | 2020.11.30                                         | 2020.11.30 | | | |
| 2020 | 〈LAST PIECE〉                                     | 〈LAST PIECE〉                                     | 〈LAST PIECE〉                                     | 〈LAST PIECE〉                                     | 〈LAST PIECE〉                                     | - JAY B가 작사, 작곡한 곡으로 "어떠한 대상을 하나의 조각이다 라고 생각하고 나의 인생에 딱 맞춰지는 완벽한 퍼즐의 한 조각이다."라는 로맨틱한 메세지의 곡. 또한, "너라는 마지막 조각이 있어야 비로소 우리가 완성된다." GOT7의 존재의 이유이자 전부인 I GOT7 (아가새)에 대한 진심을 노래해 더욱 성숙해진 매력을 전한다. - 2019년 GOT7 EP 《Call My Name》 (타이틀곡 : 니가 부르는 나의 이름) 앨범을 위해 썼던 곡 | - JAY B가 작사, 작곡한 곡으로 "어떠한 대상을 하나의 조각이다 라고 생각하고 나의 인생에 딱 맞춰지는 완벽한 퍼즐의 한 조각이다."라는 로맨틱한 메세지의 곡. 또한, "너라는 마지막 조각이 있어야 비로소 우리가 완성된다." GOT7의 존재의 이유이자 전부인 I GOT7 (아가새)에 대한 진심을 노래해 더욱 성숙해진 매력을 전한다. - 2019년 GOT7 EP 《Call My Name》 (타이틀곡 : 니가 부르는 나의 이름) 앨범을 위해 썼던 곡 | - JAY B가 작사, 작곡한 곡으로 "어떠한 대상을 하나의 조각이다 라고 생각하고 나의 인생에 딱 맞춰지는 완벽한 퍼즐의 한 조각이다."라는 로맨틱한 메세지의 곡. 또한, "너라는 마지막 조각이 있어야 비로소 우리가 완성된다." GOT7의 존재의 이유이자 전부인 I GOT7 (아가새)에 대한 진심을 노래해 더욱 성숙해진 매력을 전한다. - 2019년 GOT7 EP 《Call My Name》 (타이틀곡 : 니가 부르는 나의 이름) 앨범을 위해 썼던 곡 | - JAY B가 작사, 작곡한 곡으로 "어떠한 대상을 하나의 조각이다 라고 생각하고 나의 인생에 딱 맞춰지는 완벽한 퍼즐의 한 조각이다."라는 로맨틱한 메세지의 곡. 또한, "너라는 마지막 조각이 있어야 비로소 우리가 완성된다." GOT7의 존재의 이유이자 전부인 I GOT7 (아가새)에 대한 진심을 노래해 더욱 성숙해진 매력을 전한다. - 2019년 GOT7 EP 《Call My Name》 (타이틀곡 : 니가 부르는 나의 이름) 앨범을 위해 썼던 곡 |
| 2020 | Artist                                             | GOT7                                               | GOT7                                               | GOT7                                               | GOT7                                               | GOT7 | | | |
| 2020 | 앨범 내용                                          | 《DYE》                                            | 《DYE》                                            | 《DYE》                                            | 《DYE》                                            | 《DYE》 | | | |
| 2020 | 발매일                                             | 2020.04.20                                         | 2020.04.20                                         | 2020.04.20                                         | 2020.04.20                                         | 2020.04.20 | | | |
| 2020 | 〈CRAZY〉                                          | 〈CRAZY〉                                          | 〈CRAZY〉                                          | 〈CRAZY〉                                          | 〈CRAZY〉                                          | - JAY B가 작사, 작곡에 참여한 곡으로 퓨처 베이스를 기반으로 한 중독성 강한 멜로디가 인상적. 치명적인 이끌림을 직설적인 표현으로 순수한 마음을 담았고 사랑에 빠진 순간을 떠올리게 만든다. | - JAY B가 작사, 작곡에 참여한 곡으로 퓨처 베이스를 기반으로 한 중독성 강한 멜로디가 인상적. 치명적인 이끌림을 직설적인 표현으로 순수한 마음을 담았고 사랑에 빠진 순간을 떠올리게 만든다. | - JAY B가 작사, 작곡에 참여한 곡으로 퓨처 베이스를 기반으로 한 중독성 강한 멜로디가 인상적. 치명적인 이끌림을 직설적인 표현으로 순수한 마음을 담았고 사랑에 빠진 순간을 떠올리게 만든다. | - JAY B가 작사, 작곡에 참여한 곡으로 퓨처 베이스를 기반으로 한 중독성 강한 멜로디가 인상적. 치명적인 이끌림을 직설적인 표현으로 순수한 마음을 담았고 사랑에 빠진 순간을 떠올리게 만든다. |
| 2020 | 〈RIDE (CD Only)〉 - JAY B Solo                    | 〈RIDE (CD Only)〉 - JAY B Solo                    | 〈RIDE (CD Only)〉 - JAY B Solo                    | 〈RIDE (CD Only)〉 - JAY B Solo                    | 〈RIDE (CD Only)〉 - JAY B Solo                    | - JAY B가 작사, 작곡에 참여한 JAY B 솔로 곡으로 해안도로를 타고 질주하는 걸 그리면서 만든 곡 | - JAY B가 작사, 작곡에 참여한 JAY B 솔로 곡으로 해안도로를 타고 질주하는 걸 그리면서 만든 곡 | - JAY B가 작사, 작곡에 참여한 JAY B 솔로 곡으로 해안도로를 타고 질주하는 걸 그리면서 만든 곡 | - JAY B가 작사, 작곡에 참여한 JAY B 솔로 곡으로 해안도로를 타고 질주하는 걸 그리면서 만든 곡 |
| 2019 | Artist                                             | GOT7                                               | GOT7                                               | GOT7                                               | GOT7                                               | GOT7 | | | |
| 2019 | 앨범 내용                                          | 《Call My Name》                                   | 《Call My Name》                                   | 《Call My Name》                                   | 《Call My Name》                                   | 《Call My Name》 | | | |
| 2019 | 발매일                                             | 2019.11.04                                         | 2019.11.04                                         | 2019.11.04                                         | 2019.11.04                                         | 2019.11.04 | | | |
| 2019 | 〈니가 부르는 나의 이름〉                          | 〈니가 부르는 나의 이름〉                          | 〈니가 부르는 나의 이름〉                          | 〈니가 부르는 나의 이름〉                          | 〈니가 부르는 나의 이름〉                          | - 《Call My Name》 앨범명과 연장선에 있는 타이틀곡 〈니가 부르는 나의 이름〉 - 한자 이름 명(名)의 어원에서 출발한 《Call My Name》 - 이름 명(名) : 저녁 석(夕) 아래에 입구(口)가 받쳐진 글자로 '어두운 밤에는 사람을 볼 수 없어서 입으로 이름을 불러야 알 수 있다. 어둠 속에서 서로를 찾을 수 있는 방법은 이름을 부르는 것뿐이다'라는 뜻 - 이름 명(名) 의 어원 갑골문자 'D+ㅂ' : 갑골문자는 한자의 어원으로 '이름 명(名)'의 갑골문자는 반달과 같은 'D(반달)'의 형태가 점점 길어지면서 '저녁 석(夕)'으로 바뀌었고, 'ㅂ'과 같은 형태가 '입구(口)'로 바뀐 것으로 《Call My Name》 앨범 자켓과 타이틀곡 〈니가 부르는 나의 이름〉의 뮤직비디오에 중요한 포인트로 표현했다. - 타이틀곡 〈니가 부르는 나의 이름〉 : JYP 수장 박진영과 리더 JAY B가 작사에 참여한 다크하고 엣지한 느낌의 팝 장르의 미니멀한 사운드가 인상적인 곡. - 가사 내용 - 슬픈 마음속 가득한 그리움의 처연한 가사이지만, 소중한 만큼 잃고 싶지 않은 마음을 담아 GOT7의 이름을 많이 불러주시고, 환호해주시는 팬분들인 I GOT7 (아가새)에 대한 감사한 마음을 가사와 노래에 녹여냈다. - 손을 뻗는 것조차 두려운 칠흑 같은 어둠 속, 그 안에 갇힌 불완전한 존재. 그리고 어디선가 들려오는 목소리. 어둠에 갇힌 나의 이름을 불러준 너의 목소리는 한 줄기 빛이고 존재의 이유가 됐다. 지치고 힘들어 아래로 아래로 가라앉는 순간에도, 그들의 이름을 불러주는 팬이 있기에 GOT7은 비상할 수 있다. GOT7은 존재의 의미인 팬들에 대한 감사함과 마음속에 담아뒀던 소중한 감정을 표현했다. 노래를 들어주는 사람이 있을 때 비로소 가수라는 이름으로 불리듯, 팬들이 바라봐 주고 불러주는 순간 본연의 존재가 된다고 생각하는 GOT7. 수없이 곱씹었던 고민과 어둠 속에서 자신들의 이름을 불러주는 팬들에 대한 진심 어린 마음을 노래한다. - '설렜던 그 날의 빛도 영원을 말한 약속도 아직 내 안에 있어', '니가 부르는 나의 이름이 듣고 싶어 너의 그 목소리 몰랐어 얼마나 그리워할지 돌아와줘' 등의 가사로 마음속 가득한 그리움. - '선명해진 기억 느끼고 있어 난 너라는 기적 니가 내 이름 부른 순간 이제서야 나는 의미를 찾았어 내 마음 밝혀주는 너의 Flashlight 밤하늘 별빛 수놓았던 Your eyes 내 귀를 타고 전해지는 목소리와 나를 숨 쉬게 한 것 모두 너인 걸', '같은 꿈 같은 추억들 닮아간 많은 습관들 모든 의미가 너야' - 의미 - "어둠 속에서 들리는 너의 목소리, 비로소 완성되는 나의 이름", "어두운 곳에서 네가 이름을 불러주면 우리는 밝게 빛난다." 노래를 들어주는 사람이 있을 때 비로소 가수라는 이름으로 불리듯이 GOT7의 이름을 불러주는 팬분들이 있기에 GOT7은 계속 비상을 할 수 있다는 뜻으로 팬들이 불러주는 GOT7의 이름에 대한 의미를 담았고 "어둠에 갇힌 나의 이름을 불러준 네가 내 존재의 이유"라는 메시지를 담아 GOT7의 이름을 불러줌으로써 GOT7의 이유가 되어준 팬분들인 I GOT7 (아가새)에게 바치는 GOT7의 헌정곡이다. | - 《Call My Name》 앨범명과 연장선에 있는 타이틀곡 〈니가 부르는 나의 이름〉 - 한자 이름 명(名)의 어원에서 출발한 《Call My Name》 - 이름 명(名) : 저녁 석(夕) 아래에 입구(口)가 받쳐진 글자로 '어두운 밤에는 사람을 볼 수 없어서 입으로 이름을 불러야 알 수 있다. 어둠 속에서 서로를 찾을 수 있는 방법은 이름을 부르는 것뿐이다'라는 뜻 - 이름 명(名) 의 어원 갑골문자 'D+ㅂ' : 갑골문자는 한자의 어원으로 '이름 명(名)'의 갑골문자는 반달과 같은 'D(반달)'의 형태가 점점 길어지면서 '저녁 석(夕)'으로 바뀌었고, 'ㅂ'과 같은 형태가 '입구(口)'로 바뀐 것으로 《Call My Name》 앨범 자켓과 타이틀곡 〈니가 부르는 나의 이름〉의 뮤직비디오에 중요한 포인트로 표현했다. - 타이틀곡 〈니가 부르는 나의 이름〉 : JYP 수장 박진영과 리더 JAY B가 작사에 참여한 다크하고 엣지한 느낌의 팝 장르의 미니멀한 사운드가 인상적인 곡. - 가사 내용 - 슬픈 마음속 가득한 그리움의 처연한 가사이지만, 소중한 만큼 잃고 싶지 않은 마음을 담아 GOT7의 이름을 많이 불러주시고, 환호해주시는 팬분들인 I GOT7 (아가새)에 대한 감사한 마음을 가사와 노래에 녹여냈다. - 손을 뻗는 것조차 두려운 칠흑 같은 어둠 속, 그 안에 갇힌 불완전한 존재. 그리고 어디선가 들려오는 목소리. 어둠에 갇힌 나의 이름을 불러준 너의 목소리는 한 줄기 빛이고 존재의 이유가 됐다. 지치고 힘들어 아래로 아래로 가라앉는 순간에도, 그들의 이름을 불러주는 팬이 있기에 GOT7은 비상할 수 있다. GOT7은 존재의 의미인 팬들에 대한 감사함과 마음속에 담아뒀던 소중한 감정을 표현했다. 노래를 들어주는 사람이 있을 때 비로소 가수라는 이름으로 불리듯, 팬들이 바라봐 주고 불러주는 순간 본연의 존재가 된다고 생각하는 GOT7. 수없이 곱씹었던 고민과 어둠 속에서 자신들의 이름을 불러주는 팬들에 대한 진심 어린 마음을 노래한다. - '설렜던 그 날의 빛도 영원을 말한 약속도 아직 내 안에 있어', '니가 부르는 나의 이름이 듣고 싶어 너의 그 목소리 몰랐어 얼마나 그리워할지 돌아와줘' 등의 가사로 마음속 가득한 그리움. - '선명해진 기억 느끼고 있어 난 너라는 기적 니가 내 이름 부른 순간 이제서야 나는 의미를 찾았어 내 마음 밝혀주는 너의 Flashlight 밤하늘 별빛 수놓았던 Your eyes 내 귀를 타고 전해지는 목소리와 나를 숨 쉬게 한 것 모두 너인 걸', '같은 꿈 같은 추억들 닮아간 많은 습관들 모든 의미가 너야' - 의미 - "어둠 속에서 들리는 너의 목소리, 비로소 완성되는 나의 이름", "어두운 곳에서 네가 이름을 불러주면 우리는 밝게 빛난다." 노래를 들어주는 사람이 있을 때 비로소 가수라는 이름으로 불리듯이 GOT7의 이름을 불러주는 팬분들이 있기에 GOT7은 계속 비상을 할 수 있다는 뜻으로 팬들이 불러주는 GOT7의 이름에 대한 의미를 담았고 "어둠에 갇힌 나의 이름을 불러준 네가 내 존재의 이유"라는 메시지를 담아 GOT7의 이름을 불러줌으로써 GOT7의 이유가 되어준 팬분들인 I GOT7 (아가새)에게 바치는 GOT7의 헌정곡이다. | - 《Call My Name》 앨범명과 연장선에 있는 타이틀곡 〈니가 부르는 나의 이름〉 - 한자 이름 명(名)의 어원에서 출발한 《Call My Name》 - 이름 명(名) : 저녁 석(夕) 아래에 입구(口)가 받쳐진 글자로 '어두운 밤에는 사람을 볼 수 없어서 입으로 이름을 불러야 알 수 있다. 어둠 속에서 서로를 찾을 수 있는 방법은 이름을 부르는 것뿐이다'라는 뜻 - 이름 명(名) 의 어원 갑골문자 'D+ㅂ' : 갑골문자는 한자의 어원으로 '이름 명(名)'의 갑골문자는 반달과 같은 'D(반달)'의 형태가 점점 길어지면서 '저녁 석(夕)'으로 바뀌었고, 'ㅂ'과 같은 형태가 '입구(口)'로 바뀐 것으로 《Call My Name》 앨범 자켓과 타이틀곡 〈니가 부르는 나의 이름〉의 뮤직비디오에 중요한 포인트로 표현했다. - 타이틀곡 〈니가 부르는 나의 이름〉 : JYP 수장 박진영과 리더 JAY B가 작사에 참여한 다크하고 엣지한 느낌의 팝 장르의 미니멀한 사운드가 인상적인 곡. - 가사 내용 - 슬픈 마음속 가득한 그리움의 처연한 가사이지만, 소중한 만큼 잃고 싶지 않은 마음을 담아 GOT7의 이름을 많이 불러주시고, 환호해주시는 팬분들인 I GOT7 (아가새)에 대한 감사한 마음을 가사와 노래에 녹여냈다. - 손을 뻗는 것조차 두려운 칠흑 같은 어둠 속, 그 안에 갇힌 불완전한 존재. 그리고 어디선가 들려오는 목소리. 어둠에 갇힌 나의 이름을 불러준 너의 목소리는 한 줄기 빛이고 존재의 이유가 됐다. 지치고 힘들어 아래로 아래로 가라앉는 순간에도, 그들의 이름을 불러주는 팬이 있기에 GOT7은 비상할 수 있다. GOT7은 존재의 의미인 팬들에 대한 감사함과 마음속에 담아뒀던 소중한 감정을 표현했다. 노래를 들어주는 사람이 있을 때 비로소 가수라는 이름으로 불리듯, 팬들이 바라봐 주고 불러주는 순간 본연의 존재가 된다고 생각하는 GOT7. 수없이 곱씹었던 고민과 어둠 속에서 자신들의 이름을 불러주는 팬들에 대한 진심 어린 마음을 노래한다. - '설렜던 그 날의 빛도 영원을 말한 약속도 아직 내 안에 있어', '니가 부르는 나의 이름이 듣고 싶어 너의 그 목소리 몰랐어 얼마나 그리워할지 돌아와줘' 등의 가사로 마음속 가득한 그리움. - '선명해진 기억 느끼고 있어 난 너라는 기적 니가 내 이름 부른 순간 이제서야 나는 의미를 찾았어 내 마음 밝혀주는 너의 Flashlight 밤하늘 별빛 수놓았던 Your eyes 내 귀를 타고 전해지는 목소리와 나를 숨 쉬게 한 것 모두 너인 걸', '같은 꿈 같은 추억들 닮아간 많은 습관들 모든 의미가 너야' - 의미 - "어둠 속에서 들리는 너의 목소리, 비로소 완성되는 나의 이름", "어두운 곳에서 네가 이름을 불러주면 우리는 밝게 빛난다." 노래를 들어주는 사람이 있을 때 비로소 가수라는 이름으로 불리듯이 GOT7의 이름을 불러주는 팬분들이 있기에 GOT7은 계속 비상을 할 수 있다는 뜻으로 팬들이 불러주는 GOT7의 이름에 대한 의미를 담았고 "어둠에 갇힌 나의 이름을 불러준 네가 내 존재의 이유"라는 메시지를 담아 GOT7의 이름을 불러줌으로써 GOT7의 이유가 되어준 팬분들인 I GOT7 (아가새)에게 바치는 GOT7의 헌정곡이다. | - 《Call My Name》 앨범명과 연장선에 있는 타이틀곡 〈니가 부르는 나의 이름〉 - 한자 이름 명(名)의 어원에서 출발한 《Call My Name》 - 이름 명(名) : 저녁 석(夕) 아래에 입구(口)가 받쳐진 글자로 '어두운 밤에는 사람을 볼 수 없어서 입으로 이름을 불러야 알 수 있다. 어둠 속에서 서로를 찾을 수 있는 방법은 이름을 부르는 것뿐이다'라는 뜻 - 이름 명(名) 의 어원 갑골문자 'D+ㅂ' : 갑골문자는 한자의 어원으로 '이름 명(名)'의 갑골문자는 반달과 같은 'D(반달)'의 형태가 점점 길어지면서 '저녁 석(夕)'으로 바뀌었고, 'ㅂ'과 같은 형태가 '입구(口)'로 바뀐 것으로 《Call My Name》 앨범 자켓과 타이틀곡 〈니가 부르는 나의 이름〉의 뮤직비디오에 중요한 포인트로 표현했다. - 타이틀곡 〈니가 부르는 나의 이름〉 : JYP 수장 박진영과 리더 JAY B가 작사에 참여한 다크하고 엣지한 느낌의 팝 장르의 미니멀한 사운드가 인상적인 곡. - 가사 내용 - 슬픈 마음속 가득한 그리움의 처연한 가사이지만, 소중한 만큼 잃고 싶지 않은 마음을 담아 GOT7의 이름을 많이 불러주시고, 환호해주시는 팬분들인 I GOT7 (아가새)에 대한 감사한 마음을 가사와 노래에 녹여냈다. - 손을 뻗는 것조차 두려운 칠흑 같은 어둠 속, 그 안에 갇힌 불완전한 존재. 그리고 어디선가 들려오는 목소리. 어둠에 갇힌 나의 이름을 불러준 너의 목소리는 한 줄기 빛이고 존재의 이유가 됐다. 지치고 힘들어 아래로 아래로 가라앉는 순간에도, 그들의 이름을 불러주는 팬이 있기에 GOT7은 비상할 수 있다. GOT7은 존재의 의미인 팬들에 대한 감사함과 마음속에 담아뒀던 소중한 감정을 표현했다. 노래를 들어주는 사람이 있을 때 비로소 가수라는 이름으로 불리듯, 팬들이 바라봐 주고 불러주는 순간 본연의 존재가 된다고 생각하는 GOT7. 수없이 곱씹었던 고민과 어둠 속에서 자신들의 이름을 불러주는 팬들에 대한 진심 어린 마음을 노래한다. - '설렜던 그 날의 빛도 영원을 말한 약속도 아직 내 안에 있어', '니가 부르는 나의 이름이 듣고 싶어 너의 그 목소리 몰랐어 얼마나 그리워할지 돌아와줘' 등의 가사로 마음속 가득한 그리움. - '선명해진 기억 느끼고 있어 난 너라는 기적 니가 내 이름 부른 순간 이제서야 나는 의미를 찾았어 내 마음 밝혀주는 너의 Flashlight 밤하늘 별빛 수놓았던 Your eyes 내 귀를 타고 전해지는 목소리와 나를 숨 쉬게 한 것 모두 너인 걸', '같은 꿈 같은 추억들 닮아간 많은 습관들 모든 의미가 너야' - 의미 - "어둠 속에서 들리는 너의 목소리, 비로소 완성되는 나의 이름", "어두운 곳에서 네가 이름을 불러주면 우리는 밝게 빛난다." 노래를 들어주는 사람이 있을 때 비로소 가수라는 이름으로 불리듯이 GOT7의 이름을 불러주는 팬분들이 있기에 GOT7은 계속 비상을 할 수 있다는 뜻으로 팬들이 불러주는 GOT7의 이름에 대한 의미를 담았고 "어둠에 갇힌 나의 이름을 불러준 네가 내 존재의 이유"라는 메시지를 담아 GOT7의 이름을 불러줌으로써 GOT7의 이유가 되어준 팬분들인 I GOT7 (아가새)에게 바치는 GOT7의 헌정곡이다. |
| 2019 | 〈PRAY〉                                           | 〈PRAY〉                                           | 〈PRAY〉                                           | 〈PRAY〉                                           | 〈PRAY〉                                           | - JAY B가 작사, 작곡에 참여한 퓨처 베이스 기반의 곡으로 상대방에 대한 큰 의미와 간절함을 노래했다. 또한, GOT7을 응원해주는 많은 분들이 중요한 존재 이상의 의미라는 것과 항상 기도하고 있고 바라봐달라는 이야기를 담은 곡 | - JAY B가 작사, 작곡에 참여한 퓨처 베이스 기반의 곡으로 상대방에 대한 큰 의미와 간절함을 노래했다. 또한, GOT7을 응원해주는 많은 분들이 중요한 존재 이상의 의미라는 것과 항상 기도하고 있고 바라봐달라는 이야기를 담은 곡 | - JAY B가 작사, 작곡에 참여한 퓨처 베이스 기반의 곡으로 상대방에 대한 큰 의미와 간절함을 노래했다. 또한, GOT7을 응원해주는 많은 분들이 중요한 존재 이상의 의미라는 것과 항상 기도하고 있고 바라봐달라는 이야기를 담은 곡 | - JAY B가 작사, 작곡에 참여한 퓨처 베이스 기반의 곡으로 상대방에 대한 큰 의미와 간절함을 노래했다. 또한, GOT7을 응원해주는 많은 분들이 중요한 존재 이상의 의미라는 것과 항상 기도하고 있고 바라봐달라는 이야기를 담은 곡 |
| 2019 | 〈THURSDAY〉                                       | 〈THURSDAY〉                                       | 〈THURSDAY〉                                       | 〈THURSDAY〉                                       | 〈THURSDAY〉                                       | - JAY B가 작사, 작곡에 참여한 곡으로 독특하게 평일과 주말의 경계선에 있는 목요일을 소재로 했다. 우리는 주말도, 평일도 아닌 애매한 목요일 같은 관계니까 휴일 쪽에 같이 함께 있어서 한 달의 달력 안에 빨간 날을 빨리 너와 함께 만들어서 항상 같이 있었으면 좋겠다라는 모든 날이 연인과 함께하는 주말처럼 행복하길 소망하는 마음을 담았다. | - JAY B가 작사, 작곡에 참여한 곡으로 독특하게 평일과 주말의 경계선에 있는 목요일을 소재로 했다. 우리는 주말도, 평일도 아닌 애매한 목요일 같은 관계니까 휴일 쪽에 같이 함께 있어서 한 달의 달력 안에 빨간 날을 빨리 너와 함께 만들어서 항상 같이 있었으면 좋겠다라는 모든 날이 연인과 함께하는 주말처럼 행복하길 소망하는 마음을 담았다. | - JAY B가 작사, 작곡에 참여한 곡으로 독특하게 평일과 주말의 경계선에 있는 목요일을 소재로 했다. 우리는 주말도, 평일도 아닌 애매한 목요일 같은 관계니까 휴일 쪽에 같이 함께 있어서 한 달의 달력 안에 빨간 날을 빨리 너와 함께 만들어서 항상 같이 있었으면 좋겠다라는 모든 날이 연인과 함께하는 주말처럼 행복하길 소망하는 마음을 담았다. | - JAY B가 작사, 작곡에 참여한 곡으로 독특하게 평일과 주말의 경계선에 있는 목요일을 소재로 했다. 우리는 주말도, 평일도 아닌 애매한 목요일 같은 관계니까 휴일 쪽에 같이 함께 있어서 한 달의 달력 안에 빨간 날을 빨리 너와 함께 만들어서 항상 같이 있었으면 좋겠다라는 모든 날이 연인과 함께하는 주말처럼 행복하길 소망하는 마음을 담았다. |
| 2019 | Artist                                             | GOT7                                               | GOT7                                               | GOT7                                               | GOT7                                               | GOT7 | | | |
| 2019 | 앨범 내용                                          | 《SPINNING TOP : BETWEEN SECURITY & INSECURITY》   | 《SPINNING TOP : BETWEEN SECURITY & INSECURITY》   | 《SPINNING TOP : BETWEEN SECURITY & INSECURITY》   | 《SPINNING TOP : BETWEEN SECURITY & INSECURITY》   | 《SPINNING TOP : BETWEEN SECURITY & INSECURITY》 | | | |
| 2019 | 발매일                                             | 2019.05.20                                         | 2019.05.20                                         | 2019.05.20                                         | 2019.05.20                                         | 2019.05.20 | | | |
| 2019 | 〈ECLIPSE〉                                        | 〈ECLIPSE〉                                        | 〈ECLIPSE〉                                        | 〈ECLIPSE〉                                        | 〈ECLIPSE〉                                        | - 《SPINNING TOP : BETWEEN SECURITY & INSECURITY》 & 〈ECLIPSE〉 - GOT7은 그동안 소중한 존재에 대한 사랑에 관한 내용의 곡과 팬분들에 대한 감사함, 지켜주고 싶다는 내용의 노래가 많았다. 그래서 지금까지의 사랑에 관한 것과 감사함에 대한 얘기를 정리하는 차원에서 사랑을 온전히 지켜낼 수 있을지, 과분한 사랑을 받을 자격이 있는지 이런 불안함을 표현하고 싶었다. - 불안이라는 키워드를 가지고 GOT7이 앨범 얘기를 하고 있을 무렵 JAY B는 어느 날 문득 자신이 살고 있는 모습이 불안정과 안정 사이에서 계속 순환이 되는 것 같다는 생각이 들었다. 예전에 썼던 일기장을 보니 시간이 지났는데도 불구하고 예전에 했던 고민들을 똑같이 하고 있는 것을 보면서 지금까지 변해오면서 살아왔다고 생각했는데 그게 아니라 제자리 걸음을 계속 하고 있었던 건 아닌지를 생각하게 됐고 마치 인생이 제자리를 도는 팽이 같다는 생각이 들어서 JAY B의 "뱅글뱅글 돌아가는 팽이가 마치 나의 모습처럼 느껴졌다"는 한마디에서 《SPINNING TOP : BETWEEN SECURITY & INSECURITY》 앨범이 시작됐다. - 하지만 불안을 한편으로는 자심감 있게 표현하고 싶었고 불안하지만 지켜내기 위해서 자신감이 생기기 시작하고 그러다가 점점 불안해지고 다시 또 자신감이 생기고 이런 순환을 제자리에서 안정과 불안정 사이를 도는 팽이로 표현했다. - 곡 제목을 〈ECLIPSE〉로 한 이유 - 팽이와 빛과 어둠 : 앨범의 시작이었던 팽이가 안정적으로 잘 돌고 있을 때를 빛(자신감)을 받고 있는 것으로 표현하고, 팽이가 1°라도 틀어지면 어둠(불안)이 밀려오는 연관성 - 팽이(안정감과 불안) & 개기일식(빛과 어둠의 공존) : 팽이가 빛(자신감)을 받고 인정적으로 잘 돌다가 팽이가 1°라도 틀어지면 어둠(불안)이 밀려오면서 안정적이었던 팽이가 흔들리는 모습을 개기일식이 시작될 때 어둠(불안)에 갇히다가 다시 빛(자신감)이 나오는 모습으로 표현하고 《SPINNING TOP : BETWEEN SECURITY & INSECURITY》 앨범의 시작이었던 '팽이'와 '타이틀곡 〈ECLIPSE〉의 개기일식'을 '빛(자신감)과 어둠(불안)'으로 연관지어 표현했다. - 〈ECLIPSE〉의 가사 내용 - JAY B가 작곡, JAY B와 JYP 수장 박진영이 작사에 참여한 곡으로 GOT7은 그동안 항상 곁에 있어주는 소중한 존재만을 사랑하고, 지켜낼 것과, 감사함에 대한 노래를 했다. 하지만 이번에는 과분한 사랑을 받을 자격이 있는지, 사랑을 온전히 지켜낼 수 있을지에 대한 깊은 고민을 음악으로 담았다. 정말 좋은 순간이 있거나 정말 사랑하는 사람이 있을 때 자신이 없는 건 아니지만 좋은 순간을 너무 지켜내고 싶고, 사랑하는 사람을 지켜주고 싶은데 온전하게 잘 지켜낼 수 있을까?라는 불안한 마음을 《SPINNING TOP : BETWEEN SECURITY & INSECURITY》 앨범의 시작이었던 '팽이'와 '개기일식'의 '빛(자신감)과 어둠(불안)'으로 연관지어 표현한 GOT7의 자전적 이야기가 담긴 깊은 고민의 곡으로 GOT7은 깊은 고민 속에서도 "중심을 잡아 너라는 빛을 끝까지 잡아 I’m gonna win this fight"라고 표현하면서 이겨내겠다고 자신감 있게 표현했다. '빛'을 받고 안정적으로 회전하는 팽이처럼 '자신들만의 중심'을 지키며 멋진 음악과 무대를 선사하겠다는 GOT7의 다짐이 담긴 곡. - 짜임새 있는 퍼포먼스까지 더해져 심도 있는 메시지 및 압도적인 GOT7의 비주얼 매력도 함께 느낄 수 있는 곡. | - 《SPINNING TOP : BETWEEN SECURITY & INSECURITY》 & 〈ECLIPSE〉 - GOT7은 그동안 소중한 존재에 대한 사랑에 관한 내용의 곡과 팬분들에 대한 감사함, 지켜주고 싶다는 내용의 노래가 많았다. 그래서 지금까지의 사랑에 관한 것과 감사함에 대한 얘기를 정리하는 차원에서 사랑을 온전히 지켜낼 수 있을지, 과분한 사랑을 받을 자격이 있는지 이런 불안함을 표현하고 싶었다. - 불안이라는 키워드를 가지고 GOT7이 앨범 얘기를 하고 있을 무렵 JAY B는 어느 날 문득 자신이 살고 있는 모습이 불안정과 안정 사이에서 계속 순환이 되는 것 같다는 생각이 들었다. 예전에 썼던 일기장을 보니 시간이 지났는데도 불구하고 예전에 했던 고민들을 똑같이 하고 있는 것을 보면서 지금까지 변해오면서 살아왔다고 생각했는데 그게 아니라 제자리 걸음을 계속 하고 있었던 건 아닌지를 생각하게 됐고 마치 인생이 제자리를 도는 팽이 같다는 생각이 들어서 JAY B의 "뱅글뱅글 돌아가는 팽이가 마치 나의 모습처럼 느껴졌다"는 한마디에서 《SPINNING TOP : BETWEEN SECURITY & INSECURITY》 앨범이 시작됐다. - 하지만 불안을 한편으로는 자심감 있게 표현하고 싶었고 불안하지만 지켜내기 위해서 자신감이 생기기 시작하고 그러다가 점점 불안해지고 다시 또 자신감이 생기고 이런 순환을 제자리에서 안정과 불안정 사이를 도는 팽이로 표현했다. - 곡 제목을 〈ECLIPSE〉로 한 이유 - 팽이와 빛과 어둠 : 앨범의 시작이었던 팽이가 안정적으로 잘 돌고 있을 때를 빛(자신감)을 받고 있는 것으로 표현하고, 팽이가 1°라도 틀어지면 어둠(불안)이 밀려오는 연관성 - 팽이(안정감과 불안) & 개기일식(빛과 어둠의 공존) : 팽이가 빛(자신감)을 받고 인정적으로 잘 돌다가 팽이가 1°라도 틀어지면 어둠(불안)이 밀려오면서 안정적이었던 팽이가 흔들리는 모습을 개기일식이 시작될 때 어둠(불안)에 갇히다가 다시 빛(자신감)이 나오는 모습으로 표현하고 《SPINNING TOP : BETWEEN SECURITY & INSECURITY》 앨범의 시작이었던 '팽이'와 '타이틀곡 〈ECLIPSE〉의 개기일식'을 '빛(자신감)과 어둠(불안)'으로 연관지어 표현했다. - 〈ECLIPSE〉의 가사 내용 - JAY B가 작곡, JAY B와 JYP 수장 박진영이 작사에 참여한 곡으로 GOT7은 그동안 항상 곁에 있어주는 소중한 존재만을 사랑하고, 지켜낼 것과, 감사함에 대한 노래를 했다. 하지만 이번에는 과분한 사랑을 받을 자격이 있는지, 사랑을 온전히 지켜낼 수 있을지에 대한 깊은 고민을 음악으로 담았다. 정말 좋은 순간이 있거나 정말 사랑하는 사람이 있을 때 자신이 없는 건 아니지만 좋은 순간을 너무 지켜내고 싶고, 사랑하는 사람을 지켜주고 싶은데 온전하게 잘 지켜낼 수 있을까?라는 불안한 마음을 《SPINNING TOP : BETWEEN SECURITY & INSECURITY》 앨범의 시작이었던 '팽이'와 '개기일식'의 '빛(자신감)과 어둠(불안)'으로 연관지어 표현한 GOT7의 자전적 이야기가 담긴 깊은 고민의 곡으로 GOT7은 깊은 고민 속에서도 "중심을 잡아 너라는 빛을 끝까지 잡아 I’m gonna win this fight"라고 표현하면서 이겨내겠다고 자신감 있게 표현했다. '빛'을 받고 안정적으로 회전하는 팽이처럼 '자신들만의 중심'을 지키며 멋진 음악과 무대를 선사하겠다는 GOT7의 다짐이 담긴 곡. - 짜임새 있는 퍼포먼스까지 더해져 심도 있는 메시지 및 압도적인 GOT7의 비주얼 매력도 함께 느낄 수 있는 곡. | - 《SPINNING TOP : BETWEEN SECURITY & INSECURITY》 & 〈ECLIPSE〉 - GOT7은 그동안 소중한 존재에 대한 사랑에 관한 내용의 곡과 팬분들에 대한 감사함, 지켜주고 싶다는 내용의 노래가 많았다. 그래서 지금까지의 사랑에 관한 것과 감사함에 대한 얘기를 정리하는 차원에서 사랑을 온전히 지켜낼 수 있을지, 과분한 사랑을 받을 자격이 있는지 이런 불안함을 표현하고 싶었다. - 불안이라는 키워드를 가지고 GOT7이 앨범 얘기를 하고 있을 무렵 JAY B는 어느 날 문득 자신이 살고 있는 모습이 불안정과 안정 사이에서 계속 순환이 되는 것 같다는 생각이 들었다. 예전에 썼던 일기장을 보니 시간이 지났는데도 불구하고 예전에 했던 고민들을 똑같이 하고 있는 것을 보면서 지금까지 변해오면서 살아왔다고 생각했는데 그게 아니라 제자리 걸음을 계속 하고 있었던 건 아닌지를 생각하게 됐고 마치 인생이 제자리를 도는 팽이 같다는 생각이 들어서 JAY B의 "뱅글뱅글 돌아가는 팽이가 마치 나의 모습처럼 느껴졌다"는 한마디에서 《SPINNING TOP : BETWEEN SECURITY & INSECURITY》 앨범이 시작됐다. - 하지만 불안을 한편으로는 자심감 있게 표현하고 싶었고 불안하지만 지켜내기 위해서 자신감이 생기기 시작하고 그러다가 점점 불안해지고 다시 또 자신감이 생기고 이런 순환을 제자리에서 안정과 불안정 사이를 도는 팽이로 표현했다. - 곡 제목을 〈ECLIPSE〉로 한 이유 - 팽이와 빛과 어둠 : 앨범의 시작이었던 팽이가 안정적으로 잘 돌고 있을 때를 빛(자신감)을 받고 있는 것으로 표현하고, 팽이가 1°라도 틀어지면 어둠(불안)이 밀려오는 연관성 - 팽이(안정감과 불안) & 개기일식(빛과 어둠의 공존) : 팽이가 빛(자신감)을 받고 인정적으로 잘 돌다가 팽이가 1°라도 틀어지면 어둠(불안)이 밀려오면서 안정적이었던 팽이가 흔들리는 모습을 개기일식이 시작될 때 어둠(불안)에 갇히다가 다시 빛(자신감)이 나오는 모습으로 표현하고 《SPINNING TOP : BETWEEN SECURITY & INSECURITY》 앨범의 시작이었던 '팽이'와 '타이틀곡 〈ECLIPSE〉의 개기일식'을 '빛(자신감)과 어둠(불안)'으로 연관지어 표현했다. - 〈ECLIPSE〉의 가사 내용 - JAY B가 작곡, JAY B와 JYP 수장 박진영이 작사에 참여한 곡으로 GOT7은 그동안 항상 곁에 있어주는 소중한 존재만을 사랑하고, 지켜낼 것과, 감사함에 대한 노래를 했다. 하지만 이번에는 과분한 사랑을 받을 자격이 있는지, 사랑을 온전히 지켜낼 수 있을지에 대한 깊은 고민을 음악으로 담았다. 정말 좋은 순간이 있거나 정말 사랑하는 사람이 있을 때 자신이 없는 건 아니지만 좋은 순간을 너무 지켜내고 싶고, 사랑하는 사람을 지켜주고 싶은데 온전하게 잘 지켜낼 수 있을까?라는 불안한 마음을 《SPINNING TOP : BETWEEN SECURITY & INSECURITY》 앨범의 시작이었던 '팽이'와 '개기일식'의 '빛(자신감)과 어둠(불안)'으로 연관지어 표현한 GOT7의 자전적 이야기가 담긴 깊은 고민의 곡으로 GOT7은 깊은 고민 속에서도 "중심을 잡아 너라는 빛을 끝까지 잡아 I’m gonna win this fight"라고 표현하면서 이겨내겠다고 자신감 있게 표현했다. '빛'을 받고 안정적으로 회전하는 팽이처럼 '자신들만의 중심'을 지키며 멋진 음악과 무대를 선사하겠다는 GOT7의 다짐이 담긴 곡. - 짜임새 있는 퍼포먼스까지 더해져 심도 있는 메시지 및 압도적인 GOT7의 비주얼 매력도 함께 느낄 수 있는 곡. | - 《SPINNING TOP : BETWEEN SECURITY & INSECURITY》 & 〈ECLIPSE〉 - GOT7은 그동안 소중한 존재에 대한 사랑에 관한 내용의 곡과 팬분들에 대한 감사함, 지켜주고 싶다는 내용의 노래가 많았다. 그래서 지금까지의 사랑에 관한 것과 감사함에 대한 얘기를 정리하는 차원에서 사랑을 온전히 지켜낼 수 있을지, 과분한 사랑을 받을 자격이 있는지 이런 불안함을 표현하고 싶었다. - 불안이라는 키워드를 가지고 GOT7이 앨범 얘기를 하고 있을 무렵 JAY B는 어느 날 문득 자신이 살고 있는 모습이 불안정과 안정 사이에서 계속 순환이 되는 것 같다는 생각이 들었다. 예전에 썼던 일기장을 보니 시간이 지났는데도 불구하고 예전에 했던 고민들을 똑같이 하고 있는 것을 보면서 지금까지 변해오면서 살아왔다고 생각했는데 그게 아니라 제자리 걸음을 계속 하고 있었던 건 아닌지를 생각하게 됐고 마치 인생이 제자리를 도는 팽이 같다는 생각이 들어서 JAY B의 "뱅글뱅글 돌아가는 팽이가 마치 나의 모습처럼 느껴졌다"는 한마디에서 《SPINNING TOP : BETWEEN SECURITY & INSECURITY》 앨범이 시작됐다. - 하지만 불안을 한편으로는 자심감 있게 표현하고 싶었고 불안하지만 지켜내기 위해서 자신감이 생기기 시작하고 그러다가 점점 불안해지고 다시 또 자신감이 생기고 이런 순환을 제자리에서 안정과 불안정 사이를 도는 팽이로 표현했다. - 곡 제목을 〈ECLIPSE〉로 한 이유 - 팽이와 빛과 어둠 : 앨범의 시작이었던 팽이가 안정적으로 잘 돌고 있을 때를 빛(자신감)을 받고 있는 것으로 표현하고, 팽이가 1°라도 틀어지면 어둠(불안)이 밀려오는 연관성 - 팽이(안정감과 불안) & 개기일식(빛과 어둠의 공존) : 팽이가 빛(자신감)을 받고 인정적으로 잘 돌다가 팽이가 1°라도 틀어지면 어둠(불안)이 밀려오면서 안정적이었던 팽이가 흔들리는 모습을 개기일식이 시작될 때 어둠(불안)에 갇히다가 다시 빛(자신감)이 나오는 모습으로 표현하고 《SPINNING TOP : BETWEEN SECURITY & INSECURITY》 앨범의 시작이었던 '팽이'와 '타이틀곡 〈ECLIPSE〉의 개기일식'을 '빛(자신감)과 어둠(불안)'으로 연관지어 표현했다. - 〈ECLIPSE〉의 가사 내용 - JAY B가 작곡, JAY B와 JYP 수장 박진영이 작사에 참여한 곡으로 GOT7은 그동안 항상 곁에 있어주는 소중한 존재만을 사랑하고, 지켜낼 것과, 감사함에 대한 노래를 했다. 하지만 이번에는 과분한 사랑을 받을 자격이 있는지, 사랑을 온전히 지켜낼 수 있을지에 대한 깊은 고민을 음악으로 담았다. 정말 좋은 순간이 있거나 정말 사랑하는 사람이 있을 때 자신이 없는 건 아니지만 좋은 순간을 너무 지켜내고 싶고, 사랑하는 사람을 지켜주고 싶은데 온전하게 잘 지켜낼 수 있을까?라는 불안한 마음을 《SPINNING TOP : BETWEEN SECURITY & INSECURITY》 앨범의 시작이었던 '팽이'와 '개기일식'의 '빛(자신감)과 어둠(불안)'으로 연관지어 표현한 GOT7의 자전적 이야기가 담긴 깊은 고민의 곡으로 GOT7은 깊은 고민 속에서도 "중심을 잡아 너라는 빛을 끝까지 잡아 I’m gonna win this fight"라고 표현하면서 이겨내겠다고 자신감 있게 표현했다. '빛'을 받고 안정적으로 회전하는 팽이처럼 '자신들만의 중심'을 지키며 멋진 음악과 무대를 선사하겠다는 GOT7의 다짐이 담긴 곡. - 짜임새 있는 퍼포먼스까지 더해져 심도 있는 메시지 및 압도적인 GOT7의 비주얼 매력도 함께 느낄 수 있는 곡. |
| 2019 | JJ Project 〈On&On〉 (2017)                        | JJ Project 〈On&On〉 (2017)                        | JJ Project 〈On&On〉 (2017)                        | JJ Project 〈On&On〉 (2017)                        | JJ Project 〈On&On〉 (2017)                        | - JJ Project 〈On&On〉 : '사회에서 긍정적으로 인식하는 틀과 규칙'을 '빛'으로 빗대어 생각했을 때 '빛이 꼭 좋은 것만은 아니고, 어둠도 꼭 나쁜 것만은 아니다.'라는 다른 시선으로 바라본 '빛과 어둠' (JAY B, 진영 작사, 작곡 참여) - '저 빛은 나를 자꾸 비추고 어두운 나의 모습 들추고 슬픈데 안 슬픈 척 해 아픈데 안 아픈 척 해' JAY B와 진영의 ‘인생이란 무엇인가’라는 고민에서부터 시작된 곡. 처음엔 선글라스를 주제로 시작된 곡으로 일반적으로 긍적적인 이미지인 빛을 다른 시선으로 생각해 보고 싶었다. 계속 빛만 따라가다 보면 힘들고, 계속 바라보고 있으면 눈이 아프듯이. 어둠도 나쁘다기보다는 어두운 것도 익숙해지면 앞이 보이는 것처럼. '사회에서 긍정적으로 인식하는 틀과 규칙'을 '빛'으로 빗대어 생각했을 때 '빛이 꼭 좋은 것만은 아니고, 어둠도 꼭 나쁜 것만은 아니다.'라고 표현하고 싶었다. 우리가 살고 있는 사회는 눈에 보이지 않는 틀과 규칙들에서 조금이라도 벗어나면 잘못 살고 있는 것처럼 비춰지는 인식을 ‘빛’에 빗대어 표현했다. 그런 ‘빛’이 무조건 좋은 것만은 아니라는 메시지와 함께, 이 생각에 동의 한다면 'Put your glasses on'이라는 비유적인 가사를 담아냈다. | - JJ Project 〈On&On〉 : '사회에서 긍정적으로 인식하는 틀과 규칙'을 '빛'으로 빗대어 생각했을 때 '빛이 꼭 좋은 것만은 아니고, 어둠도 꼭 나쁜 것만은 아니다.'라는 다른 시선으로 바라본 '빛과 어둠' (JAY B, 진영 작사, 작곡 참여) - '저 빛은 나를 자꾸 비추고 어두운 나의 모습 들추고 슬픈데 안 슬픈 척 해 아픈데 안 아픈 척 해' JAY B와 진영의 ‘인생이란 무엇인가’라는 고민에서부터 시작된 곡. 처음엔 선글라스를 주제로 시작된 곡으로 일반적으로 긍적적인 이미지인 빛을 다른 시선으로 생각해 보고 싶었다. 계속 빛만 따라가다 보면 힘들고, 계속 바라보고 있으면 눈이 아프듯이. 어둠도 나쁘다기보다는 어두운 것도 익숙해지면 앞이 보이는 것처럼. '사회에서 긍정적으로 인식하는 틀과 규칙'을 '빛'으로 빗대어 생각했을 때 '빛이 꼭 좋은 것만은 아니고, 어둠도 꼭 나쁜 것만은 아니다.'라고 표현하고 싶었다. 우리가 살고 있는 사회는 눈에 보이지 않는 틀과 규칙들에서 조금이라도 벗어나면 잘못 살고 있는 것처럼 비춰지는 인식을 ‘빛’에 빗대어 표현했다. 그런 ‘빛’이 무조건 좋은 것만은 아니라는 메시지와 함께, 이 생각에 동의 한다면 'Put your glasses on'이라는 비유적인 가사를 담아냈다. | - JJ Project 〈On&On〉 : '사회에서 긍정적으로 인식하는 틀과 규칙'을 '빛'으로 빗대어 생각했을 때 '빛이 꼭 좋은 것만은 아니고, 어둠도 꼭 나쁜 것만은 아니다.'라는 다른 시선으로 바라본 '빛과 어둠' (JAY B, 진영 작사, 작곡 참여) - '저 빛은 나를 자꾸 비추고 어두운 나의 모습 들추고 슬픈데 안 슬픈 척 해 아픈데 안 아픈 척 해' JAY B와 진영의 ‘인생이란 무엇인가’라는 고민에서부터 시작된 곡. 처음엔 선글라스를 주제로 시작된 곡으로 일반적으로 긍적적인 이미지인 빛을 다른 시선으로 생각해 보고 싶었다. 계속 빛만 따라가다 보면 힘들고, 계속 바라보고 있으면 눈이 아프듯이. 어둠도 나쁘다기보다는 어두운 것도 익숙해지면 앞이 보이는 것처럼. '사회에서 긍정적으로 인식하는 틀과 규칙'을 '빛'으로 빗대어 생각했을 때 '빛이 꼭 좋은 것만은 아니고, 어둠도 꼭 나쁜 것만은 아니다.'라고 표현하고 싶었다. 우리가 살고 있는 사회는 눈에 보이지 않는 틀과 규칙들에서 조금이라도 벗어나면 잘못 살고 있는 것처럼 비춰지는 인식을 ‘빛’에 빗대어 표현했다. 그런 ‘빛’이 무조건 좋은 것만은 아니라는 메시지와 함께, 이 생각에 동의 한다면 'Put your glasses on'이라는 비유적인 가사를 담아냈다. | - JJ Project 〈On&On〉 : '사회에서 긍정적으로 인식하는 틀과 규칙'을 '빛'으로 빗대어 생각했을 때 '빛이 꼭 좋은 것만은 아니고, 어둠도 꼭 나쁜 것만은 아니다.'라는 다른 시선으로 바라본 '빛과 어둠' (JAY B, 진영 작사, 작곡 참여) - '저 빛은 나를 자꾸 비추고 어두운 나의 모습 들추고 슬픈데 안 슬픈 척 해 아픈데 안 아픈 척 해' JAY B와 진영의 ‘인생이란 무엇인가’라는 고민에서부터 시작된 곡. 처음엔 선글라스를 주제로 시작된 곡으로 일반적으로 긍적적인 이미지인 빛을 다른 시선으로 생각해 보고 싶었다. 계속 빛만 따라가다 보면 힘들고, 계속 바라보고 있으면 눈이 아프듯이. 어둠도 나쁘다기보다는 어두운 것도 익숙해지면 앞이 보이는 것처럼. '사회에서 긍정적으로 인식하는 틀과 규칙'을 '빛'으로 빗대어 생각했을 때 '빛이 꼭 좋은 것만은 아니고, 어둠도 꼭 나쁜 것만은 아니다.'라고 표현하고 싶었다. 우리가 살고 있는 사회는 눈에 보이지 않는 틀과 규칙들에서 조금이라도 벗어나면 잘못 살고 있는 것처럼 비춰지는 인식을 ‘빛’에 빗대어 표현했다. 그런 ‘빛’이 무조건 좋은 것만은 아니라는 메시지와 함께, 이 생각에 동의 한다면 'Put your glasses on'이라는 비유적인 가사를 담아냈다. |
| 2019 | 〈PAGE〉                                           | 〈PAGE〉                                           | 〈PAGE〉                                           | 〈PAGE〉                                           | 〈PAGE〉                                           | - JAY B가 작사, 작곡에 참여한 곡. JAY B의 일기장에서 시작이 된 곡으로 JAY B가 2, 3년 전에 썼던 일기장을 보다가 그때 당시에 아꼈던, 사랑했던 사람들에 대해 일기를 써 놓은 걸 보고 앞으로도 계속 일기를 쓰면서 뭔가 사람들과 좋은 커뮤니케이션을 하고 좋은 일들을 만들면서 이런 것들을 계속 일기장에 적어내려가고 싶은 생각에서 쓴 곡으로 가사의 '이 조명 아래'는 일기 쓸 때의 '스탠드 불빛 아래'를 뜻한다. 일기를 쓰는 행위 자체를 사랑 이야기에 빗대어 소중한 순간을 일기장처럼 써 내려가고 싶다는 가사 내용. | - JAY B가 작사, 작곡에 참여한 곡. JAY B의 일기장에서 시작이 된 곡으로 JAY B가 2, 3년 전에 썼던 일기장을 보다가 그때 당시에 아꼈던, 사랑했던 사람들에 대해 일기를 써 놓은 걸 보고 앞으로도 계속 일기를 쓰면서 뭔가 사람들과 좋은 커뮤니케이션을 하고 좋은 일들을 만들면서 이런 것들을 계속 일기장에 적어내려가고 싶은 생각에서 쓴 곡으로 가사의 '이 조명 아래'는 일기 쓸 때의 '스탠드 불빛 아래'를 뜻한다. 일기를 쓰는 행위 자체를 사랑 이야기에 빗대어 소중한 순간을 일기장처럼 써 내려가고 싶다는 가사 내용. | - JAY B가 작사, 작곡에 참여한 곡. JAY B의 일기장에서 시작이 된 곡으로 JAY B가 2, 3년 전에 썼던 일기장을 보다가 그때 당시에 아꼈던, 사랑했던 사람들에 대해 일기를 써 놓은 걸 보고 앞으로도 계속 일기를 쓰면서 뭔가 사람들과 좋은 커뮤니케이션을 하고 좋은 일들을 만들면서 이런 것들을 계속 일기장에 적어내려가고 싶은 생각에서 쓴 곡으로 가사의 '이 조명 아래'는 일기 쓸 때의 '스탠드 불빛 아래'를 뜻한다. 일기를 쓰는 행위 자체를 사랑 이야기에 빗대어 소중한 순간을 일기장처럼 써 내려가고 싶다는 가사 내용. | - JAY B가 작사, 작곡에 참여한 곡. JAY B의 일기장에서 시작이 된 곡으로 JAY B가 2, 3년 전에 썼던 일기장을 보다가 그때 당시에 아꼈던, 사랑했던 사람들에 대해 일기를 써 놓은 걸 보고 앞으로도 계속 일기를 쓰면서 뭔가 사람들과 좋은 커뮤니케이션을 하고 좋은 일들을 만들면서 이런 것들을 계속 일기장에 적어내려가고 싶은 생각에서 쓴 곡으로 가사의 '이 조명 아래'는 일기 쓸 때의 '스탠드 불빛 아래'를 뜻한다. 일기를 쓰는 행위 자체를 사랑 이야기에 빗대어 소중한 순간을 일기장처럼 써 내려가고 싶다는 가사 내용. |
| 2018 | Artist                                             | GOT7                                               | GOT7                                               | GOT7                                               | GOT7                                               | GOT7 | | | |
| 2018 | 앨범 내용                                          | 《Present : YOU & ME Edition》                     | 《Present : YOU & ME Edition》                     | 《Present : YOU & ME Edition》                     | 《Present : YOU & ME Edition》                     | 《Present : YOU & ME Edition》 | | | |
| 2018 | 발매일                                             | 2018.12.03                                         | 2018.12.03                                         | 2018.12.03                                         | 2018.12.03                                         | 2018.12.03 | | | |
| 2018 | 〈안 보여〉                                        | 〈안 보여〉                                        | 〈안 보여〉                                        | 〈안 보여〉                                        | 〈안 보여〉                                        | - JAY B가 작사, 작곡에 참여한 곡으로 일렉트로닉 리드 기타 사운드와 808 베이스의 펀치감이 돋보이는 힙합곡이다. 가사 내용은 "자랑스러운 나의 사랑스러운 Girl”, “네 생각만으로도 벌써 매일이 Birthday"등을 통해 '너는 너무 좋은 여자라서 너와 항상 같이 있을 때마다 뭔가 새로운 기분을 느끼고, 너말고 다른 이성들은 보이지 않는다.'라는 'I GOT7 (아가새)'을 향한 GOT7의 순애보를 귀엽고 재치있게 표현했다. | - JAY B가 작사, 작곡에 참여한 곡으로 일렉트로닉 리드 기타 사운드와 808 베이스의 펀치감이 돋보이는 힙합곡이다. 가사 내용은 "자랑스러운 나의 사랑스러운 Girl”, “네 생각만으로도 벌써 매일이 Birthday"등을 통해 '너는 너무 좋은 여자라서 너와 항상 같이 있을 때마다 뭔가 새로운 기분을 느끼고, 너말고 다른 이성들은 보이지 않는다.'라는 'I GOT7 (아가새)'을 향한 GOT7의 순애보를 귀엽고 재치있게 표현했다. | - JAY B가 작사, 작곡에 참여한 곡으로 일렉트로닉 리드 기타 사운드와 808 베이스의 펀치감이 돋보이는 힙합곡이다. 가사 내용은 "자랑스러운 나의 사랑스러운 Girl”, “네 생각만으로도 벌써 매일이 Birthday"등을 통해 '너는 너무 좋은 여자라서 너와 항상 같이 있을 때마다 뭔가 새로운 기분을 느끼고, 너말고 다른 이성들은 보이지 않는다.'라는 'I GOT7 (아가새)'을 향한 GOT7의 순애보를 귀엽고 재치있게 표현했다. | - JAY B가 작사, 작곡에 참여한 곡으로 일렉트로닉 리드 기타 사운드와 808 베이스의 펀치감이 돋보이는 힙합곡이다. 가사 내용은 "자랑스러운 나의 사랑스러운 Girl”, “네 생각만으로도 벌써 매일이 Birthday"등을 통해 '너는 너무 좋은 여자라서 너와 항상 같이 있을 때마다 뭔가 새로운 기분을 느끼고, 너말고 다른 이성들은 보이지 않는다.'라는 'I GOT7 (아가새)'을 향한 GOT7의 순애보를 귀엽고 재치있게 표현했다. |
| 2018 | 〈1:31AM (잘 지내야해)〉 - JAY B, 영재             | 〈1:31AM (잘 지내야해)〉 - JAY B, 영재             | 〈1:31AM (잘 지내야해)〉 - JAY B, 영재             | 〈1:31AM (잘 지내야해)〉 - JAY B, 영재             | 〈1:31AM (잘 지내야해)〉 - JAY B, 영재             | - JAY B와 영재가 작사, 작곡에 참여한 유닛곡. 발라드 곡으로 1시 31분부터 노래를 만들기 시작해서 노래 제목이 ‘1:31AM’로 지어졌다. | - JAY B와 영재가 작사, 작곡에 참여한 유닛곡. 발라드 곡으로 1시 31분부터 노래를 만들기 시작해서 노래 제목이 ‘1:31AM’로 지어졌다. | - JAY B와 영재가 작사, 작곡에 참여한 유닛곡. 발라드 곡으로 1시 31분부터 노래를 만들기 시작해서 노래 제목이 ‘1:31AM’로 지어졌다. | - JAY B와 영재가 작사, 작곡에 참여한 유닛곡. 발라드 곡으로 1시 31분부터 노래를 만들기 시작해서 노래 제목이 ‘1:31AM’로 지어졌다. |
| 2018 | 〈Think About It〉 - JAY B, 마크 (Mark Tuan), 영재 | 〈Think About It〉 - JAY B, 마크 (Mark Tuan), 영재 | 〈Think About It〉 - JAY B, 마크 (Mark Tuan), 영재 | 〈Think About It〉 - JAY B, 마크 (Mark Tuan), 영재 | 〈Think About It〉 - JAY B, 마크 (Mark Tuan), 영재 | - JAY B, 마크 (Mark Tuan), 영재가 작사, 작곡에 참여한 유닛곡. - 영재가 유닛곡 주제를 몽환적이고, 어두운 분위기로 아이디어 낸 곡으로 '네가 했던 행동을 생각하고 돌이켜봐. 서로 배려하지 못해서 깨져버렸다. 이제 널 잊고싶어 나도 나답게 살래'라는 힘들고 어려운 상황을 이겨내겠다는 의지를 담은 JAY B, 마크 (Mark Tuan), 영재의 유닛곡. | - JAY B, 마크 (Mark Tuan), 영재가 작사, 작곡에 참여한 유닛곡. - 영재가 유닛곡 주제를 몽환적이고, 어두운 분위기로 아이디어 낸 곡으로 '네가 했던 행동을 생각하고 돌이켜봐. 서로 배려하지 못해서 깨져버렸다. 이제 널 잊고싶어 나도 나답게 살래'라는 힘들고 어려운 상황을 이겨내겠다는 의지를 담은 JAY B, 마크 (Mark Tuan), 영재의 유닛곡. | - JAY B, 마크 (Mark Tuan), 영재가 작사, 작곡에 참여한 유닛곡. - 영재가 유닛곡 주제를 몽환적이고, 어두운 분위기로 아이디어 낸 곡으로 '네가 했던 행동을 생각하고 돌이켜봐. 서로 배려하지 못해서 깨져버렸다. 이제 널 잊고싶어 나도 나답게 살래'라는 힘들고 어려운 상황을 이겨내겠다는 의지를 담은 JAY B, 마크 (Mark Tuan), 영재의 유닛곡. | - JAY B, 마크 (Mark Tuan), 영재가 작사, 작곡에 참여한 유닛곡. - 영재가 유닛곡 주제를 몽환적이고, 어두운 분위기로 아이디어 낸 곡으로 '네가 했던 행동을 생각하고 돌이켜봐. 서로 배려하지 못해서 깨져버렸다. 이제 널 잊고싶어 나도 나답게 살래'라는 힘들고 어려운 상황을 이겨내겠다는 의지를 담은 JAY B, 마크 (Mark Tuan), 영재의 유닛곡. |
| 2018 | Artist                                             | GOT7                                               | GOT7                                               | GOT7                                               | GOT7                                               | GOT7 | | | |
| 2018 | 앨범 내용                                          | 《Present : YOU》                                  | 《Present : YOU》                                  | 《Present : YOU》                                  | 《Present : YOU》                                  | 《Present : YOU》 | | | |
| 2018 | 발매일                                             | 2018.09.17                                         | 2018.09.17                                         | 2018.09.17                                         | 2018.09.17                                         | 2018.09.17 | | | |
| 2018 | 〈Enough〉                                         | 〈Enough〉                                         | 〈Enough〉                                         | 〈Enough〉                                         | 〈Enough〉                                         | - JAY B가 작사, 작곡에 참여한 곡. JAY B가 책을 읽다가 본 '사랑 그거면 충분하다'라는 한 구절 보고 만든 곡. 퓨처 베이스 사운드의 곡으로 후렴에 나오는 강한 기타 사운드와 보코더를 섞는 새로운 시도를 한 트랙이다. | - JAY B가 작사, 작곡에 참여한 곡. JAY B가 책을 읽다가 본 '사랑 그거면 충분하다'라는 한 구절 보고 만든 곡. 퓨처 베이스 사운드의 곡으로 후렴에 나오는 강한 기타 사운드와 보코더를 섞는 새로운 시도를 한 트랙이다. | - JAY B가 작사, 작곡에 참여한 곡. JAY B가 책을 읽다가 본 '사랑 그거면 충분하다'라는 한 구절 보고 만든 곡. 퓨처 베이스 사운드의 곡으로 후렴에 나오는 강한 기타 사운드와 보코더를 섞는 새로운 시도를 한 트랙이다. | - JAY B가 작사, 작곡에 참여한 곡. JAY B가 책을 읽다가 본 '사랑 그거면 충분하다'라는 한 구절 보고 만든 곡. 퓨처 베이스 사운드의 곡으로 후렴에 나오는 강한 기타 사운드와 보코더를 섞는 새로운 시도를 한 트랙이다. |
| 2018 | 〈지켜줄게〉                                       | 〈지켜줄게〉                                       | 〈지켜줄게〉                                       | 〈지켜줄게〉                                       | 〈지켜줄게〉                                       | - JAY B가 작사, 작곡에 참여한 곡. JAY B가 어떤 한 팬의 권유로 만든 뉴 잭 스윙 장르 곡으로, '지친 그대에게 힘이 되어주고 지켜주겠다'는 힘찬 메시지를 펑키한 사운드로 표현했다. | - JAY B가 작사, 작곡에 참여한 곡. JAY B가 어떤 한 팬의 권유로 만든 뉴 잭 스윙 장르 곡으로, '지친 그대에게 힘이 되어주고 지켜주겠다'는 힘찬 메시지를 펑키한 사운드로 표현했다. | - JAY B가 작사, 작곡에 참여한 곡. JAY B가 어떤 한 팬의 권유로 만든 뉴 잭 스윙 장르 곡으로, '지친 그대에게 힘이 되어주고 지켜주겠다'는 힘찬 메시지를 펑키한 사운드로 표현했다. | - JAY B가 작사, 작곡에 참여한 곡. JAY B가 어떤 한 팬의 권유로 만든 뉴 잭 스윙 장르 곡으로, '지친 그대에게 힘이 되어주고 지켜주겠다'는 힘찬 메시지를 펑키한 사운드로 표현했다. |
| 2018 | 〈Sunrise〉 - JAY B Solo                           | 〈Sunrise〉 - JAY B Solo                           | 〈Sunrise〉 - JAY B Solo                           | 〈Sunrise〉 - JAY B Solo                           | 〈Sunrise〉 - JAY B Solo                           | - JAY B가 작사, 작곡에 참여한 JAY B 솔로곡. JAY B가 고등학교 친구들과 같이 만든 곡으로 소중한 존재를 'Sunrise'로 표현한 R&B 장르의 곡. 사랑할 때 우주를 들여다보는 듯한 느낌으로 소중한 사람과 함께할 때 깊어지는 감정을 표현. EP사운드와 앰비언스 효과, 담백하고 물흐르듯이 조용하게 들을 수 있는 음악이 JAY B의 잔잔한 보컬과 어우러져 몽환적인 느낌을 자아낸다. | - JAY B가 작사, 작곡에 참여한 JAY B 솔로곡. JAY B가 고등학교 친구들과 같이 만든 곡으로 소중한 존재를 'Sunrise'로 표현한 R&B 장르의 곡. 사랑할 때 우주를 들여다보는 듯한 느낌으로 소중한 사람과 함께할 때 깊어지는 감정을 표현. EP사운드와 앰비언스 효과, 담백하고 물흐르듯이 조용하게 들을 수 있는 음악이 JAY B의 잔잔한 보컬과 어우러져 몽환적인 느낌을 자아낸다. | - JAY B가 작사, 작곡에 참여한 JAY B 솔로곡. JAY B가 고등학교 친구들과 같이 만든 곡으로 소중한 존재를 'Sunrise'로 표현한 R&B 장르의 곡. 사랑할 때 우주를 들여다보는 듯한 느낌으로 소중한 사람과 함께할 때 깊어지는 감정을 표현. EP사운드와 앰비언스 효과, 담백하고 물흐르듯이 조용하게 들을 수 있는 음악이 JAY B의 잔잔한 보컬과 어우러져 몽환적인 느낌을 자아낸다. | - JAY B가 작사, 작곡에 참여한 JAY B 솔로곡. JAY B가 고등학교 친구들과 같이 만든 곡으로 소중한 존재를 'Sunrise'로 표현한 R&B 장르의 곡. 사랑할 때 우주를 들여다보는 듯한 느낌으로 소중한 사람과 함께할 때 깊어지는 감정을 표현. EP사운드와 앰비언스 효과, 담백하고 물흐르듯이 조용하게 들을 수 있는 음악이 JAY B의 잔잔한 보컬과 어우러져 몽환적인 느낌을 자아낸다. |
| 2018 | Artist                                             | GOT7                                               | GOT7                                               | GOT7                                               | GOT7                                               | GOT7 | | | |
| 2018 | 앨범 내용                                          | 《Eyes On You》                                    | 《Eyes On You》                                    | 《Eyes On You》                                    | 《Eyes On You》                                    | 《Eyes On You》 | | | |
| 2018 | 발매일                                             | 2018.03.12                                         | 2018.03.12                                         | 2018.03.12                                         | 2018.03.12                                         | 2018.03.12 | | | |
| 2018 | 〈Look〉                                           | 〈Look〉                                           | 〈Look〉                                           | 〈Look〉                                           | 〈Look〉                                           | - 〈Look〉 은 GOT7 멤버 7인의 음색에 맞추어 다채로운 편곡적 변화를 시도한 팝 사운드 기반의 하우스 트랙이다. '흔들리는 그대를 사랑이 가득 찬 눈빛으로 위로한다'는 가사의 순정적 감성에 GOT7의 매력을 녹여낸 것이 특징이다. 특히 GOT7의 ‘Look’은 힘찬 퍼포먼스 흐름에 밝은 사운드가 조화를 이뤄 음악의 듣는 재미와 보는 재미를 한꺼번에 충족시킨다. - 리더 JAY B(Def.)는 앨범 《7 for 7》의 타이틀곡 〈You Are〉를 작사, 작곡해 남다른 음악적 역량을 과시했는데 이번 타이틀곡 〈Look〉 의 작사, 작곡을 맡아 기세를 이어가며 싱어송라이터의 입지를 더욱 확고히 했다. - JAY B(Def.)는 항상 곡 작업하면서 GOT7한테 어울리는 곡이 뭘까?라는 고민을 해왔었다. 그래서 항상 앨범 준비할 때마다 GOT7한테 어울릴 만한 데모 곡들을 하나씩 끼워서 같이 보냈었는데 이전 앨범 《7 for 7》의 커플링 곡 〈Teenager〉를 하면서 멤버들이 곡과 안무도 너무 잘 나와서 시너지가 너무 좋았던 곡 〈Teenager〉 콘셉트로 가자는 의견이 많았고 GOT7이 회사에 전적으로 표현을 많이 해서 타이틀곡 〈LOOK〉이 나오게 됐다. GOT7이 최근 앨범들에서는 분위기 있거나 강한 노래들을 많이 했었는데 팝 기반의 하우스 음악을 하는 것도 조금 새로운 도전이었고 노래에서도 트렌디한 멜로디들을 섞어서 더 쓴 신나는 곡으로 갓세븐스럽다는 곡을 하는 게 오랜만인 것 같아서 그것조차도 새롭다고 생각한 신나는 곡. | - 〈Look〉 은 GOT7 멤버 7인의 음색에 맞추어 다채로운 편곡적 변화를 시도한 팝 사운드 기반의 하우스 트랙이다. '흔들리는 그대를 사랑이 가득 찬 눈빛으로 위로한다'는 가사의 순정적 감성에 GOT7의 매력을 녹여낸 것이 특징이다. 특히 GOT7의 ‘Look’은 힘찬 퍼포먼스 흐름에 밝은 사운드가 조화를 이뤄 음악의 듣는 재미와 보는 재미를 한꺼번에 충족시킨다. - 리더 JAY B(Def.)는 앨범 《7 for 7》의 타이틀곡 〈You Are〉를 작사, 작곡해 남다른 음악적 역량을 과시했는데 이번 타이틀곡 〈Look〉 의 작사, 작곡을 맡아 기세를 이어가며 싱어송라이터의 입지를 더욱 확고히 했다. - JAY B(Def.)는 항상 곡 작업하면서 GOT7한테 어울리는 곡이 뭘까?라는 고민을 해왔었다. 그래서 항상 앨범 준비할 때마다 GOT7한테 어울릴 만한 데모 곡들을 하나씩 끼워서 같이 보냈었는데 이전 앨범 《7 for 7》의 커플링 곡 〈Teenager〉를 하면서 멤버들이 곡과 안무도 너무 잘 나와서 시너지가 너무 좋았던 곡 〈Teenager〉 콘셉트로 가자는 의견이 많았고 GOT7이 회사에 전적으로 표현을 많이 해서 타이틀곡 〈LOOK〉이 나오게 됐다. GOT7이 최근 앨범들에서는 분위기 있거나 강한 노래들을 많이 했었는데 팝 기반의 하우스 음악을 하는 것도 조금 새로운 도전이었고 노래에서도 트렌디한 멜로디들을 섞어서 더 쓴 신나는 곡으로 갓세븐스럽다는 곡을 하는 게 오랜만인 것 같아서 그것조차도 새롭다고 생각한 신나는 곡. | - 〈Look〉 은 GOT7 멤버 7인의 음색에 맞추어 다채로운 편곡적 변화를 시도한 팝 사운드 기반의 하우스 트랙이다. '흔들리는 그대를 사랑이 가득 찬 눈빛으로 위로한다'는 가사의 순정적 감성에 GOT7의 매력을 녹여낸 것이 특징이다. 특히 GOT7의 ‘Look’은 힘찬 퍼포먼스 흐름에 밝은 사운드가 조화를 이뤄 음악의 듣는 재미와 보는 재미를 한꺼번에 충족시킨다. - 리더 JAY B(Def.)는 앨범 《7 for 7》의 타이틀곡 〈You Are〉를 작사, 작곡해 남다른 음악적 역량을 과시했는데 이번 타이틀곡 〈Look〉 의 작사, 작곡을 맡아 기세를 이어가며 싱어송라이터의 입지를 더욱 확고히 했다. - JAY B(Def.)는 항상 곡 작업하면서 GOT7한테 어울리는 곡이 뭘까?라는 고민을 해왔었다. 그래서 항상 앨범 준비할 때마다 GOT7한테 어울릴 만한 데모 곡들을 하나씩 끼워서 같이 보냈었는데 이전 앨범 《7 for 7》의 커플링 곡 〈Teenager〉를 하면서 멤버들이 곡과 안무도 너무 잘 나와서 시너지가 너무 좋았던 곡 〈Teenager〉 콘셉트로 가자는 의견이 많았고 GOT7이 회사에 전적으로 표현을 많이 해서 타이틀곡 〈LOOK〉이 나오게 됐다. GOT7이 최근 앨범들에서는 분위기 있거나 강한 노래들을 많이 했었는데 팝 기반의 하우스 음악을 하는 것도 조금 새로운 도전이었고 노래에서도 트렌디한 멜로디들을 섞어서 더 쓴 신나는 곡으로 갓세븐스럽다는 곡을 하는 게 오랜만인 것 같아서 그것조차도 새롭다고 생각한 신나는 곡. | - 〈Look〉 은 GOT7 멤버 7인의 음색에 맞추어 다채로운 편곡적 변화를 시도한 팝 사운드 기반의 하우스 트랙이다. '흔들리는 그대를 사랑이 가득 찬 눈빛으로 위로한다'는 가사의 순정적 감성에 GOT7의 매력을 녹여낸 것이 특징이다. 특히 GOT7의 ‘Look’은 힘찬 퍼포먼스 흐름에 밝은 사운드가 조화를 이뤄 음악의 듣는 재미와 보는 재미를 한꺼번에 충족시킨다. - 리더 JAY B(Def.)는 앨범 《7 for 7》의 타이틀곡 〈You Are〉를 작사, 작곡해 남다른 음악적 역량을 과시했는데 이번 타이틀곡 〈Look〉 의 작사, 작곡을 맡아 기세를 이어가며 싱어송라이터의 입지를 더욱 확고히 했다. - JAY B(Def.)는 항상 곡 작업하면서 GOT7한테 어울리는 곡이 뭘까?라는 고민을 해왔었다. 그래서 항상 앨범 준비할 때마다 GOT7한테 어울릴 만한 데모 곡들을 하나씩 끼워서 같이 보냈었는데 이전 앨범 《7 for 7》의 커플링 곡 〈Teenager〉를 하면서 멤버들이 곡과 안무도 너무 잘 나와서 시너지가 너무 좋았던 곡 〈Teenager〉 콘셉트로 가자는 의견이 많았고 GOT7이 회사에 전적으로 표현을 많이 해서 타이틀곡 〈LOOK〉이 나오게 됐다. GOT7이 최근 앨범들에서는 분위기 있거나 강한 노래들을 많이 했었는데 팝 기반의 하우스 음악을 하는 것도 조금 새로운 도전이었고 노래에서도 트렌디한 멜로디들을 섞어서 더 쓴 신나는 곡으로 갓세븐스럽다는 곡을 하는 게 오랜만인 것 같아서 그것조차도 새롭다고 생각한 신나는 곡. |
| 2018 | 〈너 하나만 (Feat. 효린)〉                         | 〈너 하나만 (Feat. 효린)〉                         | 〈너 하나만 (Feat. 효린)〉                         | 〈너 하나만 (Feat. 효린)〉                         | 〈너 하나만 (Feat. 효린)〉                         | - JAY B가 작사한 곡. 효린이 피처링에 참여했다. 다른 건 모두 필요 없고 오직 한 사람만을 바란다는 간절한 마음을 표현한 가사와 R&B POP 사운드가 만나 세련된 분위기를 자아낸다. JAY B는 곡을 듣자마자 '너 하나만'으로 해야겠다는 생각이 들었다. '너 하나만'이라는 말도 여러 가지가 있는데 '너 하나만 있었으면 좋겠어' 라든지, '너 하나만 돌아와줘' 이런 내용도 있겠지만 '너 하나만'이라는 주제로 심심하지 않게 표현하고 싶었고 JAY B가 느낀 노래 분위기는 헌신적인 표현이 들어가야 될 것 같았다. 그래서 남자가 여자에게 '모든 걸 다 주고 싶어'라는 엄청 표현을 하게끔 쓰고, 여자는 '괜찮다. 어차피 나도 너 하나만 있으면 돼. 나도 너랑 같은 생각이야.' 이런 느낌의 가사를 쓰려고 노력했다. 이 곡 가사 킬링 파트는 '특별한 선물 그런 것들 다 필요 없어' 특별한 선물 그런 것들 다 필요없이 난 오직 너 하나만 있으면 된다는 부분. 간절한 마음이 많이 드러나는 가사 | - JAY B가 작사한 곡. 효린이 피처링에 참여했다. 다른 건 모두 필요 없고 오직 한 사람만을 바란다는 간절한 마음을 표현한 가사와 R&B POP 사운드가 만나 세련된 분위기를 자아낸다. JAY B는 곡을 듣자마자 '너 하나만'으로 해야겠다는 생각이 들었다. '너 하나만'이라는 말도 여러 가지가 있는데 '너 하나만 있었으면 좋겠어' 라든지, '너 하나만 돌아와줘' 이런 내용도 있겠지만 '너 하나만'이라는 주제로 심심하지 않게 표현하고 싶었고 JAY B가 느낀 노래 분위기는 헌신적인 표현이 들어가야 될 것 같았다. 그래서 남자가 여자에게 '모든 걸 다 주고 싶어'라는 엄청 표현을 하게끔 쓰고, 여자는 '괜찮다. 어차피 나도 너 하나만 있으면 돼. 나도 너랑 같은 생각이야.' 이런 느낌의 가사를 쓰려고 노력했다. 이 곡 가사 킬링 파트는 '특별한 선물 그런 것들 다 필요 없어' 특별한 선물 그런 것들 다 필요없이 난 오직 너 하나만 있으면 된다는 부분. 간절한 마음이 많이 드러나는 가사 | - JAY B가 작사한 곡. 효린이 피처링에 참여했다. 다른 건 모두 필요 없고 오직 한 사람만을 바란다는 간절한 마음을 표현한 가사와 R&B POP 사운드가 만나 세련된 분위기를 자아낸다. JAY B는 곡을 듣자마자 '너 하나만'으로 해야겠다는 생각이 들었다. '너 하나만'이라는 말도 여러 가지가 있는데 '너 하나만 있었으면 좋겠어' 라든지, '너 하나만 돌아와줘' 이런 내용도 있겠지만 '너 하나만'이라는 주제로 심심하지 않게 표현하고 싶었고 JAY B가 느낀 노래 분위기는 헌신적인 표현이 들어가야 될 것 같았다. 그래서 남자가 여자에게 '모든 걸 다 주고 싶어'라는 엄청 표현을 하게끔 쓰고, 여자는 '괜찮다. 어차피 나도 너 하나만 있으면 돼. 나도 너랑 같은 생각이야.' 이런 느낌의 가사를 쓰려고 노력했다. 이 곡 가사 킬링 파트는 '특별한 선물 그런 것들 다 필요 없어' 특별한 선물 그런 것들 다 필요없이 난 오직 너 하나만 있으면 된다는 부분. 간절한 마음이 많이 드러나는 가사 | - JAY B가 작사한 곡. 효린이 피처링에 참여했다. 다른 건 모두 필요 없고 오직 한 사람만을 바란다는 간절한 마음을 표현한 가사와 R&B POP 사운드가 만나 세련된 분위기를 자아낸다. JAY B는 곡을 듣자마자 '너 하나만'으로 해야겠다는 생각이 들었다. '너 하나만'이라는 말도 여러 가지가 있는데 '너 하나만 있었으면 좋겠어' 라든지, '너 하나만 돌아와줘' 이런 내용도 있겠지만 '너 하나만'이라는 주제로 심심하지 않게 표현하고 싶었고 JAY B가 느낀 노래 분위기는 헌신적인 표현이 들어가야 될 것 같았다. 그래서 남자가 여자에게 '모든 걸 다 주고 싶어'라는 엄청 표현을 하게끔 쓰고, 여자는 '괜찮다. 어차피 나도 너 하나만 있으면 돼. 나도 너랑 같은 생각이야.' 이런 느낌의 가사를 쓰려고 노력했다. 이 곡 가사 킬링 파트는 '특별한 선물 그런 것들 다 필요 없어' 특별한 선물 그런 것들 다 필요없이 난 오직 너 하나만 있으면 된다는 부분. 간절한 마음이 많이 드러나는 가사 |
| 2017 | Artist                                             | GOT7                                               | GOT7                                               | GOT7                                               | GOT7                                               | GOT7 | | | |
| 2017 | 앨범 내용                                          | 《7 for 7》                                        | 《7 for 7》                                        | 《7 for 7》                                        | 《7 for 7》                                        | 《7 for 7》 | | | |
| 2017 | 발매일                                             | 2017.10.10                                         | 2017.10.10                                         | 2017.10.10                                         | 2017.10.10                                         | 2017.10.10 | | | |
| 2017 | 〈You Are〉                                        | 〈You Are〉                                        | 〈You Are〉                                        | 〈You Are〉                                        | 〈You Are〉                                        | - JAY B가 작사, 작곡에 참여한 곡. 퓨처 사운드가 가미된 컨템포러리 팝 곡으로, 힘들고 지칠 때 바라본 하늘처럼 너라는 존재가 나의 길이 되어주길 바란다는 희망찬 의미를 담았다. 'You Are'의 'You'는 듣는 이에 따라 그 대상을 폭넓게 포용하는 단어로 곡의 의미를 더욱 풍부하게 한다. - JAY B가 GOT7을 생각했을 때 청량한 게 어울릴 것 같았고 청량하면서도 갓세븐답게 멋지게 청량하고 싶어서 갓세븐을 위해서 열심히 쓴 곡 - 가사에 '하늘'이 많이 나오는데 JAY B가 가사를 쓸 때쯤 예쁜 하늘이 많이 나오는 애니메이션 영화 《너의 이름은.》을 보고 영감을 받았다. 그래서 처음 곡 제목은 'Beautiful Sky'였다. 가사 스토리에 영향을 받은 것 보단 예쁜 하늘과 그 하늘을 바라보는 사람이 주는 느낌이 좋았다. - 가사 내용은 JAY B가 GOT7을 챙겨주고 GOT7에게 힘을 주시는 분들한테 감사의 말씀을 전하고자 쓴 내용으로 '소중한 분들이 있어 내가 존재하는 이유'를 그 대상을 폭넓게 GOT7과 팬분들의 사이가 될 수도 있고, 부모님이 될 수도 있고, 연인이 될 수도 있고 폭 넓고 다양하게 공감되었으면 하는 바람으로 가사를 썼다. | - JAY B가 작사, 작곡에 참여한 곡. 퓨처 사운드가 가미된 컨템포러리 팝 곡으로, 힘들고 지칠 때 바라본 하늘처럼 너라는 존재가 나의 길이 되어주길 바란다는 희망찬 의미를 담았다. 'You Are'의 'You'는 듣는 이에 따라 그 대상을 폭넓게 포용하는 단어로 곡의 의미를 더욱 풍부하게 한다. - JAY B가 GOT7을 생각했을 때 청량한 게 어울릴 것 같았고 청량하면서도 갓세븐답게 멋지게 청량하고 싶어서 갓세븐을 위해서 열심히 쓴 곡 - 가사에 '하늘'이 많이 나오는데 JAY B가 가사를 쓸 때쯤 예쁜 하늘이 많이 나오는 애니메이션 영화 《너의 이름은.》을 보고 영감을 받았다. 그래서 처음 곡 제목은 'Beautiful Sky'였다. 가사 스토리에 영향을 받은 것 보단 예쁜 하늘과 그 하늘을 바라보는 사람이 주는 느낌이 좋았다. - 가사 내용은 JAY B가 GOT7을 챙겨주고 GOT7에게 힘을 주시는 분들한테 감사의 말씀을 전하고자 쓴 내용으로 '소중한 분들이 있어 내가 존재하는 이유'를 그 대상을 폭넓게 GOT7과 팬분들의 사이가 될 수도 있고, 부모님이 될 수도 있고, 연인이 될 수도 있고 폭 넓고 다양하게 공감되었으면 하는 바람으로 가사를 썼다. | - JAY B가 작사, 작곡에 참여한 곡. 퓨처 사운드가 가미된 컨템포러리 팝 곡으로, 힘들고 지칠 때 바라본 하늘처럼 너라는 존재가 나의 길이 되어주길 바란다는 희망찬 의미를 담았다. 'You Are'의 'You'는 듣는 이에 따라 그 대상을 폭넓게 포용하는 단어로 곡의 의미를 더욱 풍부하게 한다. - JAY B가 GOT7을 생각했을 때 청량한 게 어울릴 것 같았고 청량하면서도 갓세븐답게 멋지게 청량하고 싶어서 갓세븐을 위해서 열심히 쓴 곡 - 가사에 '하늘'이 많이 나오는데 JAY B가 가사를 쓸 때쯤 예쁜 하늘이 많이 나오는 애니메이션 영화 《너의 이름은.》을 보고 영감을 받았다. 그래서 처음 곡 제목은 'Beautiful Sky'였다. 가사 스토리에 영향을 받은 것 보단 예쁜 하늘과 그 하늘을 바라보는 사람이 주는 느낌이 좋았다. - 가사 내용은 JAY B가 GOT7을 챙겨주고 GOT7에게 힘을 주시는 분들한테 감사의 말씀을 전하고자 쓴 내용으로 '소중한 분들이 있어 내가 존재하는 이유'를 그 대상을 폭넓게 GOT7과 팬분들의 사이가 될 수도 있고, 부모님이 될 수도 있고, 연인이 될 수도 있고 폭 넓고 다양하게 공감되었으면 하는 바람으로 가사를 썼다. | - JAY B가 작사, 작곡에 참여한 곡. 퓨처 사운드가 가미된 컨템포러리 팝 곡으로, 힘들고 지칠 때 바라본 하늘처럼 너라는 존재가 나의 길이 되어주길 바란다는 희망찬 의미를 담았다. 'You Are'의 'You'는 듣는 이에 따라 그 대상을 폭넓게 포용하는 단어로 곡의 의미를 더욱 풍부하게 한다. - JAY B가 GOT7을 생각했을 때 청량한 게 어울릴 것 같았고 청량하면서도 갓세븐답게 멋지게 청량하고 싶어서 갓세븐을 위해서 열심히 쓴 곡 - 가사에 '하늘'이 많이 나오는데 JAY B가 가사를 쓸 때쯤 예쁜 하늘이 많이 나오는 애니메이션 영화 《너의 이름은.》을 보고 영감을 받았다. 그래서 처음 곡 제목은 'Beautiful Sky'였다. 가사 스토리에 영향을 받은 것 보단 예쁜 하늘과 그 하늘을 바라보는 사람이 주는 느낌이 좋았다. - 가사 내용은 JAY B가 GOT7을 챙겨주고 GOT7에게 힘을 주시는 분들한테 감사의 말씀을 전하고자 쓴 내용으로 '소중한 분들이 있어 내가 존재하는 이유'를 그 대상을 폭넓게 GOT7과 팬분들의 사이가 될 수도 있고, 부모님이 될 수도 있고, 연인이 될 수도 있고 폭 넓고 다양하게 공감되었으면 하는 바람으로 가사를 썼다. |
| 2017 | 〈Teenager〉                                       | 〈Teenager〉                                       | 〈Teenager〉                                       | 〈Teenager〉                                       | 〈Teenager〉                                       | - JAY B가 작사, 작곡에 참여한 곡. 청춘과 상관없이 처음 사람을 좋아하거나 누군가에게 호감을 가졌을 때 떨리는 이런 감정이 10대 같다는 생각이 들어서 그런 얘기로 쓴 곡. JAY B가 색다른 분위기의 곡을 만들고 싶어서 후렴 부분에 래퍼들이 랩을 하면 더 멋질 것 다고 생각해서 그렇게 곡을 만들었다. 안무도 너무 잘 나와서 시너지가 너무 좋았던 곡. 신스 패드와 플러크 중심의 퓨처 베이스 스타일의 곡. | - JAY B가 작사, 작곡에 참여한 곡. 청춘과 상관없이 처음 사람을 좋아하거나 누군가에게 호감을 가졌을 때 떨리는 이런 감정이 10대 같다는 생각이 들어서 그런 얘기로 쓴 곡. JAY B가 색다른 분위기의 곡을 만들고 싶어서 후렴 부분에 래퍼들이 랩을 하면 더 멋질 것 다고 생각해서 그렇게 곡을 만들었다. 안무도 너무 잘 나와서 시너지가 너무 좋았던 곡. 신스 패드와 플러크 중심의 퓨처 베이스 스타일의 곡. | - JAY B가 작사, 작곡에 참여한 곡. 청춘과 상관없이 처음 사람을 좋아하거나 누군가에게 호감을 가졌을 때 떨리는 이런 감정이 10대 같다는 생각이 들어서 그런 얘기로 쓴 곡. JAY B가 색다른 분위기의 곡을 만들고 싶어서 후렴 부분에 래퍼들이 랩을 하면 더 멋질 것 다고 생각해서 그렇게 곡을 만들었다. 안무도 너무 잘 나와서 시너지가 너무 좋았던 곡. 신스 패드와 플러크 중심의 퓨처 베이스 스타일의 곡. | - JAY B가 작사, 작곡에 참여한 곡. 청춘과 상관없이 처음 사람을 좋아하거나 누군가에게 호감을 가졌을 때 떨리는 이런 감정이 10대 같다는 생각이 들어서 그런 얘기로 쓴 곡. JAY B가 색다른 분위기의 곡을 만들고 싶어서 후렴 부분에 래퍼들이 랩을 하면 더 멋질 것 다고 생각해서 그렇게 곡을 만들었다. 안무도 너무 잘 나와서 시너지가 너무 좋았던 곡. 신스 패드와 플러크 중심의 퓨처 베이스 스타일의 곡. |
| 2017 | Artist                                             | GOT7                                               | GOT7                                               | GOT7                                               | GOT7                                               | GOT7 | | | |
| 2017 | 앨범 내용                                          | 《FLIGHT LOG : ARRIVAL》                           | 《FLIGHT LOG : ARRIVAL》                           | 《FLIGHT LOG : ARRIVAL》                           | 《FLIGHT LOG : ARRIVAL》                           | 《FLIGHT LOG : ARRIVAL》 | | | |
| 2017 | 발매일                                             | 2017.03.13                                         | 2017.03.13                                         | 2017.03.13                                         | 2017.03.13                                         | 2017.03.13 | | | |
| 2017 | 〈Shopping Mall〉                                  | 〈Shopping Mall〉                                  | 〈Shopping Mall〉                                  | 〈Shopping Mall〉                                  | 〈Shopping Mall〉                                  | - 잭슨이 작곡 / 잭슨・JAY B・마크 (Mark Tuan)・뱀뱀이 작사에 참여한 곡. 사랑하는 사람을 떠올리면 마치 쇼핑몰에 입장할 때처럼 설렘이 느껴진다는 위트있는 가사가 인상적인 노래. 어반 스타일이 가미된 일렉트로 힙합 장르의 곡으로, 청량한 멜로디 라인과 세련된 그루브가 어깨를 들썩이게 만든다. | - 잭슨이 작곡 / 잭슨・JAY B・마크 (Mark Tuan)・뱀뱀이 작사에 참여한 곡. 사랑하는 사람을 떠올리면 마치 쇼핑몰에 입장할 때처럼 설렘이 느껴진다는 위트있는 가사가 인상적인 노래. 어반 스타일이 가미된 일렉트로 힙합 장르의 곡으로, 청량한 멜로디 라인과 세련된 그루브가 어깨를 들썩이게 만든다. | - 잭슨이 작곡 / 잭슨・JAY B・마크 (Mark Tuan)・뱀뱀이 작사에 참여한 곡. 사랑하는 사람을 떠올리면 마치 쇼핑몰에 입장할 때처럼 설렘이 느껴진다는 위트있는 가사가 인상적인 노래. 어반 스타일이 가미된 일렉트로 힙합 장르의 곡으로, 청량한 멜로디 라인과 세련된 그루브가 어깨를 들썩이게 만든다. | - 잭슨이 작곡 / 잭슨・JAY B・마크 (Mark Tuan)・뱀뱀이 작사에 참여한 곡. 사랑하는 사람을 떠올리면 마치 쇼핑몰에 입장할 때처럼 설렘이 느껴진다는 위트있는 가사가 인상적인 노래. 어반 스타일이 가미된 일렉트로 힙합 장르의 곡으로, 청량한 멜로디 라인과 세련된 그루브가 어깨를 들썩이게 만든다. |
| 2017 | 〈Go Higher〉                                      | 〈Go Higher〉                                      | 〈Go Higher〉                                      | 〈Go Higher〉                                      | 〈Go Higher〉                                      | - JAY B・마크 (Mark Tuan)・뱀뱀・잭슨 작사, JAY B가 작곡에 참여한 곡. 트랩 힙합(Trap Hiphop)을 기반으로 하는 일렉트로닉 사운드가 흥을 돋운다. 마지막 땀 한 방울까지 털어 조금 더 높은 곳으로 올라가고자 하는 열망과 에너지를 느낄 수 있다. 무대에서 폭발하는 'GOT7'의 에너지를 고스란히 담고 있는 노래다. | - JAY B・마크 (Mark Tuan)・뱀뱀・잭슨 작사, JAY B가 작곡에 참여한 곡. 트랩 힙합(Trap Hiphop)을 기반으로 하는 일렉트로닉 사운드가 흥을 돋운다. 마지막 땀 한 방울까지 털어 조금 더 높은 곳으로 올라가고자 하는 열망과 에너지를 느낄 수 있다. 무대에서 폭발하는 'GOT7'의 에너지를 고스란히 담고 있는 노래다. | - JAY B・마크 (Mark Tuan)・뱀뱀・잭슨 작사, JAY B가 작곡에 참여한 곡. 트랩 힙합(Trap Hiphop)을 기반으로 하는 일렉트로닉 사운드가 흥을 돋운다. 마지막 땀 한 방울까지 털어 조금 더 높은 곳으로 올라가고자 하는 열망과 에너지를 느낄 수 있다. 무대에서 폭발하는 'GOT7'의 에너지를 고스란히 담고 있는 노래다. | - JAY B・마크 (Mark Tuan)・뱀뱀・잭슨 작사, JAY B가 작곡에 참여한 곡. 트랩 힙합(Trap Hiphop)을 기반으로 하는 일렉트로닉 사운드가 흥을 돋운다. 마지막 땀 한 방울까지 털어 조금 더 높은 곳으로 올라가고자 하는 열망과 에너지를 느낄 수 있다. 무대에서 폭발하는 'GOT7'의 에너지를 고스란히 담고 있는 노래다. |
| 2017 | 〈Q〉                                              | 〈Q〉                                              | 〈Q〉                                              | 〈Q〉                                              | 〈Q〉                                              | - JAY B가 작사, 작곡에 참여한 곡. 'Q'는 JAY B가 아껴왔던 제목과, 소재로 JAY B가 그동안 만들었던 곡들과는 다르게 가사를 먼저 쓰고 곡을 만들었다. 사랑에 빠진 남자의 애타는 마음을 노랫말에 담았다. 사랑을 시작해도 될지 'Q사인'을 보내달라는 귀여우면서도 재치있는 가사가 돋보인다. 미디엄 템포의 달콤한 R&B 곡 | - JAY B가 작사, 작곡에 참여한 곡. 'Q'는 JAY B가 아껴왔던 제목과, 소재로 JAY B가 그동안 만들었던 곡들과는 다르게 가사를 먼저 쓰고 곡을 만들었다. 사랑에 빠진 남자의 애타는 마음을 노랫말에 담았다. 사랑을 시작해도 될지 'Q사인'을 보내달라는 귀여우면서도 재치있는 가사가 돋보인다. 미디엄 템포의 달콤한 R&B 곡 | - JAY B가 작사, 작곡에 참여한 곡. 'Q'는 JAY B가 아껴왔던 제목과, 소재로 JAY B가 그동안 만들었던 곡들과는 다르게 가사를 먼저 쓰고 곡을 만들었다. 사랑에 빠진 남자의 애타는 마음을 노랫말에 담았다. 사랑을 시작해도 될지 'Q사인'을 보내달라는 귀여우면서도 재치있는 가사가 돋보인다. 미디엄 템포의 달콤한 R&B 곡 | - JAY B가 작사, 작곡에 참여한 곡. 'Q'는 JAY B가 아껴왔던 제목과, 소재로 JAY B가 그동안 만들었던 곡들과는 다르게 가사를 먼저 쓰고 곡을 만들었다. 사랑에 빠진 남자의 애타는 마음을 노랫말에 담았다. 사랑을 시작해도 될지 'Q사인'을 보내달라는 귀여우면서도 재치있는 가사가 돋보인다. 미디엄 템포의 달콤한 R&B 곡 |
| 2016 | Artist                                             | GOT7                                               | GOT7                                               | GOT7                                               | GOT7                                               | GOT7 | | | |
| 2016 | 앨범 내용                                          | 《FLIGHT LOG : TURBULENCE》                        | 《FLIGHT LOG : TURBULENCE》                        | 《FLIGHT LOG : TURBULENCE》                        | 《FLIGHT LOG : TURBULENCE》                        | 《FLIGHT LOG : TURBULENCE》 | | | |
| 2016 | 발매일                                             | 2016.09.27                                         | 2016.09.27                                         | 2016.09.27                                         | 2016.09.27                                         | 2016.09.27 | | | |
| 2016 | 〈skyway〉                                         | 〈skyway〉                                         | 〈skyway〉                                         | 〈skyway〉                                         | 〈skyway〉                                         | - JAY B가 작사, 작곡에 참여한 곡. 사랑 고백을 skyway에 비유한 것이 인상적으로, 사랑하는 여자를 위해서 모든걸 바쳐서라도 끝까지 가겠다는 남자의 패기를 느낄 수 있다. 중독성 있고 신나는 EDM 힙합 곡. 원래 다음 앨범 《FLIGHT LOG : ARRIVAL》의 타이틀곡이 될 뻔 했던 곡이다. | - JAY B가 작사, 작곡에 참여한 곡. 사랑 고백을 skyway에 비유한 것이 인상적으로, 사랑하는 여자를 위해서 모든걸 바쳐서라도 끝까지 가겠다는 남자의 패기를 느낄 수 있다. 중독성 있고 신나는 EDM 힙합 곡. 원래 다음 앨범 《FLIGHT LOG : ARRIVAL》의 타이틀곡이 될 뻔 했던 곡이다. | - JAY B가 작사, 작곡에 참여한 곡. 사랑 고백을 skyway에 비유한 것이 인상적으로, 사랑하는 여자를 위해서 모든걸 바쳐서라도 끝까지 가겠다는 남자의 패기를 느낄 수 있다. 중독성 있고 신나는 EDM 힙합 곡. 원래 다음 앨범 《FLIGHT LOG : ARRIVAL》의 타이틀곡이 될 뻔 했던 곡이다. | - JAY B가 작사, 작곡에 참여한 곡. 사랑 고백을 skyway에 비유한 것이 인상적으로, 사랑하는 여자를 위해서 모든걸 바쳐서라도 끝까지 가겠다는 남자의 패기를 느낄 수 있다. 중독성 있고 신나는 EDM 힙합 곡. 원래 다음 앨범 《FLIGHT LOG : ARRIVAL》의 타이틀곡이 될 뻔 했던 곡이다. |
| 2016 | 〈Prove It〉                                       | 〈Prove It〉                                       | 〈Prove It〉                                       | 〈Prove It〉                                       | 〈Prove It〉                                       | - JAY B가 작사, 작곡에 참여한 곡. 관심 있는 이성과 가까워지고 싶은 마음, 서로를 좀 더 알아갔으면 하는 바람을 담았다. 몽환적이고 딥한 느낌의 R&B곡 | - JAY B가 작사, 작곡에 참여한 곡. 관심 있는 이성과 가까워지고 싶은 마음, 서로를 좀 더 알아갔으면 하는 바람을 담았다. 몽환적이고 딥한 느낌의 R&B곡 | - JAY B가 작사, 작곡에 참여한 곡. 관심 있는 이성과 가까워지고 싶은 마음, 서로를 좀 더 알아갔으면 하는 바람을 담았다. 몽환적이고 딥한 느낌의 R&B곡 | - JAY B가 작사, 작곡에 참여한 곡. 관심 있는 이성과 가까워지고 싶은 마음, 서로를 좀 더 알아갔으면 하는 바람을 담았다. 몽환적이고 딥한 느낌의 R&B곡 |
| 2016 | 〈니꿈꿔〉                                         | 〈니꿈꿔〉                                         | 〈니꿈꿔〉                                         | 〈니꿈꿔〉                                         | 〈니꿈꿔〉                                         | - JAY B・뱀뱀이 작사, JAY B가 작곡에 참여한 곡. 미디엄 템포의 힙합 넘버. 바쁜 일상 속에 지친 채 집에 들어와 잠이 드는 순간에도 연인의 꿈을 꾸고 사랑하는 사람을 항상 생각한다는 내용의 달콤한 곡이다. | - JAY B・뱀뱀이 작사, JAY B가 작곡에 참여한 곡. 미디엄 템포의 힙합 넘버. 바쁜 일상 속에 지친 채 집에 들어와 잠이 드는 순간에도 연인의 꿈을 꾸고 사랑하는 사람을 항상 생각한다는 내용의 달콤한 곡이다. | - JAY B・뱀뱀이 작사, JAY B가 작곡에 참여한 곡. 미디엄 템포의 힙합 넘버. 바쁜 일상 속에 지친 채 집에 들어와 잠이 드는 순간에도 연인의 꿈을 꾸고 사랑하는 사람을 항상 생각한다는 내용의 달콤한 곡이다. | - JAY B・뱀뱀이 작사, JAY B가 작곡에 참여한 곡. 미디엄 템포의 힙합 넘버. 바쁜 일상 속에 지친 채 집에 들어와 잠이 드는 순간에도 연인의 꿈을 꾸고 사랑하는 사람을 항상 생각한다는 내용의 달콤한 곡이다. |
| 2016 | Artist                                             | GOT7                                               | GOT7                                               | GOT7                                               | GOT7                                               | GOT7 | | | |
| 2016 | 앨범 내용                                          | 《FLIGHT LOG : DEPARTURE》                         | 《FLIGHT LOG : DEPARTURE》                         | 《FLIGHT LOG : DEPARTURE》                         | 《FLIGHT LOG : DEPARTURE》                         | 《FLIGHT LOG : DEPARTURE》 | | | |
| 2016 | 발매일                                             | 2016.03.21                                         | 2016.03.21                                         | 2016.03.21                                         | 2016.03.21                                         | 2016.03.21 | | | |
| 2016 | 〈FISH〉                                           | 〈FISH〉                                           | 〈FISH〉                                           | 〈FISH〉                                           | 〈FISH〉                                           | - JAY B가 작사, 작곡에 참여한 곡. 여자에게 어장관리를 당하면서도 좋아서 어쩔 줄 모르는 상황을 코믹하게 써낸 가사, 힙합 트랙과 익살스럽고 따라 부르기 쉬운 후렴구가 매력적인 곡이다. | - JAY B가 작사, 작곡에 참여한 곡. 여자에게 어장관리를 당하면서도 좋아서 어쩔 줄 모르는 상황을 코믹하게 써낸 가사, 힙합 트랙과 익살스럽고 따라 부르기 쉬운 후렴구가 매력적인 곡이다. | - JAY B가 작사, 작곡에 참여한 곡. 여자에게 어장관리를 당하면서도 좋아서 어쩔 줄 모르는 상황을 코믹하게 써낸 가사, 힙합 트랙과 익살스럽고 따라 부르기 쉬운 후렴구가 매력적인 곡이다. | - JAY B가 작사, 작곡에 참여한 곡. 여자에게 어장관리를 당하면서도 좋아서 어쩔 줄 모르는 상황을 코믹하게 써낸 가사, 힙합 트랙과 익살스럽고 따라 부르기 쉬운 후렴구가 매력적인 곡이다. |
| 2016 | 〈Something Good〉                                 | 〈Something Good〉                                 | 〈Something Good〉                                 | 〈Something Good〉                                 | 〈Something Good〉                                 | - 작사 JAY B, 랩 메이킹 JAY B・뱀뱀, 작곡 JAY B 참여. JAY B가 좋아하는 여자와 까페에서 서로 바라보고 있는 상황을 상상하면서 노래를 썼던 곡. 한 여자를 향한 낙천적이고 희망적인 고백을 담은 곡으로, 'GOT7' 멤버들의 달콤하고 담백한 보이스가 귓가를 즐겁게 한다. 또한, GOT7의 I GOT7 (아가새)에 대한 팬송. | - 작사 JAY B, 랩 메이킹 JAY B・뱀뱀, 작곡 JAY B 참여. JAY B가 좋아하는 여자와 까페에서 서로 바라보고 있는 상황을 상상하면서 노래를 썼던 곡. 한 여자를 향한 낙천적이고 희망적인 고백을 담은 곡으로, 'GOT7' 멤버들의 달콤하고 담백한 보이스가 귓가를 즐겁게 한다. 또한, GOT7의 I GOT7 (아가새)에 대한 팬송. | - 작사 JAY B, 랩 메이킹 JAY B・뱀뱀, 작곡 JAY B 참여. JAY B가 좋아하는 여자와 까페에서 서로 바라보고 있는 상황을 상상하면서 노래를 썼던 곡. 한 여자를 향한 낙천적이고 희망적인 고백을 담은 곡으로, 'GOT7' 멤버들의 달콤하고 담백한 보이스가 귓가를 즐겁게 한다. 또한, GOT7의 I GOT7 (아가새)에 대한 팬송. | - 작사 JAY B, 랩 메이킹 JAY B・뱀뱀, 작곡 JAY B 참여. JAY B가 좋아하는 여자와 까페에서 서로 바라보고 있는 상황을 상상하면서 노래를 썼던 곡. 한 여자를 향한 낙천적이고 희망적인 고백을 담은 곡으로, 'GOT7' 멤버들의 달콤하고 담백한 보이스가 귓가를 즐겁게 한다. 또한, GOT7의 I GOT7 (아가새)에 대한 팬송. |
| 2016 | 〈HOME RUN〉                                       | 〈HOME RUN〉                                       | 〈HOME RUN〉                                       | 〈HOME RUN〉                                       | 〈HOME RUN〉                                       | - JAY B가 작사, 작곡에 참여한 곡. JAY B가 GOT7을 생각하면서 쓴 귀엽고 밝은 곡. 레트로 힙합 감성의 드라이브감 넘치는 편곡과 팝적이고 쉬운 멜로디가 중독성 만점인 노래다. 긴장감 넘치는 '썸'의 느낌을 야구 경기에 비유한 가사가 인상적이며, 멤버들의 감미로운 노래와 퍼포먼스가 곡의 청량감을 더했다. | - JAY B가 작사, 작곡에 참여한 곡. JAY B가 GOT7을 생각하면서 쓴 귀엽고 밝은 곡. 레트로 힙합 감성의 드라이브감 넘치는 편곡과 팝적이고 쉬운 멜로디가 중독성 만점인 노래다. 긴장감 넘치는 '썸'의 느낌을 야구 경기에 비유한 가사가 인상적이며, 멤버들의 감미로운 노래와 퍼포먼스가 곡의 청량감을 더했다. | - JAY B가 작사, 작곡에 참여한 곡. JAY B가 GOT7을 생각하면서 쓴 귀엽고 밝은 곡. 레트로 힙합 감성의 드라이브감 넘치는 편곡과 팝적이고 쉬운 멜로디가 중독성 만점인 노래다. 긴장감 넘치는 '썸'의 느낌을 야구 경기에 비유한 가사가 인상적이며, 멤버들의 감미로운 노래와 퍼포먼스가 곡의 청량감을 더했다. | - JAY B가 작사, 작곡에 참여한 곡. JAY B가 GOT7을 생각하면서 쓴 귀엽고 밝은 곡. 레트로 힙합 감성의 드라이브감 넘치는 편곡과 팝적이고 쉬운 멜로디가 중독성 만점인 노래다. 긴장감 넘치는 '썸'의 느낌을 야구 경기에 비유한 가사가 인상적이며, 멤버들의 감미로운 노래와 퍼포먼스가 곡의 청량감을 더했다. |
| 2015 | Artist                                             | GOT7                                               | GOT7                                               | GOT7                                               | GOT7                                               | GOT7 | | | |
| 2015 | 앨범 내용                                          | 《MAD Winter Edition》                             | 《MAD Winter Edition》                             | 《MAD Winter Edition》                             | 《MAD Winter Edition》                             | 《MAD Winter Edition》 | | | |
| 2015 | 발매일                                             | 2015.11.23                                         | 2015.11.23                                         | 2015.11.23                                         | 2015.11.23                                         | 2015.11.23 | | | |
| 2015 | 〈매일〉                                           | 〈매일〉                                           | 〈매일〉                                           | 〈매일〉                                           | 〈매일〉                                           | - JAY B가 작사, 작곡. 뱀뱀이 랩 메이킹에 참여한 곡. 겨울 추위를 녹여줄 만큼 감미롭고 따뜻한 멜로디가 인상적인 곡이다. JAY B는 직접 써내려간 가사를 통해 GOT7을 아껴주는 모든 사람들에게 감사의 마음을 전했다. | - JAY B가 작사, 작곡. 뱀뱀이 랩 메이킹에 참여한 곡. 겨울 추위를 녹여줄 만큼 감미롭고 따뜻한 멜로디가 인상적인 곡이다. JAY B는 직접 써내려간 가사를 통해 GOT7을 아껴주는 모든 사람들에게 감사의 마음을 전했다. | - JAY B가 작사, 작곡. 뱀뱀이 랩 메이킹에 참여한 곡. 겨울 추위를 녹여줄 만큼 감미롭고 따뜻한 멜로디가 인상적인 곡이다. JAY B는 직접 써내려간 가사를 통해 GOT7을 아껴주는 모든 사람들에게 감사의 마음을 전했다. | - JAY B가 작사, 작곡. 뱀뱀이 랩 메이킹에 참여한 곡. 겨울 추위를 녹여줄 만큼 감미롭고 따뜻한 멜로디가 인상적인 곡이다. JAY B는 직접 써내려간 가사를 통해 GOT7을 아껴주는 모든 사람들에게 감사의 마음을 전했다. |
| 2015 | Artist                                             | GOT7                                               | GOT7                                               | GOT7                                               | GOT7                                               | GOT7 | | | |
| 2015 | 앨범 내용                                          | 《Just Right》                                     | 《Just Right》                                     | 《Just Right》                                     | 《Just Right》                                     | 《Just Right》 | | | |
| 2015 | 발매일                                             | 2015.07.13                                         | 2015.07.13                                         | 2015.07.13                                         | 2015.07.13                                         | 2015.07.13 | | | |
| 2015 | 〈Mine〉                                           | 〈Mine〉                                           | 〈Mine〉                                           | 〈Mine〉                                           | 〈Mine〉                                           | - GOT7의 힙합 카리스마를 보여줄 수 있는 곡으로 맛깔 나는 랩과 가창력을 엿 볼 수 있는 곡. JAY B가 랩 메이킹에 참여했다. | - GOT7의 힙합 카리스마를 보여줄 수 있는 곡으로 맛깔 나는 랩과 가창력을 엿 볼 수 있는 곡. JAY B가 랩 메이킹에 참여했다. | - GOT7의 힙합 카리스마를 보여줄 수 있는 곡으로 맛깔 나는 랩과 가창력을 엿 볼 수 있는 곡. JAY B가 랩 메이킹에 참여했다. | - GOT7의 힙합 카리스마를 보여줄 수 있는 곡으로 맛깔 나는 랩과 가창력을 엿 볼 수 있는 곡. JAY B가 랩 메이킹에 참여했다. |
| 2014 | Artist                                             | GOT7                                               | GOT7                                               | GOT7                                               | GOT7                                               | GOT7 | | | |
| 2014 | 앨범 내용                                          | 《GOT♡》                                           | 《GOT♡》                                           | 《GOT♡》                                           | 《GOT♡》                                           | 《GOT♡》 | | | |
| 2014 | 발매일                                             | 2014.06.23                                         | 2014.06.23                                         | 2014.06.23                                         | 2014.06.23                                         | 2014.06.23 | | | |
| 2014 | 〈나쁜 짓〉                                        | 〈나쁜 짓〉                                        | 〈나쁜 짓〉                                        | 〈나쁜 짓〉                                        | 〈나쁜 짓〉                                        | - Unban R&B곡으로 당당한 말투로 상대방에게 고백을 유도하는 곡. GOT7 리더 JAY B가 작사한 당당하면서도 상대방에 고백을 유도하는 가사가 매력적이다. | - Unban R&B곡으로 당당한 말투로 상대방에게 고백을 유도하는 곡. GOT7 리더 JAY B가 작사한 당당하면서도 상대방에 고백을 유도하는 가사가 매력적이다. | - Unban R&B곡으로 당당한 말투로 상대방에게 고백을 유도하는 곡. GOT7 리더 JAY B가 작사한 당당하면서도 상대방에 고백을 유도하는 가사가 매력적이다. | - Unban R&B곡으로 당당한 말투로 상대방에게 고백을 유도하는 곡. GOT7 리더 JAY B가 작사한 당당하면서도 상대방에 고백을 유도하는 가사가 매력적이다. |

###### 일본
| 2019 | Artist                        | GOT7                                  | GOT7                                  | GOT7                                  | GOT7                                  | GOT7 | | | |
| 2019 | 앨범명                        | 《LOVE LOOP》                         | 《LOVE LOOP》                         | 《LOVE LOOP》                         | 《LOVE LOOP》                         | 《LOVE LOOP》 | | | |
| 2019 | 발매일                        | 2019.07.31                            | 2019.07.31                            | 2019.07.31                            | 2019.07.31                            | 2019.07.31 | | | |
| 2019 | 〈YOUR SPACE〉                | 〈YOUR SPACE〉                        | 〈YOUR SPACE〉                        | 〈YOUR SPACE〉                        | 〈YOUR SPACE〉                        | - JAY B가 작사・작곡에 참여한 곡으로 '너의 우주에 나를 데려가 달라'는 가사 내용 | - JAY B가 작사・작곡에 참여한 곡으로 '너의 우주에 나를 데려가 달라'는 가사 내용 | - JAY B가 작사・작곡에 참여한 곡으로 '너의 우주에 나를 데려가 달라'는 가사 내용 | - JAY B가 작사・작곡에 참여한 곡으로 '너의 우주에 나를 데려가 달라'는 가사 내용 |
| 2019 | Artist                        | GOT7                                  | GOT7                                  | GOT7                                  | GOT7                                  | GOT7 | | | |
| 2019 | 앨범명                        | 《I WON'T LET YOU GO (JAY B & 영재)》 | 《I WON'T LET YOU GO (JAY B & 영재)》 | 《I WON'T LET YOU GO (JAY B & 영재)》 | 《I WON'T LET YOU GO (JAY B & 영재)》 | 《I WON'T LET YOU GO (JAY B & 영재)》 | | | |
| 2019 | 발매일                        | 2019.01.30                            | 2019.01.30                            | 2019.01.30                            | 2019.01.30                            | 2019.01.30 | | | |
| 2019 | 〈REBORN〉 - JAY B, 영재      | 〈REBORN〉 - JAY B, 영재              | 〈REBORN〉 - JAY B, 영재              | 〈REBORN〉 - JAY B, 영재              | 〈REBORN〉 - JAY B, 영재              | - JAY B와 영재가 작사・작곡에 참여한 유닛곡. - 〈REBORN : 다시 태어나다〉 혼자 걸어가는 자신만의 싸움을 얘기하는 곡. 살아가다 보면 누구나 고민하고 겪는 삶에 대한 고민의 아픔, 우울, 슬픔을 견디고 이겨낸다는 게 쉬운 일이 아닌데 JAY B와 영재의 〈REBORN〉가 듣는 분들의 마음을 대변해서 아픔, 우울, 슬픔을 다 가져갈 수 있는 노래가 되길 바라는 마음으로 쓴 곡. 노래는 JAY B의 작업실에 영재를 불러서 작업하고, JAY B가 마무리로 영재가 가사 쓴 거 수정하고, 영재가 멜로디 쓴 부분, JAY B가 멜로디 쓴 부분을 다듬어서 가이드를 만들어서 들어보고, 힘빠진 느낌의 비 맞고 축쳐져 있는 아이처럼 불렀다. 브릿지 부분만 유일하게 조금 밝게 부르고, 코러스 부분은 약간 화내면서 부르는 느낌으로 불렀다. | - JAY B와 영재가 작사・작곡에 참여한 유닛곡. - 〈REBORN : 다시 태어나다〉 혼자 걸어가는 자신만의 싸움을 얘기하는 곡. 살아가다 보면 누구나 고민하고 겪는 삶에 대한 고민의 아픔, 우울, 슬픔을 견디고 이겨낸다는 게 쉬운 일이 아닌데 JAY B와 영재의 〈REBORN〉가 듣는 분들의 마음을 대변해서 아픔, 우울, 슬픔을 다 가져갈 수 있는 노래가 되길 바라는 마음으로 쓴 곡. 노래는 JAY B의 작업실에 영재를 불러서 작업하고, JAY B가 마무리로 영재가 가사 쓴 거 수정하고, 영재가 멜로디 쓴 부분, JAY B가 멜로디 쓴 부분을 다듬어서 가이드를 만들어서 들어보고, 힘빠진 느낌의 비 맞고 축쳐져 있는 아이처럼 불렀다. 브릿지 부분만 유일하게 조금 밝게 부르고, 코러스 부분은 약간 화내면서 부르는 느낌으로 불렀다. | - JAY B와 영재가 작사・작곡에 참여한 유닛곡. - 〈REBORN : 다시 태어나다〉 혼자 걸어가는 자신만의 싸움을 얘기하는 곡. 살아가다 보면 누구나 고민하고 겪는 삶에 대한 고민의 아픔, 우울, 슬픔을 견디고 이겨낸다는 게 쉬운 일이 아닌데 JAY B와 영재의 〈REBORN〉가 듣는 분들의 마음을 대변해서 아픔, 우울, 슬픔을 다 가져갈 수 있는 노래가 되길 바라는 마음으로 쓴 곡. 노래는 JAY B의 작업실에 영재를 불러서 작업하고, JAY B가 마무리로 영재가 가사 쓴 거 수정하고, 영재가 멜로디 쓴 부분, JAY B가 멜로디 쓴 부분을 다듬어서 가이드를 만들어서 들어보고, 힘빠진 느낌의 비 맞고 축쳐져 있는 아이처럼 불렀다. 브릿지 부분만 유일하게 조금 밝게 부르고, 코러스 부분은 약간 화내면서 부르는 느낌으로 불렀다. | - JAY B와 영재가 작사・작곡에 참여한 유닛곡. - 〈REBORN : 다시 태어나다〉 혼자 걸어가는 자신만의 싸움을 얘기하는 곡. 살아가다 보면 누구나 고민하고 겪는 삶에 대한 고민의 아픔, 우울, 슬픔을 견디고 이겨낸다는 게 쉬운 일이 아닌데 JAY B와 영재의 〈REBORN〉가 듣는 분들의 마음을 대변해서 아픔, 우울, 슬픔을 다 가져갈 수 있는 노래가 되길 바라는 마음으로 쓴 곡. 노래는 JAY B의 작업실에 영재를 불러서 작업하고, JAY B가 마무리로 영재가 가사 쓴 거 수정하고, 영재가 멜로디 쓴 부분, JAY B가 멜로디 쓴 부분을 다듬어서 가이드를 만들어서 들어보고, 힘빠진 느낌의 비 맞고 축쳐져 있는 아이처럼 불렀다. 브릿지 부분만 유일하게 조금 밝게 부르고, 코러스 부분은 약간 화내면서 부르는 느낌으로 불렀다. |
| 2018 | Artist                        | GOT7                                  | GOT7                                  | GOT7                                  | GOT7                                  | GOT7 | | | |
| 2018 | 앨범명                        | 《THE New Era》                       | 《THE New Era》                       | 《THE New Era》                       | 《THE New Era》                       | 《THE New Era》 | | | |
| 2018 | 발매일                        | 2018.06.20                            | 2018.06.20                            | 2018.06.20                            | 2018.06.20                            | 2018.06.20 | | | |
| 2018 | 〈SHINING ON YOU〉            | 〈SHINING ON YOU〉                    | 〈SHINING ON YOU〉                    | 〈SHINING ON YOU〉                    | 〈SHINING ON YOU〉                    | - JAY B가 작사・작곡에 참여한 곡으로 여름 분위기를 만끽할 수 있는 밝은 느낌의 노래. | - JAY B가 작사・작곡에 참여한 곡으로 여름 분위기를 만끽할 수 있는 밝은 느낌의 노래. | - JAY B가 작사・작곡에 참여한 곡으로 여름 분위기를 만끽할 수 있는 밝은 느낌의 노래. | - JAY B가 작사・작곡에 참여한 곡으로 여름 분위기를 만끽할 수 있는 밝은 느낌의 노래. |
| 2018 | Artist                        | GOT7                                  | GOT7                                  | GOT7                                  | GOT7                                  | GOT7 | | | |
| 2018 | 앨범명                        | 《THE New Era (JAY B & 영재 & 뱀뱀)》 | 《THE New Era (JAY B & 영재 & 뱀뱀)》 | 《THE New Era (JAY B & 영재 & 뱀뱀)》 | 《THE New Era (JAY B & 영재 & 뱀뱀)》 | 《THE New Era (JAY B & 영재 & 뱀뱀)》 | | | |
| 2018 | 발매일                        | 2018.06.20                            | 2018.06.20                            | 2018.06.20                            | 2018.06.20                            | 2018.06.20 | | | |
| 2018 | 〈HMMMM〉 - JAY B, 영재, 뱀뱀 | 〈HMMMM〉 - JAY B, 영재, 뱀뱀         | 〈HMMMM〉 - JAY B, 영재, 뱀뱀         | 〈HMMMM〉 - JAY B, 영재, 뱀뱀         | 〈HMMMM〉 - JAY B, 영재, 뱀뱀         | - JAY B가 작사・작곡에 참여한 유닛곡. - 생각할 때의 〈HMMMM (흐으음)〉 이란 표현을 주제로 만들어서 '상대방을 굉장히 사랑한다고 얘기하고 싶고, 내 마음을 다 표현하고 싶은데, 내 마음이 어떻게 전달이 될까? '라는 고민을 하면서 빨리 다가가고 싶다는 내용의 밝고 재치 발랄한 곡. 후렴구의 캐치한 멜로디와 JAY B, 영재의 보컬, 뱀뱀의 랩과 세련된 멜로디를 즐길 수 있는 곡 | - JAY B가 작사・작곡에 참여한 유닛곡. - 생각할 때의 〈HMMMM (흐으음)〉 이란 표현을 주제로 만들어서 '상대방을 굉장히 사랑한다고 얘기하고 싶고, 내 마음을 다 표현하고 싶은데, 내 마음이 어떻게 전달이 될까? '라는 고민을 하면서 빨리 다가가고 싶다는 내용의 밝고 재치 발랄한 곡. 후렴구의 캐치한 멜로디와 JAY B, 영재의 보컬, 뱀뱀의 랩과 세련된 멜로디를 즐길 수 있는 곡 | - JAY B가 작사・작곡에 참여한 유닛곡. - 생각할 때의 〈HMMMM (흐으음)〉 이란 표현을 주제로 만들어서 '상대방을 굉장히 사랑한다고 얘기하고 싶고, 내 마음을 다 표현하고 싶은데, 내 마음이 어떻게 전달이 될까? '라는 고민을 하면서 빨리 다가가고 싶다는 내용의 밝고 재치 발랄한 곡. 후렴구의 캐치한 멜로디와 JAY B, 영재의 보컬, 뱀뱀의 랩과 세련된 멜로디를 즐길 수 있는 곡 | - JAY B가 작사・작곡에 참여한 유닛곡. - 생각할 때의 〈HMMMM (흐으음)〉 이란 표현을 주제로 만들어서 '상대방을 굉장히 사랑한다고 얘기하고 싶고, 내 마음을 다 표현하고 싶은데, 내 마음이 어떻게 전달이 될까? '라는 고민을 하면서 빨리 다가가고 싶다는 내용의 밝고 재치 발랄한 곡. 후렴구의 캐치한 멜로디와 JAY B, 영재의 보컬, 뱀뱀의 랩과 세련된 멜로디를 즐길 수 있는 곡 |
| 2017 | Artist                        | GOT7                                  | GOT7                                  | GOT7                                  | GOT7                                  | GOT7 | | | |
| 2017 | 앨범명                        | 《TURN UP》                           | 《TURN UP》                           | 《TURN UP》                           | 《TURN UP》                           | 《TURN UP》 | | | |
| 2017 | 발매일                        | 2017.11.15                            | 2017.11.15                            | 2017.11.15                            | 2017.11.15                            | 2017.11.15 | | | |
| 2017 | 〈TURN UP〉                   | 〈TURN UP〉                           | 〈TURN UP〉                           | 〈TURN UP〉                           | 〈TURN UP〉                           | - JAY B가 작사・작곡에 참여한 타이틀곡으로 자기 자신답게 나아가자는 에너지 넘치는 곡 | - JAY B가 작사・작곡에 참여한 타이틀곡으로 자기 자신답게 나아가자는 에너지 넘치는 곡 | - JAY B가 작사・작곡에 참여한 타이틀곡으로 자기 자신답게 나아가자는 에너지 넘치는 곡 | - JAY B가 작사・작곡에 참여한 타이틀곡으로 자기 자신답게 나아가자는 에너지 넘치는 곡 |
| 2017 | Artist                        | GOT7                                  | GOT7                                  | GOT7                                  | GOT7                                  | GOT7 | | | |
| 2017 | 앨범명                        | 《MY SWAGGER》                        | 《MY SWAGGER》                        | 《MY SWAGGER》                        | 《MY SWAGGER》                        | 《MY SWAGGER》 | | | |
| 2017 | 발매일                        | 2017.05.24                            | 2017.05.24                            | 2017.05.24                            | 2017.05.24                            | 2017.05.24 | | | |
| 2017 | 〈MEET ME〉                   | 〈MEET ME〉                           | 〈MEET ME〉                           | 〈MEET ME〉                           | 〈MEET ME〉                           | - JAY B가 작사・작곡에 참여한 곡으로 퓨쳐사운드와 R&B 요소가 어우러진 곡 | - JAY B가 작사・작곡에 참여한 곡으로 퓨쳐사운드와 R&B 요소가 어우러진 곡 | - JAY B가 작사・작곡에 참여한 곡으로 퓨쳐사운드와 R&B 요소가 어우러진 곡 | - JAY B가 작사・작곡에 참여한 곡으로 퓨쳐사운드와 R&B 요소가 어우러진 곡 |

## 참여 음반

### JAY B

#### 정규
| 연도 | 발매일     | Artist                  | 참여  | 곡명                                                | 비고 | 앨범명                              |
| ---- | ---------- | ----------------------- | ----- | --------------------------------------------------- | --- | ----------------------------------- |
| 2022 | 2022.10.11 | Jomalxne                | JAY B | 〈꺼지라고해 (Feat. JAY B)〉                        | - Composed by Jomalxne, Royal dive, Zayson, Roseinpeace, Def. | 《Sky Walker》                      |
| 2022 | 2022.08.31 | SMMT                    | JAY B | 〈I’ll Be Fine (Feat. JAY B)〉                      | - Lyrics by Def. - Composed by Def., SMMT | 《Mr. Hollywood》                   |
| 2022 | 2022.07.27 | H1GHR MUSIC             | JAY B | 〈BRB〉                                             | - Lyrics by 김하온 (HAON), 식케이 (Sik-K), TRADE L, BIG Naughty (서동현), pH-1, 박현진, 박재범, Def. - Composed by Cha Cha Malone, 그루비룸 (GroovyRoom), 김하온 (HAON), 식케이 (Sik-K), TRADE L, BIG Naughty (서동현), pH-1, 박현진, 박재범, Def. | 《BRB》                             |
| 2022 | 2022.03.18 | BIGONE (빅원)           | JAY B | 〈바람이 나를 안을 때 (Feat. JAY B) (Prod. Nmore)〉 | - Lyrics by BIGONE (빅원), Def. - Composed by BIGONE (빅원), Def., Nmore (PRISMFILTER), 홍훈기 (PRISMFILTER) - Chorus by BIGONE (빅원), Def. | 《바람이 나를 안을 때》             |
| 2021 | 2021.12.15 | JUNNY                   | JAY B | JUNNY, JAY B 〈nostalgia〉                          | - Lyrics by JUNNY, jane, Def. - Composed by JUNNY, Def., no2zcat | 《nostalgia》                       |
| 2021 | 2021.12.15 | 아우릴고트 (OUREALGOAT) | JAY B | 〈생각했어 (Feat. JAY B)〉                          | - Lyrics by OUREALGOAT, Def. - Composed by OUREALGOAT, BOYCOLD, Def. | 《생각했어》                        |
| 2018 | 2018.08.11 | Deepshower              | JAY B | 〈HIGHER (Feat. JAY B)〉                            | - 작사 : Def. - 작곡 : Def., Deepshower | 《COLORS》                          |
| 2017 | 2017.08.30 | 프라이머리              | JAY B | 〈허쉬 (Feat. JAY B Of GOT7)〉                      | | 《Pop》                             |
| 2016 | 2016.11.30 | 백아연                  | JAY B | 〈그냥 한번 (Feat. JAY B Of GOT7)〉                 | | 《그냥 한번 (Feat. JAY B Of GOT7)》 |
| 2014 | 2014.04.13 | 15& (제이미, 백예린)    | JAY B | 〈티가 나나봐〉                                     | - JAY B : '사랑해' 내레이션 - 잭슨 : 'I Miss You' 내레이션 | 《티가 나나봐》                     |

#### OST
| 연도 | 발매일     | Artist             | 참여  | 곡명                                 | 비고                     | 앨범명                              |
| ---- | ---------- | ------------------ | ----- | ------------------------------------ | ------------------------ | ----------------------------------- |
| 2022 | 2022.08.24 | JAY B, 영재        | JAY B | JAY B, 영재 〈Closer〉               |                          | 《굿잡 OST Part 1》                 |
| 2022 | 2022.03.29 | JAY B              | JAY B | JAY B 〈Dive into you〉              |                          | 《크레이지 러브 OST Part.4》        |
| 2019 | 2019.01.18 | JAY B              | JAY B | JAY B 〈Be with you〉                |                          | 《연애하루전 시즌 ZERO OST Part.3》 |
| 2019 | 2019.03.26 | Jus2 (JAY B, 유겸) | JAY B | Jus2 (JAY B, 유겸) 〈TAKE〉          |                          | 《사이코메트리 그녀석 OST Part 1》  |
| 2017 | 2017.10.27 | JAY B, 잭슨        | JAY B | JAY B, 잭슨 〈U & I〉                | - 작사 : earattack, 잭슨 | 《더 패키지 OST Part.4》            |
| 2017 | 2017.10.13 | JAY B, 잭슨        | JAY B | JAY B, 잭슨 〈U & I〉 (Chinese Ver.) | - 작사 : earattack, 잭슨 | 《더 패키지 OST (The Package OST)》 |
| 2015 | 2015.02.17 | JAY B              | JAY B | JAY B 〈Forever Love〉               |                          | 《Dream Knight Special OST》        |
| 2012 | 2012.03.26 | JAY B, 지연        | JAY B | JAY B, 지연 〈Together〉             |                          | 《드림하이 2 OST》                  |
| 2012 | 2012.03.26 | JAY B, 박서준      | JAY B | JAY B, 박서준 〈New Dreaming〉       |                          | 《드림하이 2 OST》                  |

#### 방송
| 연도 | 발매일     | Artist                                          | 참여  | 곡명 | 비고 | 앨범명                          |
| ---- | ---------- | ----------------------------------------------- | ----- | --- | --- | ------------------------------- |
| 2022 | 2022.08.13 | Various Artists                                 | JAY B | Skinny Brown, 김승민, JAY B, BIG Naughty (서동현) 〈풀리지 않는 고민 (3:00 am) (Prod. BIG Naughty (서동현))〉                                       | - 작사 : BIG Naughty (서동현), Skinny Brown, 김승민, Def. - 작곡 : dress, BIG Naughty (서동현), Skinny Brown, 김승민, Def. | 《Listen-Up(리슨업) EP.3》      |
| 2012 | 2012.07.18 | JJ Project (JAY B, 진영) 김세황, 로빈, LIP2SHOT | JAY B | JJ Project (JAY B, 진영) 김세황, 로빈, LIP2SHOT 〈나나나 (MM CHOICE VER.)〉 (원곡 : 유승준 / 원작자 : 김형석) - 작사 : 이승호 - 작곡, 편곡 : 김형석 | - 작사 : Def., 진영, SAN E - 작곡 : 김형석 - 편곡 : 로빈(ROBBIN)                                                           | 《MBC 뮤직 `MM Choice` Part.2》 |

#### 재해석
| 연도 | 발매일     | Artist                            | 참여  | 곡명                                                                         | 비고 | 앨범명                                   |
| ---- | ---------- | --------------------------------- | ----- | ---------------------------------------------------------------------------- | --- | ---------------------------------------- |
| 2022 | 2022.03.11 | James Reid Transparent Arts JAY B | JAY B | James Reid, Transparent Arts, JAY B 〈Hello 2.0 (Legends Only) (feat. ØZI)〉 | - 원곡 : James Reid 〈Hello〉 | 《Hello 2.0 (Legends Only) (feat. ØZI)》 |
| 2021 | 2021.09.17 | H1GHR MUSIC                       | JAY B | JAY B 〈I'm Surfin' (강릉&양양) (Prod. GroovyRoom)〉                         | - 작사 : Def. - 작곡 : GroovyRoom, Def., Bin, Bell - 원곡 : 늴리리야 - 한국 힙합 + 한국 민요 - 한국관광공사 〈Feel the Rhythm of Korea 시즌 2〉 - 참여 힙합 레이블 : AOMG & H1GHR MUSIC - 음반 발매 : H1GHR MUSIC | 《Feel The Rhythm Of Korea Part 1》      |

#### 리믹스
| 연도 | Artist          | 참여  | 비고      | 구분 | 제목 | 비고                                                      | 공급사      |
| ---- | --------------- | ----- | --------- | ---- | --- | --------------------------------------------------------- | ----------- |
| 2021 | Various Artists | JAY B | 보컬 출연 | M/V  | - 〈LOTUS (H1GHR Remix)〉 박재범, PARK HYEON JIN, JMIN, BIG Naughty, pH-1, TRADE L, Woodie Gochild, JAY B | - 원곡 : FORCEPARKBOIS 〈LOTUS〉 (말레이시아의 힙합 그룹) | H1GHR MUSIC |

#### 실황 음반
| 연도 | 발매일     | Artist     | 참여  | 곡명                                                                           | 앨범명                              |
| ---- | ---------- | ---------- | ----- | ------------------------------------------------------------------------------ | ----------------------------------- |
| 2014 | 2014.12.09 | JYP Nation | JAY B | JAY B, 진영, 택연(2PM), 준호(2PM) 〈Bounce〉 - 원곡 : JJ Project (JAY B, 진영) | 《JYP Nation Korea 2014 `One Mic`》 |

#### 컴필레이션

##### H1GHR MUSIC
| 연도 | 발매일     | Artist      | 참여  | 곡명                                                                   | 비고                                               | 앨범명 |
| ---- | ---------- | ----------- | ----- | ---------------------------------------------------------------------- | -------------------------------------------------- | --- |
| 2021 | 2021.09.17 | H1GHR MUSIC | JAY B | JAY B 〈I'm Surfin' (강릉&양양) (Prod. GroovyRoom)〉 - 민요 '늴리리야' | - 작사 : Def. - 작곡 : GroovyRoom, Def., Bin, Bell | 《Feel The Rhythm Of Korea Part 1》 |
| 2021 | 2021.09.17 | H1GHR MUSIC | JAY B | JAY B 〈I'm Surfin' (강릉&양양) (Prod. GroovyRoom)〉 - 민요 '늴리리야' | - 작사 : Def. - 작곡 : GroovyRoom, Def., Bin, Bell | - 한국 힙합 + 한국 민요 - 한국관광공사 〈Feel the Rhythm of Korea 시즌 2〉 - 참여 힙합 레이블 : AOMG & H1GHR MUSIC - 음반 발매 : H1GHR MUSIC |

### Def.

#### 정규
| 연도 | 발매일     | Artist                    | 참여 | 곡명                                       | 비고 | 앨범명                       |
| ---- | ---------- | ------------------------- | ---- | ------------------------------------------ | --- | ---------------------------- |
| 2023 | 2023.02.10 | SOULBYSEL, Def.           | Def. | 〈about you〉                              | - Lyrics by Def. - Composed by Def., Noair, plan8, DAUL                                                                        | 《SOULBYSEL Compilation 04》 |
| 2022 | 2022.02.08 | NXPS                      | Def. | 〈NIGHT (feat. Def.)〉                     | - Lyrics by NXPS, Def. - Composed by NXPS, Deepshower, Def.                                                                    | 《NIGHT (feat. Def.)》       |
| 2021 | 2021.10.18 | Fudasca, Def.             | Def. | 〈Is It A Dream?〉                         | - Written by Simone Eleuteri, Def. - Produced by Fudasca - Published by Sony ATV Italy, Jay B publisher                        | 《Is It A Dream?》           |
| 2021 | 2021.08.22 | s/s                       | Def. | 〈Memory (Feat. Def.)〉                    | - 작사 : Def. - 작곡 : s/s, Def.                                                                                               | 《SEESAW》                   |
| 2020 | 2020.12.18 | Wavycake, Ovus            | Def. | 〈꿈 (Feat. Def.)〉                        | - 작사 : Ovus, Def. - 작곡 : Wavycake, Ovus, Def. - Chorus : Ovus, Janua, Def.                                                 | 《REALusion》                |
| 2020 | 2020.12.18 | $ÜN(썬) 보민(Bomin) iHwak | Def. | $ÜN(썬) 〈12월엔(sad night) (Feat. Def.)〉 | - 작사: $UN, Def., rudbeckia, 이유미 - 작곡: $UN, Def., rudbeckia, 배민수, 박재형 - 편곡: $UN, Def., rudbeckia, 배민수, 박재형 | 《하얀색 (White)》           |
| 2020 | 2020.09.29 | jeebanoff                 | Def. | 〈Callin' (feat. Def.)〉                   | - 작사 : jeebanoff, Def. - 작곡 : jeebanoff, swimgood, Def.                                                                    | 《GOOD THING. (remix)》      |

## 참여 뮤직 비디오

### JAY B

#### 정규
| 연도 | Artist                  | 참여  | 비고                | 구분           | 제목                                                                         | 앨범명                              | 제공                    |
| ---- | ----------------------- | ----- | ------------------- | -------------- | ---------------------------------------------------------------------------- | ----------------------------------- | ----------------------- |
| 2023 | SOULBYSEL, Def.         | Def.  | 보컬 작사 작곡      | Official Audio | - SOULBYSEL, Def. 〈about you〉 (Official Audio)                             | 《SOULBYSEL Compilation 04》        | SOULBYSEL               |
| 2022 | SMMT                    | JAY B | 보컬 작사 작곡      | Official Audio | - SMMT 〈I’ll Be Fine (Feat. JAY B)〉 (Official Audio)                       | 《Mr. Hollywood》                   | H1GHR MUSIC             |
| 2022 | H1GHR MUSIC             | JAY B | 보컬 출연 작사 작곡 | M/V            | - H1GHR MUSIC 〈BRB〉 (M/V)                                                  | 《BRB》                             | H1GHR MUSIC             |
| 2022 | BIGONE (빅원)           | JAY B | 보컬 출연 작사 작곡 | M/V            | - BIGONE (빅원) 〈바람이 나를 안을 때 (Feat. JAY B)〉 (M/V)                  | 《바람이 나를 안을 때》             | 빅원 (BIGONE)           |
| 2021 | JUNNY                   | JAY B | 보컬 출연 작사 작곡 | M/V            | - JUNNY, JAY B 〈nostalgia〉 (Lyric Video Ver.)                              | 《nostalgia》                       | 원더케이                |
| 2021 | JUNNY                   | JAY B | 보컬 출연 작사 작곡 | M/V            | - JUNNY, JAY B 〈nostalgia〉 (Live)                                          | 《nostalgia》                       | 원더케이                |
| 2021 | 아우릴고트 (OUREALGOAT) | JAY B | 보컬 출연 작사 작곡 | M/V            | - 아우릴고트 (OUREALGOAT) 〈생각했어 (Feat. JAY B)〉 (M/V)                   | 《생각했어》                        | 아우릴고트 (OUREALGOAT) |
| 2021 | 아우릴고트 (OUREALGOAT) | JAY B | 보컬 출연 작사 작곡 | M/V            | - 아우릴고트 (OUREALGOAT) 〈생각했어 + 머물러〉 (PERFORMANCE VIDEO with LMC) | 《생각했어》                        | 아우릴고트 (OUREALGOAT) |
| 2021 | 미란이 (Mirani)         | JAY B | 보컬 작사 작곡      | M/V            | - 미란이 (Mirani) 〈P.S. (Feat. JAY B)〉 (Album Preview)                     | 《UPTOWN GIRL》                     | 미란이(Mirani)          |
| 2017 | 프라이머리              | JAY B | 보컬                | M/V            | - 프라이머리 〈허쉬 (Feat. JAY B Of GOT7)〉 (M/V)                            | 《Pop》                             | 원더케이                |
| 2016 | 백아연                  | JAY B | 보컬 출연           | M/V            | - 백아연 〈그냥 한번 (Feat. JAY B Of GOT7)〉 (Live Video)                    | 《그냥 한번 (Feat. JAY B Of GOT7)》 | JYP Ent.                |

#### OST
| 연도 | Artist             | 참여  | 비고      | 구분 | 제목                                                          | 앨범명                                              | 제공          |
| ---- | ------------------ | ----- | --------- | ---- | ------------------------------------------------------------- | --------------------------------------------------- | ------------- |
| 2022 | JAY B, 영재        | JAY B | 보컬 출연 | M/V  | - JAY B, 영재 〈Closer〉 (굿잡 OST) (M/V)                     | 《굿잡 (드라마)》 OST                               | 지니뮤직      |
| 2022 | JAY B              | JAY B | 보컬      | M/V  | - JAY B (GOT7) 〈Dive into you〉 (크레이지 러브 OST) (M/V)    | 《크레이지 러브》 OST                               | 블렌딩        |
| 2019 | JAY B              | JAY B | 보컬 출연 | M/V  | - JAY B (GOT7) 〈Be with you〉 (연애하루전 OST) (M/V)         | 《연애하루전》 OST                                  | JYP Ent.      |
| 2019 | Jus2 (JAY B, 유겸) | JAY B | 보컬 출연 | M/V  | - Jus2 (JAY B, 유겸) 〈TAKE〉 (사이코메트리 그녀석 OST) (M/V) | 《사이코메트리 그녀석》 OST - 진영 (GOT7) : 이안 役 | 스톤뮤직 Ent. |
| 2018 | JAY B, 잭슨        | JAY B | 보컬 출연 | M/V  | - JAY B, 잭슨 (GOT7) 〈U & I〉 (더 패키지 OST) (M/V)          | 《더 패키지》 OST - 작사 : earattack, 잭슨          | 벅스          |
| 2012 | JAY B              | JAY B | 보컬 연기 | M/V  | - JAY B, 지연 〈Together〉 (드림하이 2 OST) (M/V)             | 《드림하이 2》 OST - JAY B : JB 役                  | JYP Ent.      |

#### 방송
| 연도 | Artist          | 참여  | 비고                | 구분 | 제목 | 앨범명                     | 공급사        |
| ---- | --------------- | ----- | ------------------- | ---- | --- | -------------------------- | ------------- |
| 2022 | Various Artists | JAY B | 보컬 출연 작사 작곡 | M/V  | - Skinny Brown, 김승민, JAY B, BIG Naughty (서동현) 〈풀리지 않는 고민 (3:00 am) (Prod. BIG Naughty)〉 (Official Audio) | 《Listen-Up(리슨업) EP.3》 | KBS Listen-Up |
| 2022 | Various Artists | JAY B | 보컬 출연 작사 작곡 | Live | - Skinny Brown, JAY B, BIG Naughty (서동현) 〈풀리지 않는 고민 (3:00 am) (Prod. BIG Naughty)〉 (Live)                   | 《Listen-Up(리슨업) EP.3》 | KBS Listen-Up |
| 2022 | Various Artists | JAY B | 보컬 출연 작사 작곡 | Live | - BIG Naughty (서동현), 릴러말즈 (Leellamarz) 〈여름 밤에 쓴 노래 (Prod. BIG Naughty)〉 (Live)                          | 《Listen-Up(리슨업) EP.3》 | KBS Listen-Up |

#### 재해석・리믹스

##### 재해석
| 연도 | Artist | 참여  | 비고                | 구분 | 제목                                                                        | 앨범명 / 원곡                                                          | 제공           |
| ---- | ------ | ----- | ------------------- | ---- | --------------------------------------------------------------------------- | ---------------------------------------------------------------------- | -------------- |
| 2022 | JAY B  | JAY B | 보컬                | M/V  | - James Reid 〈Hello 2.0 (Legends Only)〉 (Feat. JAY B, ØZI) (M/V)          | 《Hello 2.0 (Legends Only) (feat. ØZI)》 - 원곡 : James Reid 〈Hello〉 | Careless Music |
| 2022 | JAY B  | JAY B | 보컬                | M/V  | - James Reid 〈Hello 2.0 (Legends Only)〉 (Feat. JAY B, ØZI) Lyric Video)   | 《Hello 2.0 (Legends Only) (feat. ØZI)》 - 원곡 : James Reid 〈Hello〉 | Careless Music |
| 2021 | JAY B  | JAY B | 보컬 출연 작사 작곡 | M/V  | - Feel the Rhythm of Korea - 강릉 & 양양 〈늴리리야〉 (I'm Surfin' – JAY B) | 《Feel The Rhythm Of Korea Part 1》 - 원곡 : 민요 '늴리리야'           | H1GHR MUSIC    |

##### 리믹스
| 연도 | Artist | 참여  | 비고      | 구분 | 제목 | 앨범명 / 원곡                                             | 공급사      |
| ---- | ------ | ----- | --------- | ---- | --- | --------------------------------------------------------- | ----------- |
| 2021 | JAY B  | JAY B | 보컬 출연 | M/V  | - 〈LOTUS (H1GHR Remix)〉 박재범, PARK HYEON JIN, JMIN, BIG Naughty, pH-1, TRADE L, Woodie Gochild, JAY B | - 원곡 : FORCEPARKBOIS 〈LOTUS〉 (말레이시아의 힙합 그룹) | H1GHR MUSIC |

### Def.

#### 정규
| 연도 | Artist         | 참여 | 비고           | 구분 | 제목                                                | 앨범명                 | 제공     |
| ---- | -------------- | ---- | -------------- | ---- | --------------------------------------------------- | ---------------------- | -------- |
| 2022 | NXPS           | Def. | 보컬 작사 작곡 | M/V  | - NXPS 〈NIGHT (feat. Def.)〉 (Official Visualizer) | 《NIGHT (feat. Def.)》 | NXPS     |
| 2021 | s/s            | Def. | 보컬 작사 작곡 | M/V  | - s/s 〈Memory (Feat. Def.)〉 (Lyric Video)         | 《SEESAW》             | 지니뮤직 |
| 2020 | Wavycake, Ovus | Def. | 보컬 작사 작곡 | M/V  | - Wavycake, Ovus 〈꿈 (Feat. Def.)〉 (M/V)          | 《REALusion》          | 지니뮤직 |

## 참여 무대

### 스페셜
| 연도 | Artist | 제목                                                                                        | 기획                                     | 방송사               | 공급사               |
| ---- | ------ | ------------------------------------------------------------------------------------------- | ---------------------------------------- | -------------------- | -------------------- |
| 2025 | GOT7   | GOT7 (갓세븐).zip 📂 Girls Girls Girls부터 PYTHON까지                                       | 쇼!음악중심                              | MBC                  | MBCkpop              |
| 2022 | GOT7   | 아가새에게 바칩니다( •͈ᴗ-)ᓂ-💚 갓세븐의 갓벽한 무대💚                                        | GOT7 (갓세븐).zip                        | JTBC                 | POP JAMM             |
| 2022 | GOT7   | 아가새🐥모여💚 컴백 기념 갓세븐 역대 무대 모음✨ 명곡 파티에 편집자는 정신이 혼미해집니다💦 | 소장각                                   | KBS StarTV: 인물사전 | KBS StarTV: 인물사전 |
| 2022 | GOT7   | GOT7(갓세븐) MAMA PERFORMANCE COMPILATION                                                   | 2022 MAMA 수상자 역대 마마 무대 모아보기 | 엠넷                 | Mnet K-POP           |
| 2022 | GOT7   | 갓세븐 탈떡은 없다💚 아가새 종신계약 급행열차 GOT7 무대 몰아보기                            | GOT7 뮤직뱅크 Stage Compilation          | KBS Kpop             | KBS Kpop             |
| 2021 | GOT7   | 춤을 추듯 파도치는 초록빛 은하수 물결은 영원할 거예요 #GOT7FOREVER                          | 사심인가:무대모음ZIP💚                   | SBS KPOP             | SBS KPOP             |
| 2021 | GOT7   | Online Compilation Concert #22 : #GOT7 (SINCE 2014 ~ 2020)                                  | KBS WORLD TV 기획                        | KBS WORLD TV         | KBS WORLD TV         |
| 2020 | GOT7   | AURA부터 NOT BY THE MOON까지▶ 갓세븐(GOT7) with 2020 Mnet                                   | Mnet K-POP                               | Mnet K-POP           | Mnet K-POP           |
| 2020 | GOT7   | GOT7 〈NOT BY THE MOON〉 (#교차편집 #tvpp)                                                  | TV-People                                | MBC                  | TV-People            |
| 2020 | GOT7   | GOT7 〈NOT BY THE MOON〉 (교차편집)                                                         | 엠카운트다운                             | Mnet                 | Mnet K-POP           |
| 2020 | GOT7   | GOT7(갓세븐) at 2020 MAMA All Moments                                                       | Mnet K-POP                               | Mnet                 | Mnet K-POP           |
| 2019 | GOT7   | 갓세븐(GOT7) 무대 모아보기 Collection (2019 상반기 Special stage)                           | SBS KPOP                                 | SBS                  | SBS KPOP             |
| 2019 | GOT7   | GOT7 〈니가 부르는 나의 이름〉 (#교차편집 #tvpp)                                            | TV-People                                | MBC                  | TV-People            |
| 2019 | GOT7   | GOT7 〈ECLIPSE〉 (#교차편집 #tvpp)                                                          | TV-People                                | MBC                  | TV-People            |
| 2019 | GOT7   | GOT7(갓세븐) at 2019 MAMA All Moments                                                       | Mnet K-POP                               | Mnet                 | Mnet K-POP           |
| 2018 | GOT7   | GOT7 〈Lullaby〉 (Stage Mix)                                                                | MBCkpop                                  | MBC                  | MBCkpop              |
| 2018 | GOT7   | GOT7 〈Lullaby〉 (Music Bank Stage Mix Ver.)                                                | KBS 월드                                 | KBS                  | KBS 월드             |
| 2018 | GOT7   | GOT7(갓세븐) at 2018 MAMA All Moments                                                       | Mnet K-POP                               | Mnet                 | Mnet K-POP           |
| 2018 | GOT7   | 2015-2018 MAMA 데뷔부터 띵곡 맛집 외쳐 갓세븐!! 퍼포먼스부터 하드캐리까지                   | Mnet K-POP                               | Mnet                 | Mnet K-POP           |
| 2017 | GOT7   | GOT7 〈Never Ever〉 (Stage Mix 응원법)                                                      | SBS Catch                                | SBS                  | SBS Catch            |
| 2016 | GOT7   | GOT7 〈하드캐리〉 (Stage Mix)                                                               | SBS Catch                                | SBS                  | SBS Catch            |
| 2016 | GOT7   | GOT7 〈하드캐리〉 (교차편집ver.)                                                            | M2                                       | Mnet                 | M2                   |
| 2015 | GOT7   | GOT7 〈니가 하면〉 (Stage Mix)                                                              | MBCkpop                                  | MBC                  | MBCkpop              |
| 2020 | GOT7   | '컴백기념' 로맨틱한 일곱남자들 'GOT7(갓세븐)'의 타이틀곡 모아듣기                           | Mnet K-POP                               | Mnet K-POP           | Mnet K-POP           |
| 2018 | GOT7   | GOT7 스페셜★데뷔부터 LULLABY까지 무대 모아보기★(1시간15분 연속재생)                         | MBCkpop                                  | MBC                  | MBCkpop              |
| 2019 | GOT7   | 데뷔무대에서 풋사과 향기나요..아련한 '니가 하면' 무대까지♡ 갓세븐 모음집                    | Mnet K-POP                               | Mnet                 | Mnet K-POP           |
| 2019 | GOT7   | GOT7의 명곡을 묻거든 이 영상을 보게 하라,,갓세븐 모음집 ver2                                | Mnet K-POP                               | Mnet                 | Mnet K-POP           |
| 2020 | GOT7   | 엔딩맛집 GOT7의 무대모음 Zip 1탄 2015 ~ 2016 무대 (#TVPP)                                   | TV-People                                | MBC                  | TV-People            |
| 2020 | GOT7   | 엔딩맛집 GOT7의 무대모음 Zip 2탄 2017 ~ 2019 무대 (#TVPP)                                   | TV-People                                | MBC                  | TV-People            |

### 방송
| 연도 | 제목                                                                                              | 프로그램                   | 방송사      | 공급사       |
| ---- | ------------------------------------------------------------------------------------------------- | -------------------------- | ----------- | ------------ |
| 2014 | GOT7 〈INTRO〉                                                                                    | 쇼! 음악중심               | MBC         | MBCkpop      |
| 2014 | GOT7 〈10점 만점에 10점〉 (원곡 : 2PM)                                                            | 싱어게임                   | Mnet        | Mnet K-POP   |
| 2014 | GOT7 〈10점 만점에 10점〉 (원곡 : 2PM) (CLEAN)                                                    | #무대에_진심인_편          | Mnet        | Mnet K-POP   |
| 2015 | GOT7 〈니가 하면〉                                                                                | SBS 가요대전               | SBS         | SBS          |
| 2015 | 오프닝 ‘댄스 퍼포먼스’ (GOT7, B.A.P, VIXX, iKON)                                                  | SBS 가요대전               | SBS         | SBS          |
| 2021 | 두꺼비집(JAY B) 〈친구라도 될 걸 그랬어〉 (원곡 : 거미)                                           | 복면가왕                   | MBC         | MBC          |
| 2021 | 우리집(골든차일드 배승민) & 두꺼비집(JAY B) 〈어떻게 지내〉 (원곡 : Crush)                        | 복면가왕                   | MBC         | MBC          |
| 2021 | JAY B 〈어떤가요〉 (원곡 : 박화요비)                                                              | STATION-Z - JAY B의 R&B    | KBS 쿨FM    | KBS 쿨FM     |
| 2021 | JAY B 〈잊어야 한다는 마음으로〉 (원곡 : 김광석)                                                  | STATION-Z - JAY B의 R&B    | KBS 쿨FM    | KBS 쿨FM     |
| 2021 | JAY B 〈Moon On The Water〉 (원곡 : 애니메이션 'BECK' OST)                                        | STATION-Z - JAY B의 R&B    | KBS 쿨FM    | KBS 쿨FM     |
| 2021 | JAY B 〈너의 모든 순간〉 (원곡 : 성시경)                                                          | STATION-Z - JAY B의 R&B    | KBS 쿨FM    | KBS 쿨FM     |
| 2021 | JAY B 〈꽃피는 봄이 오면〉 (원곡 : BMK)                                                           | STATION-Z - JAY B의 R&B    | KBS 쿨FM    | KBS 쿨FM     |
| 2020 | 이적, JAY B, 영재, 솔라, 휘인 〈당연한 것들〉 (원곡 : 이적)                                       | 2020 SBS 가요대전 in DAEGU | SBS         | SBS Kpop     |
| 2019 | 백호,민현 X JAY B,영재 X 셔누,기현 〈Just a feeling〉 (원곡 : S.E.S)                              | 가요대제전                 | MBC         | MBCkpop      |
| 2018 | MONSTA X & GOT7 〈FANTASTIC BABY〉 (원곡 : 빅뱅)                                                  | 2018 MAMA FANS' CHOICE     | Mnet        | Mnet K-POP   |
| 2018 | Various Artists 〈Don’t stop me now〉 (원곡 : Queen)                                              | 2018 SBS 가요대전          | SBS         | 네이버 TV    |
| 2018 | Various Artists (JAY B, 유겸) 〈BOUNCE (Dubstep Ver.)〉 (원곡 : 조용필)                           | 2018 MAMA                  | Mnet        | Mnet K-POP   |
| 2017 | JJ Project (JAY B, 진영) 〈너 사용법〉 (원곡 : 에디킴)                                            | 이홍기의 키스 더 라디오    | KBS Cool FM | KBS Cool FM  |
| 2016 | 백아연 & JAY B 〈Romeo N Juliet〉 (원곡 : 클래지콰이) (29:00)                                     | 오르골 라이브              | V COOKIE    | V LIVE       |
| 2016 | 트와이스 X 여자친구 X 세븐틴 X GOT7 〈어머님이 누구니〉 (원곡 : 박진영)                           | 2016 SBS SAF 가요대전      | SBS         | SBS          |
| 2015 | 키(Key), 천지, JAY B 〈Yêu Lại Từ Đầu〉 (원곡 : Khac viet)                                        | 뮤직뱅크 in 하노이         | KBS         | KBS 한국방송 |
| 2014 | 백지영 〈내 귀에 캔디〉 (with JAY B, 잭슨)                                                        | 엠카운트다운               | Mnet        | Mnet K-POP   |
| 2012 | 백지영 <Good Boy> (with JAY B)                                                                    | 쇼! 음악 중심              | MBC         | MBCkpop      |
| 2012 | JJ Project, 김세황, 로빈, LIP2SHOT <나나나> - 원곡 : 유승준 / 작사 : 이승호 / 작곡, 편곡 : 김형석 | 쇼챔피언                   | MBC M       | 쇼챔피언     |

### 드라마
| 연도 | 제목 | 프로그램             | 방송사 | 공급사            |
| ---- | --- | -------------------- | ------ | ----------------- |
| 2013 | 데뷔한 똘이와 미준 (진영 & JAY B) - 배경음악 : JJ Project (JAY B & 진영) 〈꽂혔어〉 - JAY B : 미준 役 - 진영 : 똘이 役 | 《남자가 사랑할 때》 | MBC    | TV-People         |
| 2012 | JAY B, 박서준 〈New Dreaming〉 (드림하이2 1회 / OST 수록곡) - JAY B : JB 役 (드림하이2 1회 무대)                       | 《드림하이 2》       | KBS    | KBS Drama Classic |

## 크리에이티브한 활동
| 연도   | Artist | 참고 문서                              |
| ------ | ------ | -------------------------------------- |
| 2012 ~ | GOT7   | - GOT7의 출연 작품과 음반 외 활동 목록 |

### 사진

#### 사진전
| 연도 | Artist       | 제목                                                                                  | 제공                       |
| ---- | ------------ | ------------------------------------------------------------------------------------- | -------------------------- |
| 2020 | Def. (JAY B) | Def.의 감각적인 공간 - 첫 번째 사진전 〈ALONE.〉                                      | JYP 엔터테인먼트 withdrama |
| 2020 | Def. (JAY B) | JAY B aka Def.의 사진전 〈ALONE.〉                                                    | JYP 엔터테인먼트 withdrama |
| 2021 | JAY B        | 'THE STAR 인터뷰' GOT7 JAY B Photo Exhibition 갓세븐 재범 비대면 사진전 (입장료 FREE) | THE STAR MAGAZINE          |
| 2017 | JAY B, 진영  | JJ Project (JAY B, 진영) 〈내일, 오늘 : PHOTO EXHIBITION〉                            | JYP 엔터테인먼트           |

#### 잡지
| 연도 | 참여  | Artist     | 구분 | 제목                                                       | 비고 |
| ---- | ----- | ---------- | ---- | ---------------------------------------------------------- | --- |
| 2021 | JAY B | tmrw.KOREA | 잡지 | 특별호 〈01. 음악과 문화〉 보관됨 2021-07-30 - 웨이백 머신 | - JAY B가 직접 큐레이팅에 참여한 100페이지 분량의 JAY B의 사진과 이야기 - JAY B가 촬영한 필름 사진과 독점 인터뷰, 화보로 구성. |

### 패션

#### 콜라보
| 연도 | Artist            | 패션 브랜드 콜라보        | 기업명・브랜드명 |
| ---- | ----------------- | ------------------------- | ---------------- |
| 2021 | Def. X represent  | "Def." COLLECTION         | represent        |
| 2019 | JAY B X represent | "JAY B" COLLECTION        | represent        |
| 2019 | JAY B X represent | "JAY B" COLLECTION (영상) | represent        |

### 화보
| 연도 | Artist       | 제목                                                                                           | 프로그램        | 공급사                |
| ---- | ------------ | ---------------------------------------------------------------------------------------------- | --------------- | --------------------- |
| 2025 | JAY B        | JAY B MarieclaireKorea 화보 촬영 비하인드                                                      | mauve company   | mauve company         |
| 2025 | JAY B        | JAY B ESQUIRE KOREA 화보 촬영 비하인드                                                         | mauve company   | mauve company         |
| 2022 | JAY B        | WE ALL SAILIN / 제이비 (JAY B)는 그의 생각을 잔잔하고 꾸준하게 현실로 만들어가고 있다.         | DAZED           | DAZED KOREA           |
| 2021 | JAY B        | ROAD TRIP - JAY B가 떠난 새로운 길                                                             | DAZED           | DAZED KOREA           |
| 2021 | JAY B        | #ARENASTAR : JAY B                                                                             | ARENA           | 아레나옴므플러스      |
| 2021 | JAY B        | #ARENASTAR : JAY B                                                                             | ARENA           | 아레나옴므플러스      |
| 2021 | JAY B        | #ARENACOVER : JAY B(제이비)의 세계                                                             | ARENA           | 아레나옴므플러스      |
| 2021 | JAY B        | #ARENACOVER : JAY B(제이비)                                                                    | ARENA           | 아레나옴므플러스      |
| 2021 | JAY B        | JAY B 섹시뽐 & 큐트뽐 절대 지켜                                                                | 뷰티쁠(BEAUTY+) | beautypl              |
| 2021 | JAY B        | KAZZ X JAY B (KAZZ MAGAZINE ISSUE.183) (PRE-ORDER NOW!)                                        | Kazz Channel    | Kazz Channel          |
| 2021 | JAY B        | KAZZFashion x JAY B (KAZZ ISSUE.183)                                                           | Kazz Channel    | Kazz Channel          |
| 2021 | JAY B        | adidas Originals 'OPEN SPIRIT' - JAY B                                                         | adidas          | adidas Korea          |
| 2021 | JAY B        | adidas Originals 'OPEN SPIRIT' - JAY B                                                         | adidas          | adidas Korea          |
| 2021 | JAY B        | adidas Originals 'OPEN SPIRIT' - JAY B                                                         | adidas          | adidas Korea          |
| 2021 | JAY B        | adidas Originals 'OPEN SPIRIT' - JAY B                                                         | adidas          | adidas Korea          |
| 2021 | JAY B        | IMAGINED LANDSCAPES JEJU                                                                       | DAZED KOREA     | DAZED KOREA           |
| 2021 | 박재범 JAY B | 외모에 진심인 박재범과 제이비가 오메가 워치를 차면? 비주얼의 극한 호강! Jay Park, JAY B, OMEGA | Esquire         | Esquire               |
| 2020 | JAY B        | JAY B 나일론 화보                                                                              | GOT7 OFFLINE    | JYP Ent.              |
| 2020 | JAY B        | JAY B 생 로랑 X 데이즈드 촬영                                                                  | GOT7 OFFLINE    | JYP Ent.              |
| 2020 | JAY B        | MAPS APRIL ISSUE VISUAL with JAY B(@jaybnow.hr)!                                               | SUPER MAPS      | SUPER MAPS            |
| 2020 | JAY B        | JAY B MAPS 화보                                                                                | GOT7 OFFLINE    | JYP Ent.              |
| 2020 | JAY B        | ความเจบีคือหล่อละลาย วิบวับมาก                                                                      | sudsapda tv     | sudsapda tv           |
| 2020 | JAY B        | GOT7 JAY B의 확실한 매력이 돋보이는 촬영 현장                                                  | NYLON           | NYLON TV KOREA        |
| 2020 | JAY B        | DAZED KOREA : SAINT LAURENT x GOT7 JAY B                                                       | NYLON           | NYLON TV KOREA        |
| 2020 | JAY B        | DAZED KOREA : SAINT LAURENT x GOT7 JAY B                                                       | NYLON           | NYLON TV KOREA        |
| 2019 | JAY B        | JAY B X REPRESENT COLLECTION                                                                   | JB COLLECTION   | Represent             |
| 2019 | JAY B        | GOT7(갓세븐) JAY B X SAINT LAURENT 2020 S/S COLLECTION                                         | GOT7 OFFLINE    | JYP Ent.              |
| 2019 | JAY B        | JAY B for Men's Folio's 200th Issue                                                            | Men's Folio     | Men's Folio Singapore |
| 2019 | JAY B, 유겸  | Jus2 (JAY B, 유겸) Vogue 화보 촬영                                                             | Jus2 MOMENTS    | JYP Ent.              |
| 2019 | JAY B, 유겸  | Jus2 (JAY B, 유겸) Praew 화보 촬영                                                             | Jus2 MOMENTS    | JYP Ent.              |
| 2017 | JAY B        | GOT7 JAY B 패션화보 촬영 스케치 VOL.1                                                          | 블링            | 미디어블링            |
| 2017 | JAY B        | GOT7 JAY B 패션화보 촬영 스케치 VOL.2                                                          | 블링            | 미디어블링            |
| 2016 | JAY B        | GOT7 JAY B interview                                                                           | MAPS TV         | MAPS                  |
| 2016 | JAY B, 유겸  | Allure X Star Interview 갓세븐 JAY B와 유겸의 온도 차이                                        | Allure Korea    | Allure Korea          |
| 2015 | JAY B        | 텐아시아 매거진 9월호 촬영현장 - 갓세븐 JAY B                                                  | 텐아시아 매거진 | 티비텐                |

## 기사・인터뷰

### 기사

#### JAY B
| 연도 | ArtistA               | 제목                                                                                                 | 제공             |
| ---- | --------------------- | --- | ---------------- |
| 2025 | JAY B                 | STRIDE - 제이비(JAY B) 화보와 인터뷰                                                                 | 마리끌레르       |
| 2021 | JAY B                 | 제이비 (JAY B)는 그의 생각을 잔잔하고 꾸준하게 현실로 만들어가고 있다.                               | DAZED KOREA      |
| 2021 | JAY B                 | 하이어뮤직에서 새 챕터를 여는 'JAY B' 보관됨 2021-10-26 - 웨이백 머신                                | 빌보드코리아     |
| 2021 | JAY B                 | 갓세븐 JAY B 인터뷰 1 : 홀로서기 직후 그와 친구같이 나눈 인터뷰                                      | THE STAR         |
| 2021 | JAY B                 | JAY B는 자유롭고                                                                                     | ARENA            |
| 2021 | JAY B                 | 갓세븐이라는 한 챕터를 끝낸 JAY B의 새로운 시작                                                      | 뷰티쁠(BEAUTY+)  |
| 2021 | JAY B                 | 제이비(JAY B) 인터뷰 : 갓세븐에서, 하이어뮤직의 제이비로                                             | HYPEBEAST        |
| 2021 | JAY B                 | 스스로를 증명하기 위해 JAY B는 계속 달라지고 바뀔 것이다. 보여줄 게 많아서.                          | GQ KOREA         |
| 2021 | JAY B                 | JAY B(제이비)가 떠난 새로운 길, 의도치 않은 발견, 솔직한 자신을 느끼며.                              | DAZED            |
| 2021 | JAY B                 | JAY B가 꾸는 꿈                                                                                      | 아레나옴므플러스 |
| 2021 | JAY B                 | 제이비(JAY B) "나얼 '만져지는 것 있으면 더 소중해' 공감…CD·LP 사서 들어”                             | 스타투데이       |
| 2021 | JAY B                 | 제이비(JAY B)가 직접 추천하는 플레이리스트                                                           | 아이즈매거진     |
| 2021 | 박재범, JAY B         | 박재범과 제이비(JAY B)라는 장르                                                                      | Esquire Korea    |
| 2021 | 박재범, JAY B         | 박재범과 제이비(JAY B)의 힙한 만남                                                                   | Esquire Korea    |
| 2021 | JAY B                 | 갓세븐 JAY B, 첫 싱글 'Switch It Up' 해외 매거진 조명                                                | OSEN             |
| 2021 | JAY B                 | 제이비(JAY B) "첫 솔로앨범 '소모:퓸', 제가 소모해서 나온 결과물이 향수처럼 은은하게 묻어나길" (정희) | MBC연예          |
| 2021 | JAY B                 | 제이비, 박재범 지원사격으로 더 청량해진 'B.T.W' (신곡)                                               | 스포츠서울       |
| 2021 | JAY B                 | JAY B, 'AM PM (Feat. 휘인)' 비주얼라이저 영상 공개...섬세한 연기                                     | OSEN             |
| 2021 | JAY B                 | JAY B, 수록곡 'FAME' MV 깜짝 공개…청량 보컬에 영상미까지                                             | 스타뉴스         |
| 2020 | JAY B                 | (2020 APAN) 갓세븐 JAY B, 베스트 올라운더 선정 "아가새 애정 다시금 깨달아"                           | 싱글리스트       |
| 2019 | JAY B                 | 그러고 보니 재범은                                                                                   | ARENA            |
| 2016 | JAY B                 | 갓세븐 #JAY B                                                                                        | GQ               |
| 2016 | JAY B, 유겸 (YUGYEOM) | 갓세븐 JAY B & 유겸(YUGYEOM)의 온도 차이                                                             | allure korea     |

#### JJ Project
| 연도 | Artist     | 인터뷰 | 제목                                                                 | 앨범명      | 제공              |
| ---- | ---------- | ------ | -------------------------------------------------------------------- | ----------- | ----------------- |
| 2017 | JJ Project | 음반   | (스타캐스트) GOT7 JJ Project의 내일, 오늘 인터뷰                     | 《Verse 2》 | 네이버 스타캐스트 |
| 2017 | JJ Project | 음반   | (인터뷰) ‘Verse 2’ JJ Project, 불사조처럼 다시 피어올라              | 《Verse 2》 | bnt뉴스           |
| 2017 | JJ Project | 음반   | (인터뷰) ‘컴백’ JJ프로젝트 “벌써 5년, 저희 많이 달라졌죠?”           | 《Verse 2》 | 노컷뉴스          |
| 2017 | JJ Project | 음반   | (인터뷰) "행복해도 고민은 있지요"... JJ Project도 예상 못했던 새앨범 | 《Verse 2》 | 오마이뉴스        |
| 2017 | JJ Project | 음반   | (인터뷰) JJ프로젝트, "5년의 기다림, 그속의 청춘들의 고민과 방황"     | 《Verse 2》 | 아주경제          |
| 2017 | JJ Project | 음반   | (인터뷰) JJ프로젝트 "갓세븐 대표하는 마음…뜻깊고 떨린다"             | 《Verse 2》 | 뉴스1             |
| 2017 | JJ Project | 음반   | JJ 프로젝트, 무르익다 (인터뷰①)                                      | 《Verse 2》 | 텐아시아          |
| 2017 | JJ Project | 음반   | JAY B·진영이 말하는 #제제프 #갓세븐 #박진영 (인터뷰②)                | 《Verse 2》 | 텐아시아          |
| 2017 | JJ Project | 음반   | (엑's 인터뷰①) "5년 허송세월 아니다"…JJ프로젝트의 고민과 성장        | 《Verse 2》 | 엑스포츠뉴스      |
| 2017 | JJ Project | 음반   | (엑's 인터뷰②) 갓세븐 "개인활동? 7人 완전체 뭉치는게 더 의미있다"    | 《Verse 2》 | 엑스포츠뉴스      |

#### Jus2
| 연도 | Artist | 인터뷰 | 제목                                                                  | 앨범명    | 제공        |
| ---- | ------ | ------ | --------------------------------------------------------------------- | --------- | ----------- |
| 2019 | Jus2   | 음반   | JAY B와 유겸의 저스투                                                 | 《FOCUS》 | Vogue Korea |
| 2019 | Jus2   | 음반   | (스타★톡톡) ‘Jus2’ JAY B-유겸 “감각적인 앨범 ‘FOCUS’…갓세븐과 달라요” | 《FOCUS》 | 스포츠월드  |
| 2019 | Jus2   | 음반   | (인터뷰Q) 저스투(Jus2) JAY B·유겸, 오감 넘어 육감 자극하는 'FOCUS'    | 《FOCUS》 | 스포츠Q     |
| 2019 | Jus2   | 음반   | (인터뷰) 저스투 "'갓세븐에서 이런 유닛이?' 반응 듣고파"               | 《FOCUS》 | 노컷뉴스    |
| 2019 | Jus2   | 음반   | Jus2 JAY B·유겸 “우리의 매력? 묘한 긴장감 속 섹시미“ (MK★인터뷰)      | 《FOCUS》 | MK스포츠    |
| 2019 | Jus2   | 음반   | (N인터뷰) ① 갓세븐 유닛 Jus2 "순위 연연 안해… 하고 싶은 음악 담았죠"  | 《FOCUS》 | 뉴스1       |
| 2019 | Jus2   | 음반   | (N인터뷰) ② Jus2 JAY B "갓세븐 개인·유닛 활동, 팀 알리는 기회"        | 《FOCUS》 | 뉴스1       |
| 2019 | Jus2   | 음반   | Jus2 "갓세븐과 다른 섹시함 담았다"(인터뷰①)                           | 《FOCUS》 | 스타뉴스    |
| 2019 | Jus2   | 음반   | Jus2 JAY B "작정하고 새로운 톤 시도했다"(인터뷰②)                     | 《FOCUS》 | 스타뉴스    |
| 2019 | Jus2   | 음반   | Jus2 유겸 "이제는 무대를 프로듀싱하는 가수 되고파"(인터뷰③)           | 《FOCUS》 | 스타뉴스    |
| 2019 | Jus2   | 음반   | Jus2의 자신감 (M+인터뷰①)                                             | 《FOCUS》 | MBN         |
| 2019 | Jus2   | 음반   | Jus2 JAY B “갓세븐 멤버들, 우리보다 더 열심히 홍보 해줘” (M+인터뷰②)  | 《FOCUS》 | MBN         |

#### GOT7
| 연도 | Artist           | 기사 인터뷰                      | 제목 | 앨범명                                           | 제공              |
| ---- | ---------------- | -------------------------------- | --- | ------------------------------------------------ | ----------------- |
| 2025 | GOT7             | 음반                             | 갓세븐, 3년만 완전체 컴백→타이틀곡명 '파이톤'..7人 전원 프로듀싱 참여                                               | 《WINTER HEPTAGON》                              | 스타뉴스          |
| 2025 | GOT7             | 음반                             | '완전체 컴백 D-DAY' 갓세븐, 멤버 전원 셀프 프로듀싱 9곡 담은 '윈터 헵타곤' 발매                                     | 《WINTER HEPTAGON》                              | SWTV              |
| 2025 | GOT7             | 음반                             | 갓세븐, 컴백 타이틀곡 '파이톤(PYTHON)'…뱀뱀 작사·작곡·편곡                                                          | 《WINTER HEPTAGON》                              | 싱글리스트        |
| 2025 | GOT7             | 음반                             | 갓세븐 3년만의 완전체 귀환, 청량 아닌 '어른섹시' (퇴근길 신곡)                                                      | 《WINTER HEPTAGON》                              | OSEN              |
| 2025 | GOT7             | 음반                             | (팝‘s신곡)“모든 순간 속에 네가”..갓세븐, 3년만 반가운 완전체 ‘파이톤’                                               | 《WINTER HEPTAGON》                              | 헤럴드POP         |
| 2025 | GOT7             | 음반                             | 갓세븐, 3년만 완전체 귀환…칼군무에 섹시함까지 다 보여준 '파이톤' (쥬크박스)                                         | 《WINTER HEPTAGON》                              | 엑스포츠뉴스      |
| 2025 | GOT7             | 음반                             | 갓세븐, 단콘 'NESTFEST' 성료! 신곡 'PYTHON'→7色 솔로무대                                                            | 《WINTER HEPTAGON》                              | 싱글리스트        |
| 2025 | GOT7             | 음반                             | GOT7 《WINTER HEPTAGON》 (HIGHLIGHT MEDLEY)                                                                         | 《WINTER HEPTAGON》                              | GOT7              |
| 2025 | GOT7             | 음반                             | GOT7 〈PYTHON〉 (M/V)                                                                                               | 《WINTER HEPTAGON》                              | GOT7              |
| 2025 | GOT7             | 인터뷰                           | 갓세븐, 완전체 컴백 “다음 목표=스타디움 콘서트, 더 많은 팬들 앞 공연하고파”(일문일답)                               | 《WINTER HEPTAGON》                              | 뉴스엔            |
| 2025 | GOT7             | 인터뷰                           | 갓세븐, 방콕서 스타디움 공연 성료…8만5천 관객과 조우                                                                | 《WINTER HEPTAGON》                              | 스포츠월드        |
| 2025 | GOT7             | 리뷰                             | 갓세븐의 영속은 계약이 아닌 마음 (뉴트랙 쿨리뷰)                                                                    | 《WINTER HEPTAGON》                              | 아이즈 ize        |
| 2022 | I GOT7𓅪 (아가새) | GOT7 & I GOT7𓅪 (Comeback Teaser) | GOT7 IS OUR NAME (Comeback - I GOT7𓅪 Teaser)                                                                        | 《GOT7》                                         | Ahgase Super 애교 |
| 2022 | GOT7             | 음반                             | 갓세븐 (GOT7), 타이틀곡은 JAY B 자작곡 'NANANA'…GOT7, 전곡 작사·작곡 참여                                           | 《GOT7》                                         | 엑스포츠뉴스      |
| 2022 | GOT7             | 음반                             | GOT7 (갓세븐), 새 앨범 'GOT7' 콘셉트 포토..'건설역군' 변신                                                          | 《GOT7》                                         | 스타뉴스          |
| 2022 | GOT7             | 음반                             | 갓세븐 완전체, '친한친구' 출격...DJ 영재와 의리 (공식) 보관됨 2022-07-05 - 웨이백 머신                              | 《GOT7》                                         | TV리포트          |
| 2022 | GOT7             | 음반                             | ‘완전체 컴백’ GOT7 (갓세븐), 팬콘 콘셉트 포토 공개 아가새들(I GOT7)과 홈파티’                                       | 《GOT7》                                         | 뉴스엔            |
| 2022 | GOT7             | 음반                             | "가장 갓세븐 다운 앨범"..갓세븐, 전곡 자작곡 채운 'GOT7' 하이라이트 메들리 오픈                                     | 《GOT7》                                         | 1OSEN             |
| 2022 | GOT7             | 음반                             | GOT7 《GOT7》 (HIGHLIGHT MEDLEY)                                                                                    | 《GOT7》                                         | GOT7              |
| 2022 | GOT7             | 음반                             | GOT7 〈NANANA〉 (M/V)                                                                                               | 《GOT7》                                         | GOT7              |
| 2022 | GOT7             | 음반                             | (문화연예 플러스) GOT7 (갓세븐) 해체아닌 또 다른 시작 (MBC, 뉴스투데이)                                             | 《GOT7》                                         | MBC               |
| 2022 | GOT7             | 음반                             | 모두가 그리웠을, GOT7 (갓세븐)의 완전체 컴백 앨범 - GOT7의 《GOT7》                                                 | 《GOT7》                                         | 멜론              |
| 2022 | GOT7             | 음반                             | "기부니가 좋아 나나나" 갓세븐, 완전체 설렘의 'NANANA' (쥬크박스)                                                    | 《GOT7》                                         | 엑스포츠뉴스      |
| 2022 | GOT7             | 음반                             | “니 옆자리 나나나” 갓세븐, 완전체 컴백으로 증명한 아가새♥ (들어보고서)                                              | 《GOT7》                                         | 뉴스엔            |
| 2022 | GOT7             | 음반                             | (팝's신곡) "이대로 좋잖아"..갓세븐, JYP 떠나서도 7명 완전체로 '나나나'                                              | 《GOT7》                                         | 헤럴드POP         |
| 2022 | GOT7             | 음반                             | "널 웃게 해줄 사람 NANANA"..갓세븐, 완벽한 새 출발 (퇴근길 신곡)                                                    | 《GOT7》                                         | OSEN              |
| 2022 | GOT7             | 음반                             | 갓세븐답고 갓세븐스럽게…아가새와 행복의 집으로 ‘NANANA’ (MK★컴백)                                                   | 《GOT7》                                         | MK스포츠          |
| 2022 | GOT7             | 음반                             | “해체 아냐” 갓세븐, 아가새와 약속 지킨 ‘GOT7’ (종합)                                                                | 《GOT7》                                         | 스포츠월드        |
| 2022 | GOT7             | 음반                             | "불안할 팬들 위해"…'완전체' 갓세븐, 따로 흩어져도 'GOT7' (종합)                                                     | 《GOT7》                                         | 엑스포츠뉴스      |
| 2022 | GOT7             | 음반                             | “소속은 달라도 갓세븐은 하나” 갓세븐 완전체 컴백                                                                    | 《GOT7》                                         | 스타연예          |
| 2022 | GOT7             | 음반                             | 갓세븐, 우정·팬 사랑에 어려움 딛고 'GOT7'으로 컴백...성장하는 음악세계 (종합)                                       | 《GOT7》                                         | 싱글리스트        |
| 2022 | GOT7             | 음반                             | "JYP에도 감사" 갓세븐, 7명이 다시 뭉칠 수 있었던 이유 (종합)                                                        | 《GOT7》                                         | 엑스포츠뉴스      |
| 2022 | GOT7             | 음반                             | JAY B (제이비), "꿈같던 3일…갓세븐 존재하게 해준 모든 분들께 감사"                                                  | 《GOT7》                                         | 스타투데이        |
| 2022 | GOT7             | 음반                             | JAY B (제이비) "갓세븐 재결합 꿈꾸는 기분..난 불쏘시개 역할" (화보)                                                 | 《GOT7》                                         | 헤럴드POP         |
| 2022 | GOT7             | 인터뷰                           | (ENG) GOT7 갓세븐의 두번째 챕터                                                                                     | 《GOT7》                                         | 더블유            |
| 2022 | GOT7             | 인터뷰                           | (ENG) 갓세븐(GOT7) 일곱 남자와의 대화                                                                               | 《GOT7》                                         | 더블유            |
| 2022 | GOT7             | 인터뷰                           | (사진) GOT7 (갓세븐), '회사 달라도 7명 함께'                                                                        | 《GOT7》                                         | OSEN              |
| 2022 | GOT7             | 리뷰                             | JYP 떠나도 완전체, 갓세븐 컴백이 준 감동 (뮤직와치)                                                                 | 《GOT7》                                         | 뉴스엔            |
| 2022 | GOT7             | 리뷰                             | 갓세븐의 이번 앨범이 왜 특별한지 아세요? (뿔뿔이 흩어진 멤버들이 스케줄을 조율해서 다시 뭉치는 게 얼마나 어려운지.) | 《GOT7》                                         | GQ                |
| 2022 | GOT7             | 리뷰                             | “소속사 달라도”...갓세븐, 완전체 컴백이 주목받는 이유 (SW뮤직)                                                      | 《GOT7》                                         | 스포츠월드        |
| 2022 | GOT7             | 리뷰                             | 보란듯이 증명한 갓세븐, 아가새와 개척한 새로운 길 (뮤직와치)                                                        | 《GOT7》                                         | 뉴스엔            |
| 2022 | GOT7             | 리뷰                             | 따로 또 같이…아이돌 해체 공식 깬 갓세븐의 2막 (N초점)                                                               | 《GOT7》                                         | 뉴스1             |
| 2022 | GOT7             | 리뷰                             | 아이돌이라는 신기루 : 갓세븐의 완전체 컴백 '갓세븐(GOT7)의 <GOT7>'                                                  | 《GOT7》                                         | 채널예스          |
| 2022 | GOT7             | 리뷰                             | 갓세븐의 생존, 그리고 증명                                                                                          | 《GOT7》                                         | ize               |
| 2022 | GOT7             | 리뷰                             | (임팩터) 'GOT7 (갓세븐)' (MK뮤직)                                                                                   | 《GOT7》                                         | 스타투데이        |
| 2022 | GOT7             | 리뷰                             | GOT7 갓세븐의 매력에 허우적 거릴 시간...(GOT7 갓세븐 명곡 베스트) - 김영대 평론가가 꼽은 GOT7 대표곡 Top9           | 《GOT7》                                         | EBS               |
| 2022 | GOT7             | 방송                             | (갓세븐 완전체 등판) 드래곤볼보다 모으기 힘들다는 갓세븐 7명!, NOW.에서 모셨습니다                                  | 《GOT7》                                         | 네이버 NOW.       |
| 2021 | GOT7             | 음반                             | 갓세븐, 신곡 '앙코르'에 담은 약속…"널 위해 부를게, 남아있는 날도"                                                   | 《Encore》                                       | 조이뉴스24        |
| 2021 | GOT7             | 음반                             | 갓세븐 진영, 신곡 ‘앙코르’ 작사-작곡 소감 “팬들께 마음 전하려 쓴 곡”                                                | 《Encore》                                       | 한국경제          |
| 2021 | GOT7             | 음반                             | 갓세븐, 완전체 신곡 '앙코르' 깜짝 발표 "갓세븐은 영원하다"                                                          | 《Encore》                                       | 헤럴드POP         |
| 2021 | GOT7             | 음반                             | 갓세븐, JYP 떠났다 “아가새 위한 음악 계속” (손편지 전문)                                                            | 《Encore》                                       | MK스포츠          |
| 2020 | GOT7             | 음반                             | “넌 나의 마지막 희망” 갓세븐, 아가새 향한 로맨틱 고백송 ‘LAST PIECE’ (들어보고서)                                   | 《Breath of Love : Last Piece》                  | 뉴스엔            |
| 2020 | GOT7             | 음반                             | (투데이IS) GOT7, 2년만 정규 컴백…직접 소개하는 자작곡                                                               | 《Breath of Love : Last Piece》                  | 일간스포츠        |
| 2020 | GOT7             | 음반                             | 갓세븐, 데뷔 7년차 ‘DYE’로 또 비상 (종합)                                                                           | 《DYE》                                          | 뉴스엔            |
| 2019 | GOT7             | 음반                             | 우리가 몰랐던 갓세븐, 이토록 치명적인 컴백 ‘Call My Name’ (들어보고서)                                              | 《Call My Name》                                 | 뉴스엔            |
| 2019 | GOT7             | 음반                             | 갓세븐(GOT7) JAY B, "가장 좋아하는 수록곡? 'THURSDAY' 작사, 작곡 참여"                                              | 《Call My Name》                                 | 스포츠Q           |
| 2019 | GOT7             | 음반                             | (팝's신곡) "지켜 낼 수 있을까"…갓세븐, 과분한 사랑에 대한 불안함 'ECLIPSE'                                          | 《SPINNING TOP : BETWEEN SECURITY & INSECURITY》 | 헤럴드POP         |
| 2019 | GOT7             | 음반                             | (팝인터뷰) GOT7 "누구나 느끼는 불안함을 담아낸 앨범, 위로같이 다가가고 싶다"                                        | 《SPINNING TOP : BETWEEN SECURITY & INSECURITY》 | 헤럴드POP         |
| 2019 | GOT7             | 음반                             | (ENT터뷰) GOT7(갓세븐), '불안극복의 공감, 행복함을 향하다' (인터뷰)                                                 | 《SPINNING TOP : BETWEEN SECURITY & INSECURITY》 | 전자신문          |
| 2018 | GOT7             | 음반                             | 갓세븐(GOT7), 사랑스러운 아가새 밖에 ‘안 보여’ (신연경의 반했송)                                                    | 《Present : YOU & ME Edition》                   | MK스포츠          |
| 2018 | GOT7             | 음반                             | 갓세븐 JAY B “솔로곡 'Sunrise, 꾸밈없이 담백한 곡”                                                                  | 《Present : YOU》                                | 스포츠월드        |
| 2018 | GOT7             | 음반                             | (S종합) 갓세븐, “이유 있는 자신감” 7人7色 매력 담은 앨범으로 컴백                                                   | 《Present : YOU》                                | 스타데일리뉴스    |
| 2018 | GOT7             | 음반                             | (팝's신곡) "어차피 난 오직 너뿐" 갓세븐만의 매력 녹여낸 'Look'                                                      | 《Eyes On You》                                  | 헤럴드POP         |
| 2018 | GOT7             | 음반                             | 갓세븐 JAY B "활동할 생각에 설레…타이틀곡 'Look' 자신있는 자작곡"                                                   | 《Eyes On You》                                  | 뉴스핌            |
| 2018 | GOT7             | 음반                             | (쥬크박스) 갓세븐X효린의 힙한 사랑고백…'너 하나만'                                                                  | 《Eyes On You》                                  | 엑스포츠뉴스      |
| 2018 | GOT7             | 음반                             | "늘 본질을 생각"…갓세븐, 고민과 원동력 (인터뷰)                                                                     | 《Eyes On You》                                  | 조이뉴스24        |
| 2017 | GOT7             | 음반                             | 첫 자작 타이틀 "You Are" 갓세븐의 눈부신 성장 (ft.청춘미)                                                           | 《7 for 7》                                      | OSEN              |
| 2017 | GOT7             | 음반                             | (스타캐스트) GOT7의 숫자 7, for 7                                                                                   | 《7 for 7》                                      | 네이버            |
| 2017 | GOT7             | 음반                             | (읽는신곡) "자유 비행 시작"...GOT7, '성장'을 증명하다                                                               | 《7 for 7》                                      | 스포츠조선        |
| 2016 | GOT7             | 음반                             | 갓세븐 "Fly, 지금까지 노래 중 가장 벅찬 고백송"                                                                     | 《FLIGHT LOG : DEPARTURE》                       | 스포츠월드        |
| 2016 | GOT7             | 음반                             | 갓세븐, 서브 타이틀곡-후속곡 ‘홈런’ 공개..리더 JAY B 작사-작곡 참여 보관됨 2021-12-23 - 웨이백 머신                 | 《FLIGHT LOG : DEPARTURE》                       | 한국경제          |
| 2015 | GOT7             | 음반                             | 갓세븐, 리패키지 앨범 발매… JAY B 자작곡 '매일' 등 수록                                                             | 《MAD Winter Edition》                           | 스포츠월드        |
| 2014 | GOT7             | 음반                             | 갓세븐, 새 앨범 'GOT♡' 발매.. JAY B 작사 참여                                                                       | 《GOT♡》                                         | OSEN              |

### 방송

#### JAY B

##### 인물
| 연도 | 콘텐츠 | 제공                          |
| ---- | --- | ----------------------------- |
| 2025 | ดวงดาว เลข 7 ฤดูหนาว และมิตรภาพที่แน่นเฟ้นของ JAY B                                                                        | sudsapda tv                   |
| 2025 | #SCENEZONE: Exclusive Interview w/ GOT7 JAY B                                                                        | DZRH News Television          |
| 2025 | “리즈는 나이에 맞게 갱신되는거 같아요” 제이비(JAYB)의 뽑기 인터뷰                                                    | Marie Claire Korea            |
| 2025 | Mellow POP Exclusive Interview : ลีดเดอร์สุดชิค JAY B GOT7                                                               | Mellow POP                    |
| 2025 | มาดูความน่ารักและแสนดีของ JAY B ลีดเดอร์คนเก่งของอากาเซ่ แล้วจะรักผู้ชายคนนี้เพิ่มขึ้น                                                 | Thairath Variety - ไทยรัฐวาไรตี้ |
| 2024 | 아가새 시청 필수! 제이비(JAY B)가 남긴 러브 레터 공개                                                                | ESQUIRE Korea                 |
| 2023 | Score Myself ชวน JAY B GOT7 มาให้คะแนนตัวเองในแต่ละด้านกัน!                                                               | THE STANDARD POP              |
| 2023 | สัมภาษณ์พิเศษไปกับ 10 เรื่องที่สุดของ JAY B GOT7                                                                              | TODAY Play                    |
| 2023 | ฟินแบบจัดเต็ม พูดคุยกับ "JAY B" สไตล์เพื่อนรัก                                                                                 | ห้องข่าวบันเทิง                   |
| 2022 | สิ่งที่ JAY B ห้ามพลาด เมื่อต้องมาไทย - GQ&A                                                                                 | GQ Thailand                   |
| 2022 | Ahgase CHAROT-ZONED Origin Story                                                                                     | Warner Music Philippines      |
| 2022 | GOT7 JAY B ft. Sakshma Srivastav (Meet the Handsome Musician)                                                        | zoom                          |
| 2022 | JAY B (ELLE TALK) | ELLE HK                       |
| 2022 | 제이비가 뽑은 갓세븐 멤버 외모 1위는? 제이비는 거짓말 못해요ㅠㅠ 지금 바로 진실의 입! 입! 입!                        | DAZED KOREA                   |
| 2022 | JAY B가 뽑은 갓세븐 최애곡은?                                                                                        | ESQUIRE Korea                 |
| 2022 | 진영 “형 나 섭섭해” 낚시 광 제이비에게 닥친 시련?! 월척 인터뷰 월간낚시왕 with GOT7 JAY B                            | Marie Claire Korea            |
| 2022 | (인마이폰) 제이비가 저장해둔 갓세븐 멤버들의 이름은? '갓세븐 미친자'의 정체 (GOT7, JAY B, Rocking Chair, BeYourself) | GQ KOREA                      |
| 2022 | (마이에센셜) '캠린이' 제이비가 최초 공개하는 겉멋 충만한 캠핑 용품은?(헬리녹스, 네이버후드, 몽벨, 마운트피크)        | GQ KOREA                      |
| 2022 | น่ารักแบบตะโกน! "เจบี GOT7” ตอบขำ! ถ้าหลงป่าจะทำสิ่งนี้                                                                       | NineEntertain Official        |
| 2022 | JAY B's TMI Interview!                                                                                               | OSEN LINE                     |
| 2022 | KAZZTalK ll สัมภาษณ์สุดพิเศษกับนักร้องหนุ่มมาดเท่ "JAY B"                                                                      | Kazz Channel                  |
| 2022 | Daebak Show JAY B Talks Ghosts, Scuba Diving & Mindset                                                               | DIVE Studios                  |
| 2022 | Mindset | DIVE Studios                  |
| 2022 | My Life, Unfiltered. Let's go there. - JAY B x Mindset                                                               | JAY B                         |
| 2022 | GOT7 제이비(JAY B)가 코스모폴리탄 매운맛 인터뷰에 자리를 박차고 나간 이유는?                                         | COSMOPOLITAN Korea            |
| 2022 | GOT7's JAY B Interview ลีดเดอร์คนชิค เจ้าของรอยยิ้มสดใส                                                                    | TODAY Play                    |
| 2022 | 'JAY B' ชอบทะเลที่ไทย, ชอบชื่อบอมแจ, ชอบดูซีรี่ส์ที่จินยองแสดง JAY B's 24 Favourites                                             | Vogue Thailand                |
| 2022 | Exclusive : สุดพิเศษ! "เอมี่" ฟินหนักมาก "JAY B" เสน่ห์แรงเกินต้าน                                                             | ห้องข่าวบันเทิง                   |
| 2021 | 아련폭발 제이비(#JAYB)의 영상 편지 그 친구를 잘 부탁해요...                                                          | 1stLook                       |
| 2021 | KNIGHT高级 : JAY B                                                                                                   | KNIGHT高级                    |
| 2021 | GOT7 JAY B “도비는 이제 자유예요” 갓세븐 제이비가 미친듯이 자유를 외친 이유?! 갑자기 분위기 아이유..?                | THE STAR MAGAZINE             |
| 2021 | GOT7 JAY B Photo Exhibition 갓세븐 재범 비대면 사진전 (입장료 FREE, 사진 증정 이벤트)                                | THE STAR MAGAZINE             |
| 2021 | 최초 공개! JAY B가 처음 공개하는 '찐' 애장품과 속깊은 이야기 "공개를 할까 말까 하다가..."                            | 아레나옴므플러스              |
| 2021 | JAY B 인스타그램 같이 볼래요?                                                                                        | beautypl                      |
| 2021 | 제이비는 MBTI가 CUTE라면서요?                                                                                        | beautypl                      |
| 2021 | 갓세븐 제이비가 매드몬스터에게 전한 말?! JAY B와의 페이퍼 인터뷰 (PAPER interview with Jay B)                        | GQ KOREA                      |
| 2021 | JAY B "8 Bit Melody Challenge"                                                                                       | Seventeen                     |
| 2021 | JAY B on 'Switch It Up' and H1GHR MUSIC                                                                              | KKBOX SEA                     |
| 2021 | 987 Interviews JAY B                                                                                                 | Mediacorp 987                 |
| 2021 | JAY B Sings Live From His Bathtub & Tells Us EVERYTHING                                                              | Cosmopolitan                  |
| 2021 | Jay B Reacts to Videos of Himself                                                                                    | Esquire                       |
| 2021 | Everything 'Jay B' Eats in a Day (Food Diaries: Bite Size)                                                           | Harper's BAZAAR               |
| 2021 | 제이비 JAY B #데이즈돌                                                                                               | DAZED KOREA                   |
| 2021 | 제이비가 꽃게 잡아 오기로 약속한 사연 (SOMO:FUME, Def, 갓세븐, 박재범, 식케이, 아귀탕, 요리)                         | GQ KOREA                      |
| 2021 | JAY B Reads Thirst Tweets                                                                                            | BuzzFeed Celeb                |
| 2021 | JAY B Tells Us About His First Times                                                                                 | BuzzFeed Celeb                |
| 2021 | JAY B 밸런스게임 | MIC SWG                       |
| 2021 | JAY B | ニートtokyo                   |
| 2021 | JYP의 '너 뿐이야'를 모창하는 제이비가 궁금하다면? JAY B, JJ Project, GOT7, 박진영, 임재범, 갓세븐, 비보이, 비보잉    | ESQUIRE Korea                 |
| 2021 | 갓세븐 제이비 JAY B 팬미팅 MC를 맡게 된 뱀뱀 사촌?                                                                   | 하이프래 (Hi Prae)            |
| 2020 | สุดสัปดาห์ถาม เจบีตอบ : คุยกันเบาๆ แต่ดาเมจรุนแรงมาก (PLS DO NOT RE-UPLOAD, PLS SHARE)                                       | sudsapda tv                   |

##### 음반
| 연도 | Artist             | 앨범명           | 발매일     | 인터뷰 | 제공                     |
| ---- | ------------------ | ---------------- | ---------- | --- | ------------------------ |
| 2022 | JAY B              | 《Be Yourself》  | 2022.09.21 | لقاء قائد GOT7 جاي بي على صباح العربية                                                                             | AlArabiya العربية        |
| 2022 | JAY B              | 《Be Yourself》  | 2022.09.21 | JAY B of GOT7 & Channel 4 talk about Music, Fashion Collaborations, and the future of GOT7                         | 104.8 Channel 4          |
| 2022 | JAY B              | 《Be Yourself》  | 2022.09.21 | Jay B on MYXclusive!                                                                                               | MYX Global               |
| 2022 | JAY B              | 《Be Yourself》  | 2022.09.21 | PH AHGASE Asks: JAY B (+ ENG)                                                                                      | Warner Music Philippines |
| 2022 | JAY B              | 《Be Yourself》  | 2022.09.21 | Resso Talk: JAY B                                                                                                  | Resso Indonesia          |
| 2022 | JAY B              | 《Be Yourself》  | 2022.09.21 | “JAY B GOT7” ขอบคุณพลังดี ๆ จากแฟนชาวไทย (One Exclusive)                                                              | วันบันเทิง oneบันเทิง         |
| 2022 | JAY B              | 《Be Yourself》  | 2022.09.21 | คุยกับ JAY B (GOT7) อิมแจบอม วัย 29 ปี กับโซโล่อัลบั้ม Be Yourself                                                           | THE STANDARD POP         |
| 2021 | JAY B              | 《SOMO:FUME》    | 2021.08.26 | 專訪／JAY B「我最可愛」講完漸漸沉默XDD solo闖樂壇：比起目標，想穩扎穩打                                            | ETtoday                  |
| 2021 | JAY B              | 《SOMO:FUME》    | 2021.08.26 | Exclusive Interview JAY B                                                                                          | Mellow 97.5              |
| 2021 | JAY B              | 《SOMO:FUME》    | 2021.08.26 | Sudsapda Interview with JAY B คุยกันยาวๆให้หายคิดถึงเจบี (PLS DO NOT RE-UPLOAD, PLS SHARE)                               | sudsapda tv              |
| 2021 | JAY B              | 《SOMO:FUME》    | 2021.08.26 | Exculsive talk : "เจบี GOT7” เผยที่มาการทำงานเพลง "SOMO:FUME"                                                         | NineEntertain            |
| 2021 | JAY B              | 《SOMO:FUME》    | 2021.08.26 | สัมภาษณ์ JAY B กับการเติบโตอีกขั้นในบ้านหลังใหม่นอกจากครอบครัว GOT7                                                           | Sanook.com               |
| 2021 | JAY B              | 《SOMO:FUME》    | 2021.08.26 | JAY B (제이비) "진짜 제가 좋아했던 음악들을 자유롭게 하고 싶어요"                                                  | HIPHOPPLAYA              |
| 2021 | JAY B              | 《SOMO:FUME》    | 2021.08.26 | 낚시왕 제이비가 잡은 인생 물고기는? I JAY B, Interview, SOMO:FUME, 임재범, 소모퓸, 소모품, 댓글 인터뷰, 에스콰이어 | ESQUIRE Korea            |
| 2021 | JAY B              | 《SOMO:FUME》    | 2021.08.26 | JAY B on SOMO: FUME, GOT7, Solo Music & Working In Industry for Almost a Decade                                    | BollywoodHungama.com     |
| 2021 | JAY B              | 《SOMO:FUME》    | 2021.08.26 | JAY B's Real Personality & His Journey as a Solo Artist                                                            | Daebak Show              |
| 2021 | JAY B              | 《SOMO:FUME》    | 2021.08.26 | Exclusive Fans Ask: JAY B SOMO:FUME EP Interview                                                                   | Warner Music Singapore   |
| 2021 | JAY B              | 《SOMO:FUME》    | 2021.08.26 | สัมภาษณ์พิเศษ JAY B เกี่ยวกับอัลบั้ม EP เดี่ยวชุดแรก SOMO: FUME                                                                | THE STANDARD POP         |
| 2021 | JAY B              | 《SOMO:FUME》    | 2021.08.26 | JAY B畅谈单飞后的新作品                                                                                            | NÜYOU SINGAPORE          |
| 2021 | JAY B              | 《SOMO:FUME》    | 2021.08.26 | JAY B ON MUSTANG 88 FM!!                                                                                           | Mustang 88 FM            |
| 2021 | JAY B              | 《SOMO:FUME》    | 2021.08.26 | JAY B on Jason Mraz, D'Angelo & his first ever gig                                                                 | NME                      |
| 2021 | JAY B              | 《SOMO:FUME》    | 2021.08.26 | JAY B Rindu Dekat Malaysia!                                                                                        | ERA                      |
| 2021 | JAY B              | 《Switch It Up》 | 2021.05.14 | 專訪 JAY B：無論是 GOT7隊長、音樂製作人Def. 都展現我所擁有的面貌                                                   | KKBOX, KKBOX SEA         |
| 2019 | Jus2 (JAY B, 유겸) | 《FOCUS》        | 2019.03.05 | Exclusive interview GOT7 JUS2 with Korean Unnie                                                                    | KOREA NOW                |

##### 참여 음반
| 연도 | Artist               | 음반 발매 방송・토크                                           | 앨범명                              | 발매일     | 스트리밍 제공   |
| ---- | -------------------- | -------------------------------------------------------------- | ----------------------------------- | ---------- | --------------- |
| 2020 | jeebanoff (지바노프) | [앨범 스포일러] '지바노프(jeebanoff)' with Def., BRLLNT, NOAIR | 《GOOD THING. (remix)》             | 2020.09.29 | dingo freestyle |
| 2016 | 백아연               | 백아연 X JAY B “그냥 한번” 카운트다운 LIVE                     | 《그냥 한번 (Feat. JAY B Of GOT7)》 | 2016.11.30 | V LIVE          |
| 2016 | 백아연               | 백아연 & GOT7 JAY B의 오르골 라이브!                           | 《그냥 한번 (Feat. JAY B Of GOT7)》 | 2016.11.30 | V LIVE          |

## 리뷰

#### 매거진

##### JAY B
| 연도 | Artist          | 제목                                                                            | 앨범명          | 제공            |
| ---- | --------------- | ------------------------------------------------------------------------------- | --------------- | --------------- |
| 2022 | JAY B           | - 220922 JAY B (제이비) - go UP 현장포토                                        | 《Be Yourself》 | 엠카운트다운    |
| 2021 | JAY B           | - (Solo Debut) JAY B 〈B.T.W (ft. 박재범)〉                                     | 《SOMO:FUME》   | 인기가요 PD노트 |
| 2021 | JAY B           | - (PD노트 미션 포토) 'JAY B' with 'Jay Park' (재범 + 재범 = 갓벽...ㅜㅠ 재범즈) | 《SOMO:FUME》   | 인기가요 PD노트 |
| 2019 | Various Artists | - 이주의 디깅 #23 RAVI부터 JAY B까지                                            |                 | NAVER VIBE      |

##### Jus2
| 연도 | Artist | 제목                                                    | 앨범명    | 제공      |
| ---- | ------ | ------------------------------------------------------- | --------- | --------- |
| 2019 | Jus2   | GOT7 새 유닛 'Jus2'의 'FOCUS ON ME' 비하인드 사진 공개! | 《FOCUS》 | 지니 뮤직 |
| 2019 | Jus2   | Jus2 - GOT7의 두 번째 유닛, 지금 당장 'FOCUS'!          | 《FOCUS》 | 벅스      |
| 2019 | Jus2   | GOT7의 새 유닛! Jus2 (저스투) 'FOCUS'                   | 《FOCUS》 | 멜론      |

### 리뷰

#### JAY B
| 연도 | Artist        | 제목 | 음악・프로그램・기사              | 제공                                   |
| ---- | ------------- | --- | --------------------------------- | -------------------------------------- |
| 2022 | H1GHR MUSIC   | H1GHR MUSIC (PLAYL1ST) - When it rains, everybody is a homebody | H1GHR MUSIC PLAYL1ST              | H1GHR MUSIC                            |
| 2021 | JAY B         | (NEW ARTIST) H1GHR MEMBERS REACT TO NEW ARTIST 'JAY B' - 새로운 포지션의 아티스트, 색다른 R&B 보컬 | NEW ARTIST : JAY B                | H1GHR MUSIC                            |
| 2021 | JAY B         | JAY B (제이비) 팬미팅 - 《SOMO:FUME》 팬 영상 이벤트💙 - FROM JAY B's BEST FRIENDS | JAY B 1st Solo Global Fan Meeting | 제이비 팬연합 (스페셜 땡스투 : 료디고) |
| 2021 | JAY B         | 깊이 있는데 어디로 튈지 모르는 통통 튀는 매력에 매너까지 좋았다. 이미 성공적이지만 앞으로의 솔로 활동이 더욱더 기대되었고, 눈을 마주치며 대화하는게 상당히 편한 아티스트였다. 모든 스텝분들께 감사 인사를 마치고 잠시 쉬고 있는데, 싸인 CD를 선물로 주더라... 사람 참 따뜻하다. 진지하지만 지루하지 않고, 깊지만 재미없지 않은, 또 보고 싶은 매력이 있었다. 2시간의 팬미팅이 알차게 꽉 차게 즐거웠다. 전세계 #JAY B & #GOT7 팬분들에게 뜻깊은 시간이었길. - MC 프라임 코멘터리 - | JAY B 1st Solo Global Fan Meeting | 프라임                                 |
| 2020 | JAY B         | 다시 쓰는 로미오의 이야기 : 갓세븐 JAY B가 만들어가는 새로운 캐릭터 | GOT7 《DYE》                      | 채널예스                               |
| 2019 | JAY B         | 제프 벤자민이 기억에 남는 가수 中 : JAY B (GOT7) | WE K-POP                          | 카카오TV                               |
| 2021 | 박재범, JAY B | JAY B 〈B.T.W (Feat. Jay Park) (Dance Practice Video)〉 | JAY B 《SOMO:FUME》               | H1GHR MUSIC                            |
| 2021 | 박재범, JAY B | 프로 비보이팀이 뽑은 국내 연예인 中 | FusionMC                          | FusionMC                               |

#### JJ Project
| 연도 | Artist     | 제목 | 음반・방송      | 제공              |
| ---- | ---------- | --- | --------------- | ----------------- |
| 2017 | JJ Project | JJ Project (JAY B, 진영) 《Verse 2》 (Album Spoiler) | 《Verse 2》     | JYP Ent.          |
| 2017 | JJ Project | JJ Project (JAY B, 진영) 〈On&On〉 (Reaction by Prof. Ukida) | 《Verse 2》     | 우기다 박사       |
| 2017 | JJ Project | 음악 평론가 김영대의 2017년 베스트 케이팝(메인스트림) 앨범 15장 中 : JJ Project 《Verse 2》 - 청춘의 고민, 희망, 불안함 이런 감정들을 사색적인 가사에 잘 담아냄. - 다양한 장르를 넘나들지만, 집중력 있는 곡 쓰기가 돋보이고 단단한 음악성이 매력적으로 살아있는 앨범. | 《Verse 2》     | 김영대 LIVE       |
| 2021 | JJ Project | GOT7 진영 찐팬도 잘 모르는 갓세븐 진영의 놀라운 과거! (with JAY B) | 더슷하 다이어리 | THE STAR MAGAZINE |

#### Jus2
| 연도 | Artist | 제목 | 앨범명    | 제공             |
| ---- | ------ | --- | --------- | ---------------- |
| 2019 | Jus2   | 아이돌로지 1st Listen 2019년 3월 초순 리뷰 中 : Jus2 《FOCUS》 | 《FOCUS》 | 아이돌로지       |
| 2019 | Jus2   | Jus2 (JAY B, 유겸) 〈FOCUS ON ME〉 (Reaction by Prof. Ukida) | 《FOCUS》 | 우기다 박사      |
| 2019 | Jus2   | Jus2 (JAY B, 유겸) 〈LONG BLACK〉 (Reaction by Prof. Ukida) | 《FOCUS》 | 우기다 박사      |
| 2019 | Jus2   | 저스투(Jus2) JAY B · 유겸, 오감 넘어 육감 자극하는 《FOCUS》 (인터뷰Q) | 《FOCUS》 | 스포츠Q MK스포츠 |
| 2019 | Jus2   | 저스투(Jus2) JAY B · 유겸 “우리의 매력? 묘한 긴장감 속 섹시미“ (MK★인터뷰) | 《FOCUS》 | 스포츠Q MK스포츠 |
| 2019 | Jus2   | 저스투(Jus2) "JYP 박진영 '장난 아니네' 칭찬, 제일 기억에 남죠" (엑's 인터뷰 제공) | 《FOCUS》 | 스포츠Q MK스포츠 |
| 2019 | Jus2   | - Jus2 《FOCUS》는 감각이라는 주제로 여섯 트랙의 다양한 감각과 감정을 담아낸 앨범으로 JAY B와 유겸은 앨범 모든 수록곡의 작사, 작곡에 이름을 올리며 음악적 존재감을 드러내 둘만의 새로운 감각을 담아냈다. - 첫 번째 〈FOCUS ON ME〉 : 시각 - 두 번째 〈DRUNK ON YOU〉 : 후각 - 세 번째 〈TOUCH〉 : 촉각 - 네 번째 〈SENSES〉 : 새로운 여섯 번째 감각 - 다섯 번째 〈LOVE TALK〉 : 청각 - 여섯 번째 〈LONG BLACK〉 : 미각 | 《FOCUS》 | 스포츠Q MK스포츠 |
| 2019 | Jus2   | Jus2 (JAY B, 유겸) 〈FOCUS ON ME〉 (M/V) | 《FOCUS》 | JYP Ent.         |
| 2019 | Jus2   | Jus2 (JAY B, 유겸) 〈FOCUS ON ME〉 (Performance Video) | 《FOCUS》 | JYP Ent.         |
| 2019 | Jus2   | Jus2 (JAY B, 유겸) 〈FOCUS ON ME〉 (Dance Practice) | 《FOCUS》 | JYP Ent.         |
| 2019 | Jus2   | Jus2 (JAY B, 유겸) 〈FOCUS ON ME〉 (Japanese ver.) | 《FOCUS》 | JYP Ent.         |

#### GOT7

##### #GOT7FOREVER
| 연도 | #GOT7FOREVER                         | 제목                                                                   | 제공              |
| ---- | ------------------------------------ | ---------------------------------------------------------------------- | ----------------- |
| 2025 | 마크 투안 (Mark Tuan)                | - #HighAsYouChallenge with CYJ #MarkTuan #Youngjae #GOT7               | Mark Tuan         |
| 2025 | 마크 투안 (Mark Tuan)                | - #HighAsYouChallenge ATK ver. #MarkTuan #JacksonWang #BamBam #GOT7    | Mark Tuan         |
| 2025 | 마크 투안 (Mark Tuan)                | - #HighAsYouChallenge with JJP #MarkTuan #JAYB #Jinyoung #GOT7         | Mark Tuan         |
| 2025 | 마크 투안 (Mark Tuan)                | - #HighAsYouChallenge LA bros ver. #MarkTuan #Yugyeom #GOT7            | Mark Tuan         |
| 2022 | I GOT7𓅪 (아가새)                     | - 211203 BAMBAM moment (color ver.)                                    | BADMOMENT : JAY B |
| 2022 | 뱀뱀                                 | 뱀뱀 (BamBam) 〈Who Are You (Feat. 슬기 of Red Velvet)〉 (M/V)         | BamBam            |
| 2022 | 뱀뱀                                 | BamBam X JAY B 〈Who Are You〉                                         | BamBam            |
| 2022 | 뱀뱀                                 | BamBam X 영재 〈Who Are You〉                                          | BamBam            |
| 2022 | JAY B, 진영 - JJ Project             | JJ Project (JAY B & 진영) 〈On & On〉 (오르골라이브)                   | V LIVE            |
| 2022 | JAY B, 진영 - JJ Project             | 10년지기 현실 찐친 모먼트 제이비와 진영의 귀여운 티키타카 保辜가세요   | KBS Cool FM       |
| 2022 | JAY B, 진영 - JJ Project             | 본인등판! JJ Project 〈내일 오늘〉 찐리액션                            | KBS Cool FM       |
| 2021 | 영재                                 | 영재 (Youngjae) 〈Vibin〉 (M/V)                                        | 영재 (Youngjae)   |
| 2021 | 영재                                 | 영재 (Youngjae) 〈Vibin〉 미리 들어보았습니다. (GOT7 ver.)             | 영재 (Youngjae)   |
| 2021 | 영재                                 | 영재 (Youngjae) 〈Vibin〉 (with JAY B) #VibinChallenge                 | 영재 (Youngjae)   |
| 2021 | 영재                                 | 영재 (Youngjae) 〈Vibin〉 (with 뱀뱀 & 유겸) #VibinChallenge           | 영재 (Youngjae)   |
| 2021 | 영재                                 | 영재 (Youngjae) 〈Vibin〉 (with 마크 & 마일로) #VibinChallenge         | Mark Tuan (마크)  |
| 2021 | 영재                                 | 영재 (Youngjae) 〈Vibin〉 (with 영재 & 마크 & 마일로) #VibinChallenge  | 영재 (Youngjae)   |
| 2021 | 영재                                 | 영재 (Youngjae) 〈Vibin〉 (with 영재 & 잭슨) #VibinChallenge           | 영재 (Youngjae)   |
| 2021 | 영재                                 | 영재 (Youngjae) 〈Vibin〉 (with 영재 & 진영) #VibinChallenge           | 영재 (Youngjae)   |
| 2021 | 마크 투안 (Mark Tuan) 잭슨 진영 유겸 | 마크 투안 (Mark Tuan) 〈Last Breath〉 (M/V)                            | Mark Tuan         |
| 2021 | 마크 투안 (Mark Tuan) 잭슨 진영 유겸 | 잭슨 (Jackson Wang) 〈LMLY〉 (M/V)                                     | Jackson Wang      |
| 2021 | 마크 투안 (Mark Tuan) 잭슨 진영 유겸 | 진영 〈DIVE〉 (Special Clip)                                           | 원더케이          |
| 2021 | 마크 투안 (Mark Tuan) 잭슨 진영 유겸 | 유겸 (YUGYEOM) 〈Love The Way〉 (Performance)                          | AOMG              |
| 2021 | 영재 & JAY B                         | 갓세븐의 끈끈함 그런데 이제 뽐몰이(JAY B)를 곁들인                     | MBC FM4U          |
| 2021 | 영재 & JAY B                         | JAY B 〈B.T.W (Feat. 박재범) (Prod. Cha Cha Malone)〉 (M/V)            | H1GHR MUSIC       |
| 2021 | 뱀뱀                                 | 뱀뱀 (BamBam) 〈riBBon〉 (M/V)                                         | BamBam x ABYSS    |
| 2021 | 뱀뱀                                 | BamBam X 유겸 〈riBBon〉                                               | BamBam x ABYSS    |
| 2021 | 뱀뱀                                 | BamBam X 영재 〈riBBon〉                                               | BamBam x ABYSS    |
| 2021 | 뱀뱀                                 | BamBam X JAY B 〈riBBon〉                                              | BamBam x ABYSS    |
| 2018 | GOT7                                 | GOT7의 설거지옥 가위바위보! 가위바위보가 이렇게 재미있는 게임이었나... | ALL THE K-JAM     |

##### GOT7 & I GOT7
| 연도 | Artist | I GOT7           | 제목                                                                            | 콘텐츠                                 | 제공 |
| ---- | ------ | ---------------- | ------------------------------------------------------------------------------- | -------------------------------------- | ---- |
| 2022 | GOT7   | I GOT7𓅪 (아가새) | - 'GOT7 IS OUR NAME' - Drawing by.GOT7                                          | GOT7 IS OUR NAME                       | GOT7 |
| 2022 | GOT7   | I GOT7𓅪 (아가새) | - GOT7 ‘HOMECOMING’- 2022 FANCON VCR                                            | VCR                                    | GOT7 |
| 2022 | GOT7   | I GOT7𓅪 (아가새) | - (GOT7 IS OUR NAME) episode.13 FANCON 【HOMECOMING】 Practice Behind The Scene | FANCON 【HOMECOMING】 Behind The Scene | GOT7 |
| 2022 | GOT7   | I GOT7𓅪 (아가새) | - (GOT7 IS OUR NAME) episode.14 FANCON 【HOMECOMING】 Behind The Scene (1)      | FANCON 【HOMECOMING】 Behind The Scene | GOT7 |
| 2022 | GOT7   | I GOT7𓅪 (아가새) | - (GOT7 IS OUR NAME) episode.15 FANCON 【HOMECOMING】 Behind The Scene (2)      | FANCON 【HOMECOMING】 Behind The Scene | GOT7 |
| 2022 | GOT7   | I GOT7𓅪 (아가새) | - (GOT7 IS OUR NAME) episode.16 FANCON 【HOMECOMING】 Behind The Scene (3)      | FANCON 【HOMECOMING】 Behind The Scene | GOT7 |

##### 리뷰
| 연도      | Artist | 제목 | 음악・프로그램・기사                                         | 제공                                |
| --------- | ------ | --- | ------------------------------------------------------------ | ----------------------------------- |
| 2022      | GOT7   | JYP 떠나도 완전체, 갓세븐 컴백이 준 감동 (뮤직와치) | 뉴스엔                                                       | 뉴스엔                              |
| 2022      | GOT7   | 갓세븐의 이번 앨범이 왜 특별한지 아세요? (뿔뿔이 흩어진 멤버들이 스케줄을 조율해서 다시 뭉치는 게 얼마나 어려운지.) | GQ                                                           | GQ                                  |
| 2022      | GOT7   | “소속사 달라도”...갓세븐, 완전체 컴백이 주목받는 이유 (SW뮤직) | 스포츠월드                                                   | 스포츠월드                          |
| 2022      | GOT7   | 보란듯이 증명한 갓세븐, 아가새와 개척한 새로운 길 (뮤직와치) | 뉴스엔                                                       | 뉴스엔                              |
| 2022      | GOT7   | 따로 또 같이…아이돌 해체 공식 깬 갓세븐의 2막 (N초점) | 뉴스1                                                        | 뉴스1                               |
| 2022      | GOT7   | 아이돌이라는 신기루 : 갓세븐의 완전체 컴백 '갓세븐(GOT7)의 <GOT7>' | 채널예스                                                     | 채널예스                            |
| 2022      | GOT7   | 갓세븐의 생존, 그리고 증명 | ize                                                          | ize                                 |
| 2022      | GOT7   | (임팩터) 'GOT7 (갓세븐)' (MK뮤직) | 스타투데이                                                   | 스타투데이                          |
| 2022      | GOT7   | GOT7 갓세븐의 매력에 허우적 거릴 시간...(GOT7 갓세븐 명곡 베스트) - 김영대 평론가가 꼽은 GOT7 대표곡 Top9 | 펜타곤의 밤의 라디오                                         | EBS                                 |
| 2021      | GOT7   | 수록곡 맛집 : 갓세븐, 누구나 가슴 속에 한 곡쯤은 | 수록곡 맛집                                                  | 엑스포츠뉴스                        |
| 2021      | GOT7   | This Is GOT7 - Ahgases! No goodbyes, check out the boys' solo tracks! | GOT7 《Encore》                                              | 스포티파이                          |
| 2021      | GOT7   | 갓세븐의 끈끈함 그런데 이제 뽐몰이를 곁들인 | 정오의 희망곡                                                | MBC FM4U H1GHR MUSIC                |
| 2021      | GOT7   | 2021 더스타 창간 8주년 기념, 더스타 어워즈 : '팀워크 상 - GOT7' | THE STAR                                                     | THE STAR MAGAZINE                   |
| 2021      | GOT7   | GOT7 〈딱 좋아〉 | GOT7                                                         | SBS                                 |
| 2021      | GOT7   | 갓세븐(GOT7) 《FLIGHT LOG 3부작》 ~ 《Call My Name》까지 세(새)계관 정리 | - 〈니가 부르는 나의 이름〉 - 〈NOT BY THE MOON〉            | 디어세븐 GOT7                       |
| 2021      | GOT7   | GOT7 〈니가 부르는 나의 이름〉 (뮤직뱅크) | - 〈니가 부르는 나의 이름〉 - 〈NOT BY THE MOON〉            | 정훈남 KBS Kpop                     |
| 2021      | GOT7   | GOT7 〈니가 부르는 나의 이름〉 (KBS 가요대축제) | - 〈니가 부르는 나의 이름〉 - 〈NOT BY THE MOON〉            | 정훈남 KBS Kpop                     |
| 2021      | GOT7   | GOT7 〈니가 부르는 나의 이름〉 (뮤직뱅크, Choreography) - 마지막 안무 동작은 〈이름〉을 뜻하는 수어(수화 언어)이다. 〈이름〉을 뜻하는 수어(수화 언어)는 '왼쪽 가슴에 단 명찰처럼 표현하는 것'으로 오른쪽 주먹의 엄지와 검지손가락을 펴서 손 끝이 왼쪽으로 향하게 하여 왼쪽 가슴에 대는 것. | - 〈니가 부르는 나의 이름〉 - 〈NOT BY THE MOON〉            | 정훈남 KBS Kpop                     |
| 2021      | GOT7   | GOT7 〈니가 부르는 나의 이름〉 (Pixel MV 픽셀 뮤비 + 8 bit Cover) | - 〈니가 부르는 나의 이름〉 - 〈NOT BY THE MOON〉            | 정훈남 KBS Kpop                     |
| 2021      | GOT7   | 아가새들은 좋겠다,,, 가사만 읽었는데 소설 한 편 읽은 기분일테니까,,, | - 〈니가 부르는 나의 이름〉 - 〈NOT BY THE MOON〉            | 모모(momoe)                         |
| 2021      | GOT7   | GOT7 〈NOT BY THE MOON〉 (M/V) | - 〈니가 부르는 나의 이름〉 - 〈NOT BY THE MOON〉            | JYP Ent.                            |
| 2021      | GOT7   | GOT7 〈NOT BY THE MOON〉 (Reaction by Prof. Ukida) | - 〈니가 부르는 나의 이름〉 - 〈NOT BY THE MOON〉            | 우기다 박사                         |
| 2021      | GOT7   | 골든디스크 음반 부문 본상 - GOT7 (팬들 걱정 + 퇴사 바이브) | - 〈Breath (넌 날 숨 쉬게 해)〉 - 〈LAST PIECE〉             | 네이버 TV 디어세븐 Mnet K-POP       |
| 2021      | GOT7   | GOT7 〈INTRO + NOT BY THE MOON + Breath (넌 날 숨 쉬게 해)〉 | - 〈Breath (넌 날 숨 쉬게 해)〉 - 〈LAST PIECE〉             | 네이버 TV 디어세븐 Mnet K-POP       |
| 2021      | GOT7   | GOT7 〈NOT BY THE MOON + LAST PIECE〉 | - 〈Breath (넌 날 숨 쉬게 해)〉 - 〈LAST PIECE〉             | 네이버 TV 디어세븐 Mnet K-POP       |
| 2021      | GOT7   | GOT7 〈Breath (넌 날 숨 쉬게 해)〉 갓세븐에게 명작이란? | - 〈Breath (넌 날 숨 쉬게 해)〉 - 〈LAST PIECE〉             | 우기다 박사                         |
| 2021      | GOT7   | 굿모닝 연예 : 〈갓세븐, 팬들을 위한 노래 '앙코르(Encore)' 깜짝 발표〉 | - 〈앙코르 (Encore)〉                                        | SBS                                 |
| 2021      | GOT7   | (뮤직IS) 흩어진 갓세븐, 어떻게 '앙코르' 했을까 | - 〈앙코르 (Encore)〉                                        | 일간스포츠                          |
| 2021      | GOT7   | GOT7 〈Fly〉 | - 〈Fly〉 - 〈You Are〉 - 《7 for 7》                        | SBS                                 |
| 2021      | GOT7   | GOT7 〈You Are〉 | - 〈Fly〉 - 〈You Are〉 - 《7 for 7》                        | SBS                                 |
| 2021      | GOT7   | GOT7 《7 for 7》 | - 〈Fly〉 - 〈You Are〉 - 《7 for 7》                        | JYP Ent.                            |
| 2021      | GOT7   | 춤을 추듯 파도치는 초록빛 은하수 물결은 영원할 거예요 #GOT7FOREVER | - 〈Fly〉 - 〈You Are〉 - 《7 for 7》                        | 사심인가:무대모음ZIP💚              |
| 2021      | GOT7   | Online Compilation Concert #22 : #GOT7 (SINCE 2014 ~ 2020) | - 〈Fly〉 - 〈You Are〉 - 《7 for 7》                        | KBS WORLD TV                        |
| 2021      | GOT7   | 갓세븐 탈떡은 없다💚 아가새 종신계약 급행열차 GOT7 무대 몰아보기 | - 〈Fly〉 - 〈You Are〉 - 《7 for 7》                        | KBS Kpop                            |
| 2021      | GOT7   | 갓세븐 마크가 만들어 먹는 마크 정식! | GOT7 마크 투안 (Mark Tuan) 주간 아이돌 이제이레시피 영국남자 | ALL THE K-POP 이제이레시피 영국남자 |
| 2021      | GOT7   | 마크정식 만들기 편의점꿀조합 먹방! 페이스북에서 인기폭발레시피!!! | GOT7 마크 투안 (Mark Tuan) 주간 아이돌 이제이레시피 영국남자 | ALL THE K-POP 이제이레시피 영국남자 |
| 2021      | GOT7   | 편의점 꿀조합을 처음 먹어본 영국 고등학생들의 반응!? (ft.짜파구리 마크정식) | GOT7 마크 투안 (Mark Tuan) 주간 아이돌 이제이레시피 영국남자 | ALL THE K-POP 이제이레시피 영국남자 |
| 2020      | GOT7   | GOT7 〈NOT BY THE MOON〉 | BE ORIGINAL                                                  | 스튜디오 춤                         |
| 2020      | GOT7   | GOT7 〈POISON〉 | BE ORIGINAL                                                  | 스튜디오 춤                         |
| 2020      | GOT7   | GOT7 〈NOT BY THE MOON + POISON〉 (Behind) | BE ORIGINAL                                                  | 스튜디오 춤                         |
| 2020      | GOT7   | GOT7 〈AURA〉 | Blindfolded choreography                                     | MOVE REC.                           |
| 2020      | GOT7   | 살랑거리는 춤선으로 심장 후드려 패는 갓세븐 〈AURA〉 촬영현장 | Blindfolded choreography                                     | MOVE REC.                           |
| 2020      | GOT7   | (ENG→KOR) GOT7(갓세븐) 〈NOT BY THE MOON〉 | 댓글, 번역해드립니다                                         | Mnet K-POP                          |
| 2020      | GOT7   | TOP 10 아이돌 최고의 팬송은? - 뮤빗 내 투표 결과 1위 : GOT7 〈고마워〉 | 〈고마워〉                                                   | Mubeat                              |
| 2020      | GOT7   | 갓세븐의 아크로바틱(마샬아츠 트릭킹) 리액션 | Official W.I.T                                               | Official W.I.T                      |
| 2020      | GOT7   | 갓세븐의 띵곡 추천(Feat. 수록곡) (이대표의 사심보고서) | 이대표의 사심보고서                                          | 엔터상사                            |
| 2019      | GOT7   | GOT7 〈KEEP SPINNING〉 (TRAILER) | 2019 GOT7 WORLD TOUR 〈KEEP SPINNING〉                       | JYP Ent.                            |
| 2019      | GOT7   | GOT7 〈KEEP SPINNING〉 (SPOT) | 2019 GOT7 WORLD TOUR 〈KEEP SPINNING〉                       | JYP Ent.                            |
| 2019      | GOT7   | GOT7 〈KEEP SPINNING〉 (DVD & BLU-RAY PREVIEW) | 2019 GOT7 WORLD TOUR 〈KEEP SPINNING〉                       | JYP Ent.                            |
| 2019      | GOT7   | GOT7 〈EYES ON YOU〉 (SPOT) | 2018 GOT7 WORLD TOUR 〈EYES ON YOU〉                         | JYP Ent.                            |
| 2019      | GOT7   | GOT7 〈EYES ON YOU〉 (Epilogue Film) | 2018 GOT7 WORLD TOUR 〈EYES ON YOU〉                         | JYP Ent.                            |
| 2019      | GOT7   | GOT7 〈EYES ON YOU〉 (DVD & BLU-RAY PREVIEW) | 2018 GOT7 WORLD TOUR 〈EYES ON YOU〉                         | JYP Ent.                            |
| 2019      | GOT7   | GOT7 〈FLY TOUR〉 (The Memories of 115 Days) | 2016 GOT7 WORLD TOUR 〈FLY TOUR〉                            | JYP Ent.                            |
| 2019      | GOT7   | GOT7 〈FLY TOUR〉 (FLY IN SEOUL - FINAL) | 2016 GOT7 WORLD TOUR 〈FLY TOUR〉                            | JYP Ent.                            |
| 2019      | GOT7   | GOT7 〈Crash & Burn〉 | BE ORIGINAL                                                  | 스튜디오 춤                         |
| 2019      | GOT7   | GOT7 〈Thursday〉 | BE ORIGINAL                                                  | 스튜디오 춤                         |
| 2019      | GOT7   | GOT7 〈Crash & Burn + Thursday〉 (Behind) | BE ORIGINAL                                                  | 스튜디오 춤                         |
| 2019      | GOT7   | GOT7 〈니가 부르는 나의 이름〉 (뮤직비디오 리뷰) | 〈니가 부르는 나의 이름〉                                    | 찐모TV                              |
| 2019      | GOT7   | '2019 MAMA' 갓세븐, 페이보릿 댄스 퍼포먼스 수상… "뜻깊은 상 감사" - 수상 내용 : 타이틀곡 〈Eclipse〉를 통해 감각적인 안무를 선보이며 퍼포먼스를 예술로 승화, 전 세계에 K-pop 퍼포먼스 위상을 높임. | 〈Eclipse〉                                                  | 뉴스1                               |
| 2019      | GOT7   | 결산 2019 : 퍼포먼스 Pick! 中 : GOT7 〈Eclipse〉 | 〈Eclipse〉                                                  | 아이돌로지                          |
| 2019      | GOT7   | GOT7 〈Eclipse〉 (M/V) | 〈Eclipse〉                                                  | JYP Ent.                            |
| 2019      | GOT7   | GOT7 〈ECLIPSE〉 (TAPE, EDITED Ver.) | 〈Eclipse〉                                                  | JYP Ent.                            |
| 2019      | GOT7   | GOT7 〈ECLIPSE〉 (Thank You I GOT7 Ver.) | 〈Eclipse〉                                                  | JYP Ent.                            |
| 2019      | GOT7   | GOT7 〈ECLIPSE〉 | 〈Eclipse〉                                                  | SBS KPOP                            |
| 2019      | GOT7   | GOT7 〈ECLIPSE〉 (지미집캠) | 〈Eclipse〉                                                  | SBS KPOP                            |
| 2019      | GOT7   | GOT7 〈INTRO + ECLIPSE (2019 MAMA ver.)〉 | 〈Eclipse〉                                                  | Mnet K-POP                          |
| 2019      | GOT7   | GOT7 〈ECLIPSE〉 | 〈Eclipse〉                                                  | SBS KPOP                            |
| 2019      | GOT7   | JJ Project (JAY B, 진영) 〈On&On〉 (어쿠스틱 Ver.) | 〈On&On〉                                                    | V LIVE                              |
| 2019      | GOT7   | GOT7 〈I Am Me〉 | 〈I Am Me〉                                                  | KBS Kpop                            |
| 2019      | GOT7   | JJ Project (JAY B, 진영) 〈Icarus〉 | 〈Icarus〉 《Verse 2》                                       | V LIVE                              |
| 2019      | GOT7   | GOT7 〈ECLIPSE〉 (Reaction by Prof. Ukida) | 〈ECLIPSE〉 〈On&On〉 〈I Am Me〉                            | 우기다 박사                         |
| 2019      | GOT7   | JJ Project (JAY B, 진영) 〈On&On〉 (Reaction by Prof. Ukida) | 〈ECLIPSE〉 〈On&On〉 〈I Am Me〉                            | 우기다 박사                         |
| 2019      | GOT7   | GOT7 〈I Am Me〉 (Reaction by Prof. Ukida) | 〈ECLIPSE〉 〈On&On〉 〈I Am Me〉                            | 우기다 박사                         |
| 2019      | GOT7   | GOT7 〈LOVE LOOP〉 (Reaction by Prof. Ukida) | 《LOVE LOOP》                                                | 우기다 박사                         |
| 2018      | GOT7   | 갓세븐이 선물한 겨울날의 ‘Miracle(기적)’ (M+신미래의 뮤비래) | 〈Miracle〉 〈Playground〉 〈Paradise〉                      | MBN                                 |
| 2018      | GOT7   | GOT7 〈Miracle〉 (M/V) | 〈Miracle〉 〈Playground〉 〈Paradise〉                      | JYP Ent.                            |
| 2018      | GOT7   | GOT7 〈Miracle〉 (Winter Story with I GOT7) | 〈Miracle〉 〈Playground〉 〈Paradise〉                      | JYP Ent.                            |
| 2018      | GOT7   | GOT7 〈Playground〉 (7 Years With GOT7 💚 I GOT7) | 〈Miracle〉 〈Playground〉 〈Paradise〉                      | JYP Ent.                            |
| 2018      | GOT7   | GOT7 〈Playground〉 (LIVE) (GOT7 💚 I GOT7 FAN MEETING) | 〈Miracle〉 〈Playground〉 〈Paradise〉                      | JYP Ent.                            |
| 2018      | GOT7   | GOT7 〈6 Years, Dear my Playground I GOT7 (아가새)〉 | 〈Miracle〉 〈Playground〉 〈Paradise〉                      | JYP Ent.                            |
| 2018      | GOT7   | GOT7 〈Paradise〉 (LIVE) | 〈Miracle〉 〈Playground〉 〈Paradise〉                      | V LIVE                              |
| 2018      | GOT7   | 5주년 앞둔 갓세븐, 사랑스러운 아가새 밖에 ‘안 보여’ (신연경의 반했송) | 〈Miracle〉 〈Playground〉 〈Paradise〉                      | MK스포츠                            |
| 2018      | GOT7   | GOT7 〈Miracle〉 (Reaction by Prof. Ukida) | 〈Miracle〉 〈고마워〉                                       | 우기다 박사                         |
| 2018      | GOT7   | GOT7 〈고마워〉 (Reaction by Prof. Ukida) | 〈Miracle〉 〈고마워〉                                       | 우기다 박사                         |
| 2018      | GOT7   | 7인 7색 GOT7의 솔로곡 셀프 PR타임! | GOT7 JAY B 마크 (Mark Tuan) 잭슨 진영 영재 뱀뱀 유겸         | M2                                  |
| 2018      | GOT7   | ‘Lullaby(럴러바이)’, 갓세븐의 각기 다른 7가지 꿈 (M+신미래의 뮤비래) | GOT7 JAY B 마크 (Mark Tuan) 잭슨 진영 영재 뱀뱀 유겸         | MBN                                 |
| 2018      | GOT7   | GOT7 〈Lullaby〉 (M/V) | GOT7 JAY B 마크 (Mark Tuan) 잭슨 진영 영재 뱀뱀 유겸         | JYP Ent.                            |
| 2018      | GOT7   | JAY B (GOT7) 〈Sunrise〉 (M/V) | GOT7 JAY B 마크 (Mark Tuan) 잭슨 진영 영재 뱀뱀 유겸         | JYP Ent.                            |
| 2018      | GOT7   | 마크 (GOT7) 〈OMW〉 (M/V) | GOT7 JAY B 마크 (Mark Tuan) 잭슨 진영 영재 뱀뱀 유겸         | JYP Ent.                            |
| 2018      | GOT7   | 잭슨 (GOT7) 〈Made It〉 (M/V) | GOT7 JAY B 마크 (Mark Tuan) 잭슨 진영 영재 뱀뱀 유겸         | JYP Ent.                            |
| 2018      | GOT7   | 진영 (GOT7) 〈My Youth〉 (M/V) | GOT7 JAY B 마크 (Mark Tuan) 잭슨 진영 영재 뱀뱀 유겸         | JYP Ent.                            |
| 2018      | GOT7   | 영재 (GOT7) 〈혼자 (Nobody Knows)〉 (M/V) | GOT7 JAY B 마크 (Mark Tuan) 잭슨 진영 영재 뱀뱀 유겸         | JYP Ent.                            |
| 2018      | GOT7   | 뱀뱀 (GOT7) 〈Party〉 (M/V) | GOT7 JAY B 마크 (Mark Tuan) 잭슨 진영 영재 뱀뱀 유겸         | JYP Ent.                            |
| 2018      | GOT7   | 유겸 (GOT7) 〈Fine〉 (M/V) | GOT7 JAY B 마크 (Mark Tuan) 잭슨 진영 영재 뱀뱀 유겸         | JYP Ent.                            |
| 2018      | GOT7   | GOT7 〈Lullaby〉 (Live) | GOT7 JAY B 마크 (Mark Tuan) 잭슨 진영 영재 뱀뱀 유겸         | KBS Kpop Mnet K-POP                 |
| 2018      | GOT7   | GOT7 〈Lullaby〉 (Dark Ver.) | GOT7 JAY B 마크 (Mark Tuan) 잭슨 진영 영재 뱀뱀 유겸         | KBS Kpop Mnet K-POP                 |
| 2017      | GOT7   | 김영대의 음악토크 中 GOT7 《7 for 7》 / JJ Project 《Verse 2》 / GOT7 〈Look〉 | 《FLIGHT LOG 3부작》 《Verse 2》 《7 for 7》 《Eyes On You》 | 김영대 LIVE JYP Ent.                |
| 2017      | GOT7   | 음악 평론가 김영대의 앨범 리뷰 中 JJ Project 《Verse 2》 | 《FLIGHT LOG 3부작》 《Verse 2》 《7 for 7》 《Eyes On You》 | 김영대 LIVE JYP Ent.                |
| 2017      | GOT7   | 음악 평론가 김영대의 앨범 리뷰 : GOT7 《Eyes on You》 리뷰 | 《FLIGHT LOG 3부작》 《Verse 2》 《7 for 7》 《Eyes On You》 | 김영대 LIVE JYP Ent.                |
| 2017      | GOT7   | GOT7 《FLIGHT LOG : DEPARTURE》 (Album Spoiler) | 《FLIGHT LOG 3부작》 《Verse 2》 《7 for 7》 《Eyes On You》 | 김영대 LIVE JYP Ent.                |
| 2017      | GOT7   | GOT7 《FLIGHT LOG : TURBULENCE》 (Album Spoiler) | 《FLIGHT LOG 3부작》 《Verse 2》 《7 for 7》 《Eyes On You》 | 김영대 LIVE JYP Ent.                |
| 2017      | GOT7   | GOT7 《FLIGHT LOG : ARRIVAL》 (Album Spoiler) | 《FLIGHT LOG 3부작》 《Verse 2》 《7 for 7》 《Eyes On You》 | 김영대 LIVE JYP Ent.                |
| 2017      | GOT7   | GOT7 《7 for 7》 (Album Spoiler) | 《FLIGHT LOG 3부작》 《Verse 2》 《7 for 7》 《Eyes On You》 | 김영대 LIVE JYP Ent.                |
| 2017      | GOT7   | JJ Project (JAY B, 진영) 《Verse 2》 (Album Spoiler) | 《FLIGHT LOG 3부작》 《Verse 2》 《7 for 7》 《Eyes On You》 | 김영대 LIVE JYP Ent.                |
| 2017      | GOT7   | GOT7 《Eyes On You》 (Album Spoiler) | 《FLIGHT LOG 3부작》 《Verse 2》 《7 for 7》 《Eyes On You》 | 김영대 LIVE JYP Ent.                |
| 2017      | GOT7   | JJ Project 《Verse 2》 - 청춘의 고민, 희망, 불안함 이런 감정들을 사색적인 가사에 잘 담아냄. - 다양한 장르를 넘나들지만, 집중력 있는 곡 쓰기가 돋보이고 단단한 음악성이 매력적으로 살아있는 앨범. | 《FLIGHT LOG 3부작》 《Verse 2》 《7 for 7》 《Eyes On You》 | 김영대 LIVE JYP Ent.                |
| 2017      | GOT7   | GOT7 《7 for 7》 - GOT7의 《7 for 7》은 《FLIGHT LOG》 3부작 시리즈에 이어서 타이틀곡, 수록곡 모두 준수한 음악적으로 GOT7 멤버들의 송라이팅 능력이 극대화된 단단한 완성도를 보여주고, 음반 자체가 매끈하고 세련미가 있는 앨범. - GOT7은 2017년 《FLIGHT LOG》 3부작 시리즈 완성에 이어 GOT7의 《7 for 7》과 JJ Project의 《Verse 2》 앨범으로 음악적으로 한 단계 도약하는 잊을 수 없는 한 해가 되지 않았나. | 《FLIGHT LOG 3부작》 《Verse 2》 《7 for 7》 《Eyes On You》 | 김영대 LIVE JYP Ent.                |
| 2017      | GOT7   | GOT7 〈Look〉, 〈You Are〉 - 믹싱과 마스터링을 외국에서 작업한 풍성한 사운드 - 미국 굴지의 마스터링 스튜디오 스털링 사운드(Sterling Sound) | 《FLIGHT LOG 3부작》 《Verse 2》 《7 for 7》 《Eyes On You》 | 김영대 LIVE JYP Ent.                |
| 2017      | GOT7   | (+) 믹싱 또는 마스터링을 외국에서 작업한 곡 - 2016년 GOT7 《FLIGHT LOG : TURBULENCE》 〈하드캐리〉 - 2017년 GOT7 《FLIGHT LOG : ARRIVAL》 〈Never Ever〉 - 2017년 JJ Project 《Verse 2》 〈내일, 오늘〉 - 2017년 GOT7 《7 for 7》 〈You Are〉 - 2018년 GOT7 《Eyes On You》 〈Look〉 - 2019년 Jus2 《FOCUS》 〈FOCUS ON ME〉 - 2019년 Jus2 《FOCUS》 〈DRUNK ON YOU〉 - 2019년 Jus2 《FOCUS》 〈LONG BLACK〉 - 2019년 GOT7 《SPINNING TOP : BETWEEN SECURITY & INSECURITY》 〈ECLIPSE〉 - 2019년 GOT7 《Call My Name》 〈니가 부르는 나의 이름〉 - 2020년 GOT7 《DYE》 〈NOT BY THE MOON〉 - 2020년 GOT7 《Breath of Love : Last Piece》 〈Breath (넌 날 숨 쉬게 해)〉 - 2020년 GOT7 《Breath of Love : Last Piece》 〈LAST PIECE〉 | 《FLIGHT LOG 3부작》 《Verse 2》 《7 for 7》 《Eyes On You》 | 김영대 LIVE JYP Ent.                |
| 2016      | GOT7   | M COUNTDOWN 화제의 무대 분석 - GOT7(갓세븐) 편 | 엠넷아이                                                     | Mnet Official                       |
| 2016      | GOT7   | GOT7 〈skyway〉 (J2N Choreography) | 엠넷아이                                                     | Mnet Official                       |
| 2016 2019 | GOT7   | GOT7 (갓세븐) 〈Official Light Stick〉 (Video) | GOT7 〈Official Light Stick〉                                | JYP Ent.                            |
| 2016 2019 | GOT7   | GOT7 (갓세븐) 공식 응원봉 언박싱! | GOT7 〈Official Light Stick〉                                | withdrama                           |

| 연도 | Artist | 제목                                                                       | 7 for 7                           | 제공 |
| ---- | ------ | -------------------------------------------------------------------------- | --------------------------------- | ---- |
| 2021 | GOT7   | 갓세븐 영재, 신곡 'Vibin' 미리듣기 공개→JAY B・뱀뱀・유겸 응원.."청량하다" | 영재 (Youngjae) JAY B, 유겸, 뱀뱀 | OSEN |

## 특징

### JAY B / Def.
| 연도   | Artist       | 비고 |
| ------ | ------------ | --- |
| 2012 ~ | JAY B / Def. | - "어느 그릇에 담기느냐에 따라 모양이 바뀌고, 어디에 국한 되지도 않고 자유로운 흐름 속에 있는 물처럼. 그런 자유로운 흐름 속에 있는 사람이었으면 좋겠다라는 생각을 좀 하게 돼요." (Short Film: JAY B Documentary, 2021.05.24) |
| 2012 ~ | JAY B / Def. | - Def. / JAY B의 음반 내용과 참여 목록 |
| 2012 ~ | JAY B        | - JAY B - 본격적으로 솔로 가수로서 홀로서는 결이 다름을 담고 있는 새로운 이름. - 춤 시작은 중학교 3학년 때 시작. 비보이 팀 활동 경력. - 활동 그룹 - JJ Project - GOT7 - Jus2 |
| 2017 ~ | Def.         | - Def. - Def.는 JAY B가 쓰는 또 하나의 아티스트명이자, 음악을 만들어서 유통할 때 쓰는 필명이다. - Def.로서, Def.의 감성을 표현하고, 자신을 좀 더 많이 담을 수 있는 곳에서나 좀 더 자유롭게 음악을 활동하는 곳에서 쓰는 또 하나의 아티스트명이자, 음악을 만들어서 유통할 때 쓰는 필명. - Def.의 풀 네임은 JAY B가 연습생이 되기 전부터 썼던 비보이네임 DEFSOUL으로, JAY B가 비보이 활동 이름을 고민하고 있을 때 Musiq Soulchild의 〈Just Friends〉 뮤직비디오 마지막에 나오는 "Def Jam"에서 영감 받아 지었다. - Def. 의 '믹스테이프' - 2017년부터 솔로 아티스트 Def. 로서, Def.만의 감성이 담긴 '믹스테이프'를 발매하고 있다. - Def. 의 음반 - 2022년 1월 26일 Def.의 첫 EP 《'LOVE.'》를 발매한다. - 음악 크루 - õffshore : 2019년부터 Def.로서, 음악 크루 õffshore의 소속으로 음반 활동중이다. |

### 가수
| 연도   | Artist | 비고 | 트위터 해시태그 (Hashflags) |
| ------ | ------ | ---- | --------------------------- |
| 2021 ~ | JAY B  | 솔로 |                             |
| 2021 ~ | JAY B  | 솔로 | - #JAYB                     |
| 2021 ~ | JAY B  | 솔로 | - #제이비                   |

### 배우
| 연도   | Artist | 비고                                  |
| ------ | ------ | ------------------------------------- |
| 2012 ~ | JAY B  | - 2012년 KBS 《드림하이 2》 배우 데뷔 |

### 경력
| 연도 | 경력   | 비고                                                        |
| ---- | ------ | ----------------------------------------------------------- |
| 2009 | 오디션 | - 2009년 제5회 JYP 공채 오디션 5기 1위 (with 공동 1등 진영) |

### 학력
| 학력 | 학교 |
| ---- | --- |
| 학력 | - 고양관산초등학교 (졸업) - 벽제중학교 (졸업) - 세원고등학교 (졸업) - 국제사이버대학교 엔터테인먼트학과 |

## 인용・재해석

#### 재해석・Cover
| 연도 | Artist         | 제목                                                       | 프로그램 | 방송사 | 공급사 |
| ---- | -------------- | ---------------------------------------------------------- | -------- | ------ | ------ |
| 2022 | 종한 (JONGHAN) | 종한 (JONGHAN) 〈흔들의자 (Rocking Chair)〉 (원곡 : JAY B) | 종한     | 종한   | 종한   |

## 수상

### JAY B
| 연도 | 시상식                      | 구분              |
| ---- | --------------------------- | ----------------- |
| 2021 | 2020년 《APAN 스타 어워즈》 | - 베스트 올라운더 |

## 자체 제작 콘텐츠

### JAY B / Def.
| 연도   | Artist        | 메인          | 구분       | 콘텐츠                     | 제목                                                                                        | 제공                                 |
| ------ | ------------- | ------------- | ---------- | -------------------------- | ------------------------------------------------------------------------------------------- | ------------------------------------ |
| 2021   | JAY B         | JAY B         | 음반       | 뮤직 비디오                | - M/V                                                                                       | H1GHR MUSIC                          |
| 2021   | JAY B         | JAY B         | 음반       | 뮤직 비디오                | - Performance Video                                                                         | H1GHR MUSIC                          |
| 2021   | JAY B         | JAY B         | 음반       | 뮤직 비디오                | - Visualizer                                                                                | H1GHR MUSIC                          |
| 2021   | JAY B         | JAY B         | 음반       | 뮤직 비디오                | - Live Clip                                                                                 | H1GHR MUSIC                          |
| 2021   | JAY B         | JAY B         | 음반       | 오디오                     | - Official Audio                                                                            | H1GHR MUSIC                          |
| 2021   | JAY B         | JAY B         | 다큐멘터리 | 다큐멘터리                 | - Short Film: JAY B Documentary                                                             | H1GHR MUSIC                          |
| 2021   | JAY B         | JAY B         | 인터뷰     | 인터뷰                     | - JAY B x Jay Park - 1 on 1 Interview                                                       | H1GHR MUSIC                          |
| 2021   | JAY B         | JAY B         | 브이로그   | 브이로그                   | - JAY B’s Eye                                                                               | H1GHR MUSIC                          |
| 2021   | JAY B         | JAY B         | 소통       | I GOT7𓅪 (아가새) 팬 여러분 | - 트위터 : JAY B - X                                                                        | 트위터                               |
| 2021   | JAY B         | JAY B         | 소통       | I GOT7𓅪 (아가새) 팬 여러분 | - 인스타 라이브 : jaybnow.hr - 인스타그램                                                   | jaybnow.hr - 인스타그램              |
| 2021   | JAY B         | JAY B         | 소통       | I GOT7𓅪 (아가새) 팬 여러분 | - V LIVE : JAY B                                                                            | H1GHR MUSIC                          |
| 2021   | JAY B         | JAY B         | MD         | Official Merch             | - JAY B 1st EP 《SOMO:FUME》 (Designs featuring : JAY B)                                    | H1GHR MUSIC                          |
| 2017 ~ | Def.          | Def.          | 음악       | 믹스테이프(Mixtape)        | - Def. - Official Audio                                                                     | JAY B                                |
| 2017 ~ | Def.          | Def.          | 음악       | 믹스테이프(Mixtape)        | - Def. - Official Lyric Video                                                               | JAY B                                |
| 1994 ~ | LIM JAE BEOM. | LIM JAE BEOM. | 리얼리티   | 브이로그                   | - Day.                                                                                      | JAY B                                |
| 2019 ~ | õffshore      | õffshore      | 음반       | Official Audio             | - õffshore - Official Audio                                                                 | Õffshore                             |
| 2014 ~ | GOT7          | GOT7          | GOT7       | #GOT7FOREVER               | - #GOT7FOREVER                                                                              | GOT7                                 |
| 2014 ~ | GOT7          | GOT7          | GOT7       | 단독 프로그램              | - GOT7의 단독 프로그램 (음반 발매) - GOT7의 단독 프로그램 (리얼리티・예능)                  | - GOT7 (2021 ~) - GOT7 (2014 ~ 2020) |
| 2014 ~ | GOT7          | GOT7          | GOT7       | 자체 제작 콘텐츠           | - GOT7 (2021 ~)                                                                             | - GOT7 (2021 ~) - GOT7 (2014 ~ 2020) |
| 2014 ~ | GOT7          | GOT7          | GOT7       | 자체 제작 콘텐츠           | - GOT7 (2014 ~ 2020)                                                                        | - GOT7 (2021 ~) - GOT7 (2014 ~ 2020) |
| 2014 ~ | GOT7          | GOT7          | GOT7       | 자체 제작 콘텐츠           | - JYP 엔터테인먼트 유튜브 (2014 ~ 2015) - Real GOT7 Season 1 ~ Season 3 - GOT7의 고백 1 ~ 2 | - GOT7 (2021 ~) - GOT7 (2014 ~ 2020) |

### GOT7
| 연도   | Artist | 구분                                                                | 특징                     | 참고 문서                      |
| ------ | ------ | ------------------------------------------------------------------- | ------------------------ | ------------------------------ |
| 2014 ~ | GOT7   | 특징                                                                | 특징                     | 특징                           |
| 2014 ~ | GOT7   | 음반                                                                | 음반                     | GOT7 음반 목록                 |
| 2014 ~ | GOT7   | 음반                                                                | 뮤직비디오               | GOT7 뮤직비디오                |
| 2014 ~ | GOT7   | 음반                                                                | 음반 내용                | GOT7 음반 제작기               |
| 2014 ~ | GOT7   | 음반                                                                | 음반 내용                | GOT7 음반 내용                 |
| 2014 ~ | GOT7   | 음반                                                                | 음반 내용                | GOT7 음반 참여                 |
| 2014 ~ | GOT7   | 음반                                                                | 음악 방송                | GOT7 음악 방송                 |
| 2014 ~ | GOT7   | 음반                                                                | 음반 콘텐츠              | GOT7 음반 콘텐츠               |
| 2014 ~ | GOT7   | 자체 제작 콘텐츠                                                    | 자체 제작 콘텐츠         | GOT7 자체 제작 콘텐츠          |
| 2014 ~ | GOT7   | 방송 목록                                                           | 방송 목록                | 단독 프로그램                  |
| 2014 ~ | GOT7   | 방송 목록                                                           | 방송 목록                | 방송 출연                      |
| 2014 ~ | GOT7   | 수상 목록                                                           | 수상 목록                | 수상 목록                      |
| 2014 ~ | GOT7   | 소통                                                                | GOT7 💚 I GOT7𓅪(아가새)  | JAY B                          |
| 2014 ~ | GOT7   | 소통                                                                | GOT7 💚 I GOT7𓅪(아가새)  | 마크 (Mark Tuan)               |
| 2014 ~ | GOT7   | 소통                                                                | GOT7 💚 I GOT7𓅪(아가새)  | 잭슨                           |
| 2014 ~ | GOT7   | 소통                                                                | GOT7 💚 I GOT7𓅪(아가새)  | 진영                           |
| 2014 ~ | GOT7   | 소통                                                                | GOT7 💚 I GOT7𓅪(아가새)  | 영재                           |
| 2014 ~ | GOT7   | 소통                                                                | GOT7 💚 I GOT7𓅪(아가새)  | 뱀뱀                           |
| 2014 ~ | GOT7   | 소통                                                                | GOT7 💚 I GOT7𓅪(아가새)  | 유겸                           |
| 2014 ~ | GOT7   | 리뷰                                                                | 리뷰                     | 리뷰                           |
| 연도   | Artist | 구분                                                                | 특징                     | 참고 문서                      |
| 2014 ~ | GOT7   | - 솔로 음반 - 유닛 음반 - 믹스테이프(Mixtape)                       | 음반                     | 솔로 음반                      |
| 2014 ~ | GOT7   | - 솔로 음반 - 유닛 음반 - 믹스테이프(Mixtape)                       | 음반                     | 또 다른 이름의 솔로 음반       |
| 2014 ~ | GOT7   | - 솔로 음반 - 유닛 음반 - 믹스테이프(Mixtape)                       | 음반                     | 유닛 음반                      |
| 2014 ~ | GOT7   | - 솔로 음반 - 유닛 음반 - 믹스테이프(Mixtape)                       | 음반                     | 유닛・솔로・듀엣곡             |
| 2014 ~ | GOT7   | - 솔로 음반 - 유닛 음반 - 믹스테이프(Mixtape)                       | 믹스테이프(Mixtape)      | Def.                           |
| 2014 ~ | GOT7   | - 솔로 음반 - 유닛 음반 - 믹스테이프(Mixtape)                       | 믹스테이프(Mixtape)      | Ars                            |
| 2014 ~ | GOT7   | - 솔로 음반 - 유닛 음반 - 믹스테이프(Mixtape)                       | 뮤직비디오               | 솔로 뮤직비디오                |
| 2014 ~ | GOT7   | - 솔로 음반 - 유닛 음반 - 믹스테이프(Mixtape)                       | 뮤직비디오               | 또 다른 이름의 솔로 뮤직비디오 |
| 2014 ~ | GOT7   | - 솔로 음반 - 유닛 음반 - 믹스테이프(Mixtape)                       | 뮤직비디오               | 유닛 그룹 뮤직비디오           |
| 2014 ~ | GOT7   | - 솔로 음반 - 유닛 음반 - 믹스테이프(Mixtape)                       | 음반・음악 방송          | 음반 콘텐츠・음악 방송         |
| 2014 ~ | GOT7   | - 솔로 음반 - 유닛 음반 - 믹스테이프(Mixtape)                       | 음반・음악 방송          | 미발매                         |
| 2014 ~ | GOT7   | - 솔로 음반 - 유닛 음반 - 믹스테이프(Mixtape)                       | 음반・음악 방송          | 재해석・Cover                  |
| 2014 ~ | GOT7   | 개인 활동 음반 - 음악 크루 - 또 다른 그룹 또는 프로젝트 그룹 - 협업 | 음반                     | 음악 크루 음반                 |
| 2014 ~ | GOT7   | 개인 활동 음반 - 음악 크루 - 또 다른 그룹 또는 프로젝트 그룹 - 협업 | 음반                     | 그룹 음반                      |
| 2014 ~ | GOT7   | 개인 활동 음반 - 음악 크루 - 또 다른 그룹 또는 프로젝트 그룹 - 협업 | 음반                     | 협업 음반                      |
| 2014 ~ | GOT7   | 개인 활동 음반 - 음악 크루 - 또 다른 그룹 또는 프로젝트 그룹 - 협업 | 뮤직비디오               | 음악 크루 뮤직비디오           |
| 2014 ~ | GOT7   | 개인 활동 음반 - 음악 크루 - 또 다른 그룹 또는 프로젝트 그룹 - 협업 | 뮤직비디오               | 그룹 뮤직비디오                |
| 2014 ~ | GOT7   | 개인 활동 음반 - 음악 크루 - 또 다른 그룹 또는 프로젝트 그룹 - 협업 | 뮤직비디오               | 협업 뮤직비디오                |
| 2014 ~ | GOT7   | 댄스・퍼포먼스                                                      | 댄스・퍼포먼스           | 음반                           |
| 2014 ~ | GOT7   | 댄스・퍼포먼스                                                      | 댄스・퍼포먼스           | 콘텐츠                         |
| 2014 ~ | GOT7   | 댄스・퍼포먼스                                                      | 댄스・퍼포먼스           | 방송 프로그램                  |
| 2014 ~ | GOT7   | 참여 음반                                                           | 참여 음반                | 참여 음반                      |
| 2014 ~ | GOT7   | 참여 음반                                                           | 참여 뮤직비디오          | 참여 뮤직비디오                |
| 2014 ~ | GOT7   | 출연 작품                                                           | 드라마・영화・뮤지컬     | 드라마                         |
| 2014 ~ | GOT7   | 출연 작품                                                           | 드라마・영화・뮤지컬     | 영화                           |
| 2014 ~ | GOT7   | 출연 작품                                                           | 드라마・영화・뮤지컬     | 뮤지컬                         |
| 2014 ~ | GOT7   | 진행                                                                | 진행・MC                 | MC・스페셜 MC                  |
| 2014 ~ | GOT7   | 진행                                                                | 진행・MC                 | 라디오 DJ・스페셜 DJ           |
| 2014 ~ | GOT7   | 다양한 크리에이티브(creative)한 활동                                | 댄스・퍼포먼스           | 콘텐츠                         |
| 2014 ~ | GOT7   | 다양한 크리에이티브(creative)한 활동                                | 댄스・퍼포먼스           | 방송 프로그램                  |
| 2014 ~ | GOT7   | 다양한 크리에이티브(creative)한 활동                                | 영상・비디오             | 영상・비디오                   |
| 2014 ~ | GOT7   | 다양한 크리에이티브(creative)한 활동                                | 화보                     | 화보                           |
| 2014 ~ | GOT7   | 다양한 크리에이티브(creative)한 활동                                | 사진                     | 사진전                         |
| 2014 ~ | GOT7   | 다양한 크리에이티브(creative)한 활동                                | 사진                     | 잡지                           |
| 2014 ~ | GOT7   | 다양한 크리에이티브(creative)한 활동                                | 패션                     | 협업                           |
| 2014 ~ | GOT7   | 다양한 크리에이티브(creative)한 활동                                | 프로듀서 & 제작 프로듀서 | RECORDS & PRODUCTION           |
| 2014 ~ | GOT7   | 다양한 크리에이티브(creative)한 활동                                | 프로듀서 & 제작 프로듀서 | 패션 브랜드                    |
| 2014 ~ | GOT7   | 참여 활동                                                           | 전시회                   | 현대미술                       |
| 2014 ~ | GOT7   | 비디오・영상 클립                                                   | 비디오・영상 클립        | 비주얼 티저・화보 비디오       |
| 2014 ~ | GOT7   | 비디오・영상 클립                                                   | 비디오・영상 클립        | 연기・내레이션・낭독 비디오    |
| 2014 ~ | GOT7   | 비디오・영상 클립                                                   | 비디오・영상 클립        | 방송・콘텐츠・영상 클립        |

## 참고 문서

### JAY B / Def.
| 연도   | Artist | 내용                                 | 참고 문서                              |
| ------ | ------ | ------------------------------------ | -------------------------------------- |
| 2012 ~ | JAY B  | JAY B / Def.의 음반 내용과 참여 목록 | - Def. / JAY B의 음반 내용과 참여 목록 |
| 2012 ~ | Def.   | JAY B / Def.의 음반 내용과 참여 목록 | - Def. / JAY B의 음반 내용과 참여 목록 |

### GOT7
| 연도   | Artist | 구분                       | 참고 문서                              |
| ------ | ------ | -------------------------- | -------------------------------------- |
| 2014 ~ | GOT7   | 음반 음악                  | - GOT7의 음반 목록                     |
| 2014 ~ | GOT7   | 음반 음악                  | - GOT7의 음반 내용과 참여 목록         |
| 2014 ~ | GOT7   | 출연 작품 음반 외 활동     | - GOT7의 출연 작품과 음반 외 활동 목록 |
| 2014 ~ | GOT7   | 수상                       | - GOT7의 수상 목록                     |
| 2014 ~ | GOT7   | 참여 음반 참여 뮤직 비디오 | - GOT7이 참여한 음반                   |
| 2014 ~ | GOT7   | 참여 음반 참여 뮤직 비디오 | - GOT7이 참여한 뮤직 비디오            |

| 연도   | GOT7                  | Artist・계정         | 제공                 |
| 2014 ~ | GOT7                  | - GOT7 (2021~)       | 유튜브               |
| 2014 ~ | GOT7                  | - GOT7 (2014 ~ 2020) | 유튜브               |
| 2014 ~ | GOT7                  | - GOT7 (일본)        | 유튜브               |
| 2014 ~ | JAY B (JAY B / Def.)  | Def.                 | 사운드클라우드       |
| 2014 ~ | JAY B (JAY B / Def.)  | JAY B                | 유튜브               |
| 2014 ~ | Mark Tuan (마크 투안) | MARK TUAN            | 공식 웹사이트        |
| 2014 ~ | Mark Tuan (마크 투안) | Mark Tuan            | 유튜브               |
| 2014 ~ | Mark Tuan (마크 투안) | marksphere           | 유튜브               |
| 2014 ~ | Jackson Wang (잭슨)   | Jackson Wang         | 유튜브               |
| 2014 ~ | Jackson Wang (잭슨)   | TEAM WANG records    | 유튜브               |
| 2014 ~ | Jackson Wang (잭슨)   | TEAM WANG design     | 유튜브               |
| 2014 ~ | Jackson Wang (잭슨)   | 잭슨 (Jackson Wang)  | 네이버 TV 채널       |
| 2014 ~ | Jackson Wang (잭슨)   | TEAM WANG design     | 패션 브랜드 웹사이트 |
| 2014 ~ | Ars (영재)            | 영재 (YOUNGJAE)      | 유튜브               |
| 2014 ~ | Ars (영재)            | 퉤레비 (TWEREBI)     | 유튜브               |
| 2014 ~ | Ars (영재)            | Ars                  | 사운드클라우드       |
| 2014 ~ | BamBam (뱀뱀)         | BamBam Official      | 유튜브               |
| 2014 ~ | 유겸 (YUGYEOM)        | 유겸 (YUGYEOM)       | 유튜브               |

| 연도   | GOT7                  | 7 for 7                                                                       | 보컬・작사 작곡 및 프로듀싱 (참여 목록)                                  | 소속사                                            |
| 2014 ~ | JAY B (JAY B / Def.)  | - JAY B의 음반 목록 - JAY B의 음반 외 활동 목록                               | 또 하나의 아티스트명이자 필명 : Def. - 음반 내용과 참여 목록 - 참여 음반 | 모브컴퍼니                                        |
| 2014 ~ | JAY B (JAY B / Def.)  | - Def.의 음반 목록 - Def.의 음반 외 활동 목록                                 | 또 하나의 아티스트명이자 필명 : Def. - 음반 내용과 참여 목록 - 참여 음반 | 모브컴퍼니                                        |
| 2014 ~ | Mark Tuan (마크 투안) | - Mark Tuan의 음반 목록 - Mark Tuan의 음반 외 활동 목록                       | - 음반 내용과 참여 목록 - 참여 음반                                      | Mark Tuan Studio                                  |
| 2014 ~ | Mark Tuan (마크 투안) | - Mark Tuan의 음반 목록 - Mark Tuan의 음반 외 활동 목록                       | - 음반 내용과 참여 목록 - 참여 음반                                      | 트랜스페어런트 아츠                               |
| 2014 ~ | Jackson Wang (잭슨)   | - Jackson Wang의 음반 목록 - Jackson Wang의 음반 외 활동 목록                 | - 음반 내용과 참여 목록 - 참여 음반                                      | TEAM WANG (잭슨의 레이블)                         |
| 2014 ~ | Jackson Wang (잭슨)   | - Jackson Wang의 음반 목록 - Jackson Wang의 음반 외 활동 목록                 | - 음반 내용과 참여 목록 - 참여 음반                                      | 써브라임 아티스트에이전시 (TEAM WANG과 업무 협약) |
| 2014 ~ | 진영 (박진영)         | - 진영 (박진영)의 음반 목록 - 진영 (박진영)의 출연 작품과 음반 외 활동 목록   | - 음반 내용과 참여 목록 - 참여 음반                                      | 비에이치엔터테인먼트                              |
| 2014 ~ | Ars (영재)            | - 영재 (Youngjae)의 음반 목록 - 영재 (최영재)의 출연 작품과 음반 외 활동 목록 | 또 하나의 아티스트명이자 필명 : Ars - 음반 내용과 참여 목록 - 참여 음반  | 앤드벗 컴퍼니                                     |
| 2014 ~ | BamBam (뱀뱀)         | - BamBam의 음반 목록 - BamBam의 출연 작품과 음반 외 활동 목록                 | - 음반 내용과 참여 목록 - 참여 음반                                      | 헤일로코퍼레이션                                  |
| 2014 ~ | 유겸 (YUGYEOM)        | - 유겸 (YUGYEOM)의 음반 목록 - 유겸 (YUGYEOM)음반 외 활동 목록                | - 음반 내용과 참여 목록 - 참여 음반                                      | AOMG                                              |